# مسجد محمد علي
مسجد محمد علي أو مسجد الألبستر أو مسجد المرمر هو أحد المساجد الأثريّة الشهيرة بالقاهرة. أنشأه محمد علي باشا ما بين الفترة من 1830م إلى 1848م على الطراز العثماني، على غرار جامع السلطان أحمد  بإسطنبول. ويدعى أحياناً بمسجد المرمر أو الألبستر لكثرة استخدام هذا النوع من الرخام في تكسية جدرانه. اهتم خلفاء محمد علي باشا بالمسجد فأتموا البناء وأضافوا إليه بعض الإضافات البسيطة، كما جعلوه مقراً للاحتفال بالمناسبات الدينية السنوية، وكانوا على الترتيب عباس حلمي باشا الأول، محمد سعيد باشا، إسماعيل باشا، توفيق باشا. إلا أن أضخم عملية ترميم كانت في عهد فؤاد الأول الذي أمر بإعادة المسجد إلى رونقه القديم بعد أن أصابت جدرانه التشققات بفعل خلل هندسي، كما اهتم ابنه فاروق الأول من بعده بالمسجد أيضاً وافتتحه للصلاة من جديد بعد إتمام عملية ترميمه.
شُيد المسجد في قسم من أرض قصر الأبلق داخل قلعة صلاح الدين الأيوبي، وهو حالياً من آثار حي الخليفة التابع للمنطقة الجنوبية بالقاهرة، ويجاوره داخل القلعة مسجد الناصر قلاوون، أما خارجها وبالقرب من سور القلعة تقع عدة مساجد أثرية أخرى تتمثل في مسجد السلطان حسن، مسجد الرفاعي، مسجد المحمودية، مسجد قاني باي الرماح، مسجد جوهر اللالا.:ج5ص315:318:58:60

## المنشئ

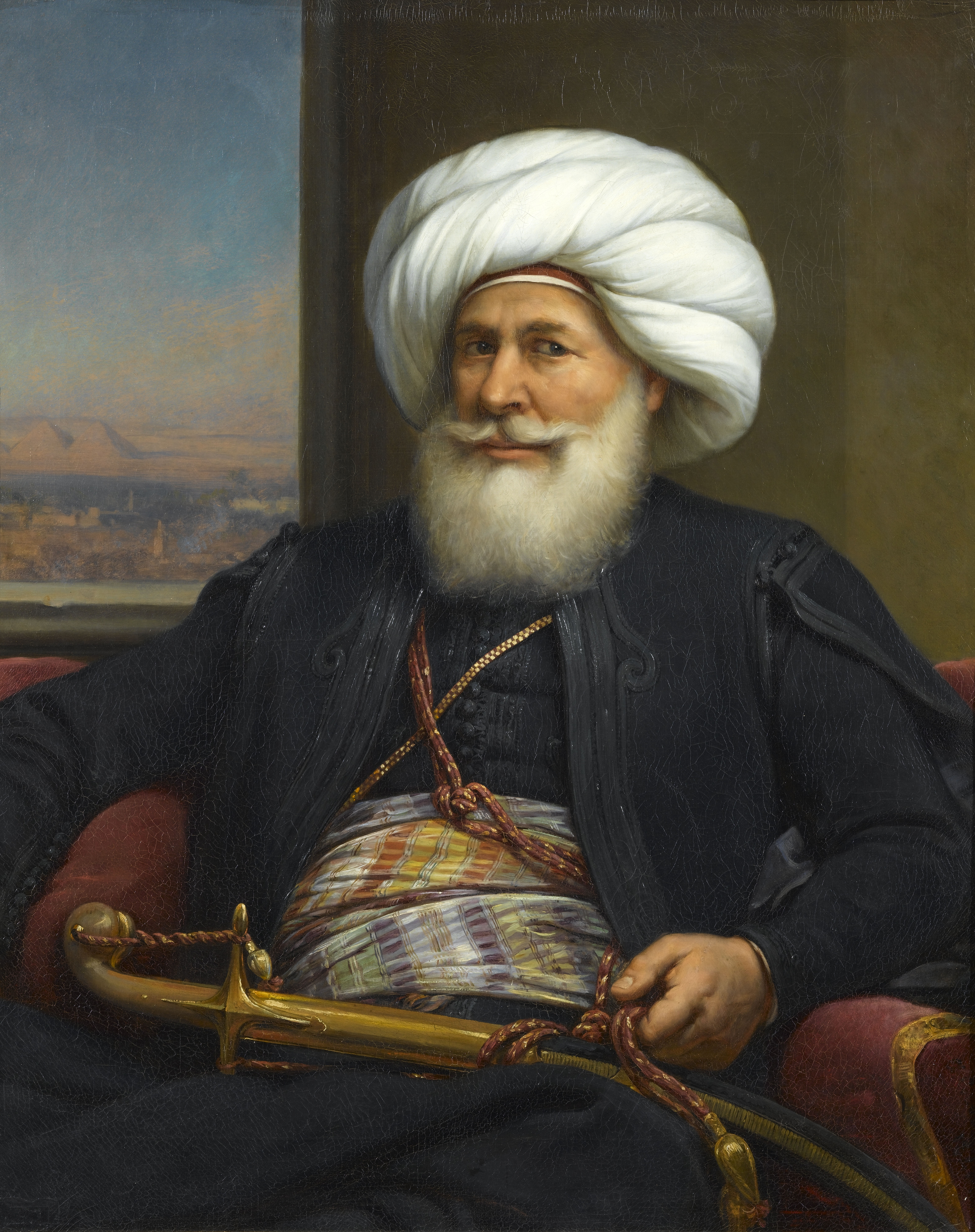
رسم لمحمد علي باشا

ولد محمد علي بمدينة قولة بمقدونيا سنة 1182هـ/1769م، وتوفي والده «إبراهيم أغا» وهو لا يزال حديث السن، ثم لم تلبث أمه أن ماتت فصار يتيم الوالدين، فكفله عمه «طوسون أغا»، وبعد وفاته تولى أمره حاكم قولة وصديق والده «الشوربجي إسماعيل» الذي أدرجه في سلك الجندية، فظهرت عليه علامات الرجولة من شجاعة وإقدام وحسن نظر، مما أهله للترقي إلى رتبة بلوك باشي. ولما أنهى فترة الجهادية، اشتغل بالتجارة سنة 1215هـ/1801م، بعد أن زوجه الشوربجي من امرأة تدعى «أمينة هانم» فأنجبت له إبراهيم وطوسون وإسماعيل ومن الإناث أنجبت له اثنتين. غيرت الأقدار مجرى حياته حين اختير ضمن قوة عسكرية قوامها ثلاثمائة جندي ألباني كان هو نائب رئيسها، والتي قررت الدولة العثمانية إرسالها إلى مصر لإخراج الفرنسيين، وكان رئيس الكتيبة هو ابن حاكم قولة الذي قرر أن يعود إلى بلده، فأصبح محمد علي قائد الكتيبة. اشترك محمد علي في موقعة أبي قير التي انتصر فيها العثمانيين بمساعدة الإنجليز، كما اشترك في هجوم الرحمانية، وأظهر بكلا المعركتين شجاعةً وإقدام. وبعد فشل الحملة الفرنسية على مصر وانسحاب قواتها، رُقي محمد علي إلى رتبة لواء، وعُين قائداً على أربعة آلاف جندي ألباني لِما أبلاه من بلاءً حسناً بالمعارك الحربية. ولَمّا استشعر الوالي العثماني ريبة من محمد علي، حاول الغدر به إلا أن الأخير سبقه وتحالف مع عثمان بك البرديسي أحد زعماء المماليك وتمكن من عزله سنة 1803م، ثم توجه محمد علي بنظره نحو تنحية زعماء المماليك فأوعز إلى البرديسي بأن محمد بك الألفي نده ما سافر إلى إنجلترا إلا ليجعلوه الزعيم الأوحد على المماليك، فقامت الفتنة بين الطرفين، فعاد الألفي وتحصن بالصعيد، ثم حرض محمد علي قواته الألبانية على طلب متأخر رواتبهم من البرديسي، الذي قام بدوره بفرض ضرائب فادحة على سكان القاهرة، فثاروا عليه واضطروه إلى الهرب، فخلا الجو لمحمد علي في القاهرة، وكان خلال ذلك يتحبب إلى الشعب ويستميل زعماؤه، فأشار عليهم بتولية خورشيد باشا محافظ الإسكندرية على مصر، فتجاوبوا مع طلبه مع تعيينه قائمقام، وقدم خورشيد باشا سنة 1804م فلما رأى توسع نفوذ محمد علي وجنوده، أوجس منهم خيفه واستقدم جنداً من الدلاة فأساؤوا معاملة الأهالي، كما سعى لدى الباب العالي لتعيين محمد علي والياً على جدة، ولكن محمد علي لم يذهب وحرض جنوده على مطالبة الوالي برواتبهم، وتحالف مع نقباء الصناع والعلماء، فحاصروا خورشيد باشا في القلعة، ونادوا بمحمد علي والياً على مصر، وألحوا على الباب العالي في ذلك، فأجابهم بولايته سنة 1220هـ/1805م.:ج5ص315:317:ج1ص376:378

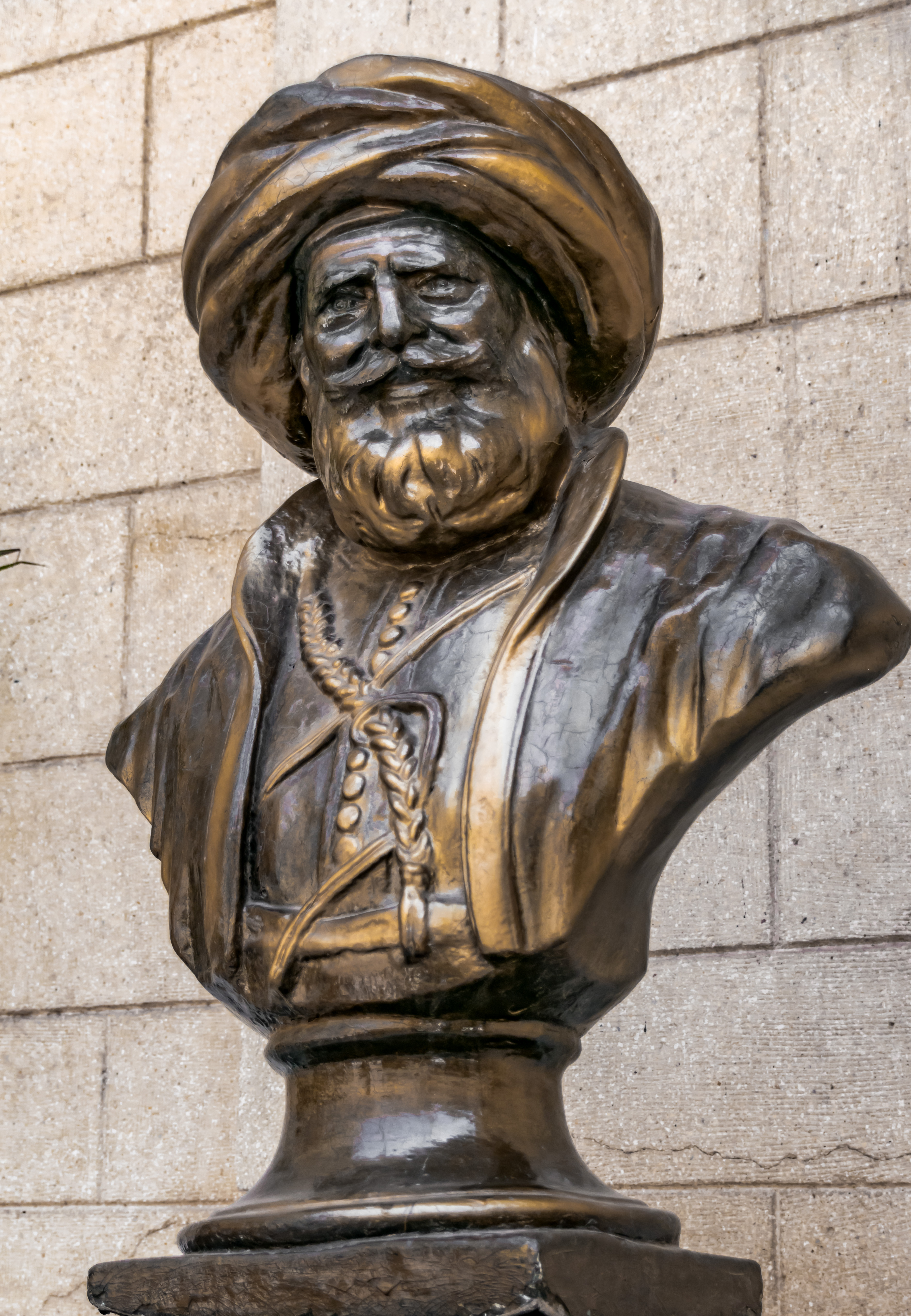
تمثال لمحمد علي باشا

قاوم زعماء المماليك سلطة محمد علي مقاومة شديدة، ودخلوا في عدة معارك كانت سجالاً بين الطرفان، وفي أثناء ذلك صدر فرمان من الباب العالي بعزل محمد علي من ولاية مصر، وتوليته ولاية سلانيك. إلا أن محمد على أظهر الامتثال واستعداده للرحيل، في حين تحجج بأن الجند يرفضون رحيله قبل سداد الرواتب المتأخرة، ولجأ إلى عمر مكرم نقيب الأشراف ليشفع له عند السلطان لإيقاف الفرمان. فأرسل العلماء والأشراف رسالة للسلطان يُزكون فيها محمد علي ويلتمسون بقاؤه، فقبلت الآستانة بشروط. ووقف الحظ إلى جانب محمد علي حين وصلته أنباء وفاة البرديسي، ومن بعده وفاة الألفي. واستطاع أيضاً أن يجلي حملة فريزر عن مصر سنة 1807م، والتي كانت تشكل واحدة من أكبر المخاطر التي تهدد حكمه. ثم توجه بنظره نحو تفتيت الزعامة الشعبية باستمالة البعض بالمال وترهيب البعض بنفي الزعيم الشعبي عمر مكرم إلى دمياط. ولم يتبقى أمامه إلا باقي زعماء المماليك الذين كانوا يشكلون الخطر العسكري الوحيد على استمرار حكمه، فلجأ محمد علي إلى الحيلة، وأعلن عن احتفال في القلعة بمناسبة إلباس ابنه طوسون خلعة قيادة الحملة على الوهابيين بالحجاز التي أمره بها السلطان مصطفى الرابع، وأرسل إلى المماليك لحضور الاحتفال فلبوا الدعوة، وما أن انتهى الاحتفال حتى دعاهم محمد علي إلى السير في موكب ابنه، وما أن وصلوا إلى المكان الذي خطط له محمد علي، حتى فوجئوا بسيل من الرصاص أبادهم عن آخرهم، ولم ينج منهم سوى «أمين بك»، بعد ذلك قام جنود محمد علي بمهاجمة بيوت المماليك والإجهاز على من بقي منهم، لتصبح بذلك جميع أطراف الدولة في يده وحده. استطاع محمد علي أن يوطد دعائم حكمه ويثبت نفسه والياً على مصر، مع إقرار حق وراثة الحكم في ذريته من بعده بأمر من السلطان عبد المجيد الأول سنة 1841م. وازدهرت مصر في عهده، وتمكن من وضع أسس النهضة العلمية والاقتصادية للدولة المصرية الحديثة، وخلال مدة الخمس والأربعين سنة التي حكمها، نهض بشتى نواحي البلاد ومرافقها، فعنى بالتعليم والجيش والزراعة والري والمالية والتجارة والصناعة والهندسة والصحة والفنون، وأنشأ لها المدارس والمصانع، وأوفد الطلاب إلى أوروبا لحصد العلوم الحديثة، وفي نفس الوقت استعان بالخبراء والعلماء الأجانب. وانتقل محمد علي باشا إلى جوار ربه سنة 1265هـ/1848م.:ج5ص315:317:ج1ص376:378

## المهندس

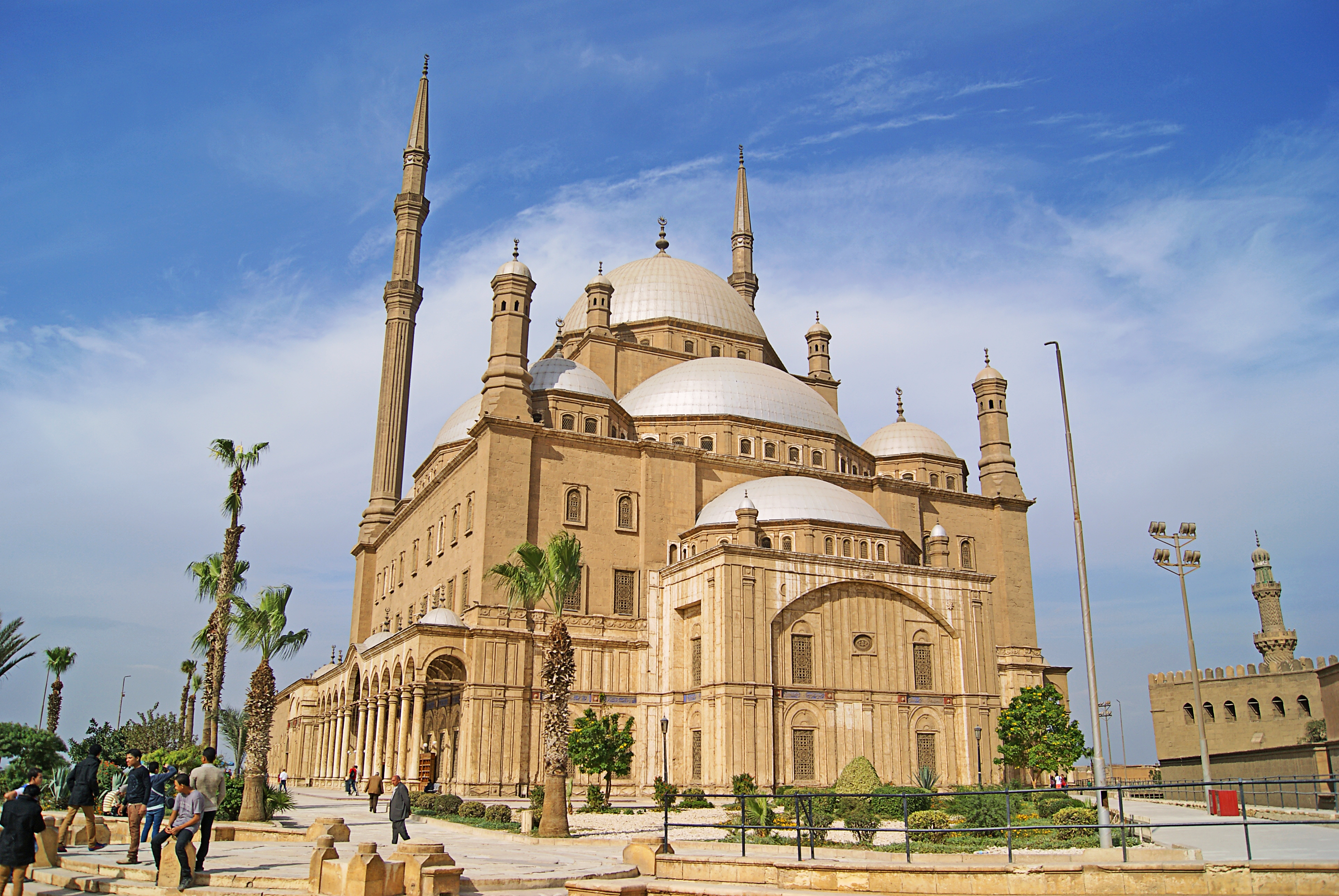
منظر عام للمسجد

طلب محمد علي باشا من المعماري الفرنسي «باسكال كوست» تصميم جامعه بالقلعة سنة 1820م، لكن المشروع توقف. حتى عهد محمد علي باشا سنة 1830م إلى المهندس التركي «يوسف بشناق» ليقوم بوضع تصميم المسجد، فاقتبس من تصميم مسجد السلطان أحمد بالآستانة المسقط الأفقي بما فيه الصحن والفسقية مع بعض التغييرات الطفيفة. أما المهندس المنفذ فلم يستدل على اسمه، ولكن استدل على اسم بعض مساعديه وبعض الصناع والفنانين ومنهم مساعد له اسمه علي حسين الذي التحق بعمارة المسجد سنة 1258هـ/1842م بوظيفة منظم أحجار، وبالنسبة للرسامين فمنهم على أفندي موسى، السيد أفندي حمد، المعلم إبرام، حكاكيان أفندي أما الشبابيك النحاسية فتولى رسمها أسطى رومي. وكان الحجارين مصريين ومنهم الأسطى حسين، الحاج إبراهيم الأنبعاوي، وكذلك النحاتين كانوا أيضاً مصريين ومنهم حسين محرم، إبراهيم حسن، وكان مقرراً على عمد النحاتين المصريين أن يرشح ثمانية من أمهر الصناع يختارهم بنفسه. وقام بأعمال الرخام عمال مصريين بمقاولة الخواجة سيمون، وتحت مباشرة يوسف ضيا أفندي، شاكر أفندي، القبطان هدايت، المعلم يوسف. وعُهد بأعمال الأهلة النحاسية وطلائها بالذهب إلى بيرون وكرابيت. أما أعمال تكسية قباب المسجد ومسلة المنارتين بالرصاص فأحضر لها عمال من الآستانة.:ج1ص378:380

## التاريخ
شرع الملك الناصر صلاح الدين الأيوبي في بناء قلعة الجبل سنة 572هـ/1176م، وأُتِم بناؤها في عهد الملك الكامل ناصر الدين محمد بن الملك العادل سنة 614هـ/1207م، واتخذت منذ ذلك التاريخ مقراً لحكم مصر حتى عهد الخديوي إسماعيل الذي نقل مقر الحكم إلى قصر عابدين. ومنذ تولى محمد علي باشا حكم مصر اعتنى بالقلعة وأصلح أسوارها، وأنشأ بداخلها قصور الحريم وسراي الجوهرة، وديواني الجهادية والمدارس، ودور الضرب والصناعة والطباعة، ومصانع الأسلحة والمدافع ومعدات الفرسان والمشاة، وأنشأ بجوارها دار المحفوظات. وبعد أن أتم إصلاحاته بالقلعة رأى أن ينشئ مسجداً يؤدي فيه هو وموظفيه الفرائض الدينية، وكي يلحق به مدفناً يكون مثواه الأخير. أنشئ المسجد في قسم من أرض قصر الأبلق الذي أنشأه السلطان الناصر محمد بن قلاوون سنة 714هـ/1314م.:3:4:4
اختير لتصميم المسجد الطراز التركي الذي أدخله المهندسين الأتراك الذين رافقوا ولاة مصر من قبل السلاطين العثمانيين، وكان أول نموذج أنشئ بمصر على هذا النسق هو مسجد سليمان باشا «سارية الجبل» بالقلعة سنة 935هـ/1528م، فمسجد سنان باشا ببولاق سنة 979هـ/1571م، فمسجد الملكة صفية سنة 1019هـ/1610م، فمسجد محمد بك أبي الذهب سنة 1187هـ/1773م، فجامع محمد علي بالقلعة سنة 1246هـ/1830م.:5
شُرع في إنشاء المسجد سنة 1246هـ/1830م، ووضع أساسه على الصخر، واختيرت الحجارة الضخمة لبناؤه، وكانت تربط بكانات من الحديد يسبك حول أطرافها بالرصاص، واستمر العمل به حتى وفاة محمد علي باشا سنة 1265هـ/1848م فدفن في المقبرة التي أعدها لنفسه بالمسجد، وكان وقتها المسجد كاملاً من أسوار وقباب ومنارات وكتابات تعلو الشبابيك، أما كسوة الوجهات بالرخام فلم يتم منها إلا القسم السفلي حتى الباب القبلي للصحن، وكسوة الأفاريز حول الشبابيك النحاسية. ولما تولى عباس حلمي باشا الأول حكم مصر سنة 1264هـ/1848م أمر بإتمام كسوة الرخام وكذلك عمل تركيبة رخامية ومقصورة نحاسية لقبر جده محمد علي باشا ووضع بداخلها شمعدانات فضية ومصاحف مذهبة، كما أمر بفرش المسجد وإضاءته بالنجف، وعين له القراء ورصد له الخيرات. وفي عهد محمد سعيد باشا الذي تولى الحكم سنة 1270هـ/1854م رصد للمسجد خيرات كثيرة وقرر أن يقام به خمس احتفالات سنوية هي ليلة المعراج، ليلة النصف من شعبان، ليلة الثالث عشر من رمضان التي توفي فيها محمد علي باشا بالإسكندرية، ليلة الرابع عشر من رمضان التي أُودع فيها محمد علي باشا مثواه الأخير، وليلة القدر، وأمر أيضاً بطلاء مقصورة القبر النحاسية وأحدث بعض التغييرات في كتابتها.:ج1ص381:216:219
وخلال عهد إسماعيل باشا الذي تولى حكم مصر سنة 1280هـ/1863م زُود المسجد بأبواب جديدة بشماعات نحاسية ومصحفان مذهبان بخط إبراهيم أفندي رشدي، وأُعد به مقصورة بجوار المنبر كي يصلي فيها السلطان عبد العزيز الأول لما حضر إلى مصر وصلى بالمسجد، كما أُحيط المسجد بأسوار وأنشئ له دورة مياه. أما بعد تولي توفيق باشا الحكم سنة 1296هـ/1879م فقد أمر بإصلاح رخام الصحن، وإعادة رصاص القباب، وزوده بمصاحف مذهبة.:ج1ص381

## التصميم
المسجد في مجموعه مستطيل البناء، ينقسم إلى قسم شرقي معد للصلاة، وقسم غربي وهو الصحن الذي تتوسطه فسقية، ولكل من القسمين بابين متقابلين أحدهما قبلي والآخر بحري. بالنسبة للقسم الشرقي فهو مربع الشكل طول ضلعه من الداخل 41 متر، تتوسطه قبة مرتفعة قطرها 21 متر، وارتفاعها 52 متر، عن مستوى أرضية المسجد، وهي محمولة على أربعة عقود كبيرة وتتكئ أطرافها على أربعة أكتاف مربعة، ومن حولها توجد أربعة أنصاف قباب، ونصف خامس يغطي بروز المحراب، بخلاف أربعة قباب صغيرة موزعة بأركان المسجد.:ج1ص384
يبلغ سمك الجدران في الأساس 2.20 متر، ويتناقص هذا السمك حتى يصل إلى 1.90 متر في أجزائه العلوية، وكسيت الجدران من الداخل والخارج بالرخام الألبستر المستقدم من محاجر بني سويف، وكذلك كسيت الأكتاف الأربعة الحاملة للقبة الكبيرة حتى ارتفاع 11 متر. وتشغل الجدار الغربي دكة المؤذنين وهي بعرض المسجد ومقامة على ثمانية أعمدة من الرخام، فوقها عقود وبها سقوف ملونة ولها سياج من نحاس، ويصعد إليها وإلى الممر العلوي المحيط بالمسجد من سلمي المنارتين. وبدائر المسجد من أسفل شبابيك كتب على أعتابها من الداخل أبيات من قصيدة البردة. وجهة القبلة يوجد المحراب المبني من رخام الألبستر، ويجاوره منبر رخامي أضيف في عهد الملك فاروق الأول، وبالقرب منه المنبر الخشبي القديم المحلى بنقوش مذهبة وهو أكبر منبر في الآثار الإسلامية المصرية.:ج1ص384:151:155
وكسيت جدران المسجد أعلى الكسوة الرخامية من الداخل ببياض حلي بنقوش ملونة ومذهبة تمثل عقوداً وزهوراً يتوسطها هلال، وكتب في أضلاع القبة بالتناوب: بسم الله، ما شاء الله، تبارك الله. ولم تقتبس زخارف المسجد من مسجد السلطان أحمد الذي اقتبس منه التصميم، ولكن اقتبست من الزخارف التي راجت في تركيا في القرن الثامن عشر الميلادي. وفي الركن الغربي القبلي يقع قبر محمد علي باشا، ووضعت عليه تركيبة رخامية حولها مقصورة نحاسية مذهبة جمعت بين الزخارف التركية والعربية والمصرية، وثبت على جدارها القبلي لوحة رخامية مكتوبة باللغة التركية تضمنت مدح لمحمد علي باشا ومدة حكمه وتاريخ وفاته. وعلى طرفي الوجهة الغربية للصحن منارتان بارتفاع 84 متر عن مستوى أرضية الصحن، بكل منهما 256 درجة إلى نهاية الدورة الثانية، خلاف درج المسلة.:ج1ص385
أما الصحن فهو فناء كبير مساحته 53 متر × 54 متر، يتوصل إليه من الباب الذي يتوسط الجدار البحري، وتحته صهريج كبير، ويحيط به أربعة أروقة ذات عقود محملة على أعمدة رخامية، وتحمل قباباً صغيرة منقوشة من الداخل ومغطاة من الخارج بألواح الرصاص مثل القبة الكبيرة وبها أهلة نحاسية. وبدائر الإيوانات 46 شباك تشرف على خارج الجامع من الجهات البحرية والغربية والقبلية، أما الجهة الشرقية فتشرف على المسجد، وبها ثمانية شبابيك يعلوها إفريز رخامي به اسم السلطان عبد المجيد ومكتوب عليه آيات من سورة الفتح بالخط الفارسي كتبها الخطاط سنكلاخ سنة 1262هـ.:ج1ص385
وسط الصحن توجد قبة الوضوء التي أنشئت سنة 1263هـ/1844م، ومقامة على ثمانية أعمدة من الرخام، وتحمل عقوداً تكون منشوراً ثماني الأضلاع، فوقه رفرف به زخارف بارزة، وباطن القبة محلى بنقوش تمثل مناظر طبيعية، وبداخل القبة قبة أخرى رخامية ثمانية الأضلاع، لها هلال رخامي، نقش عليها بزخارف بارزة عناقيد عنب، وبها طراز منقوش ملون مكتوب بالخط الفارسي بقلم سنكلاخ. ويتوسط الرواق الغربي بالصحن برج من النحاس المثقوب والمحلى بالنقوش وبالزجاج الملون بارتفاع ثلاثة أمتار، بداخله ساعة دقاقة أهديت إلى محمد علي باشا من ملك فرنسا لويس فيليب سنة 1262هـ/1845م، وأمام الوجهتين القبلية والبحرية للقسم الشرقي رواقان بهما عمد رخامية تحمل قباباً صغيرة، وبدائر المسجد والصحن شبابيك نحاسية مفرغة بأشكال زخرفية، ومكتوب على أعتابها قصيدة للشيخ محمد شهاب الدين ابتدأت من يسار الباب البحري للصحن. أما مزولة المسجد فهي من عمل سلامة أفندي المهندس، والآيات القرآنية التي كتبت على أعتاب الأبواب الأربعة قام بها الخطاط أمين أزميري سنة 1267هـ/1851م، وانتهى عمل الأبواب سنة 1261هـ/1845م، فيما انتهى العمل بالقبة الكبيرة سنة 1262هـ/1846م.:ج1ص386:387

## الترميم

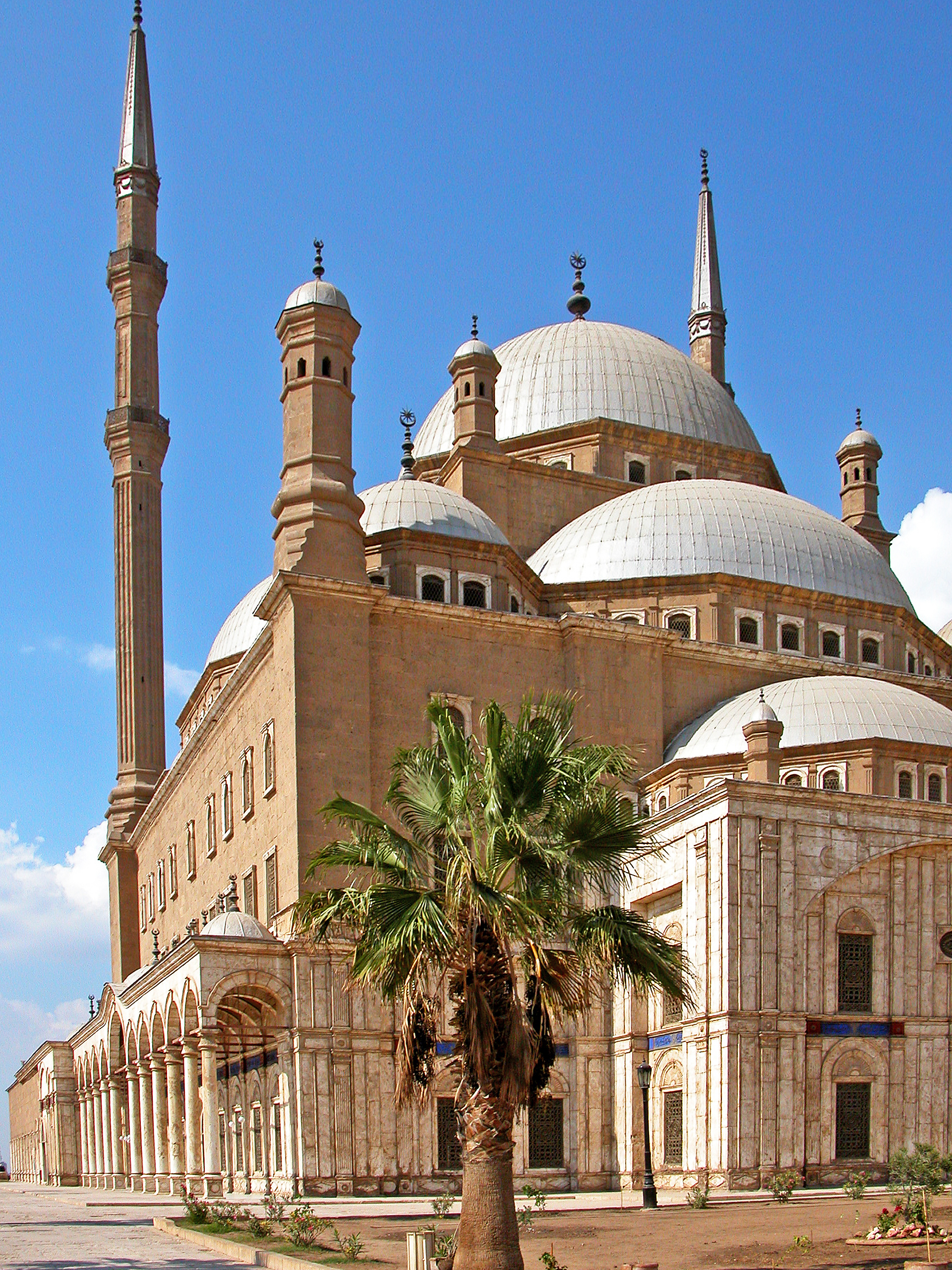
قباب ومنارات المسجد

كانت أكبر عناية نالت المسجد في عهد الملك فؤاد الأول، وذلك بسبب الخلل الجسيم الذي أصاب بنيان المسجد واكتشفه محمود باشا أحمد مدير إدارة حفظ الآثار العربية، حيث ضعفت الأجزاء التي تقوم بتوزيع الأحمال في المبنى، وتفتتت أحجار أرجل العقود تحت حمل وزن القبة الكبيرة، ودفع العقود للجدران الخارجية فأمالتها، وذلك بخلاف الشروخ التي حدثت نتيجة تأكسد الكانات الحديدية الرابطة لقطع الأحجار المبني بها المسجد. فأصدر الملك فؤاد أوامره بتشكيل لجنة من الكبار المهندسين المصريين والأجانب لفحص المسجد ووضع مشروع إصلاحه وكان ذلك في 29 ديسمبر 1931، وانتهت نتائج فحص اللجنة إلى ضرورة إزالة القبة الكبيرة وما حولها من أنصاف القباب والقباب الصغيرة، وإعادة بنائها بعد عمل شدة مكونة من هيكل من الصلب المجمع يُكون في مجموعه عدة أبراج مستقلة وعقوداً تشيد بنسب معينة لتحمل القباب والعقود، وبلغ وزن الشدة المعدنية 650 طناً وتكلفت مبلغ 16110 جنيه مصري، ولما أنتُهي من صُنعها ضرب أول معول في القبة الكبيرة وما حولها من قباب صغيرة وأنصاف قباب في 11 فبراير 1935.:ج1ص381:382:139:141
وخلال أعمال الترميم وإعادة البناء روعي إعادة العقود وغيرها بأحجامها وأبعادها المعمارية الأصلية مع تزويدها بتسليح خاص، كما احتُفظ بنفس سمك القباب القديمة الذي بلغ 0.80 متراً عن طريق عمل قباب مفرغة تحتفظ بالشكل القديم وزُخرفت بحيث تكون طبق الأصل من القديمة، ولتحقيق عملية المطابقة بين التصميم القديم والحديث احتُفظ بنماذج متعددة من الزخارف القديمة، وصُنعت نماذج ملونة قبل عملية الهدم، وأُخذت رسوم وصور فوتوغرافية لشتى أنواع الزخارف والخطوط، وبلغت تكاليف الهدم والبناء 60000 جنيه مصري، ونفقات البياض والزخرفة والتذهيب 40000 جنيه مصري، فعاد البناء بتلك الأعمال ليكون من أجل الأعمال المعمارية بمصر.:ج1ص383 وافتتح المسجد للصلاة مرة أخرى في عهد الملك فاروق الأول حين صلى فيه فريضة الجمعة في 5 محرم 1358هـ/24 فبراير 1939، ولما رأى الملك أن المنبر القديم يبعد كثيراً عن المحراب أمر بعمل منبر رخامي يتفق مع رونق المسجد، فنفذ المنبر من رخام الألبستر وطعم بالرخام الأحمر، وصنع له باب نحاسي مفرغ بزخارف متقنة، وكتب على جانبيه اسم الملك.:ج1ص387 ومن الجوانب الأخرى لعناية الملك فاروق بالمسجد ترميمه لبرج الساعة وإصلاحه للساعة التي بداخله والتي ظلت معطلة زمناً كبيراً،:ج1ص386 كما أمر بإعداد مشروع لتكسية باقي الوجهات برخام الألبستر، وجعل الساحتين أمام وجهتي المسجد القبلية والبحرية حرماً له، وتجميل ما حوله.:ج1ص388 وفي عام 2012 قامت وزارة الآثار المصرية بترميم سجاد المسجد الأثري. كما شرعت في عام 2014 بإنهاء مشروع ترميم برج الساعة. وفي عام 2017 بدأت حملة لإعادة المسجد إلى رونقه القديم، اشتملت على تنظيف التكسيات الرخامية بصحن المسجد، وإزالة الأتربة من على الزخارف الموجودة بفسقية المسجد لإزهار ألوانها ودراسة الزخارف، وإزالة المستحدث منها لإعادة تطبيقه طيقا للأساليب العلمية الحديثة.

## أشهر الزائرين
- في 20 نوفمبر 2012 زار المسجد رئيس وزراء تركيا رجب طيب أردوغان.[17]
- في 18 أبريل 2016 زار المسجد الرئيس الفرنسي فرانسوا أولاند.[18]

## التكريم
كأحد أبرز المعالم السياحية والأثرية المصرية، سلطت الدولة المصرية الضوء على المسجد من خلال تزيين وجه عدة عملات ورقية وفضية برسم صورته، والتي يستخدم حالياً منها العملة الورقية فئة عشرون جنيهاً، وذلك بخلاف العملات السابقة التي كانت تزينها صورته مثل العشرة قروش الورقية، والعشرة قروش المعدنية.

عملة مصرية ورقية "سابقة" فئة مائة جنيه
عملة مصرية ورقية "سابقة" فئة مائة جنيه
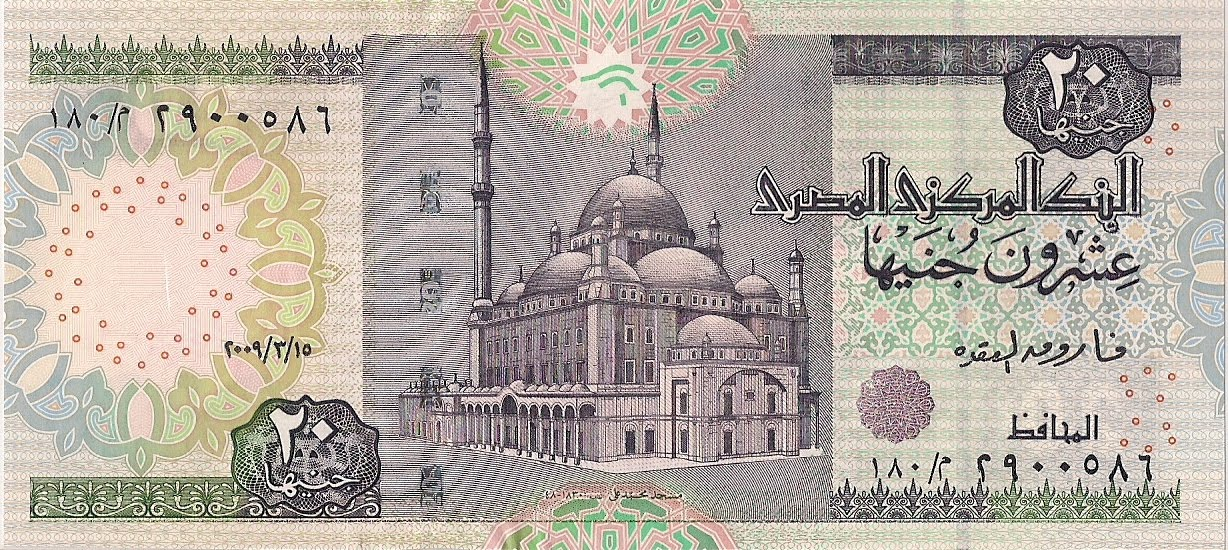
عملة مصرية ورقية "حالية" فئة عشرون جنيهاً
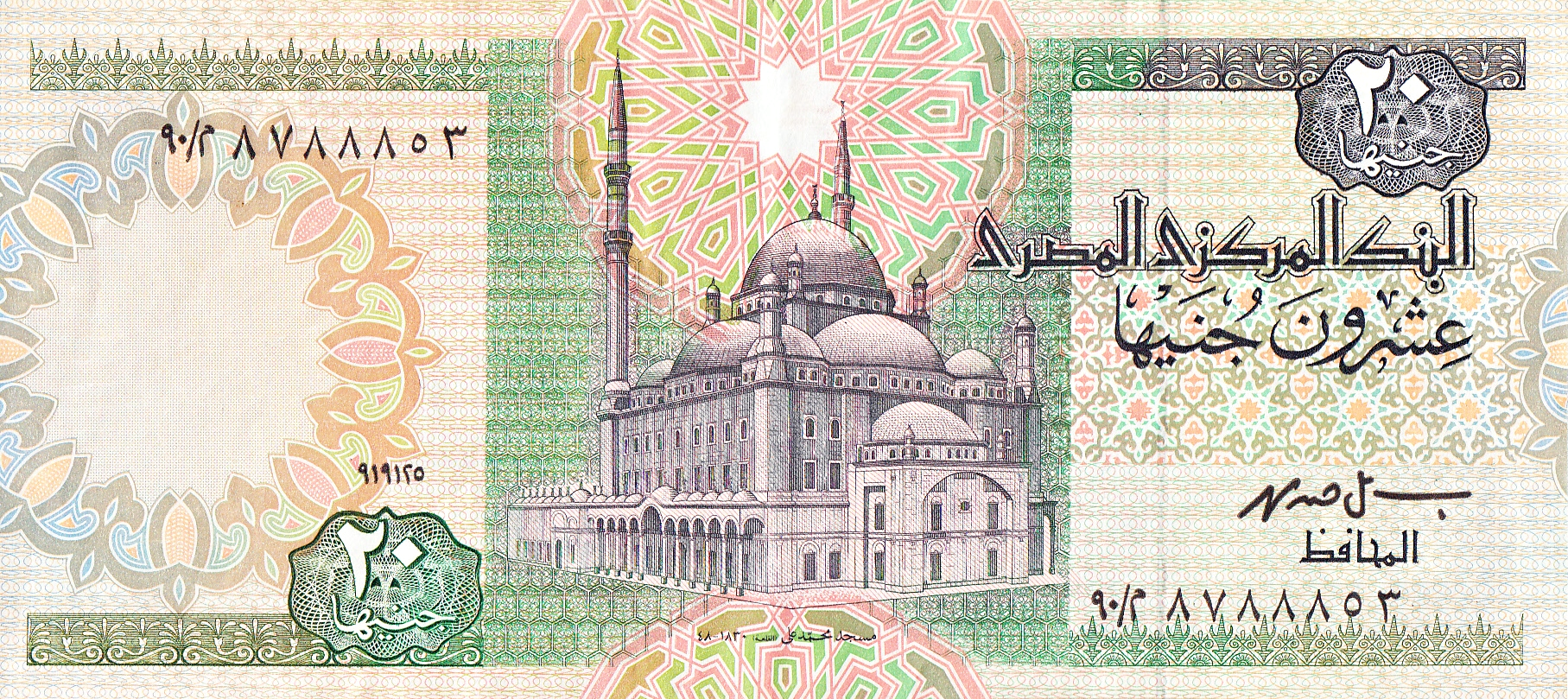
عملة مصرية ورقية "سابقة" فئة عشرون جنيهاً
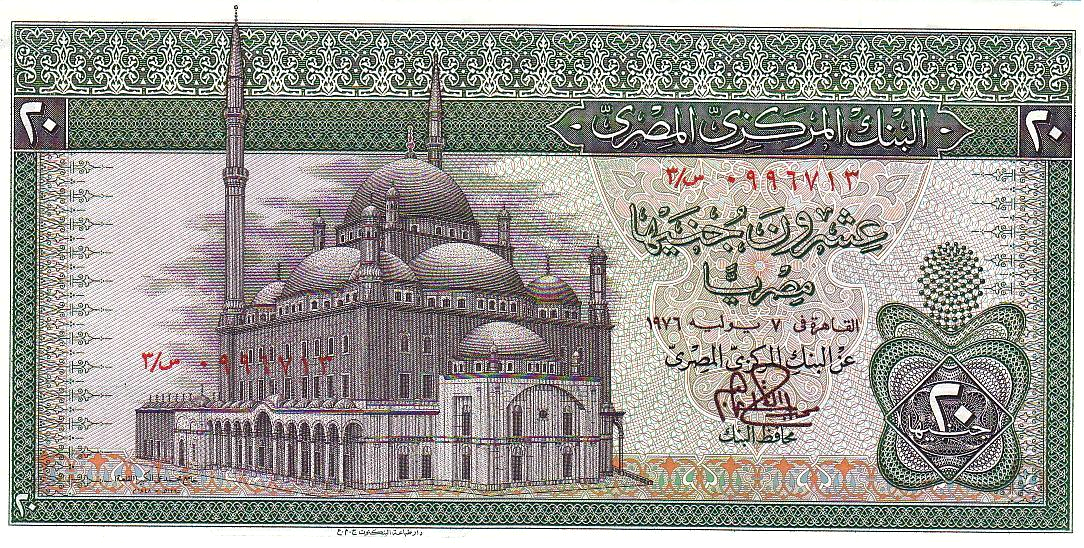
عملة مصرية ورقية "سابقة" فئة عشرون جنيهاً
عملة مصرية ورقية "سابقة" فئة خمسة جنيهات
عملة مصرية ورقية "سابقة" فئة خمسة جنيهات
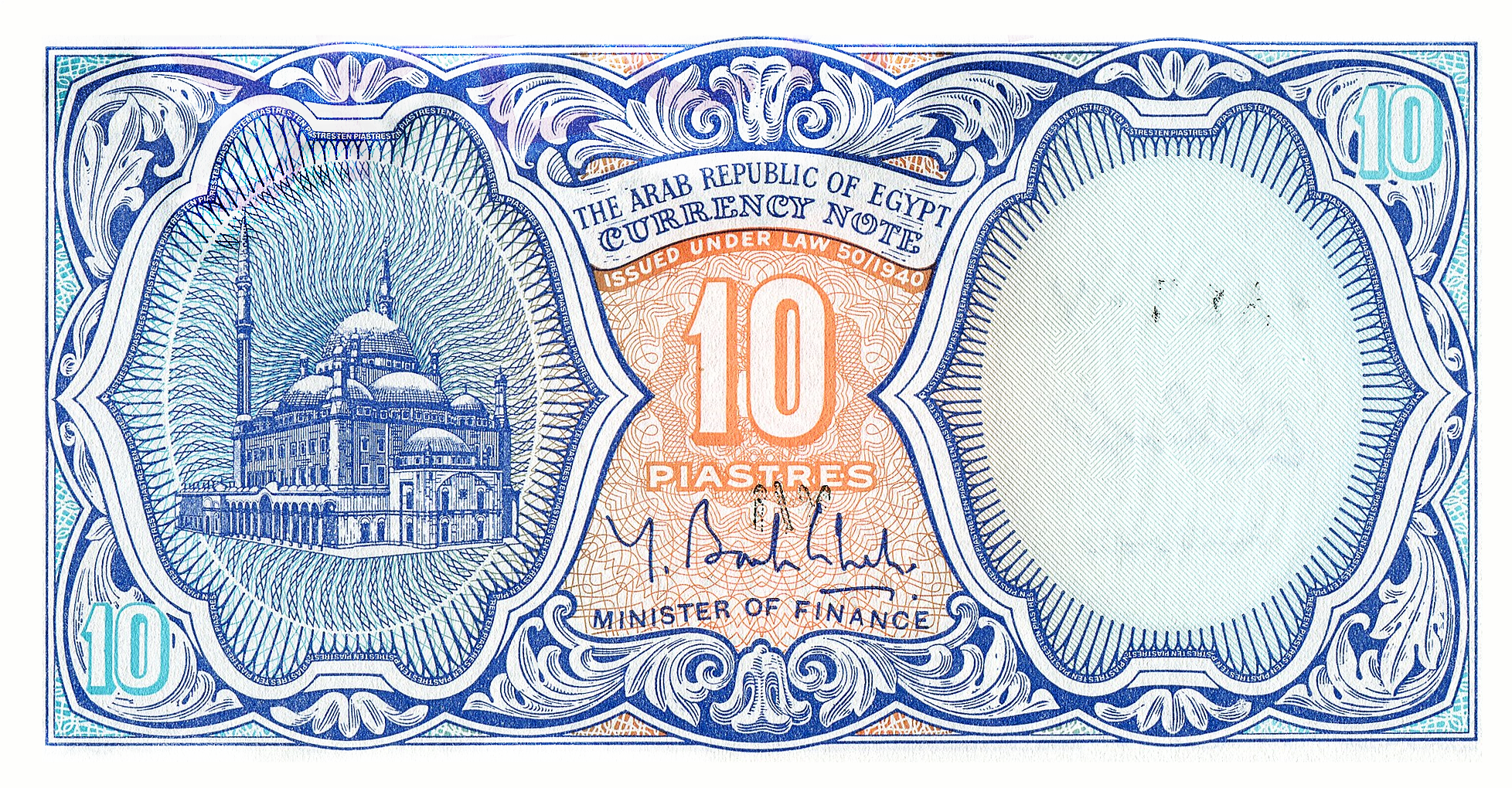
عملة مصرية ورقية "سابقة" فئة عشرة قروش

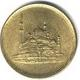
عملة مصرية معدنية "سابقة" فئة عشرة قروش
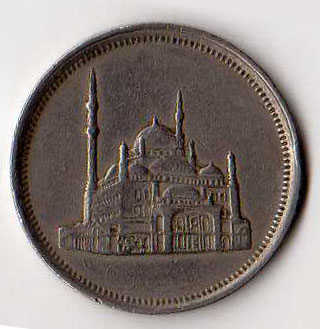
عملة مصرية معدنية "سابقة" فئة عشرة قروش
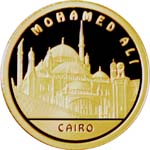
عملة تذكارية كازاخستانية معدنية فئة 500 تينغ

## معرض صور

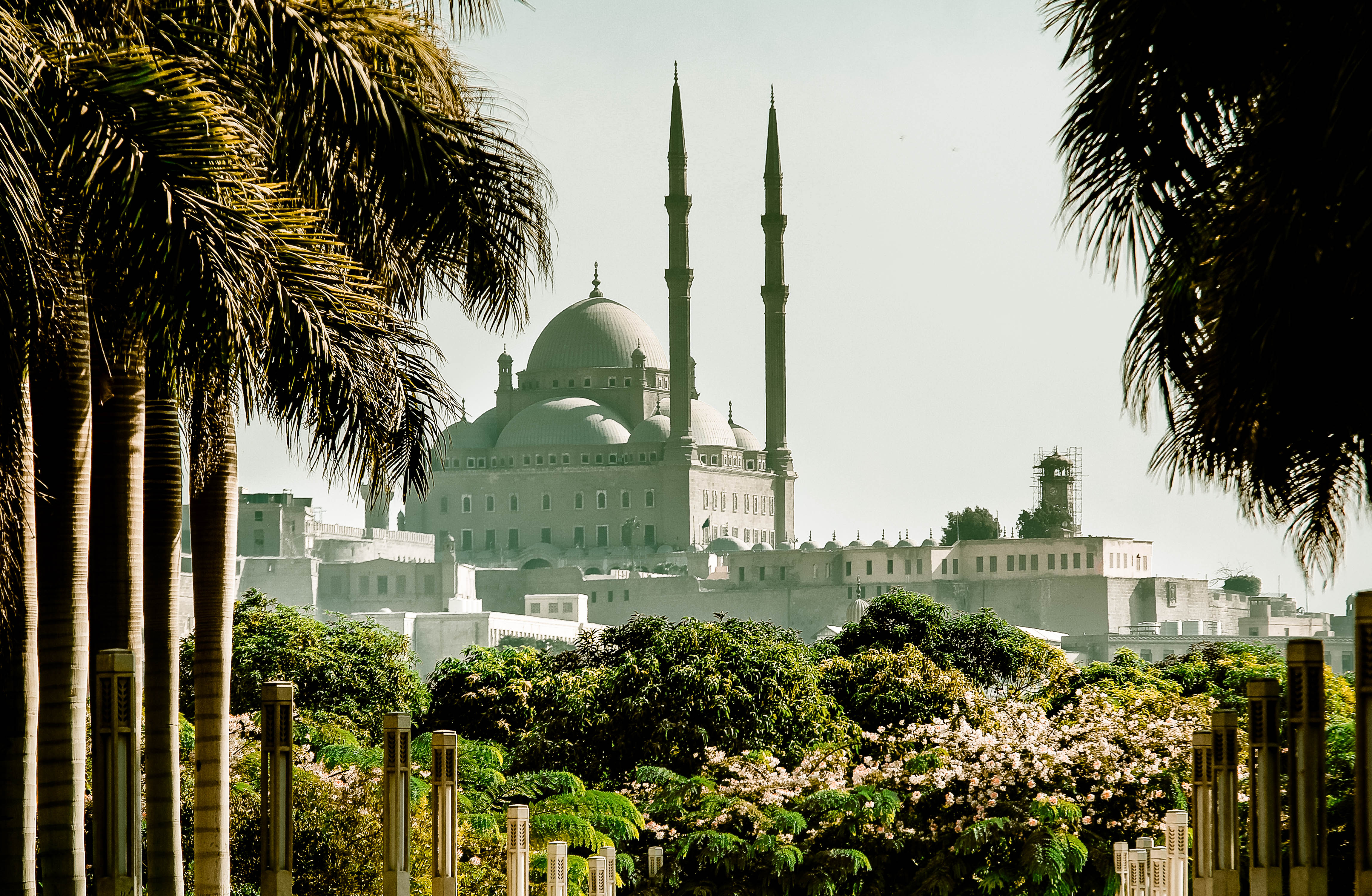
منظر عام للمسجد
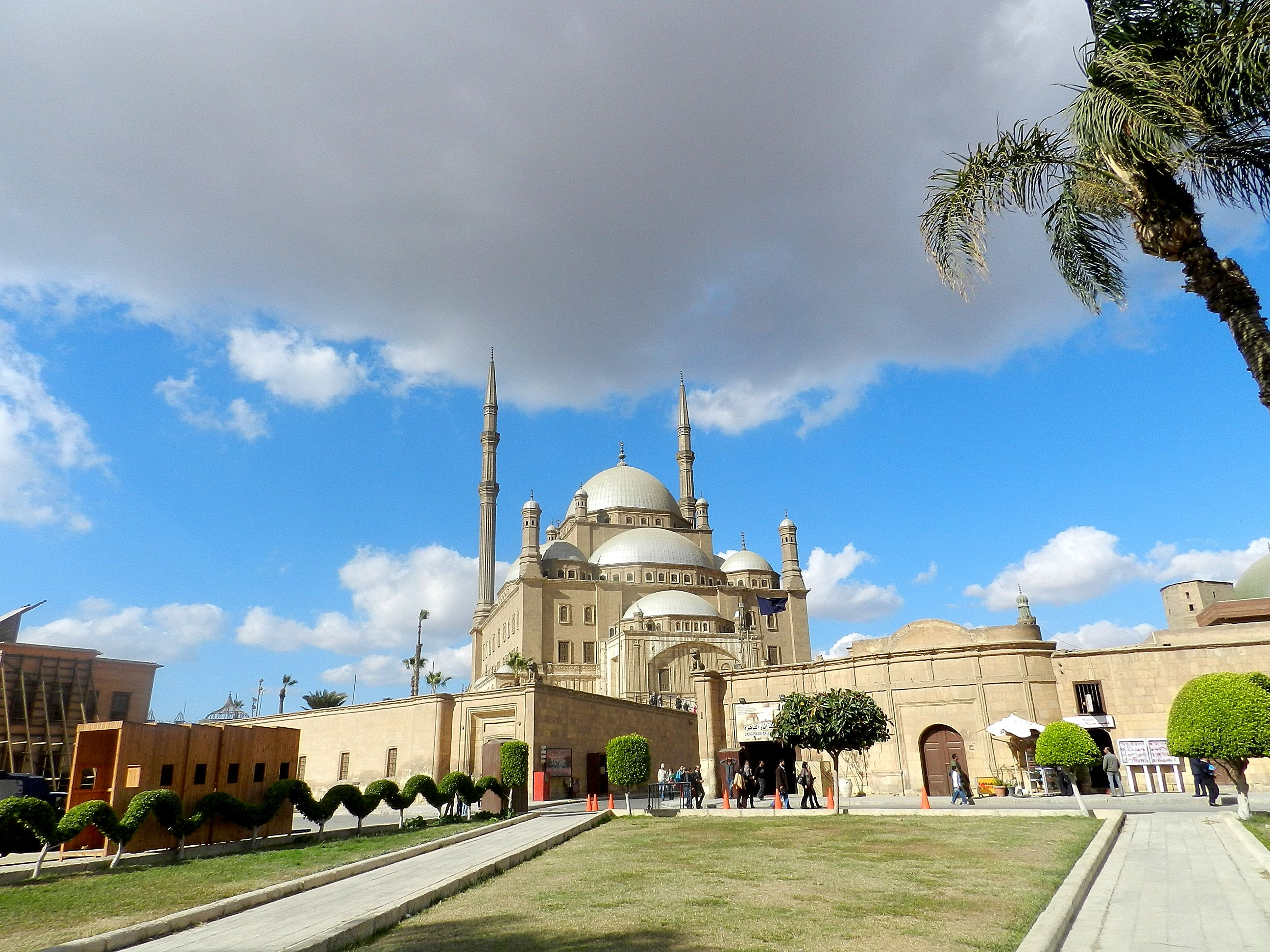
منظر عام للمسجد
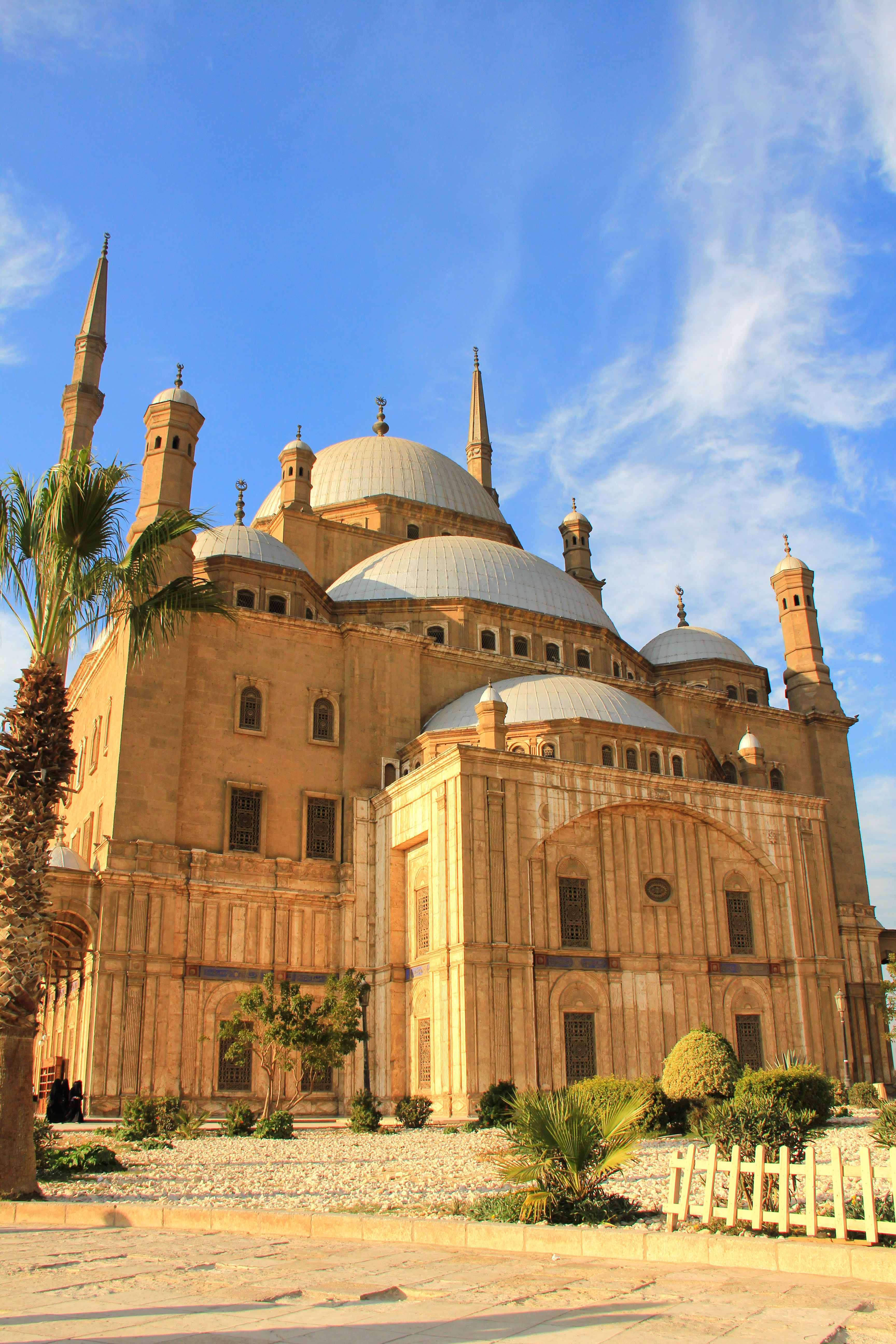
منظر عام للمسجد
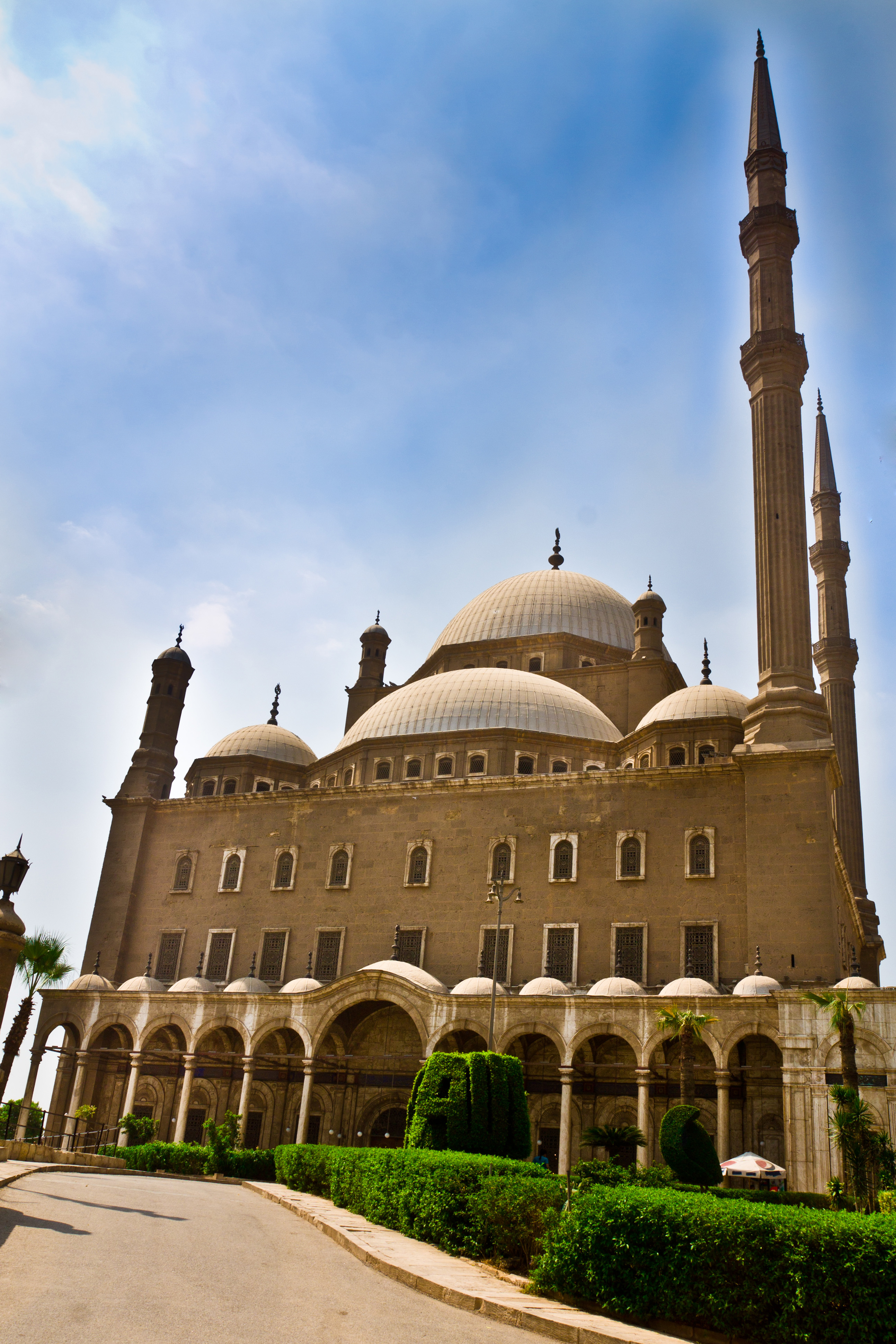
منظر عام للمسجد
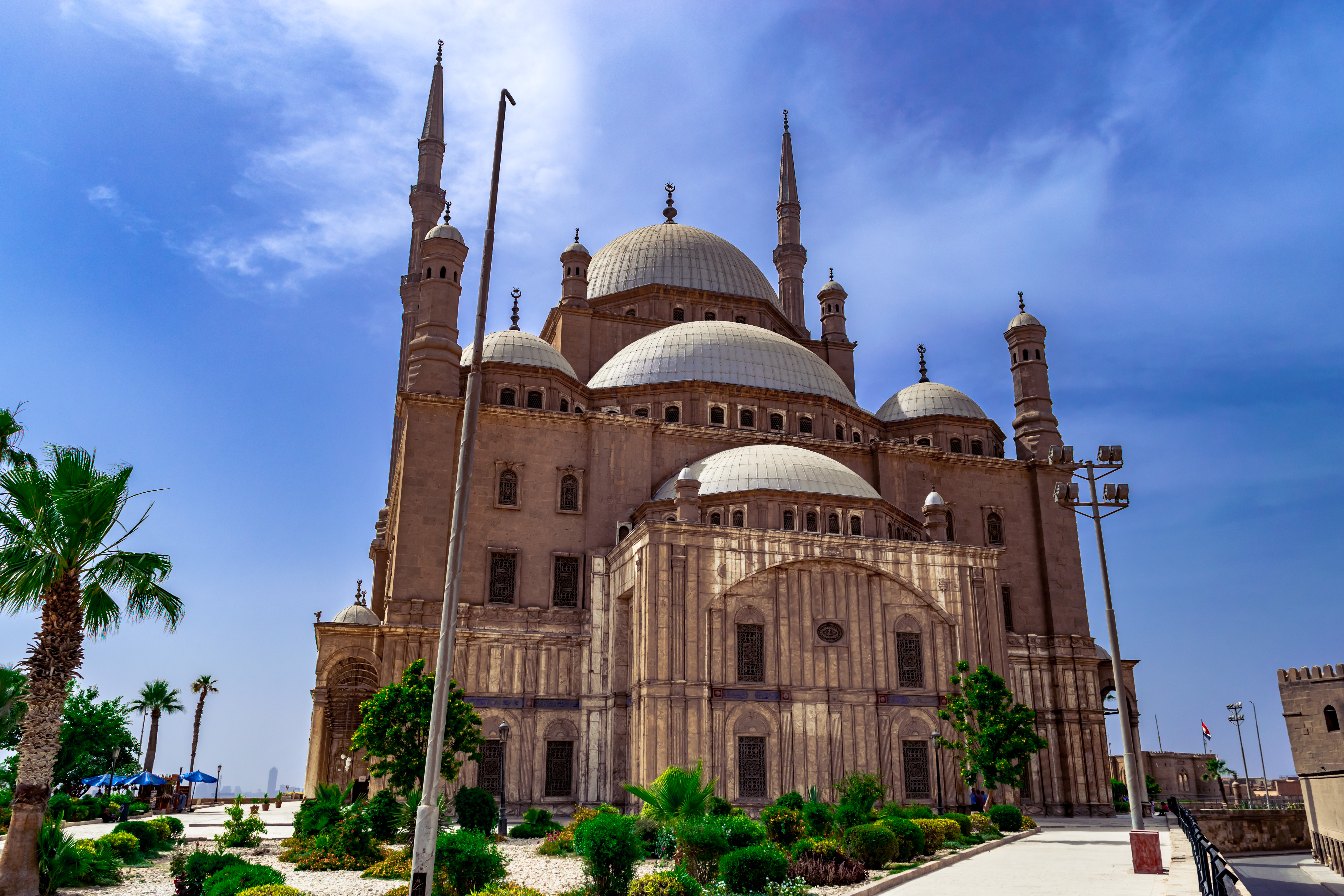
منظر عام للمسجد
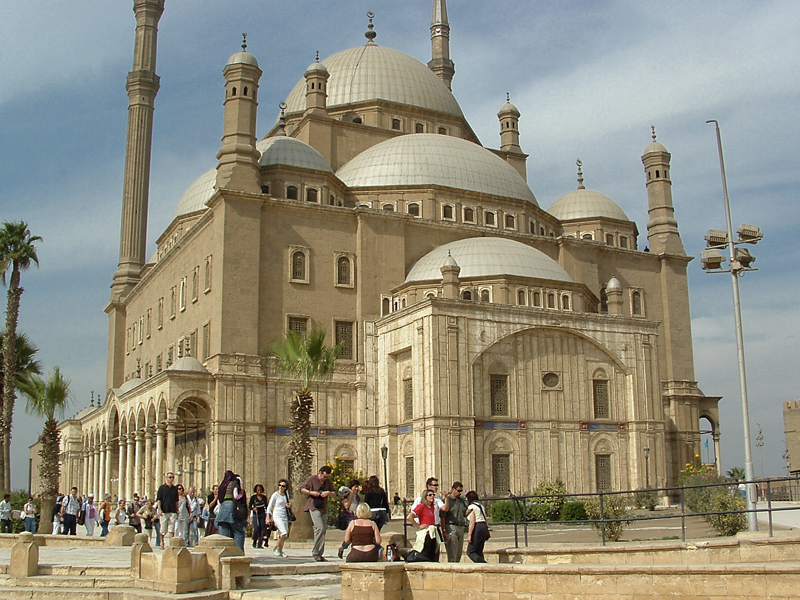
منظر عام للمسجد
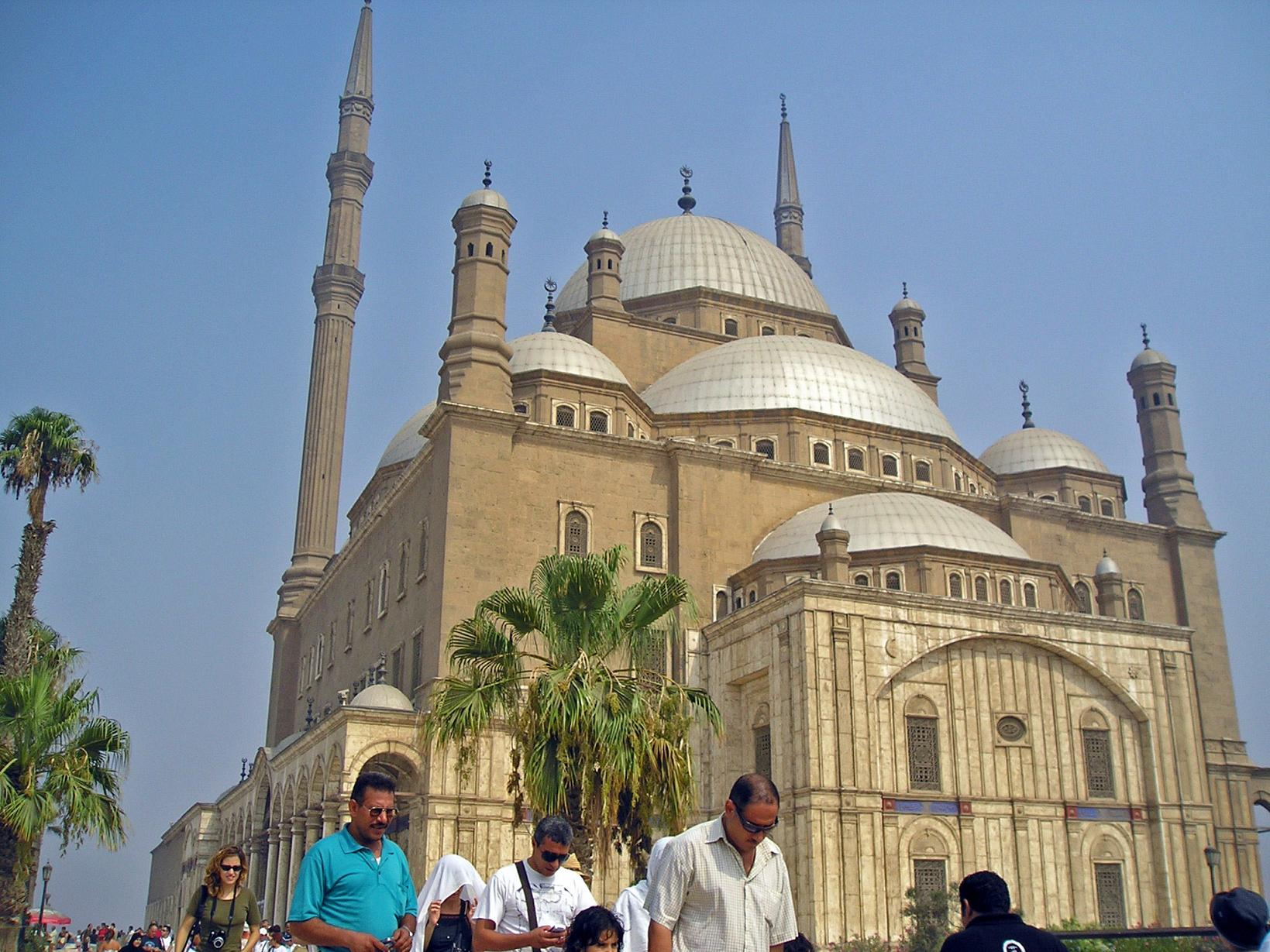
منظر عام للمسجد
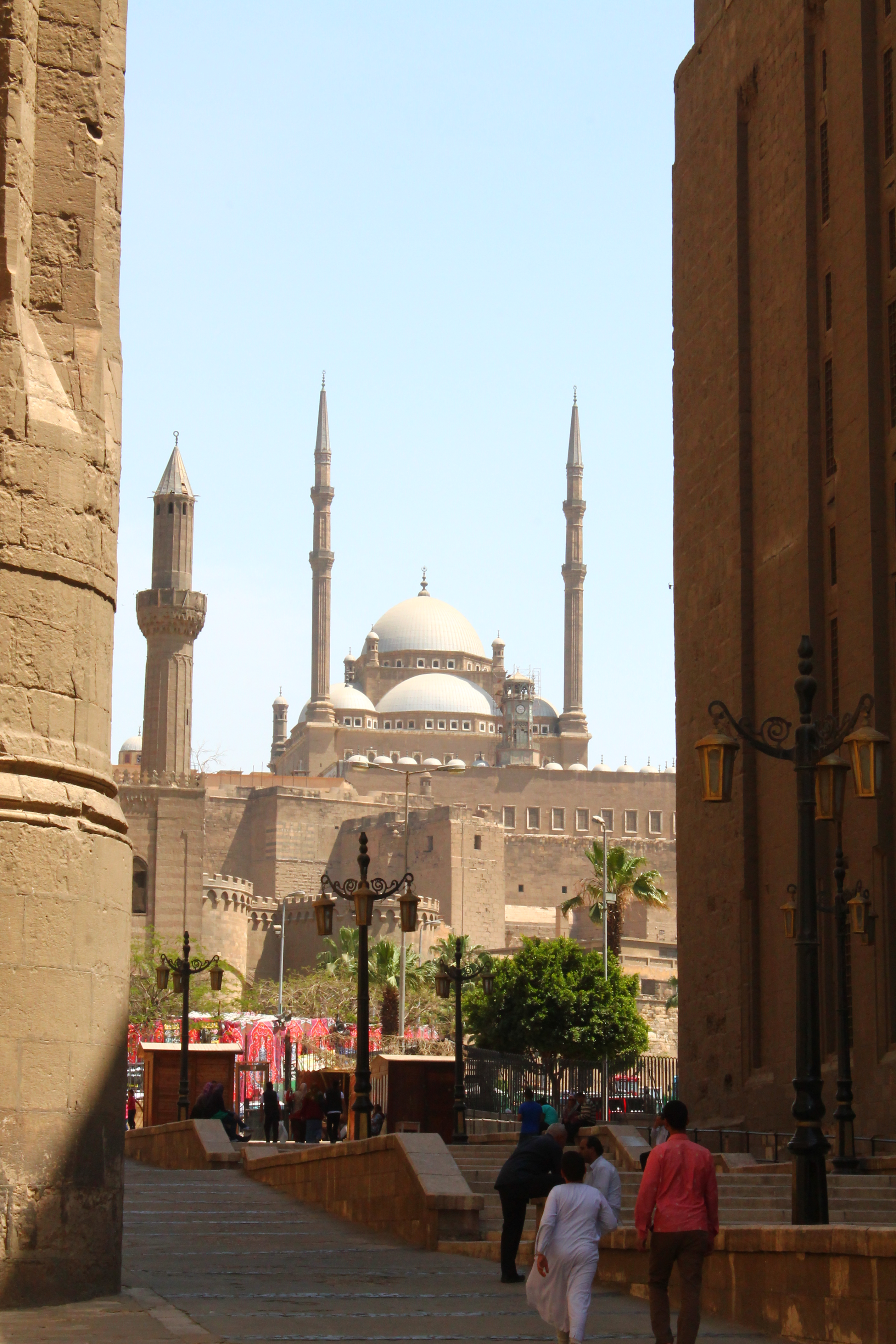
منظر عام للمسجد
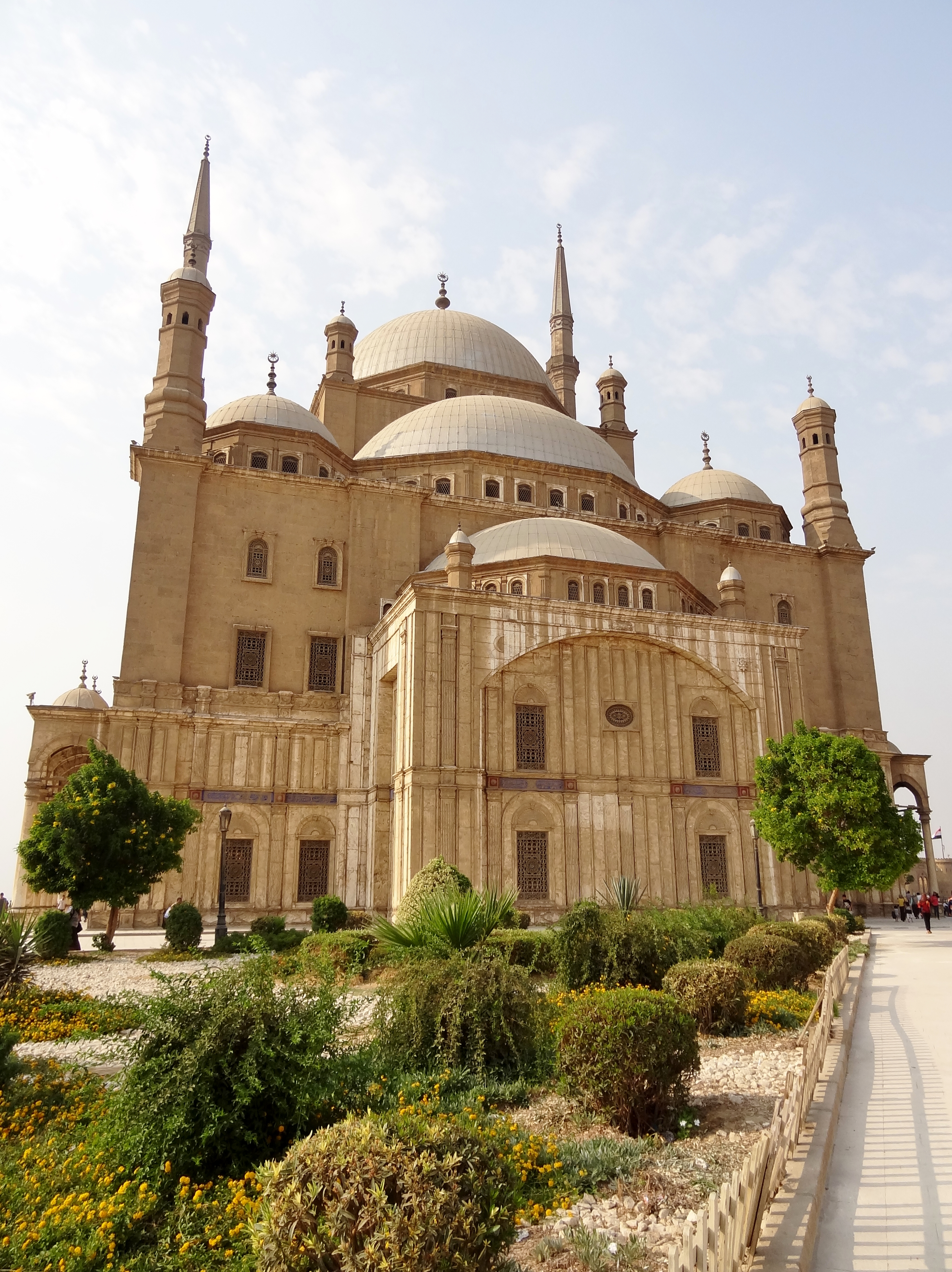
منظر عام للمسجد
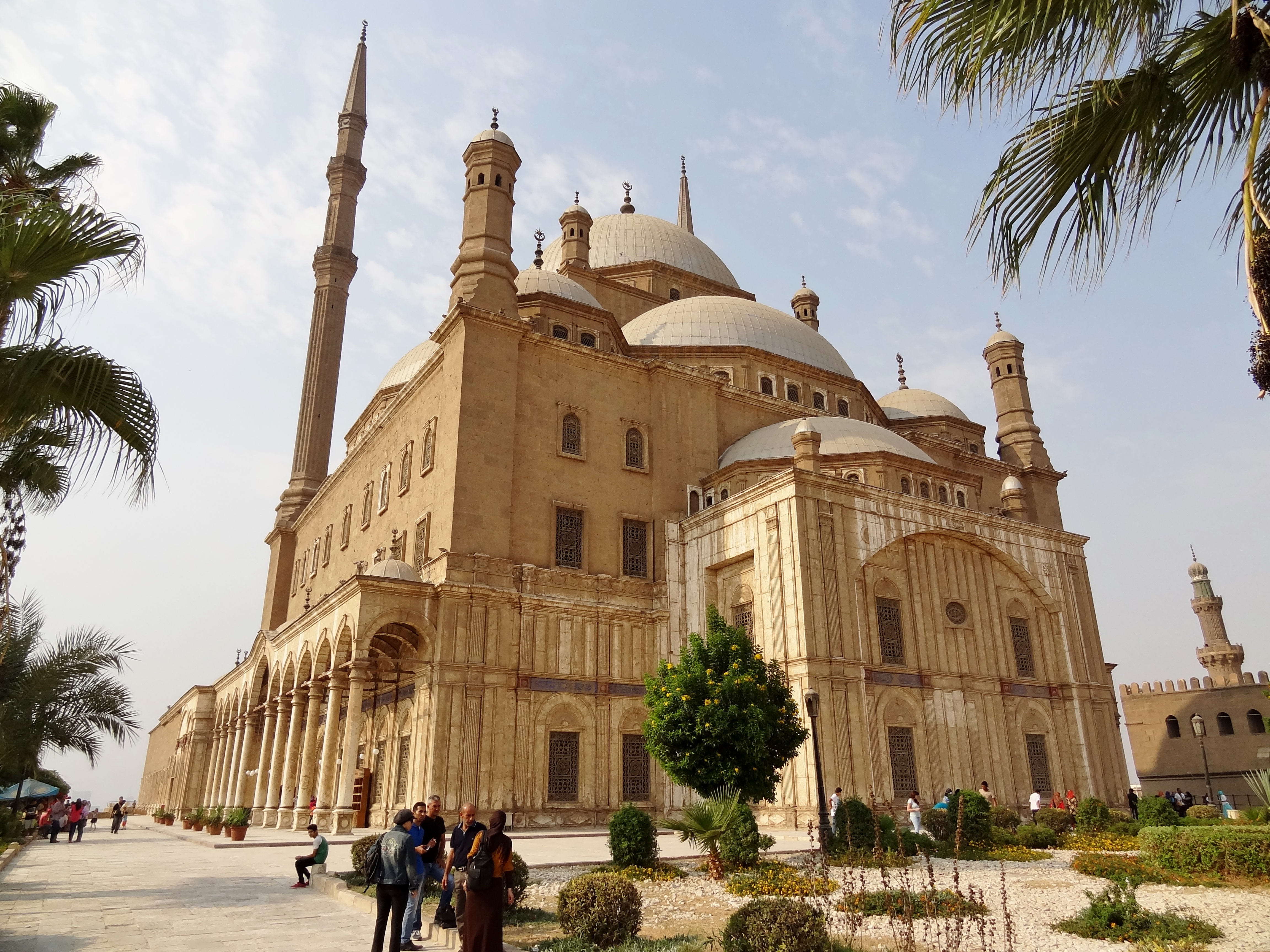
منظر عام للمسجد
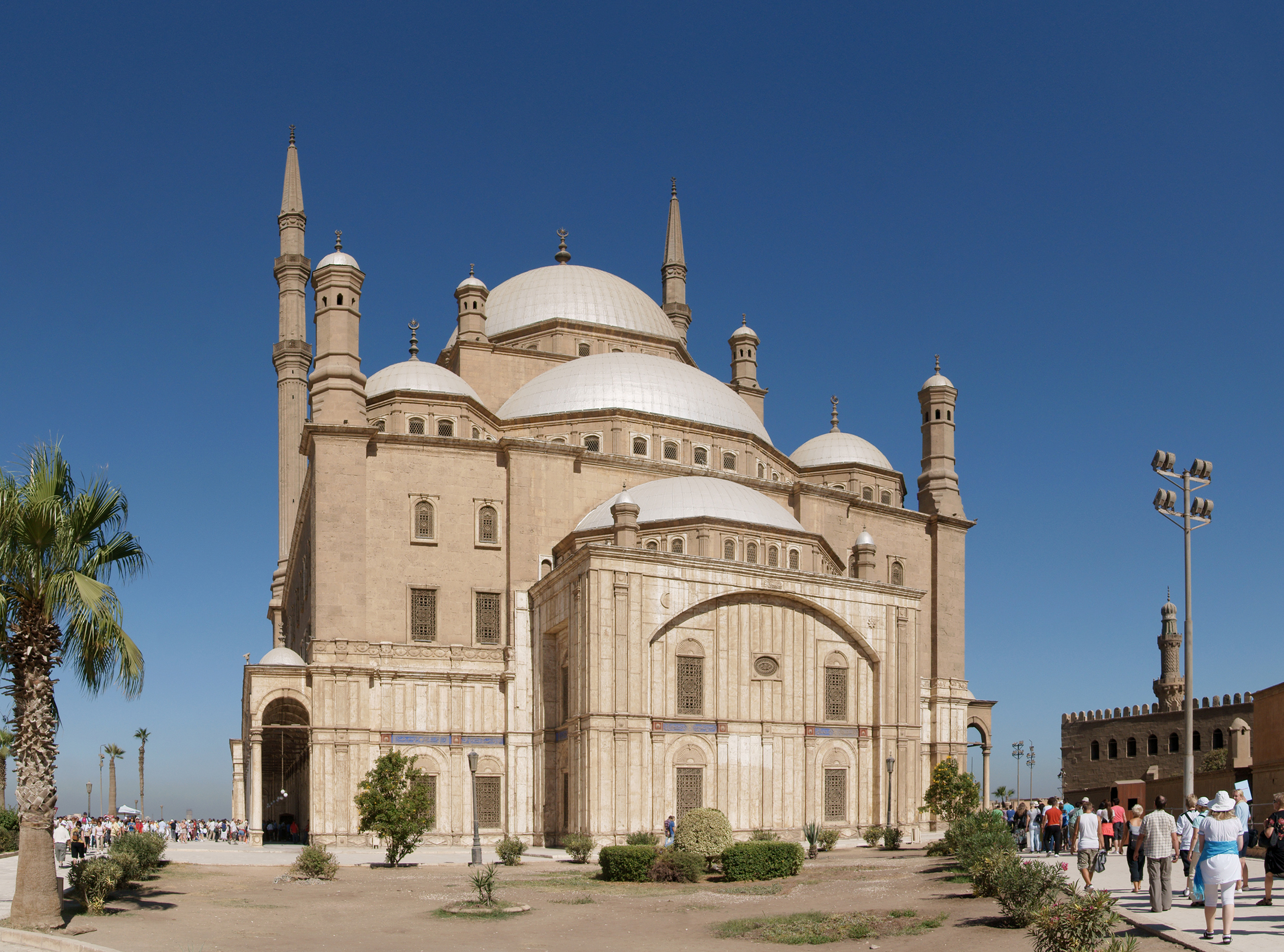
منظر عام للمسجد
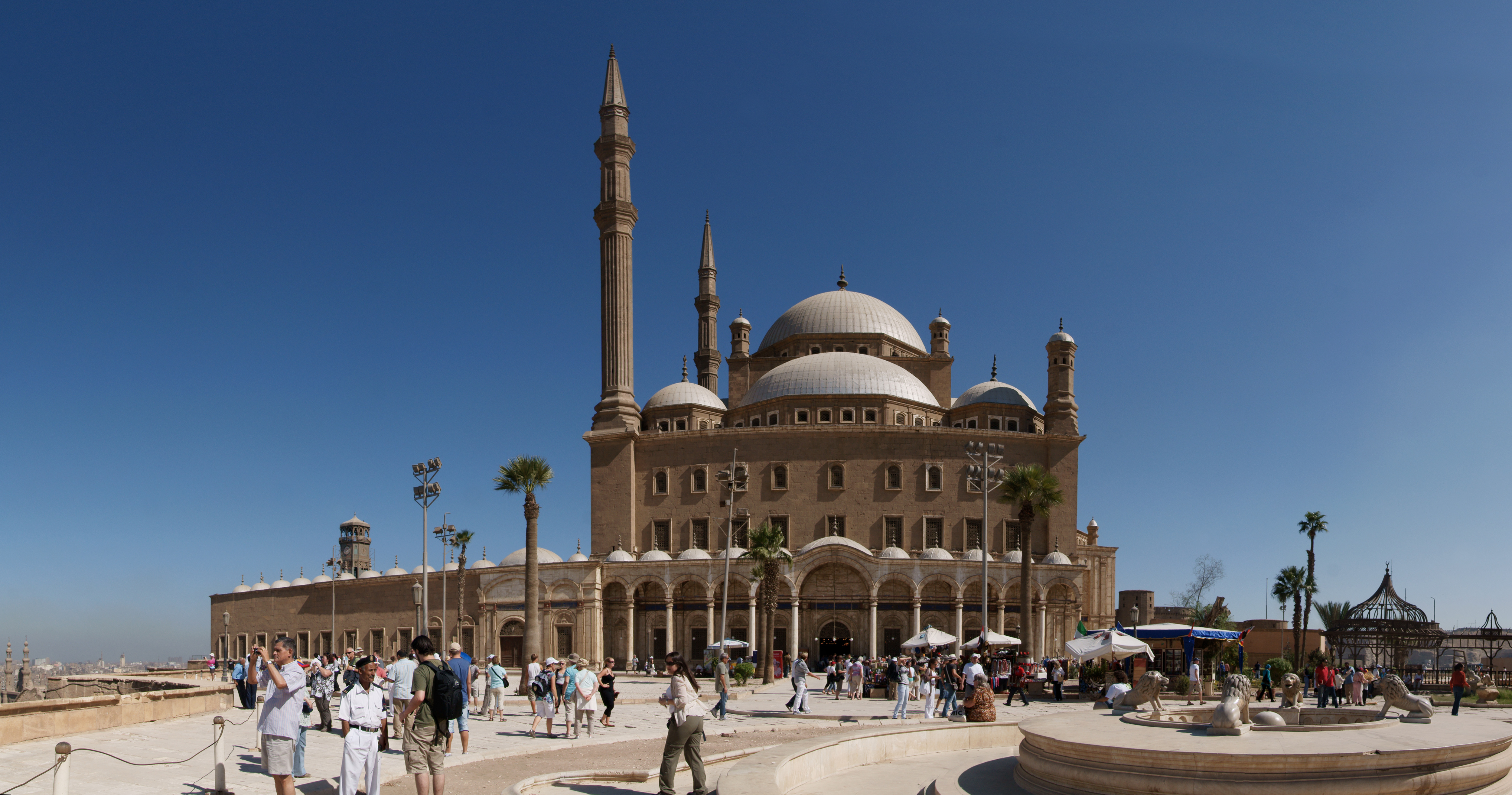
منظر عام للمسجد
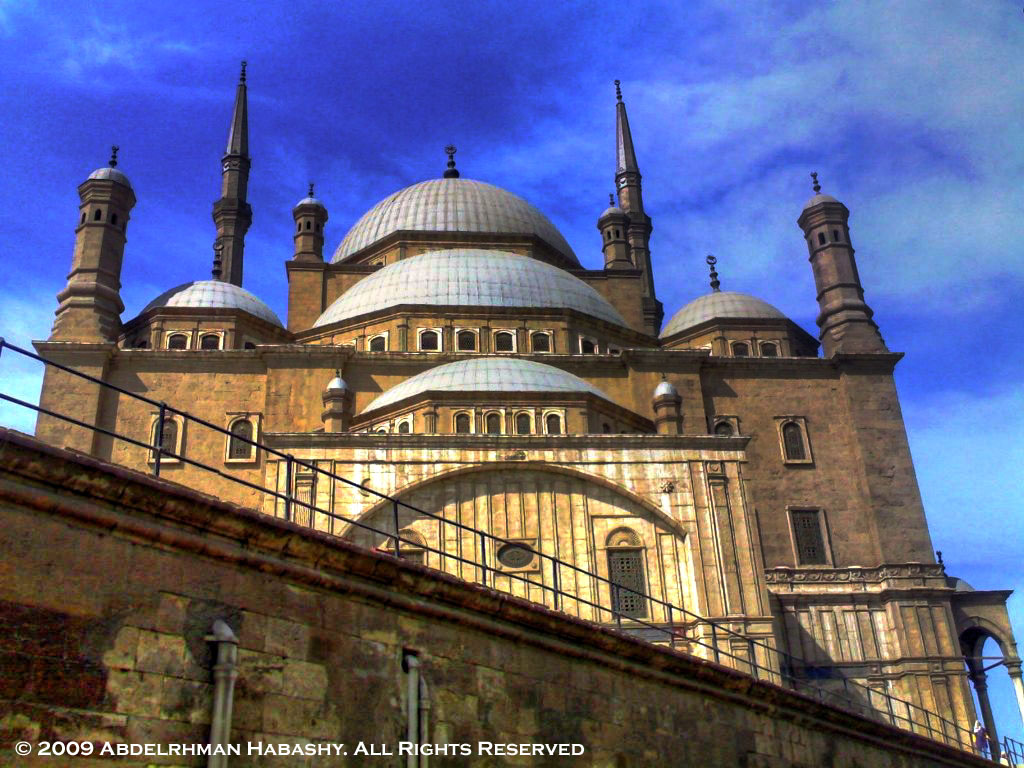
منظر عام للمسجد
منظر عام للمسجد
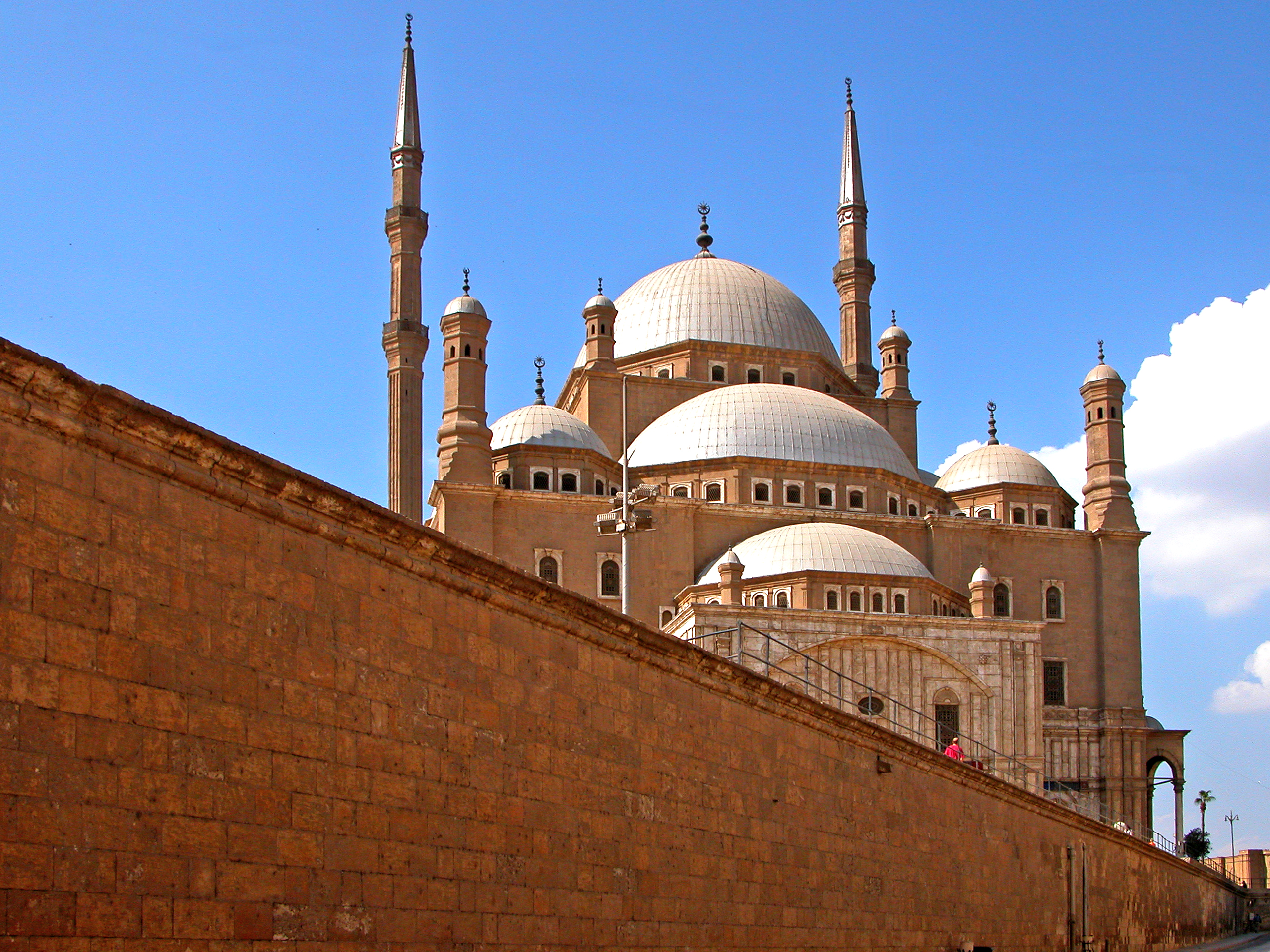
منظر عام للمسجد
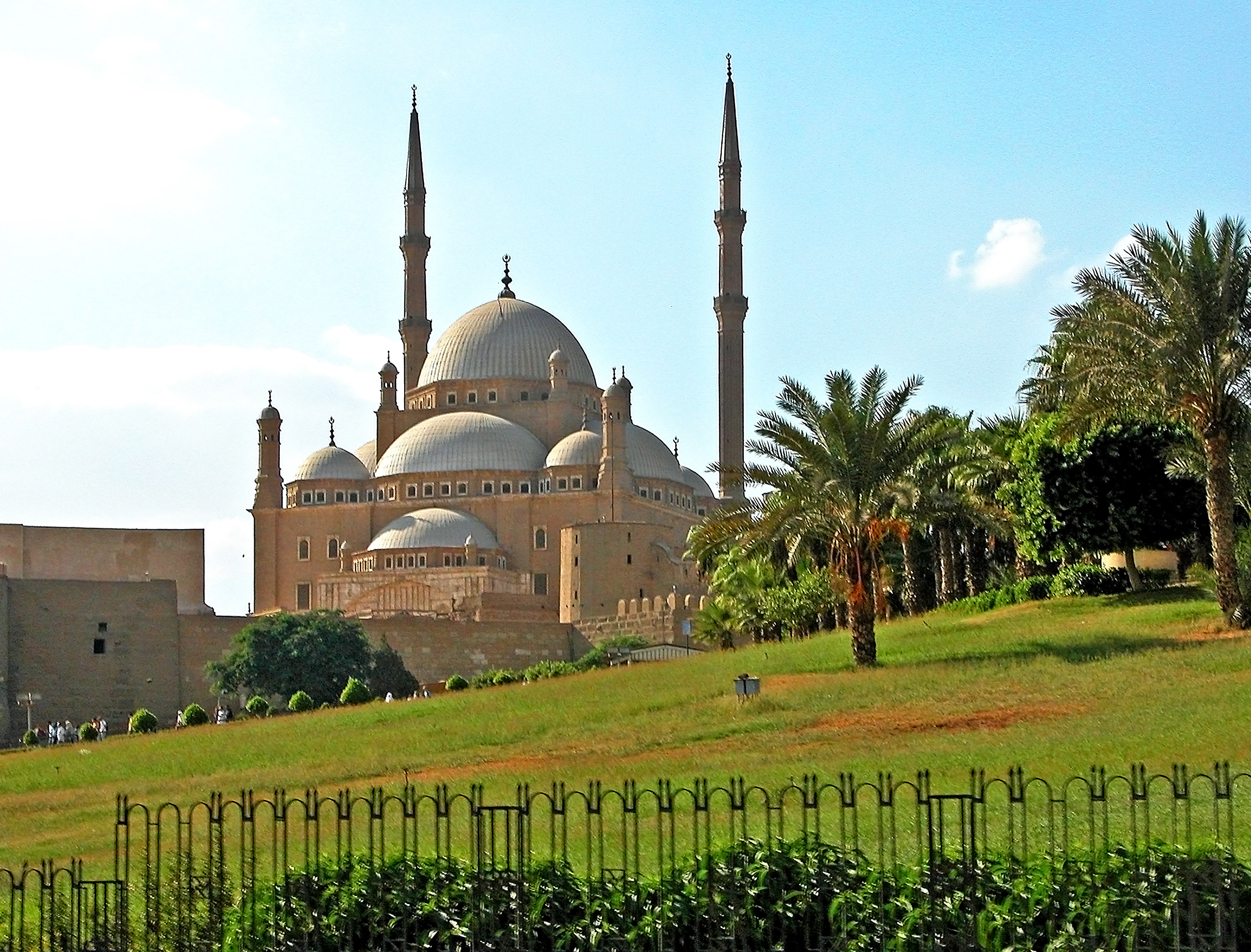
منظر عام للمسجد
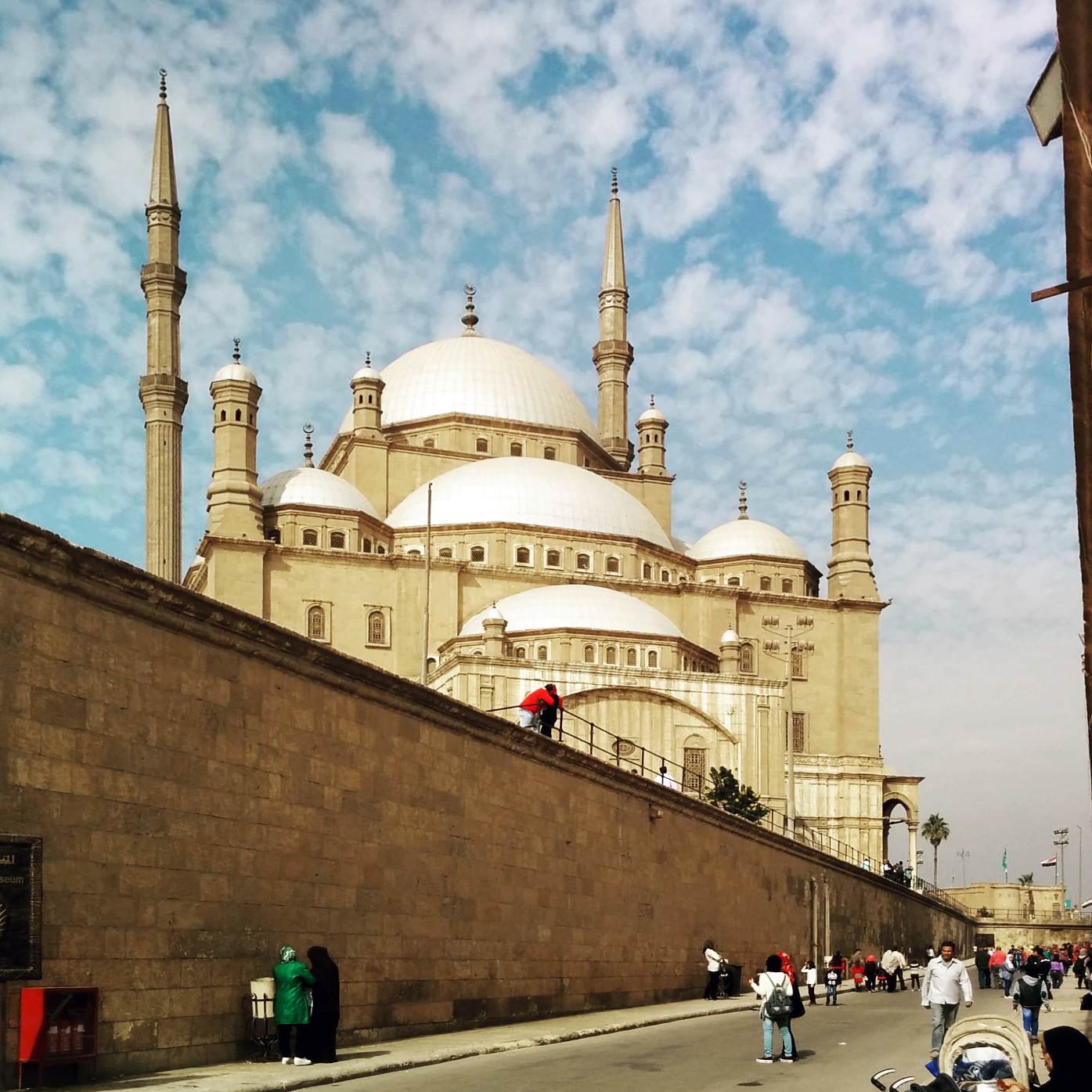
منظر عام للمسجد
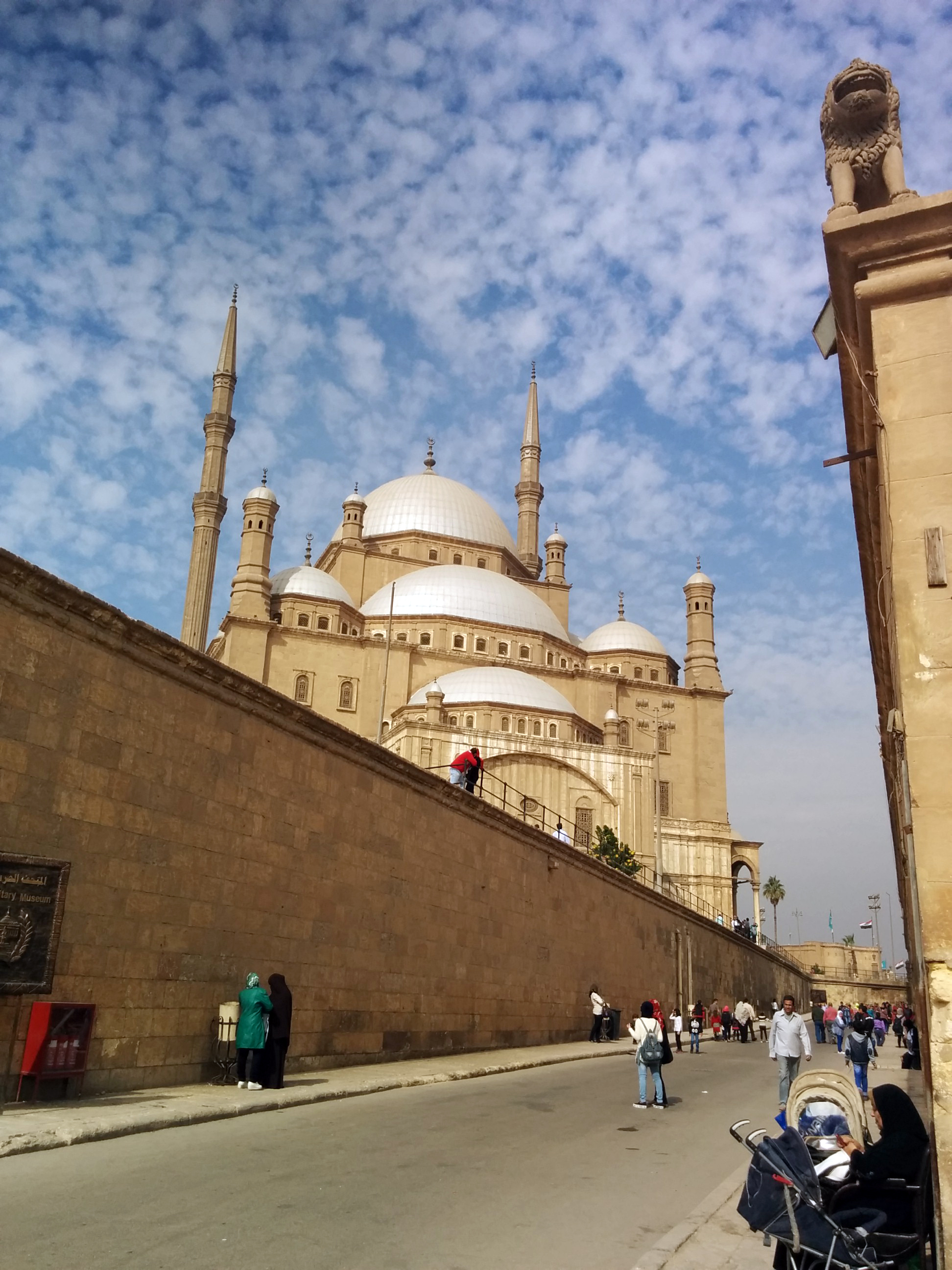
منظر عام للمسجد
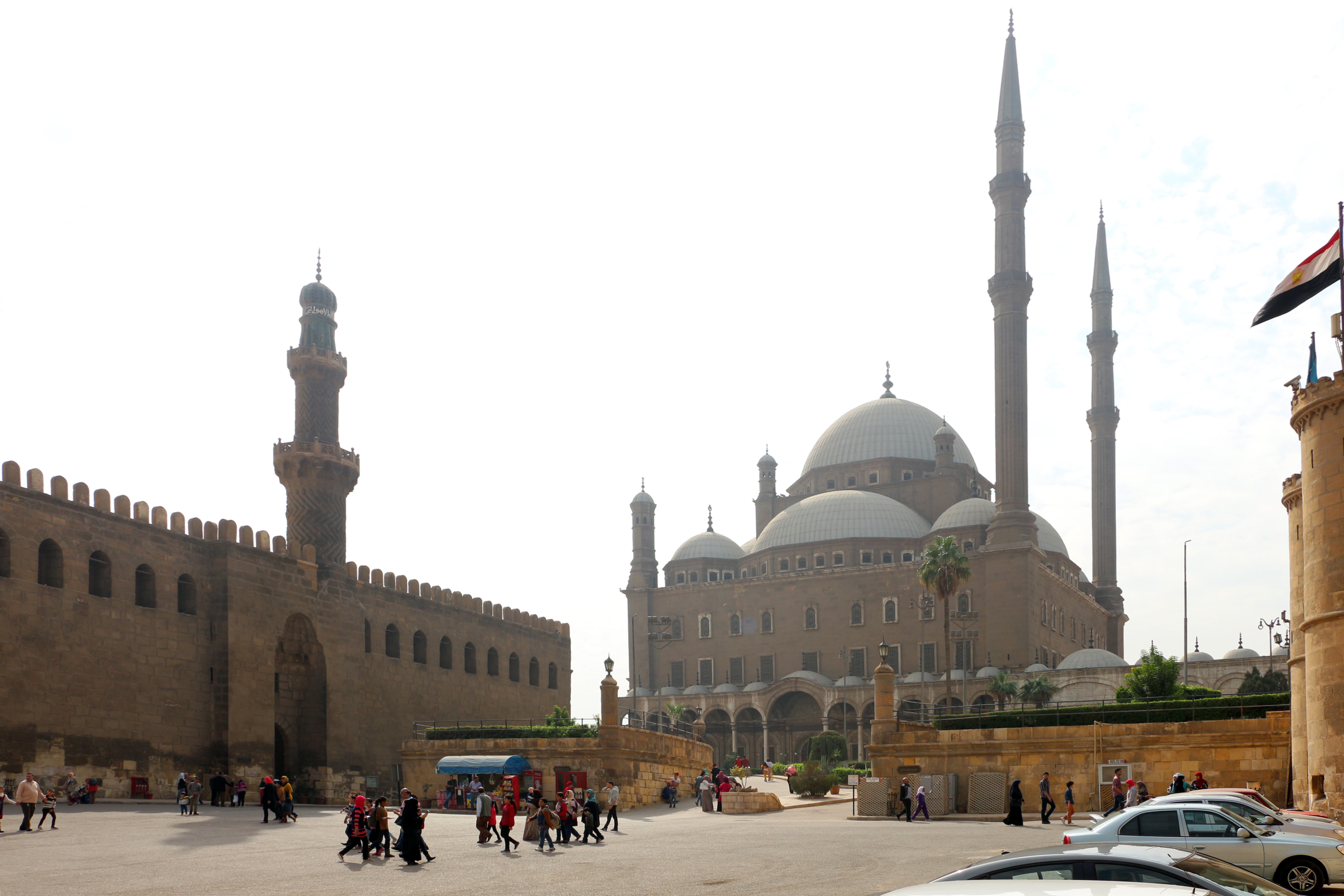
منظر عام للمسجد
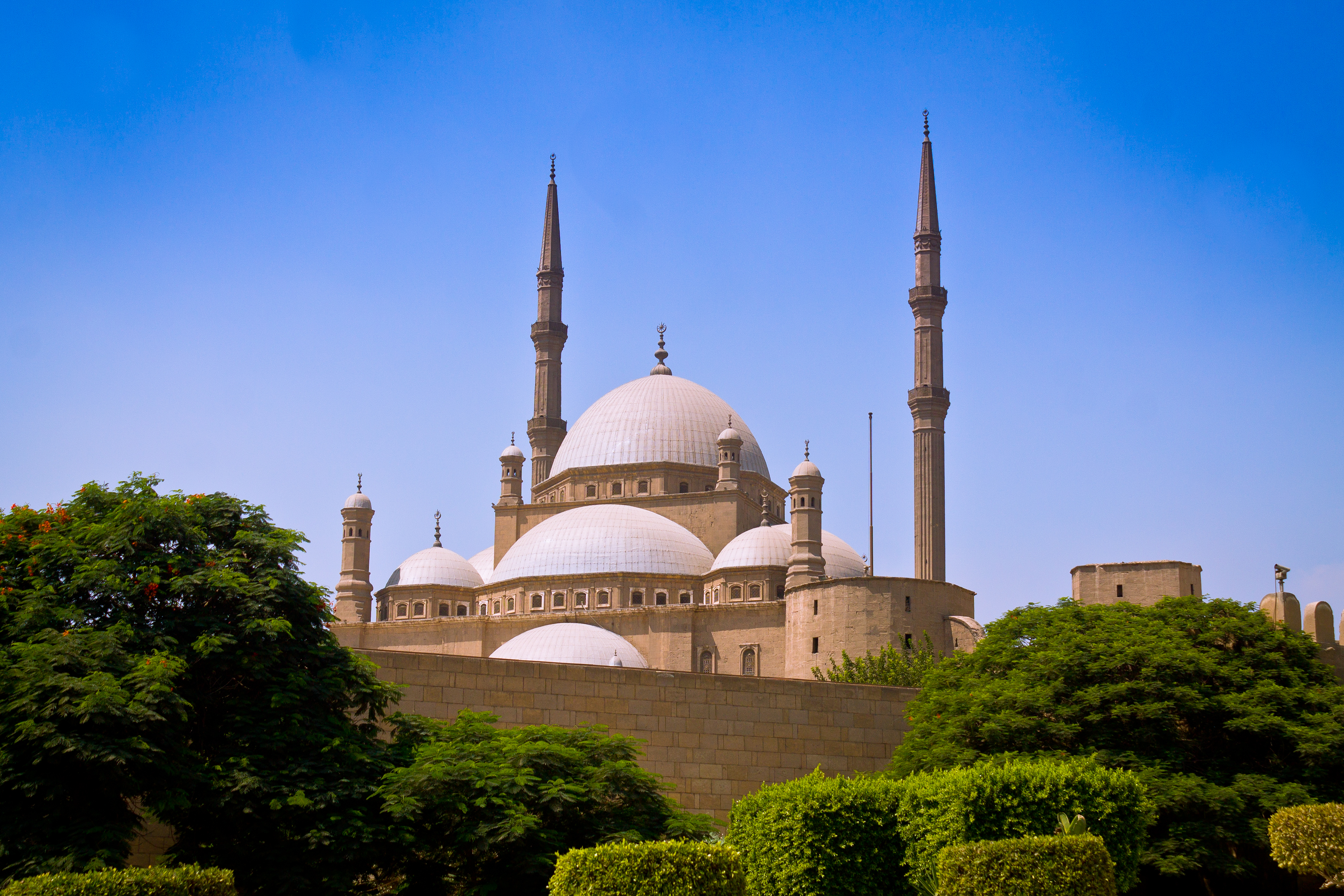
منظر عام للمسجد
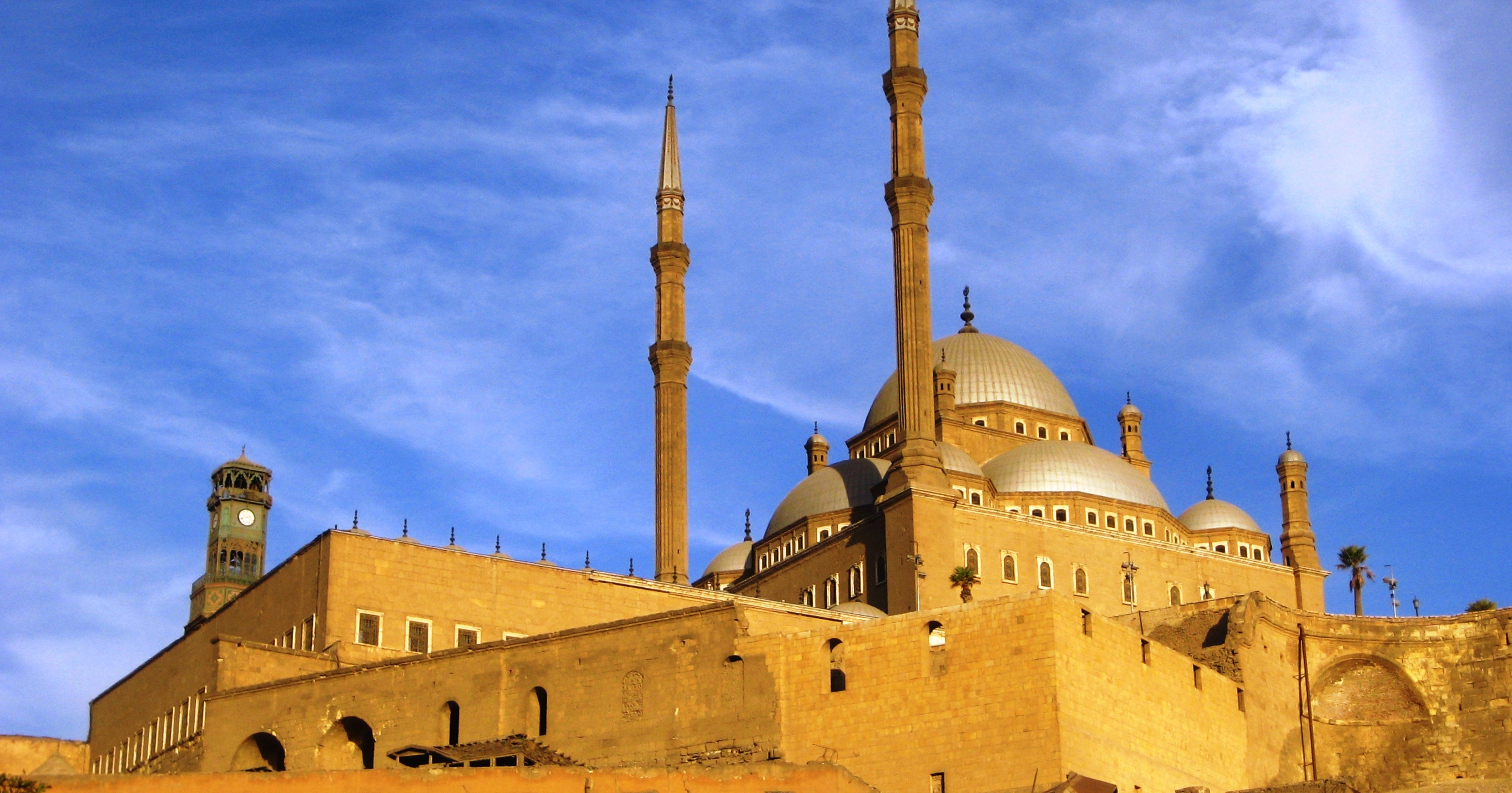
منظر عام للمسجد
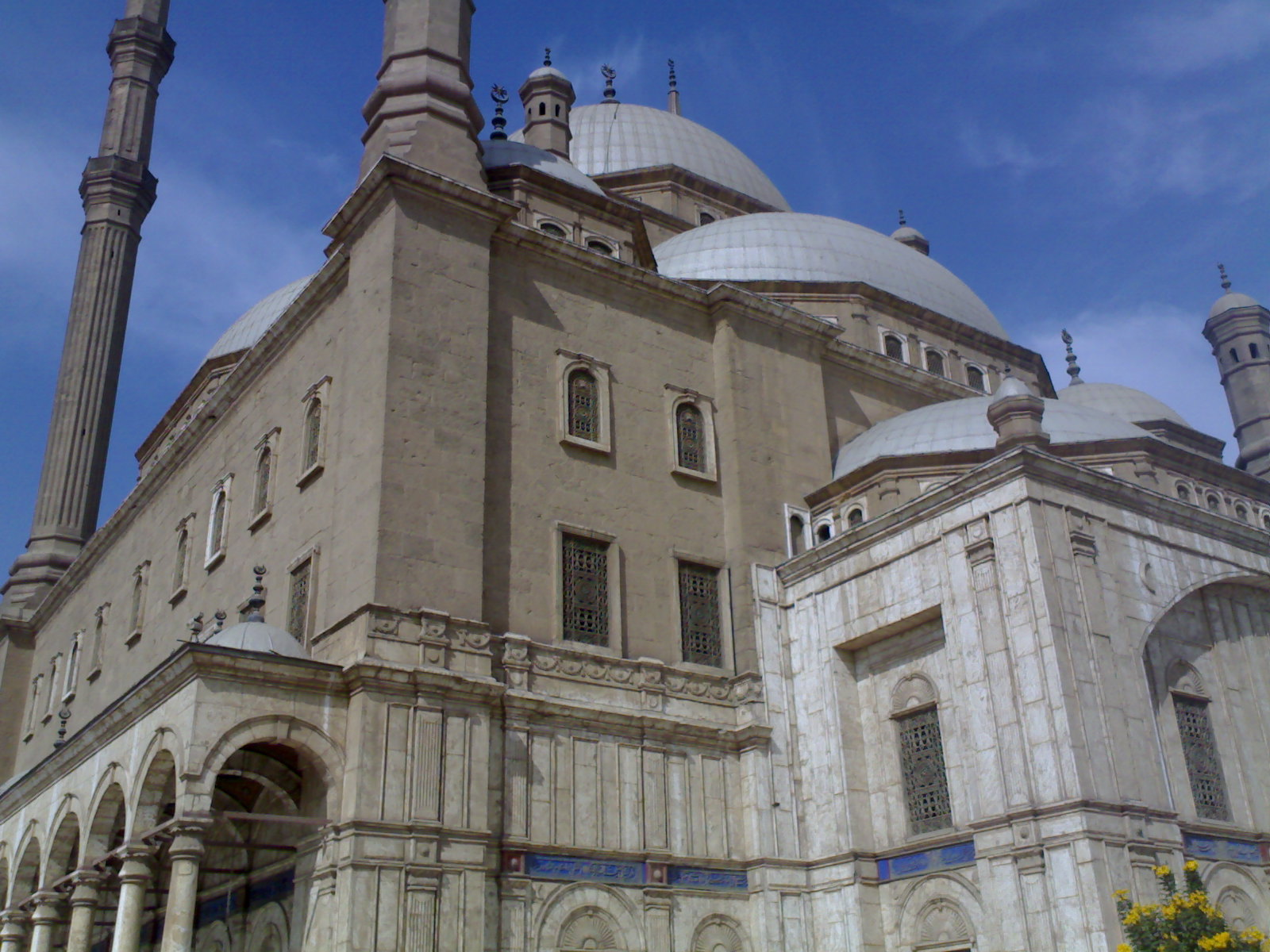
منظر عام للمسجد
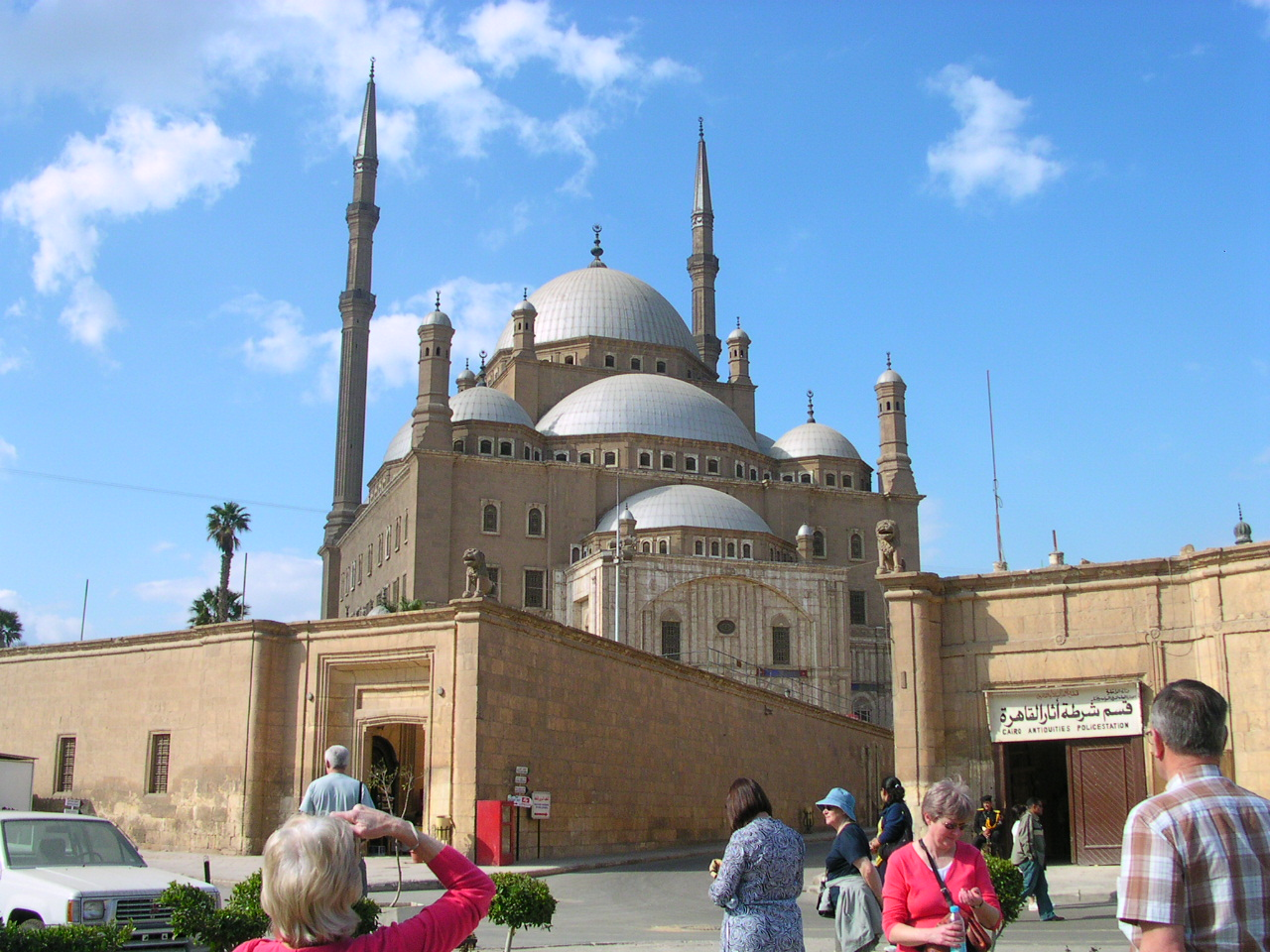
منظر عام للمسجد
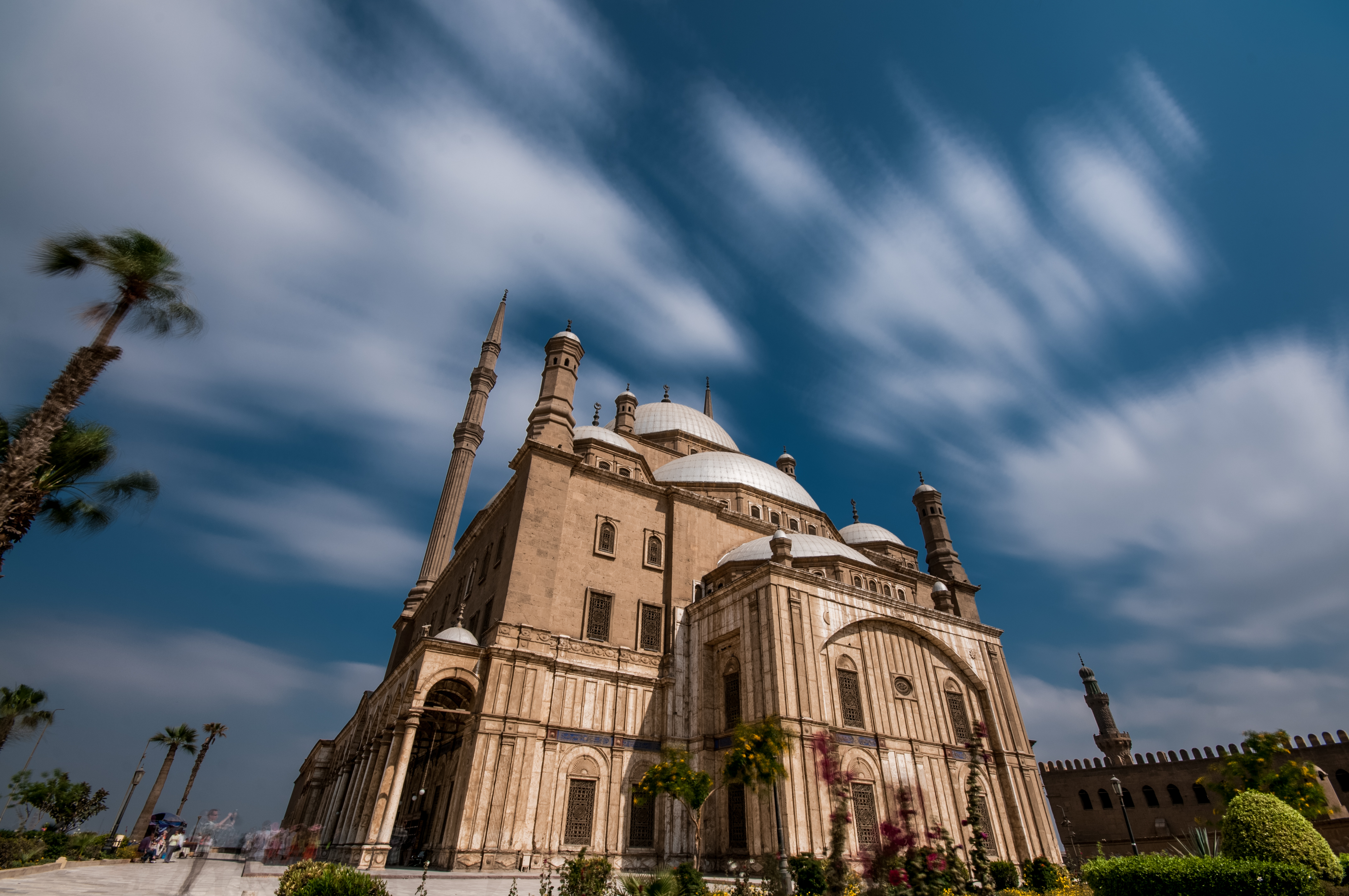
منظر عام للمسجد
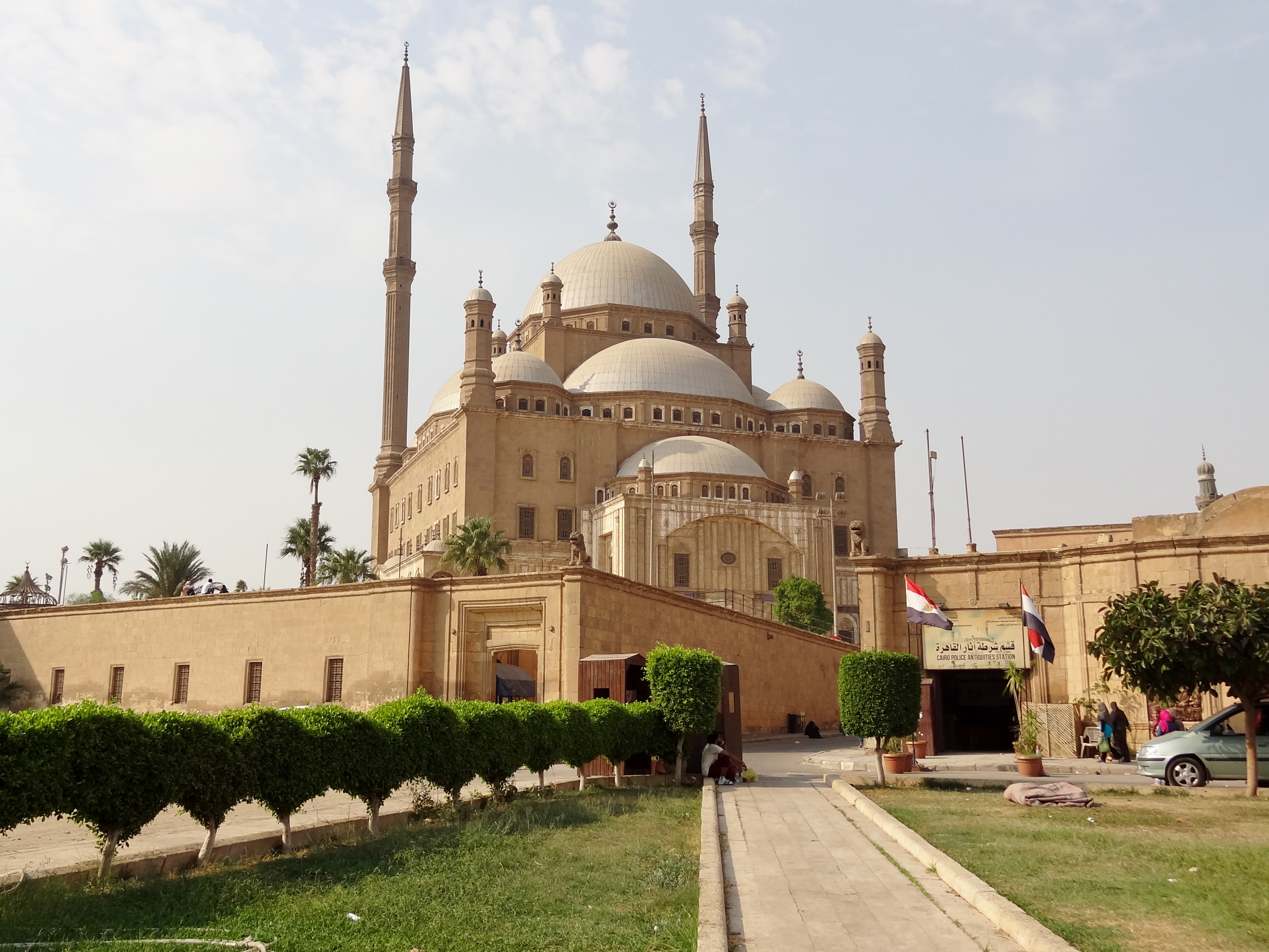
منظر عام للمسجد
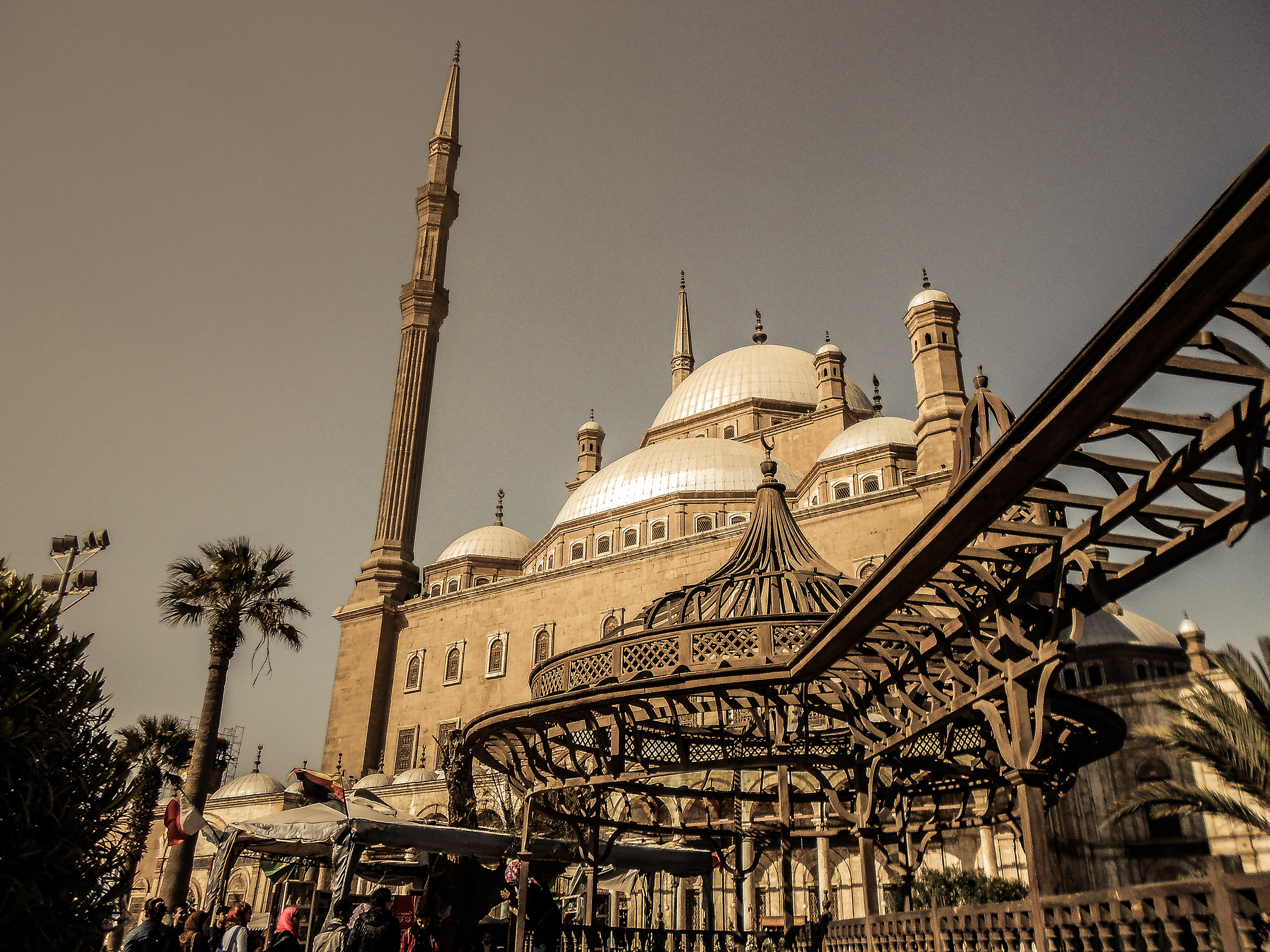
منظر عام للمسجد
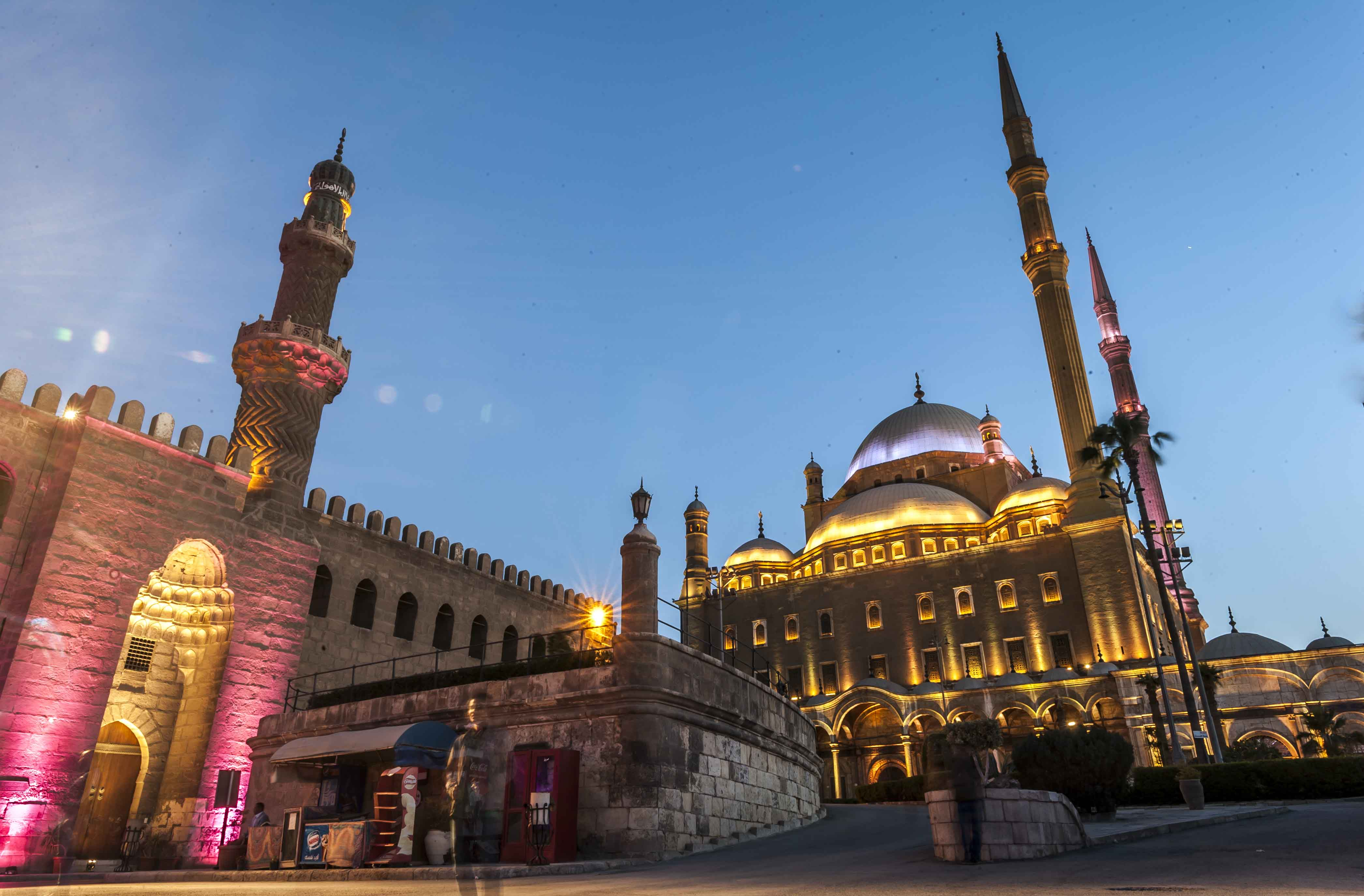
منظر عام للمسجد
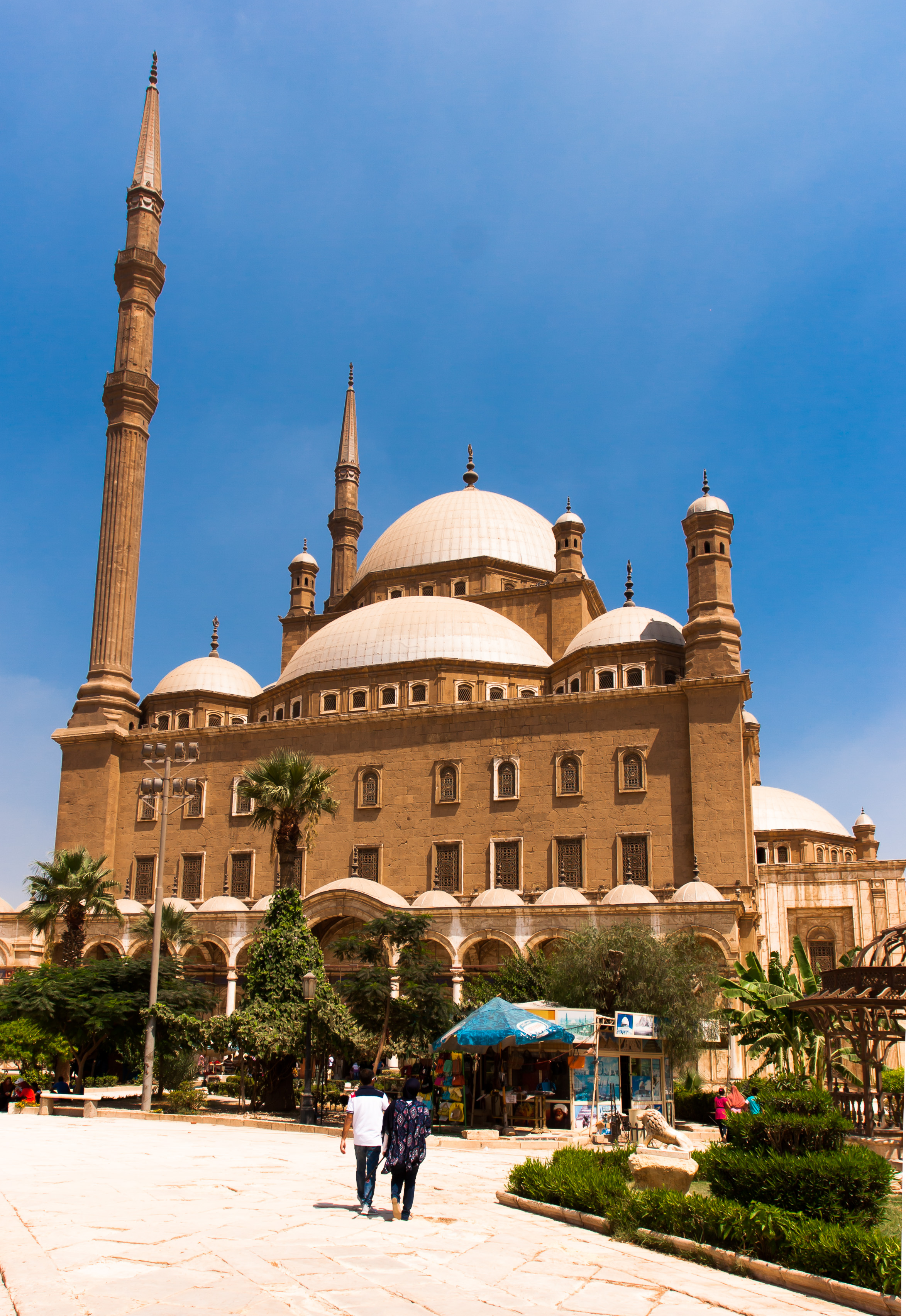
منظر عام للمسجد
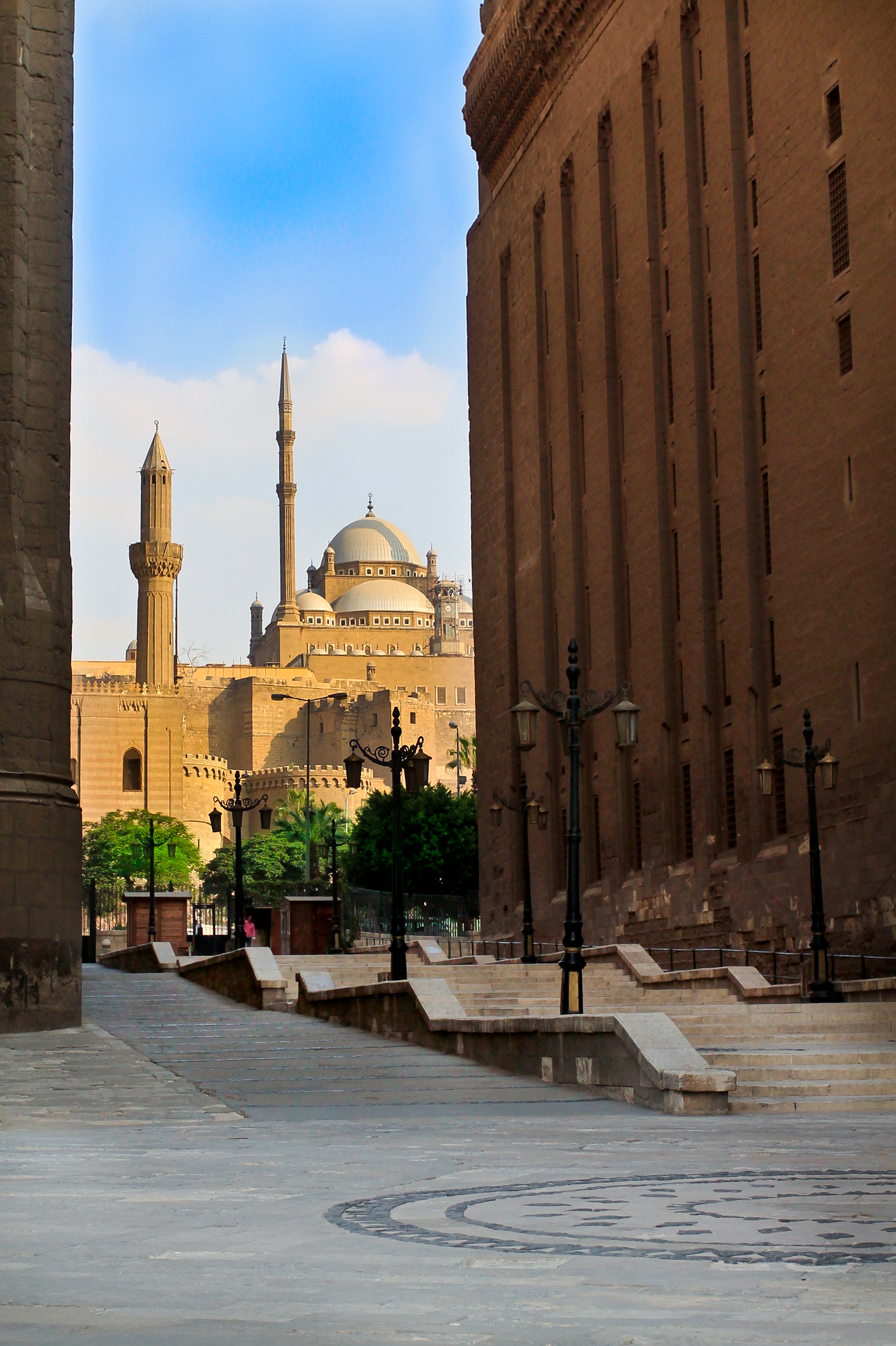
منظر عام للمسجد
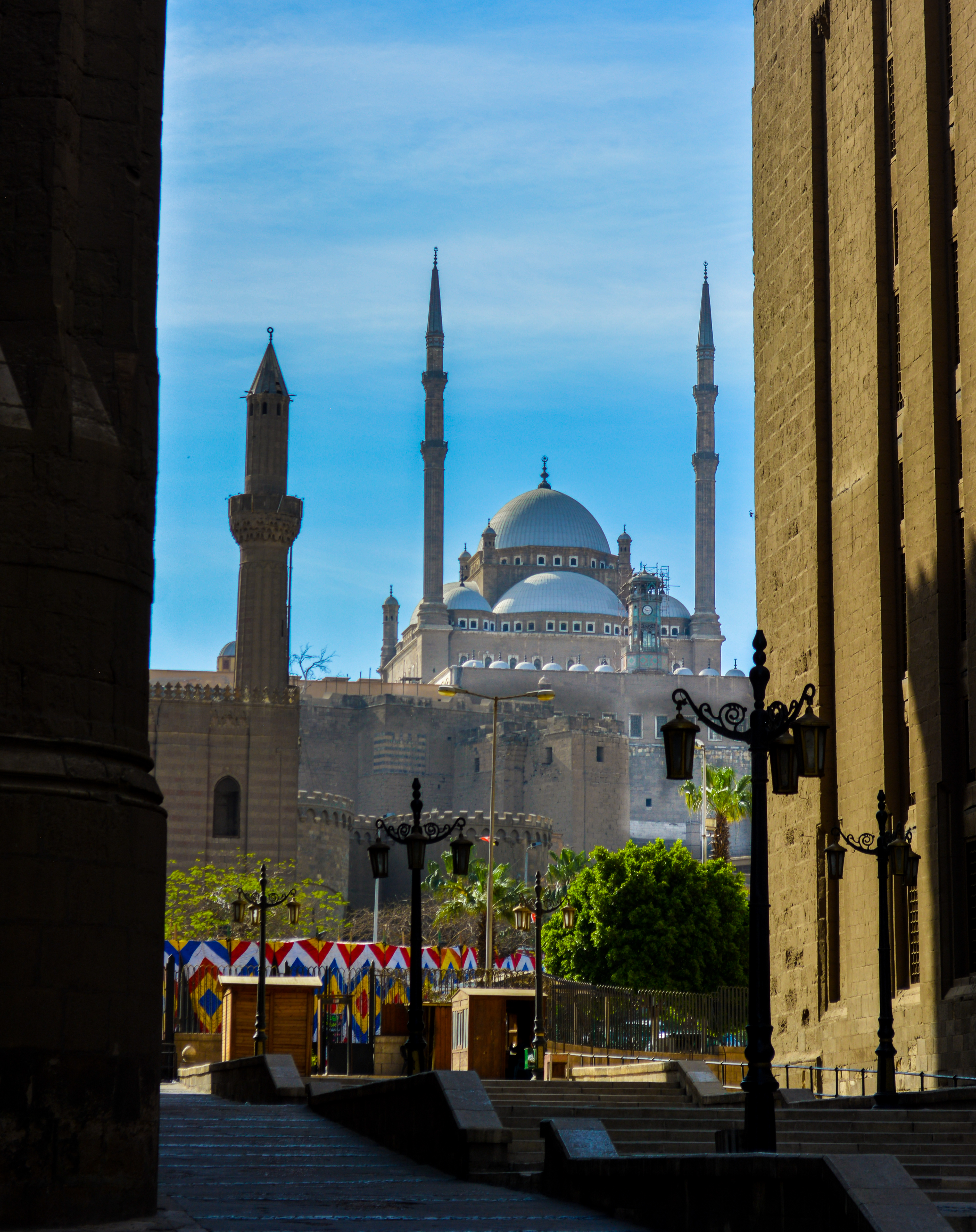
منظر عام للمسجد من بين مسجدي الرفاعي والسلطان حسن
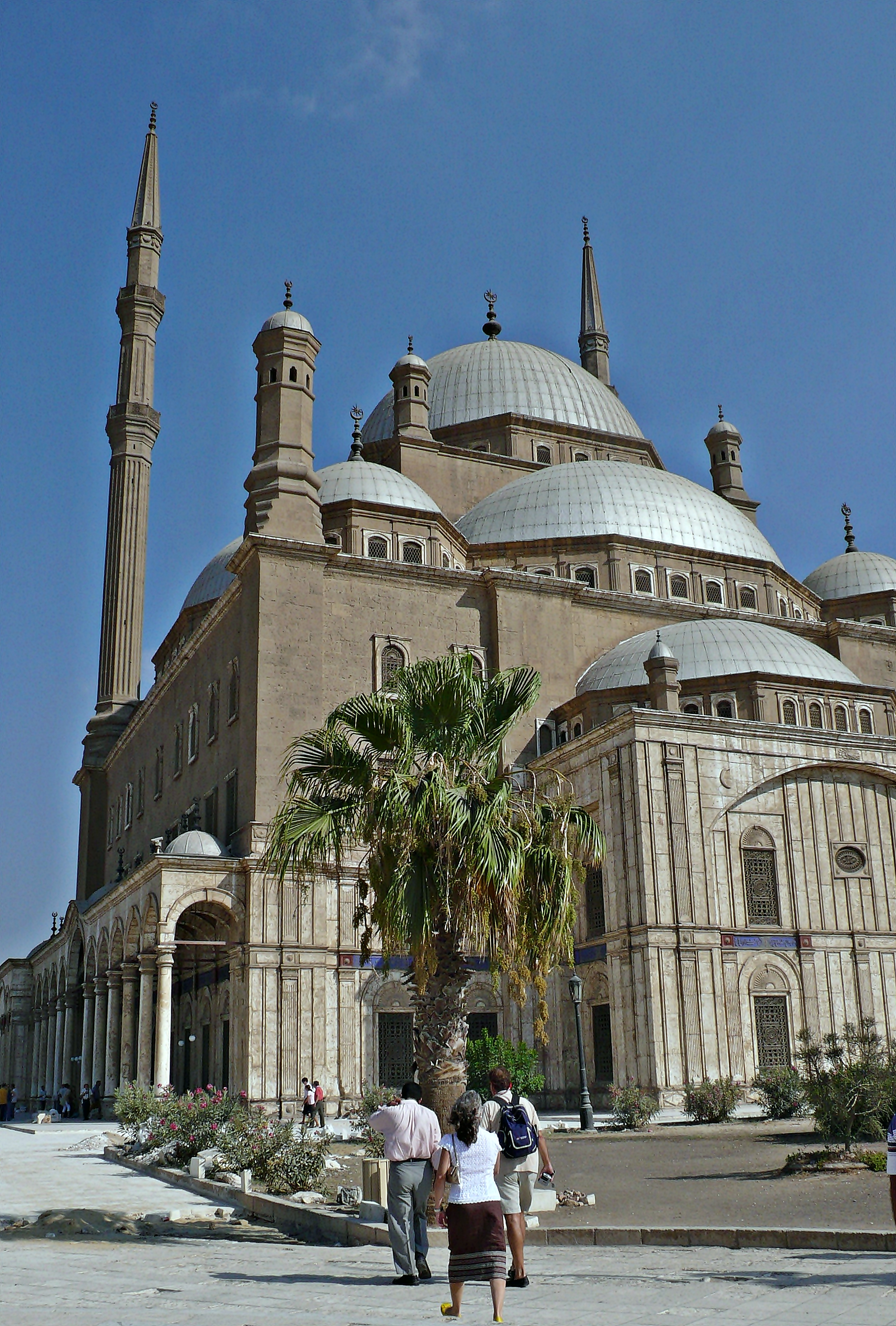
منظر عام للمسجد
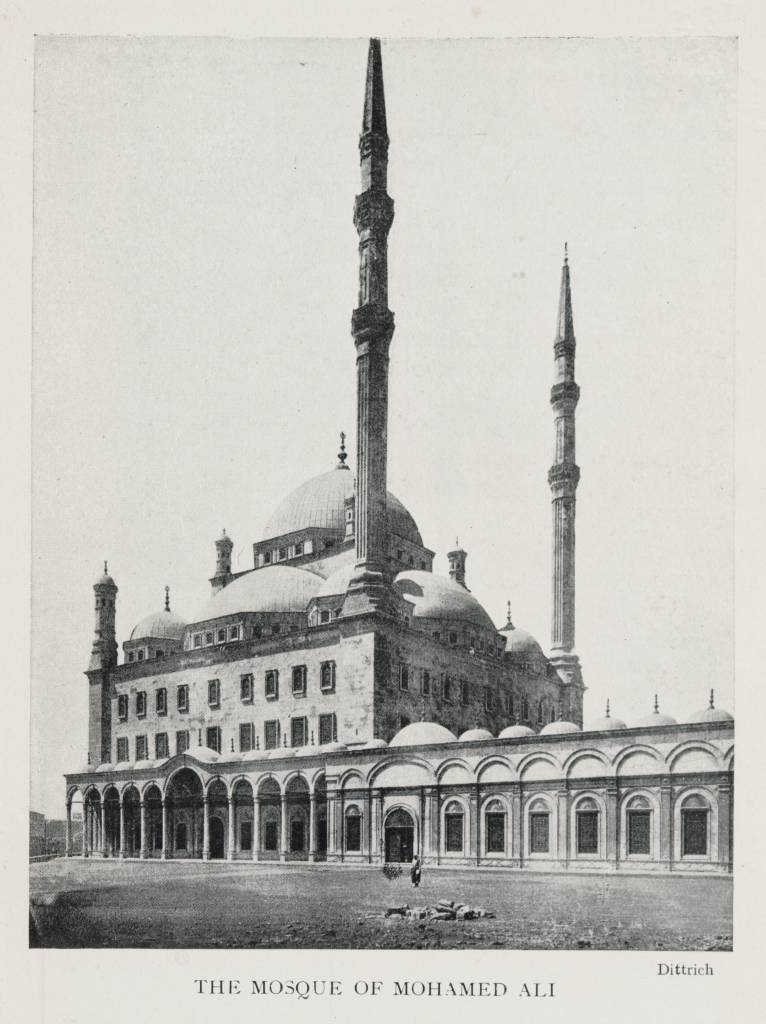
منظر عام للمسجد سنة 1906
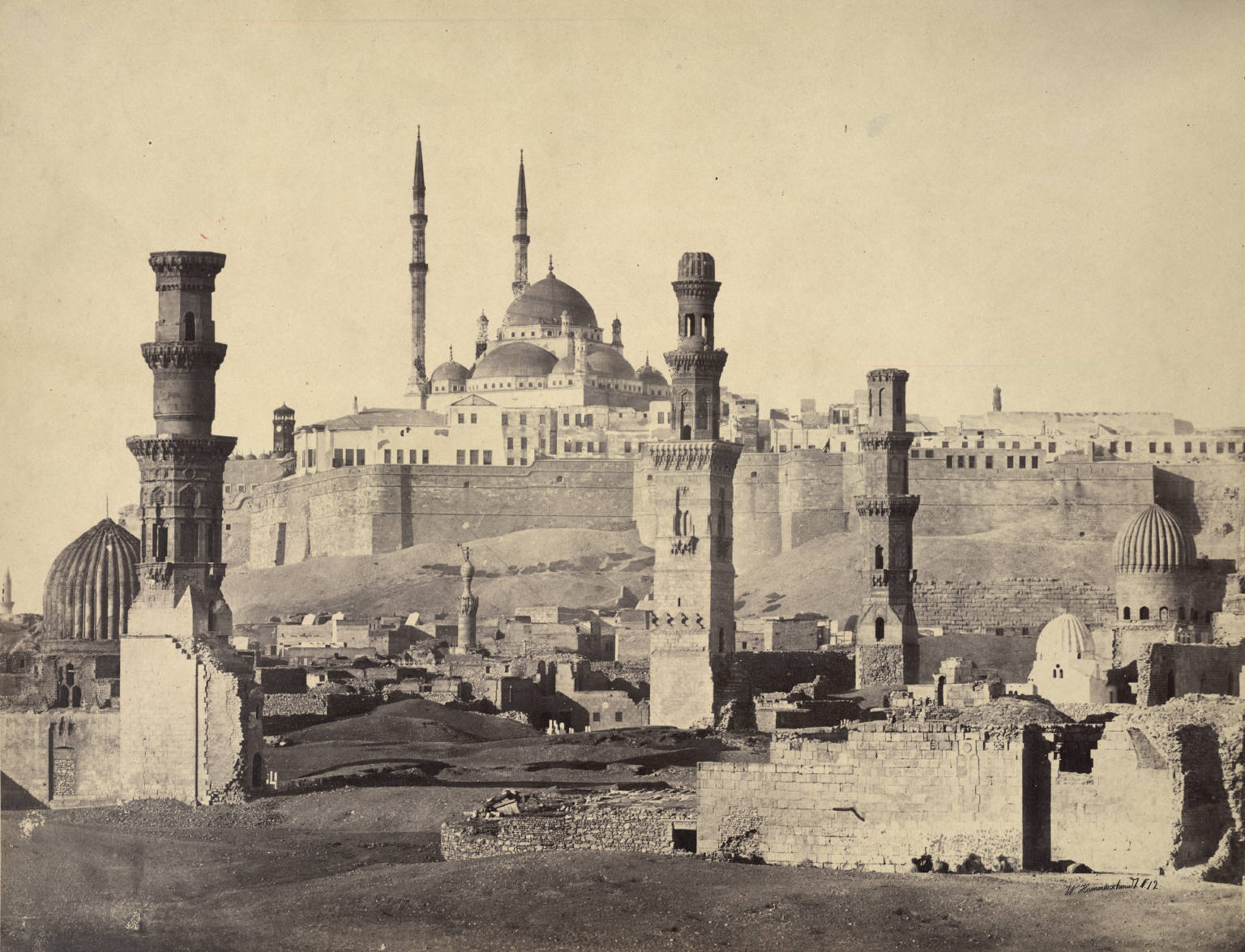
منظر عام للمسجد
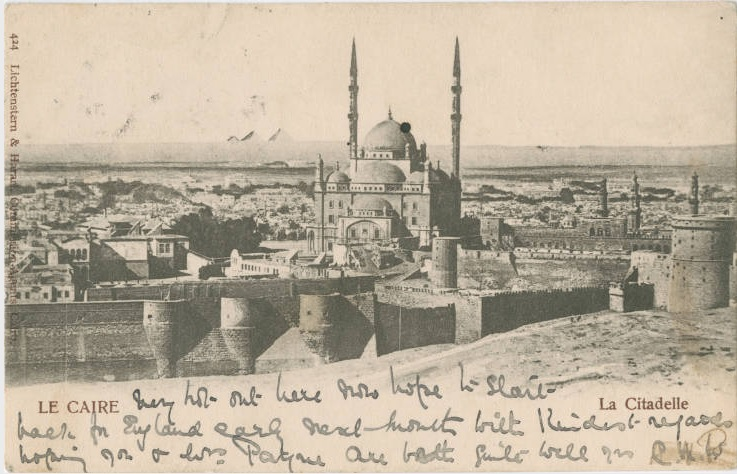
منظر عام للمسجد
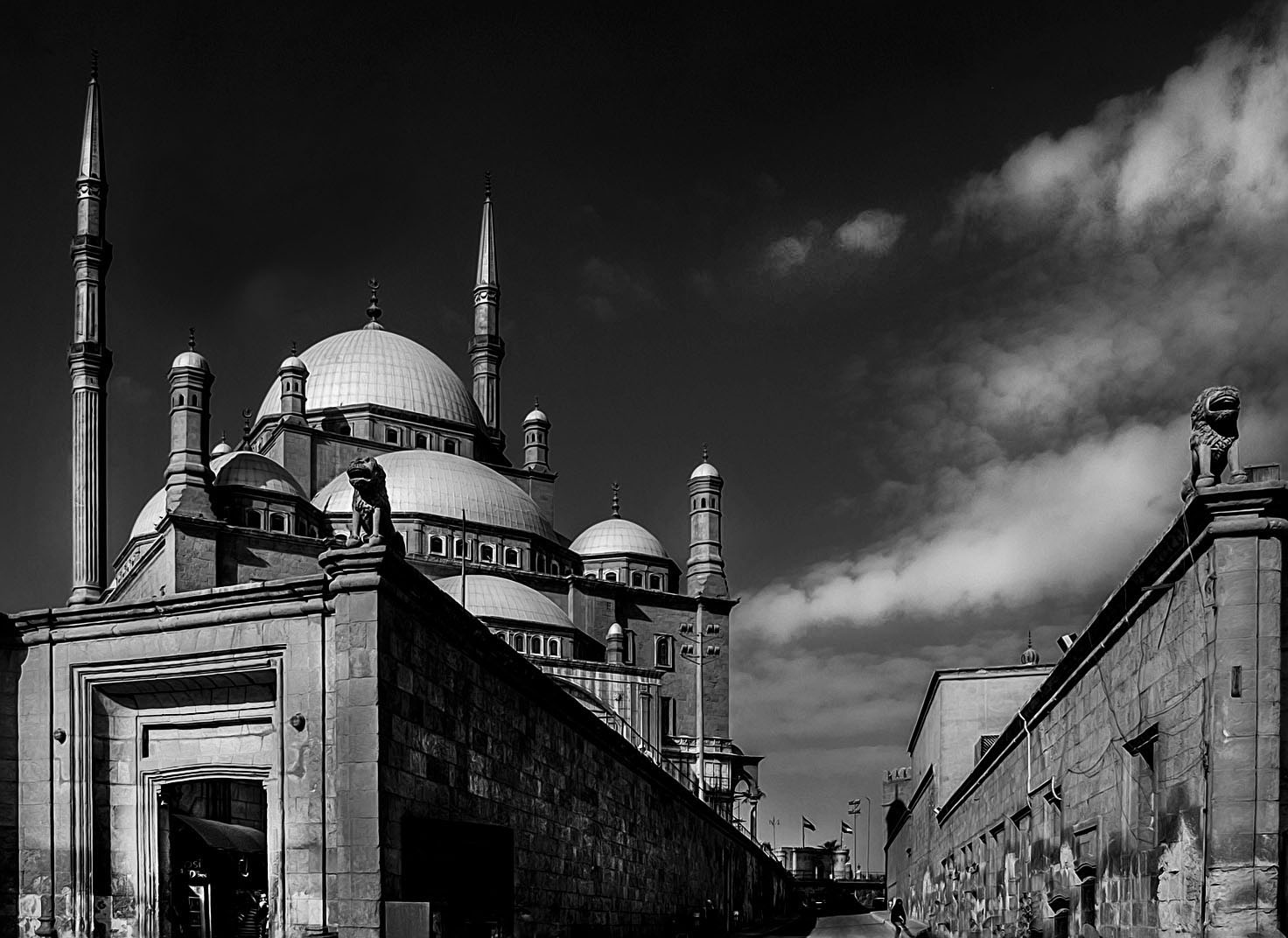
منظر عام للمسجد
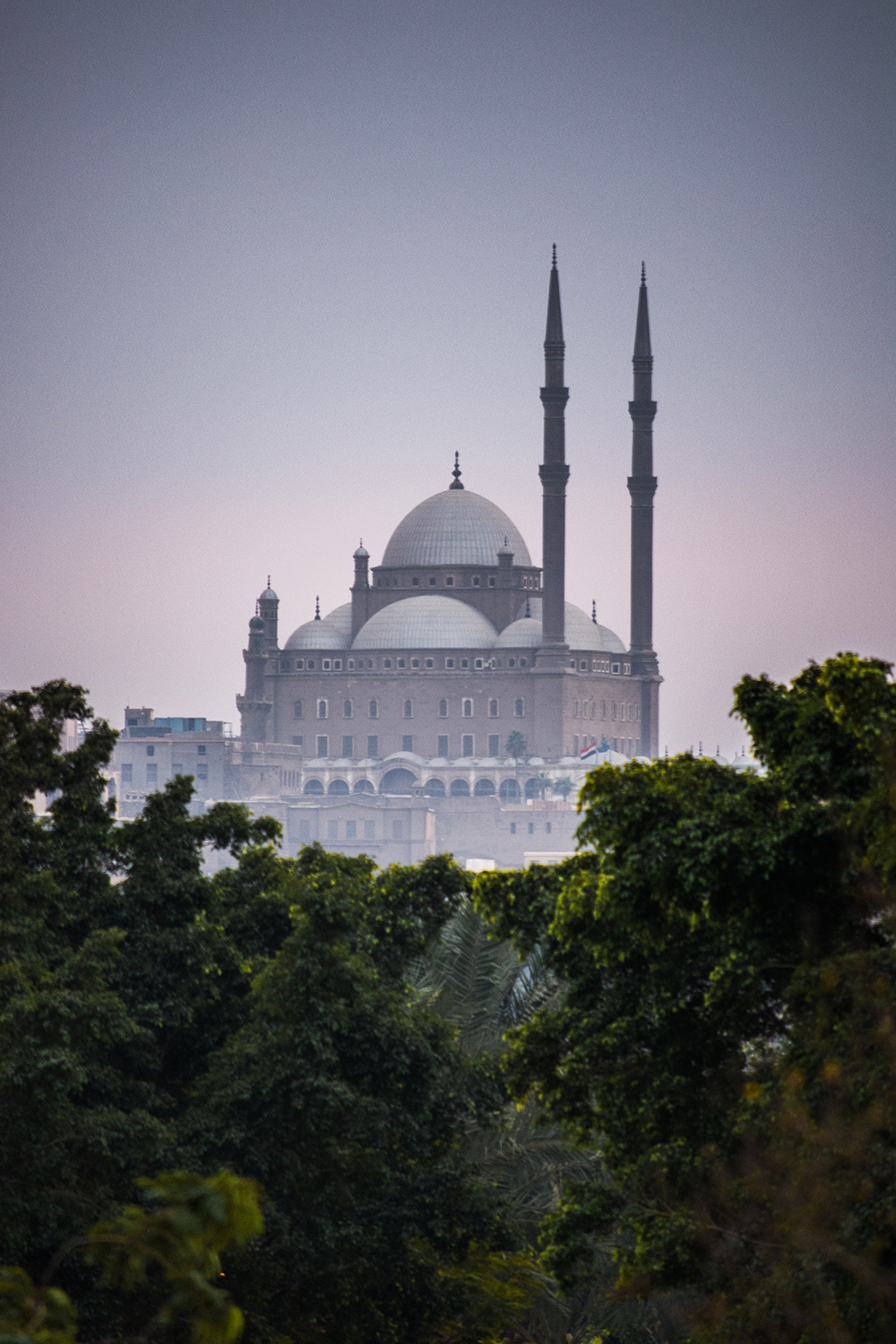
منظر عام للمسجد
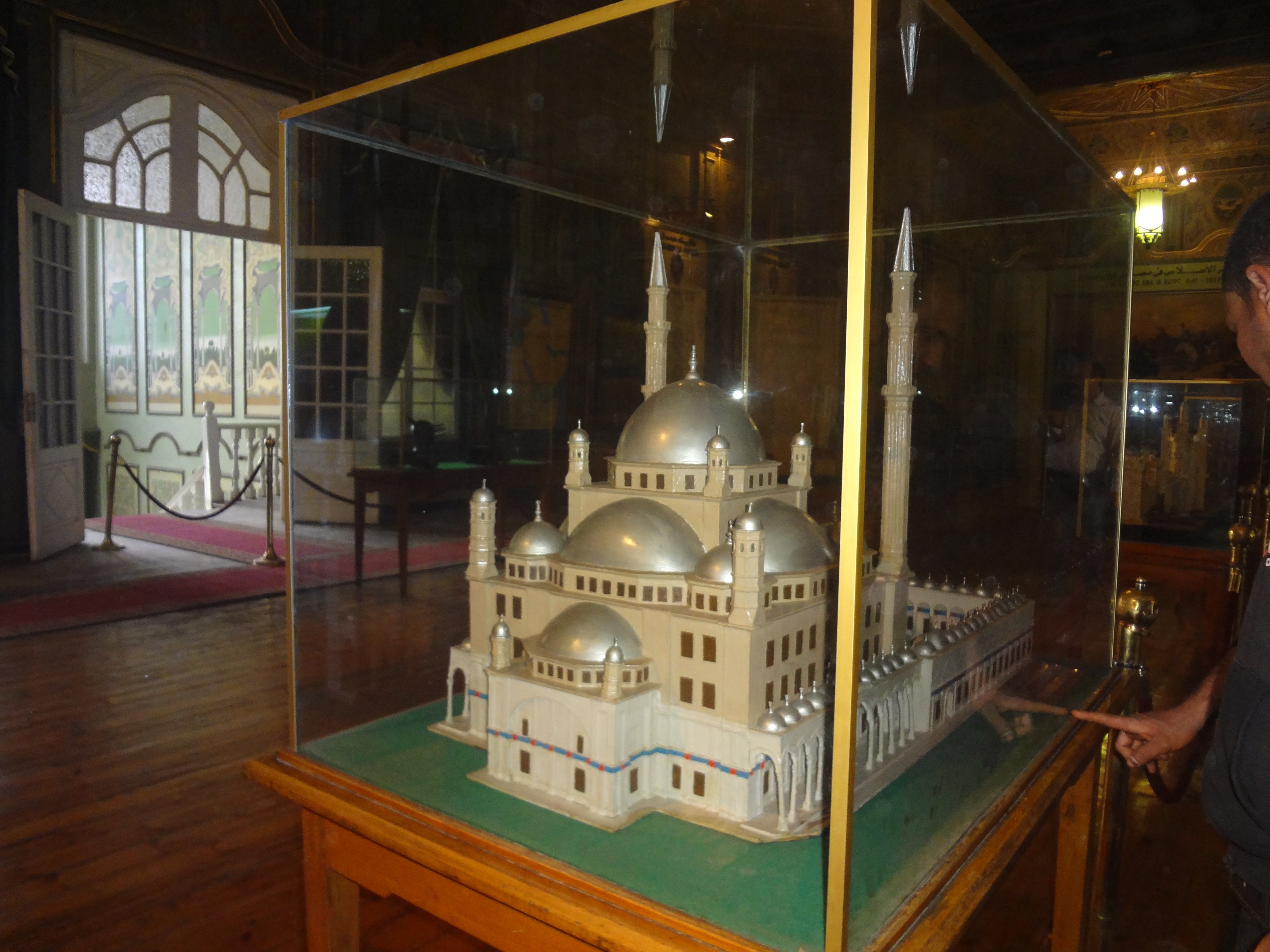
مجسم للمسجد
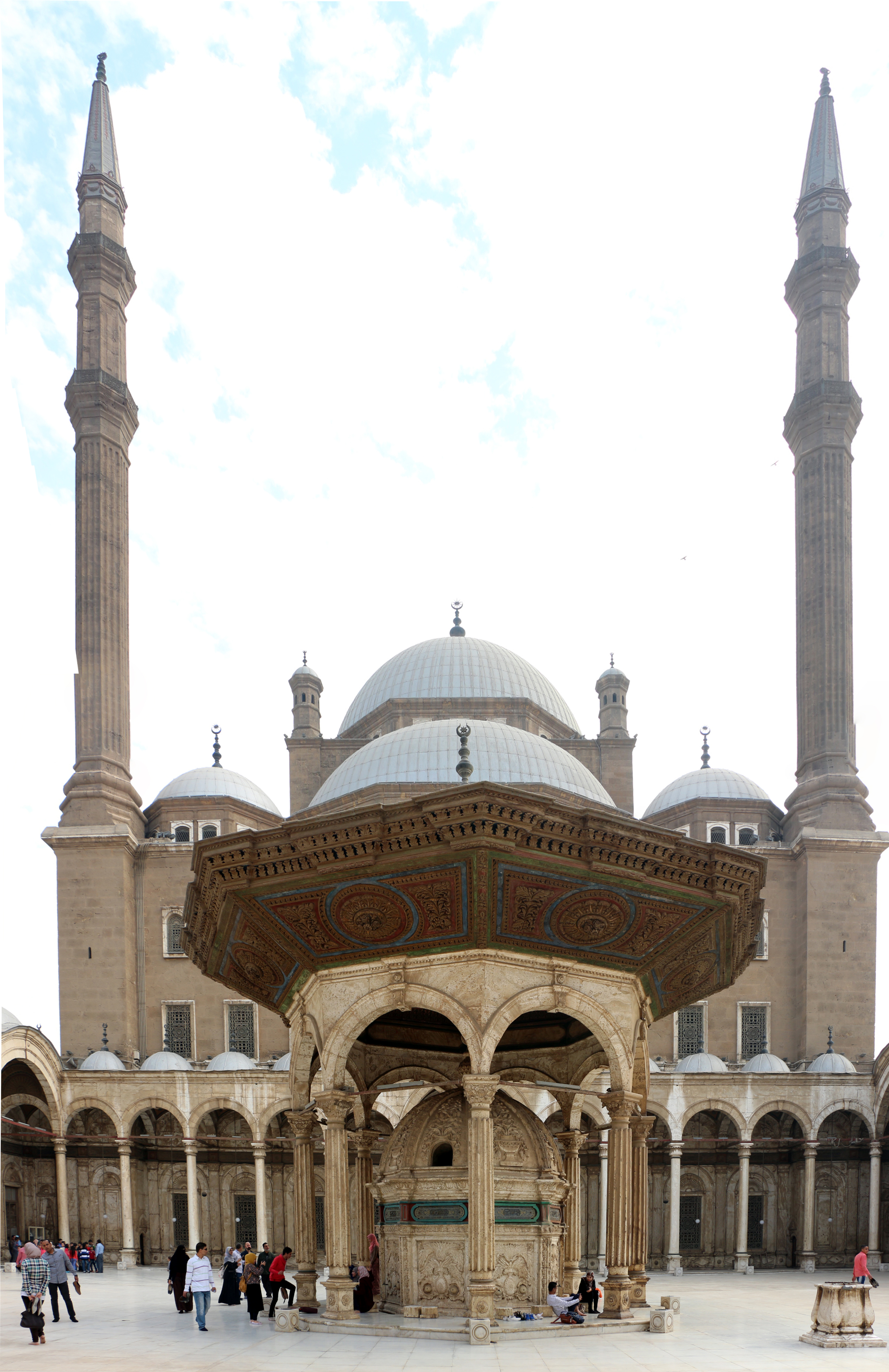
المسجد وصحنه المكشوف الذي تتوسطه الفسقية
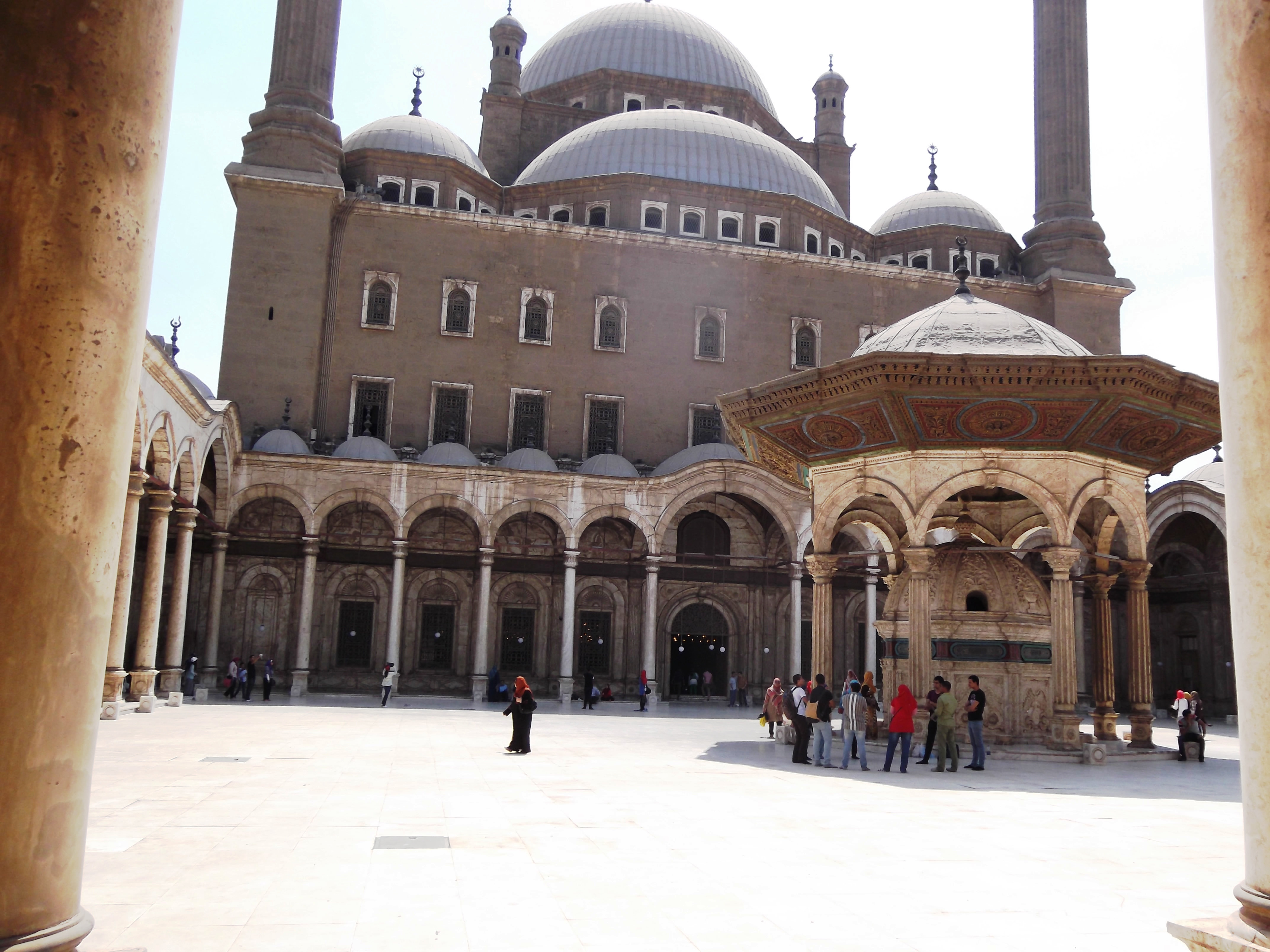
المسجد وصحنه المكشوف الذي تتوسطه الفسقية
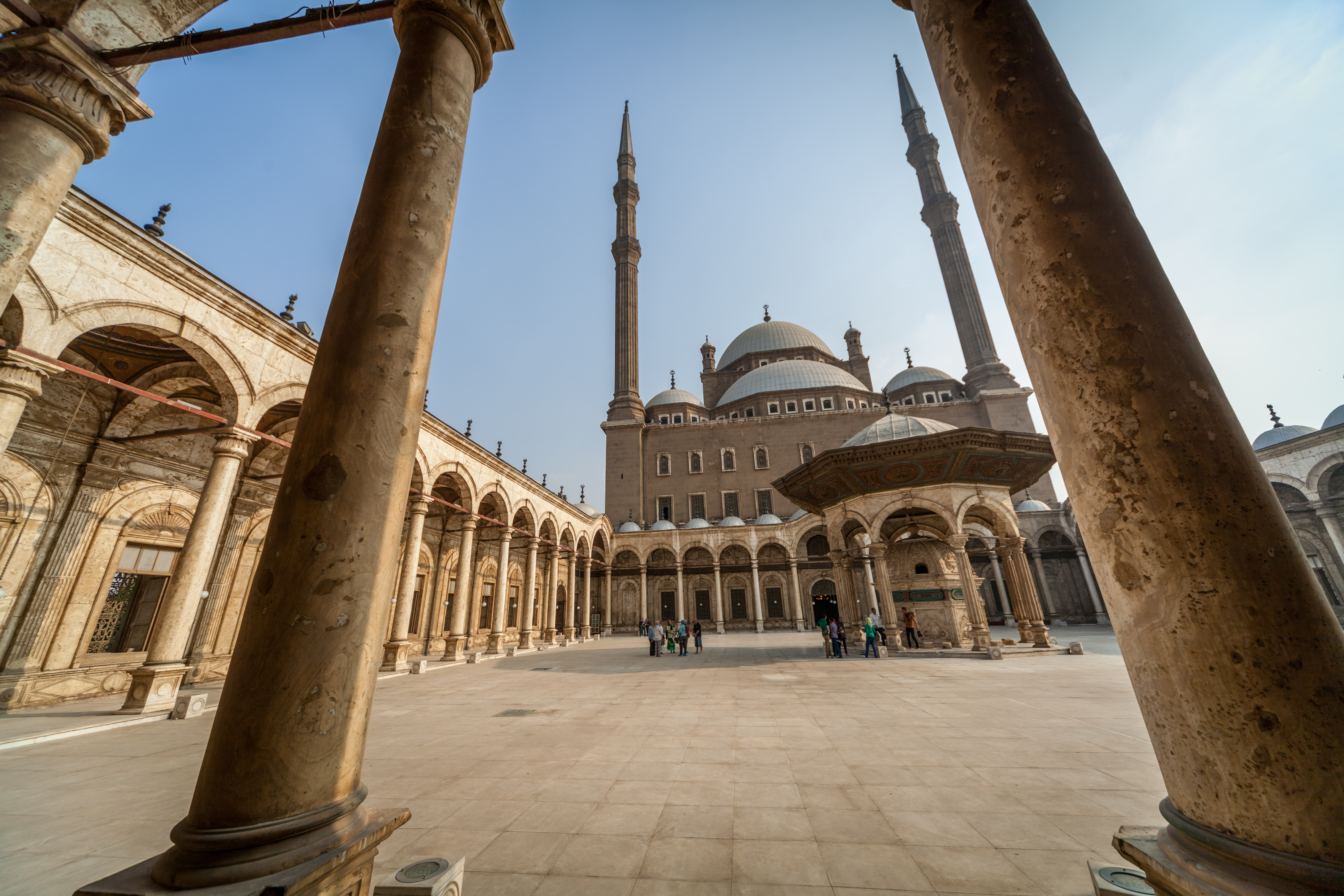
المسجد وصحنه المكشوف الذي تتوسطه الفسقية
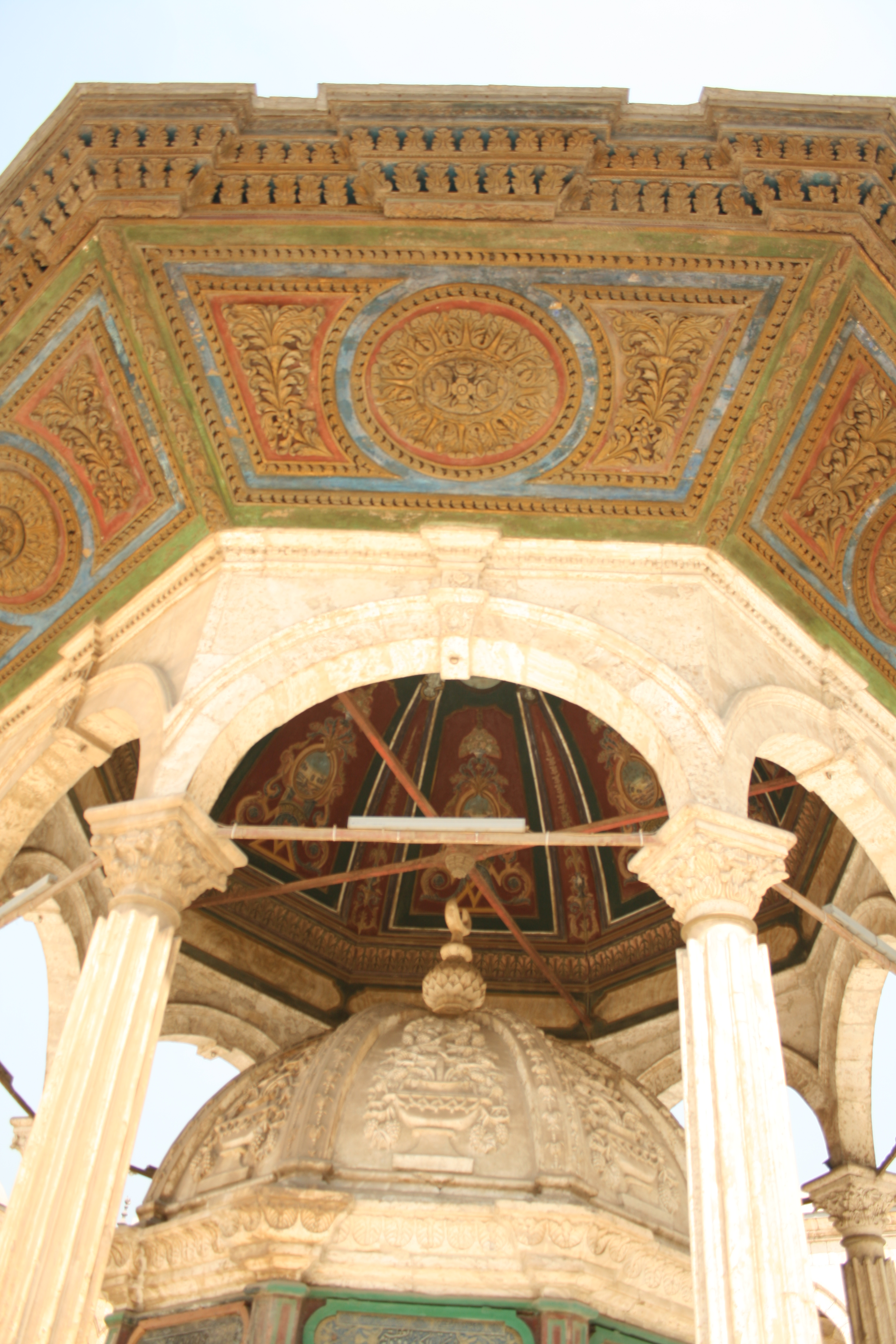
الزخارف الداخلية لقبة الفسقية
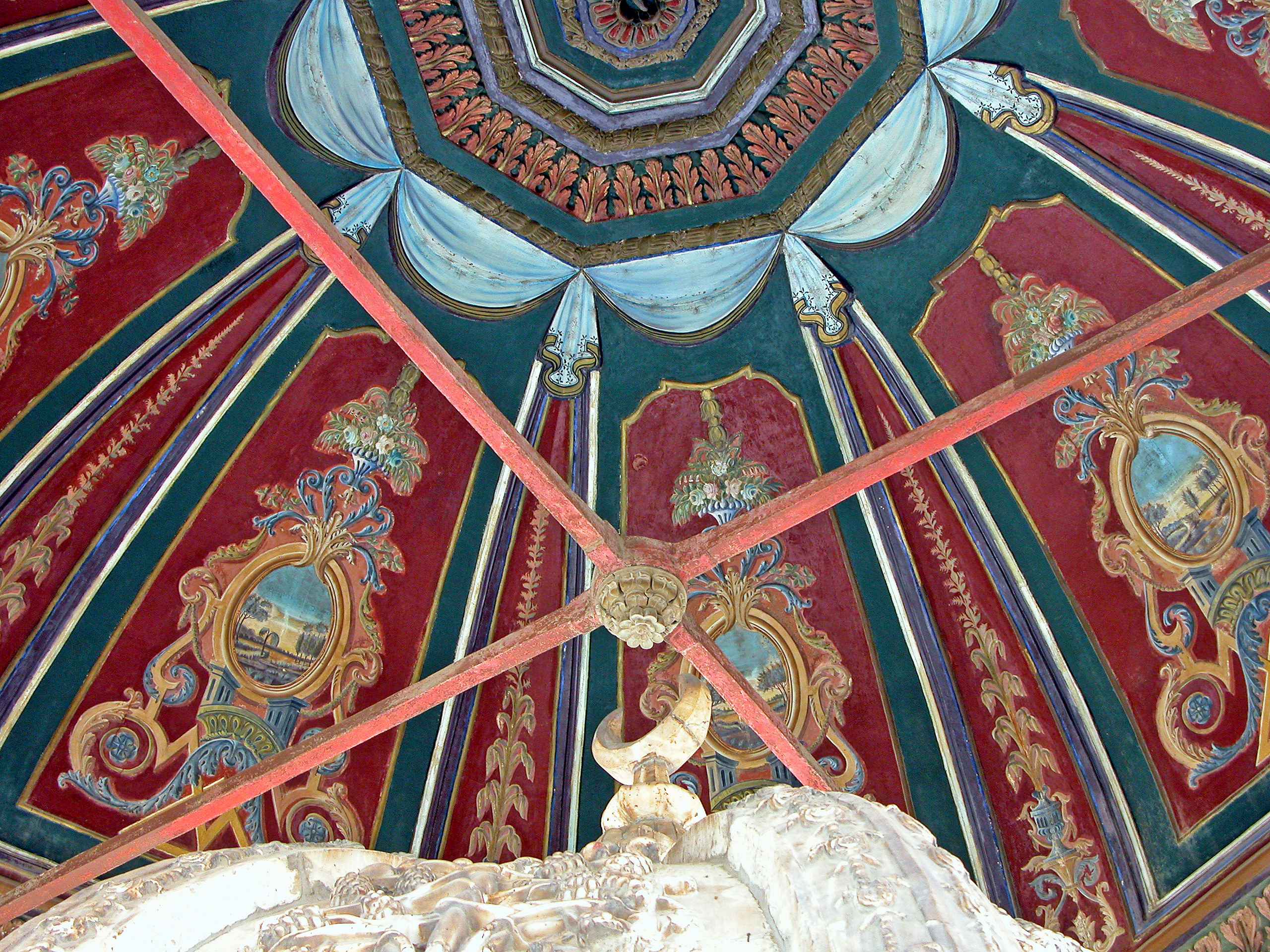
الزخارف الداخلية لقبة الفسقية
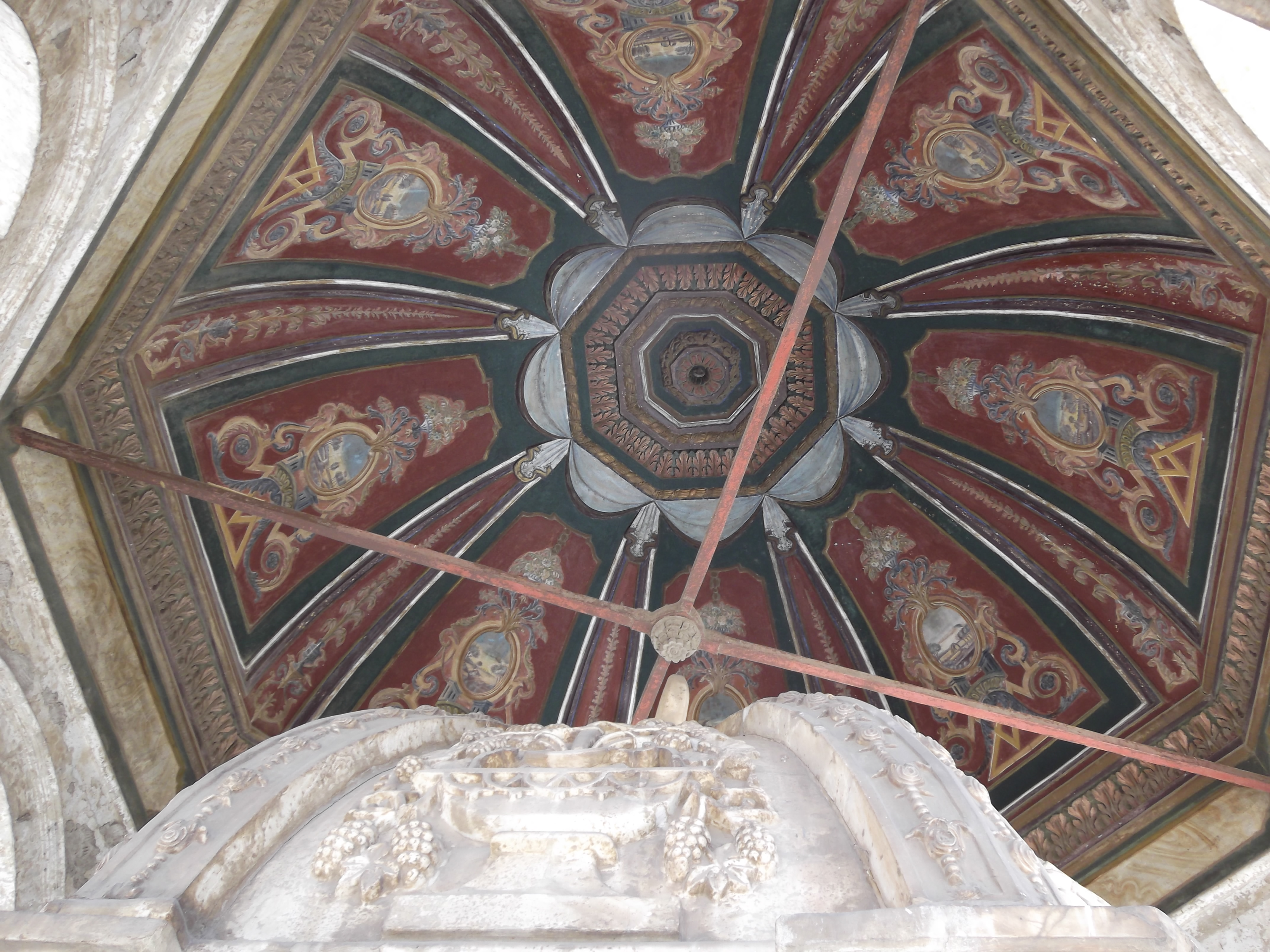
الزخارف الداخلية لقبة الفسقية
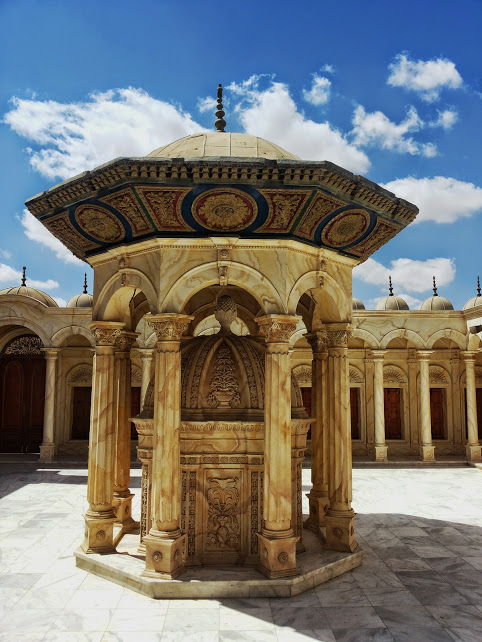
صحن المسجد المكشوف وتتوسطه الفسقية
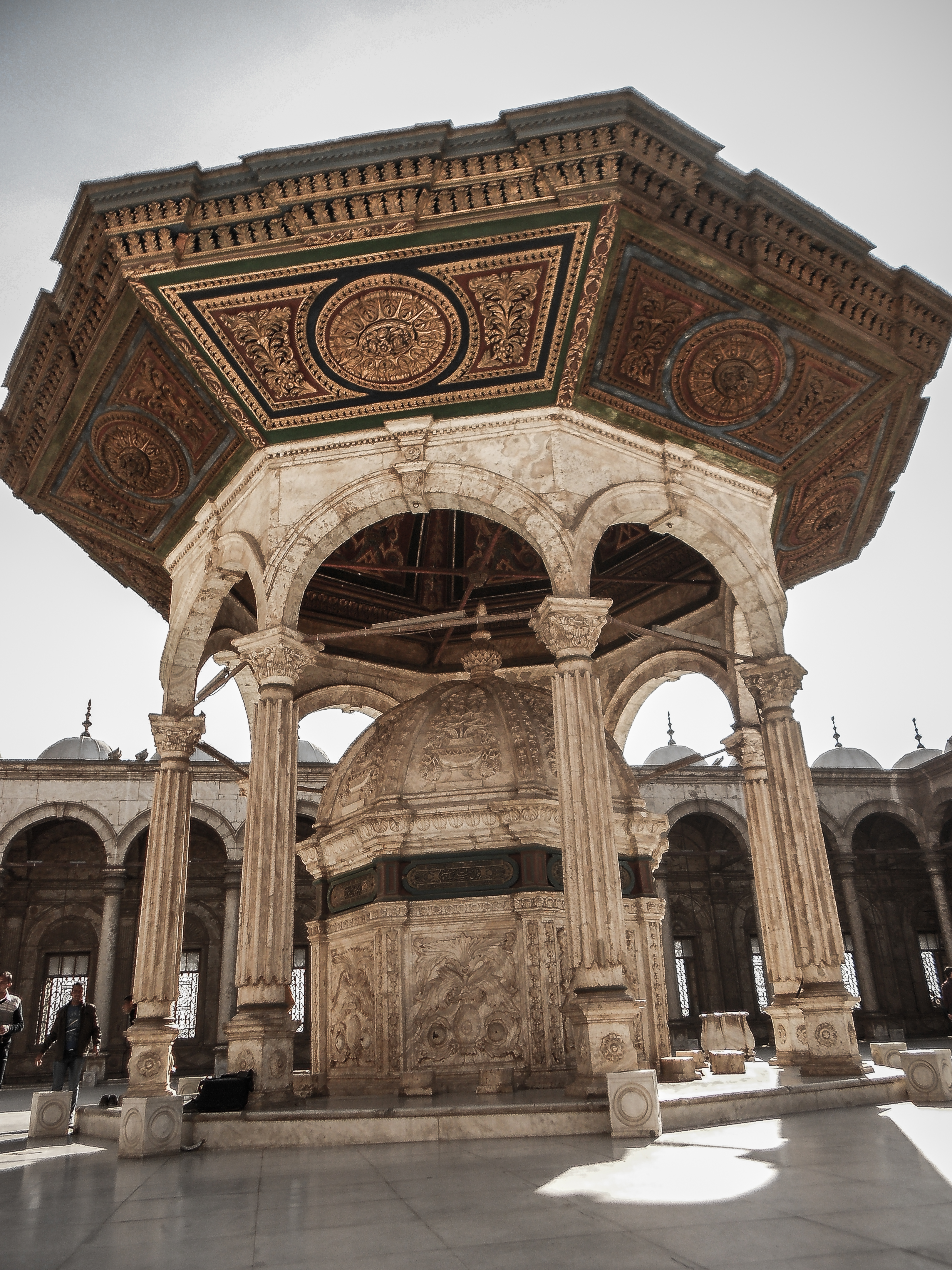
صحن المسجد المكشوف وتتوسطه الفسقية
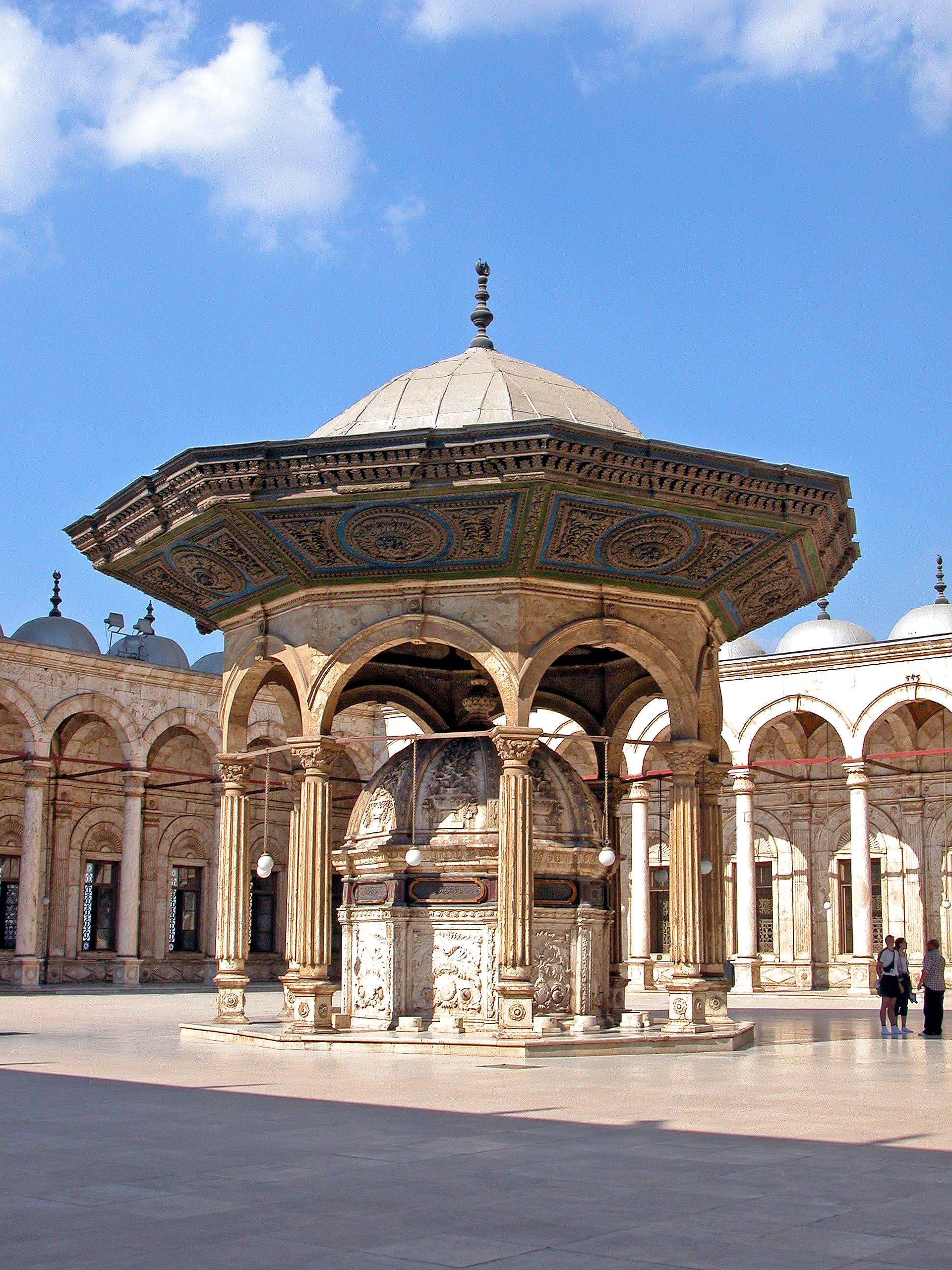
صحن المسجد المكشوف وتتوسطه الفسقية
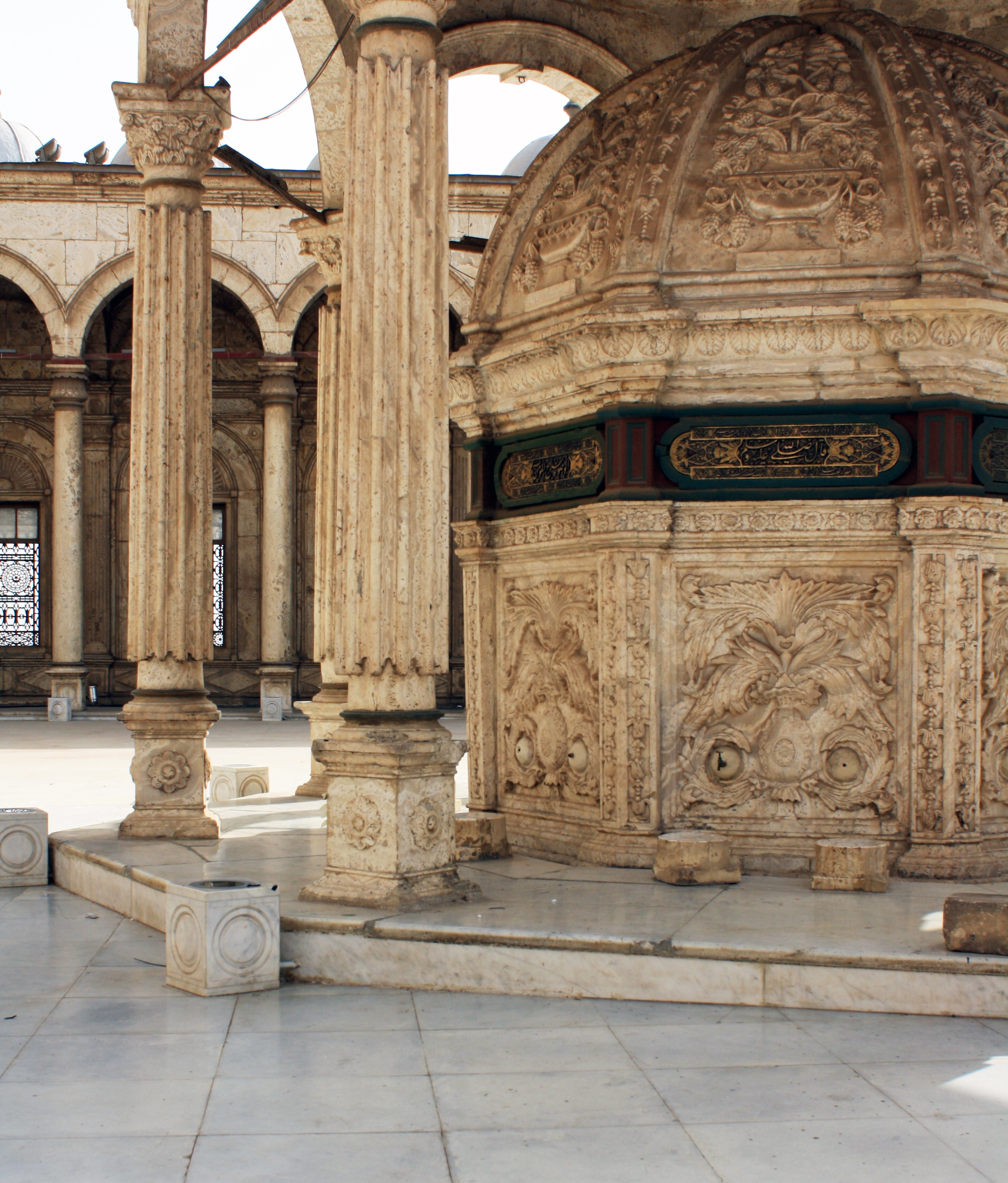
صحن المسجد المكشوف وتتوسطه الفسقية
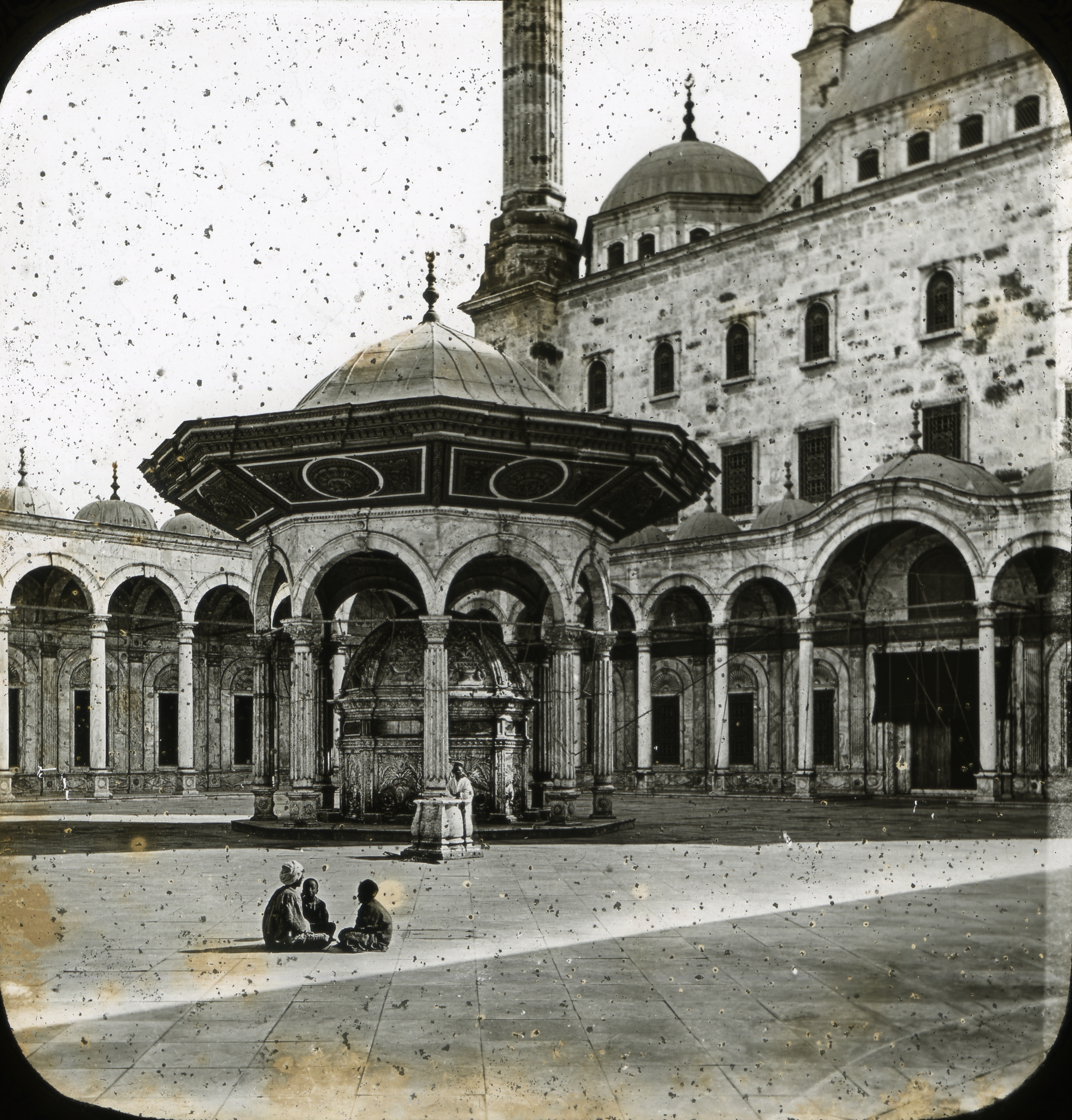
صحن المسجد المكشوف وتتوسطه الفسقية
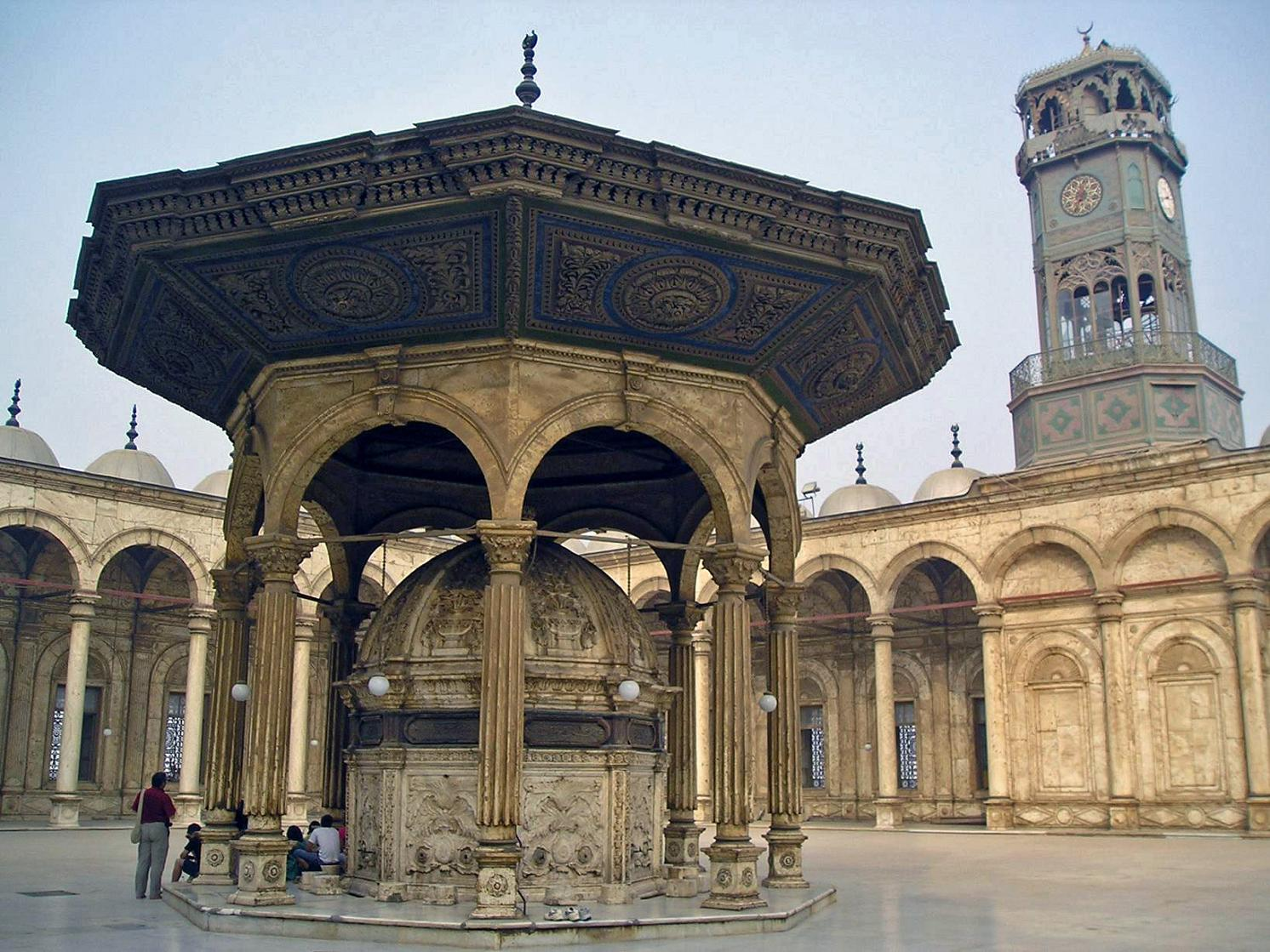
صحن المسجد المكشوف وتتوسطه الفسقية
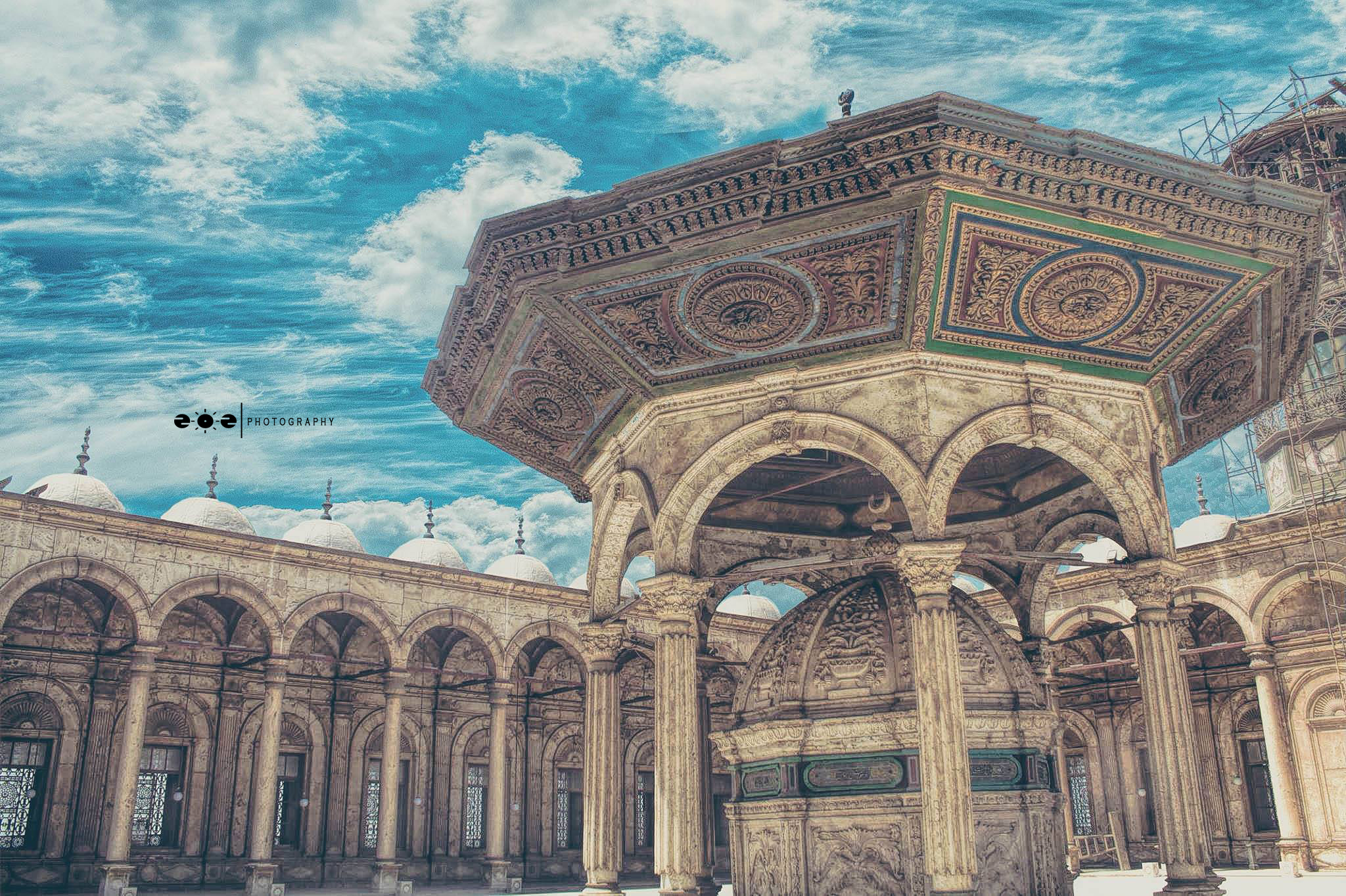
صحن المسجد المكشوف وتتوسطه الفسقية
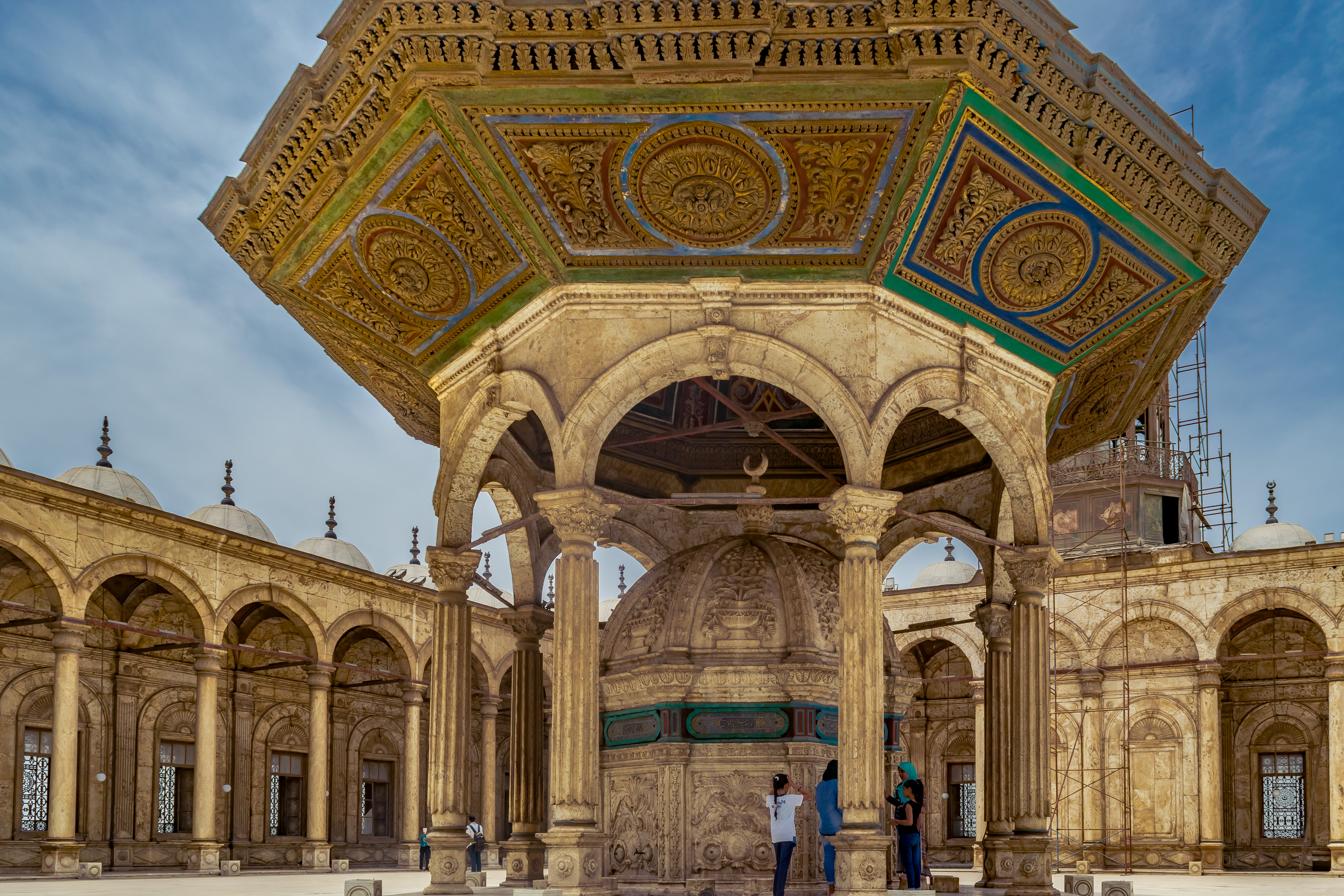
صحن المسجد المكشوف وتتوسطه الفسقية
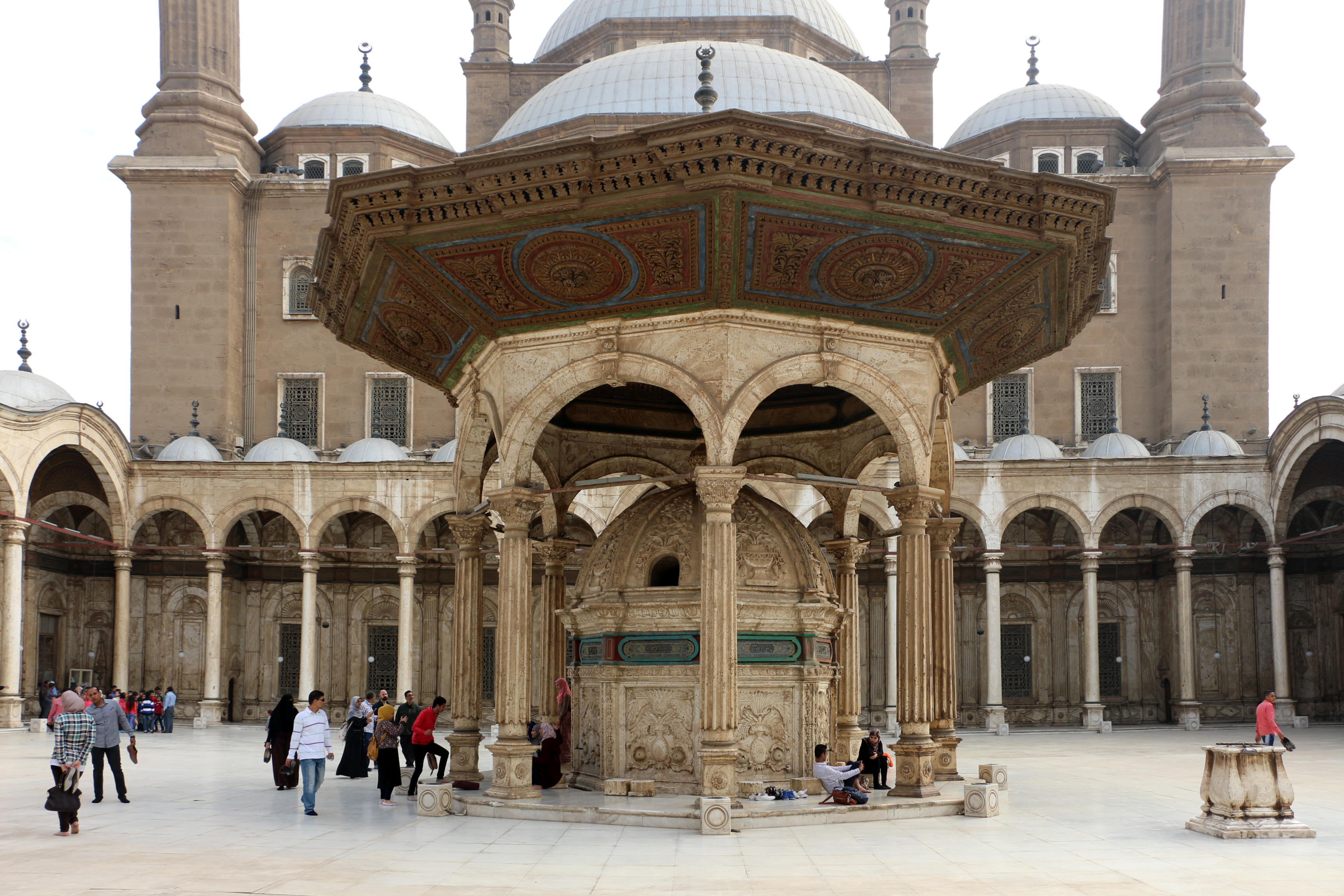
صحن المسجد المكشوف وتتوسطه الفسقية
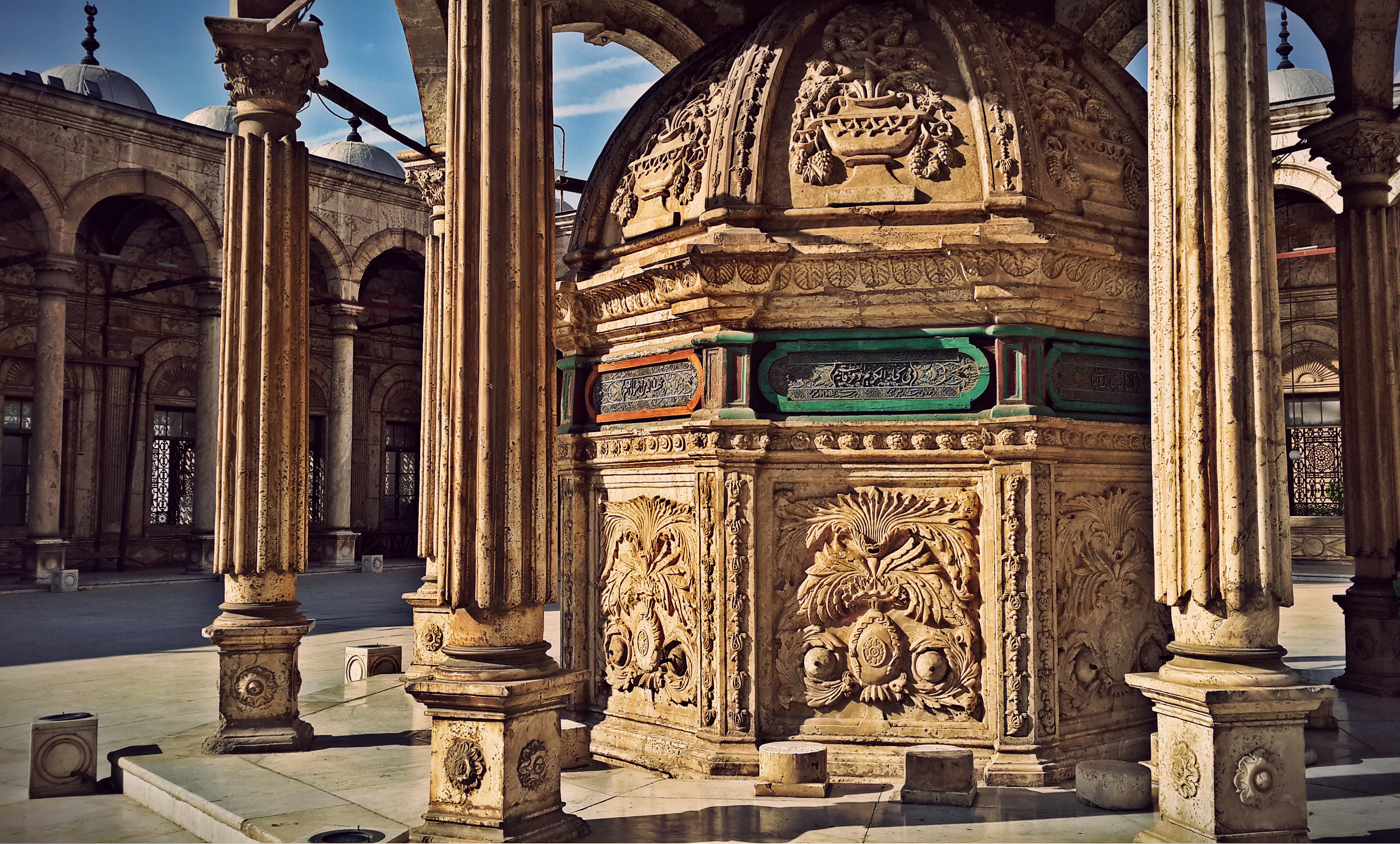
صحن المسجد المكشوف وتتوسطه الفسقية
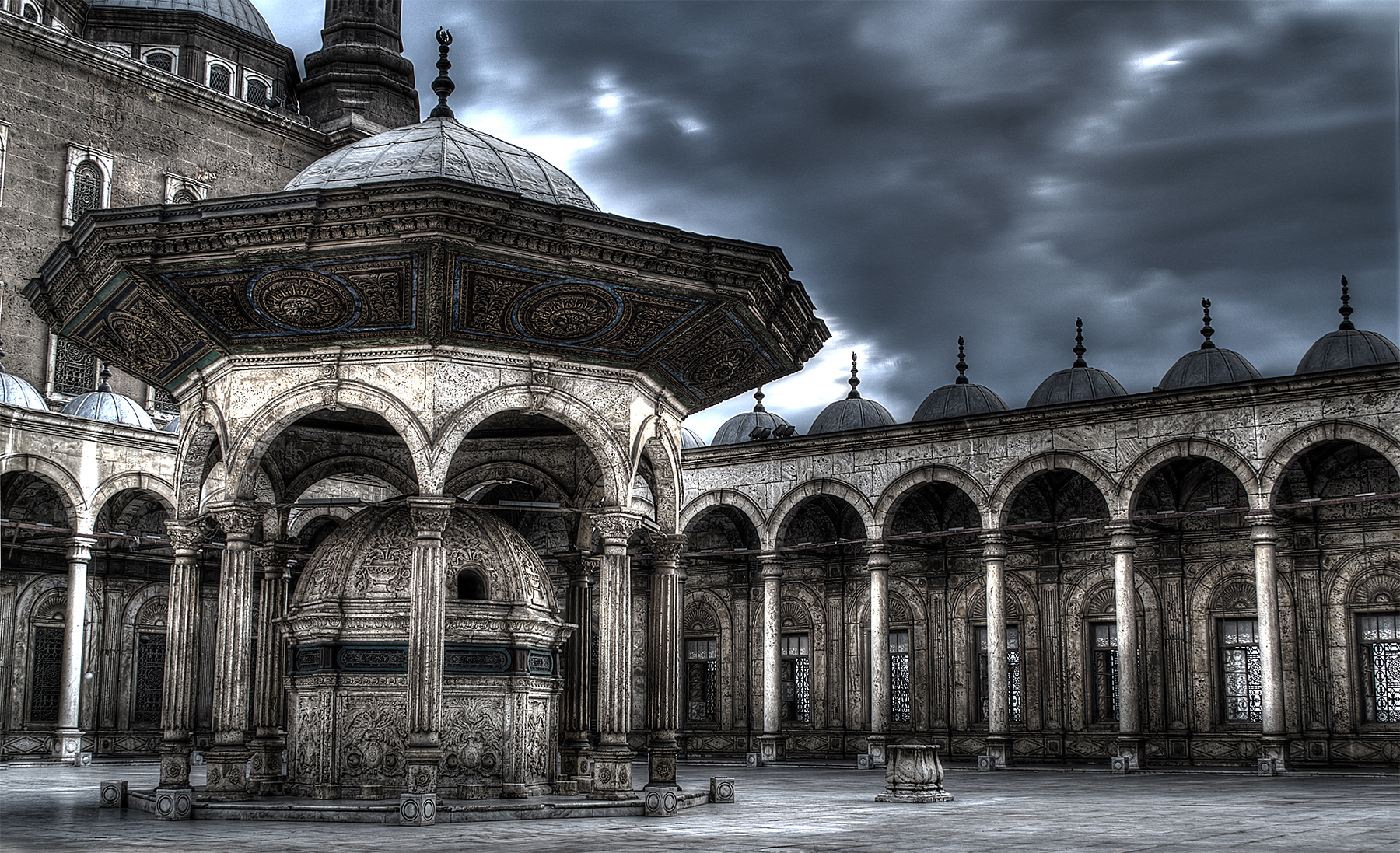
صحن المسجد المكشوف وتتوسطه الفسقية
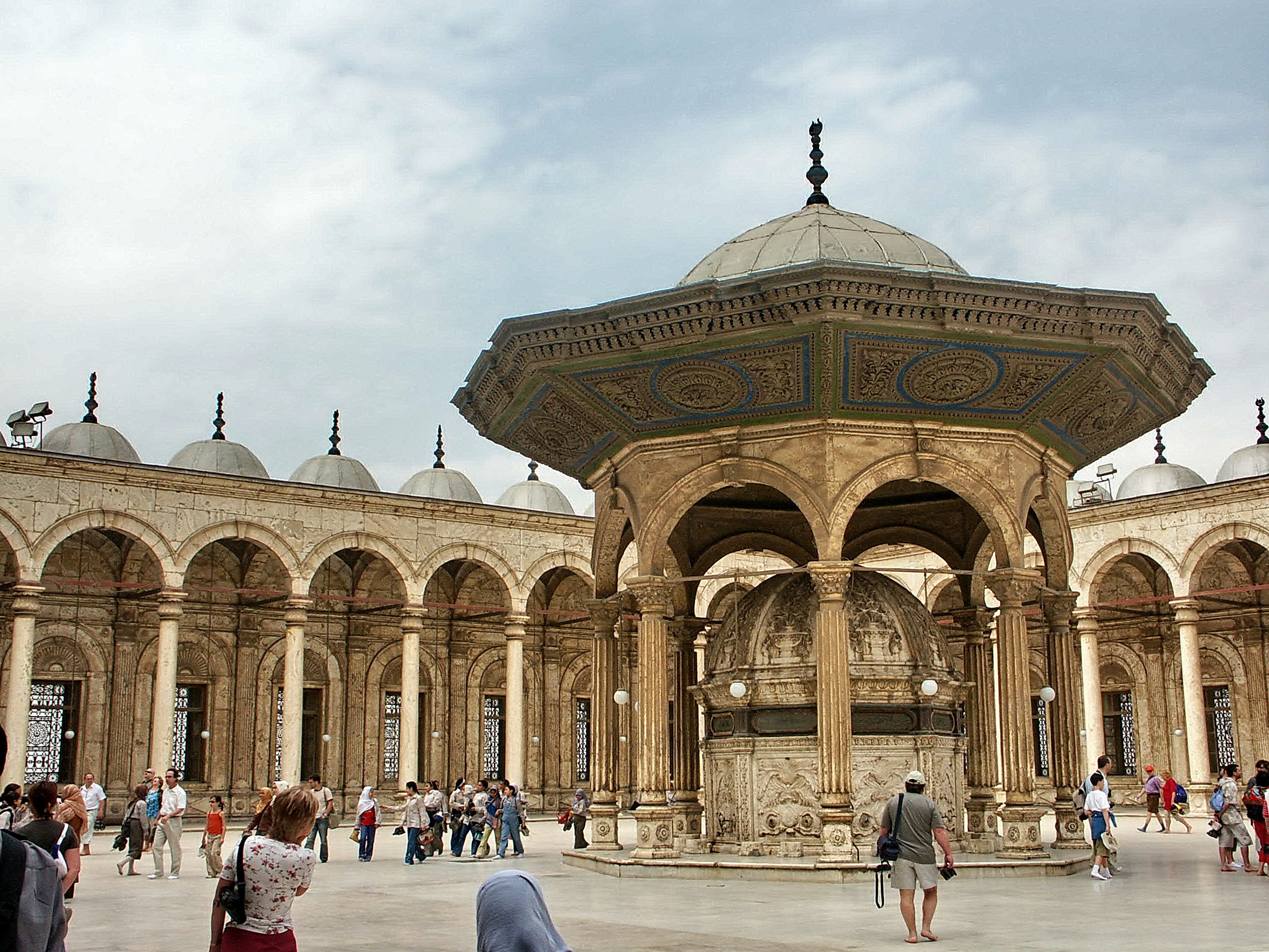
صحن المسجد المكشوف وتتوسطه الفسقية
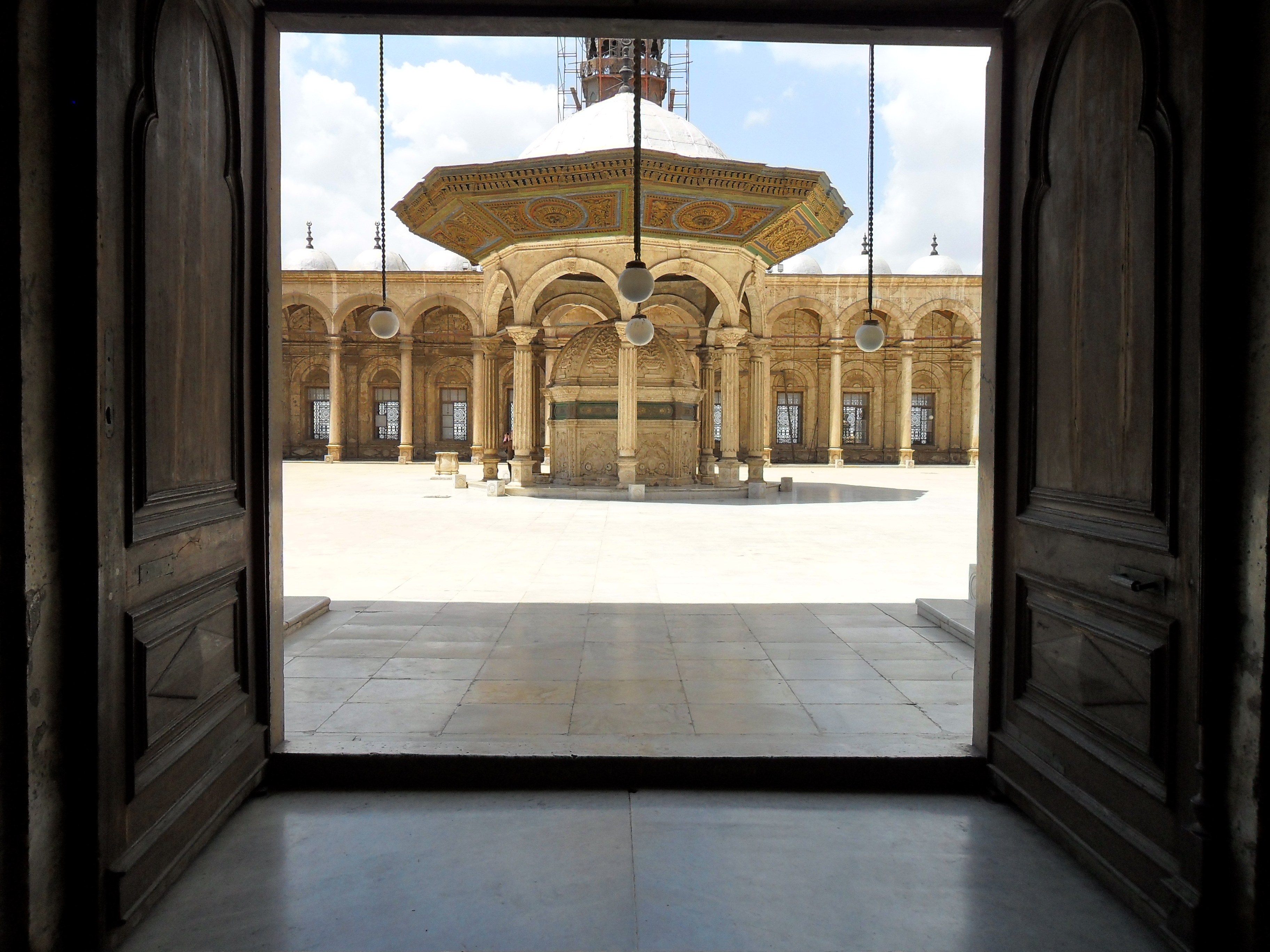
صحن المسجد المكشوف وتتوسطه الفسقية
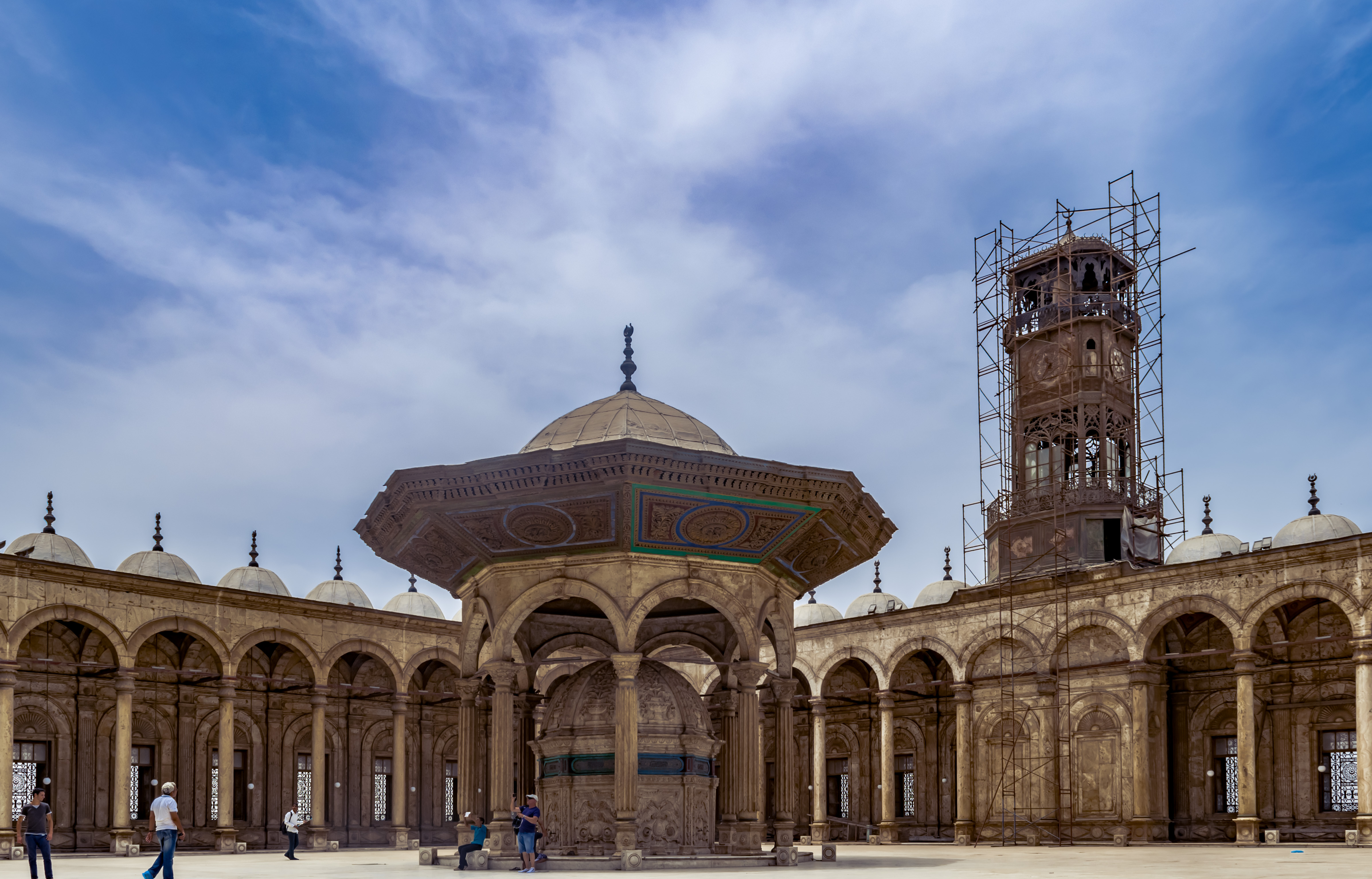
صحن المسجد المكشوف وتتوسطه الفسقية
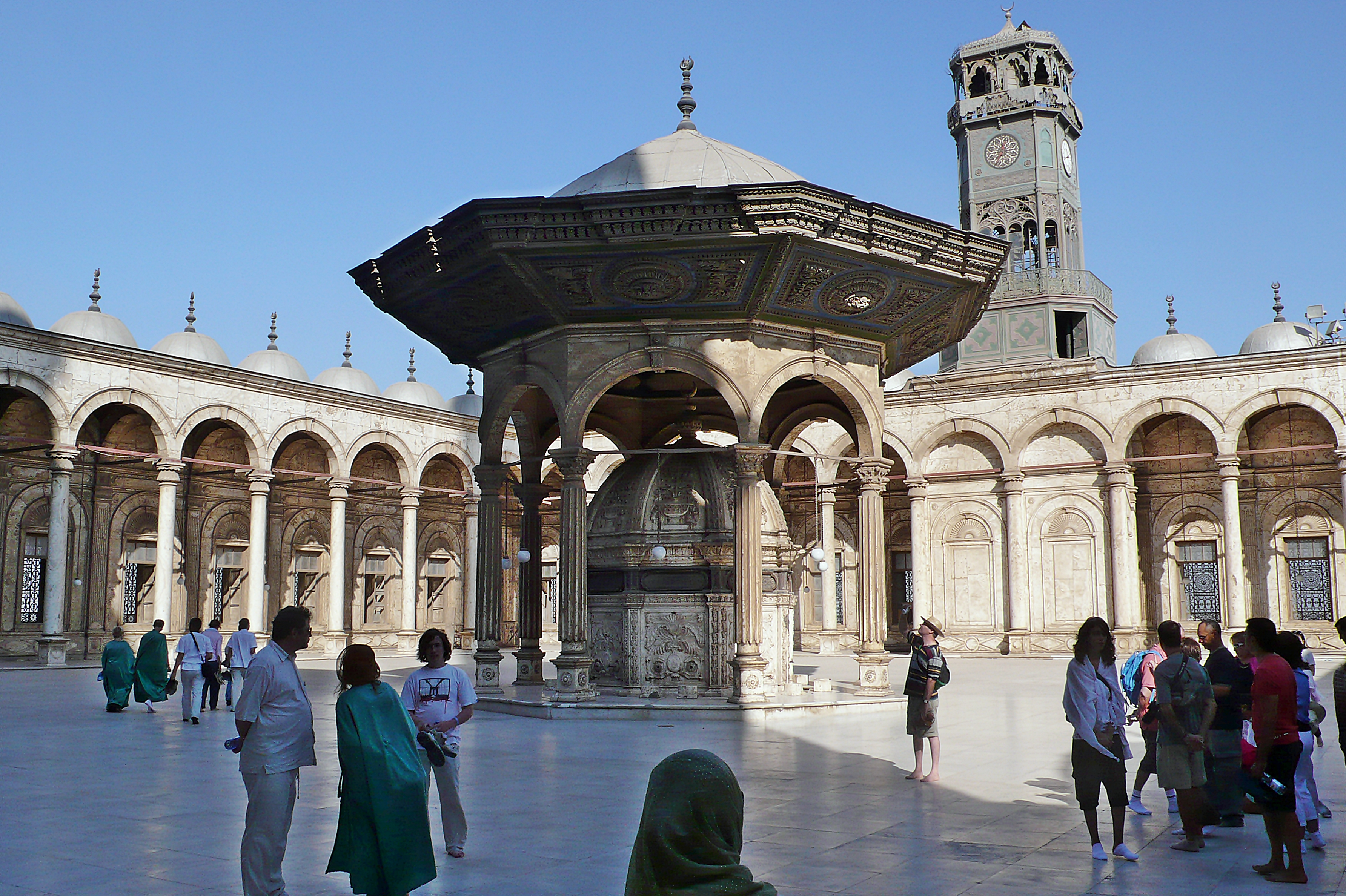
صحن المسجد المكشوف وتتوسطه الفسقية
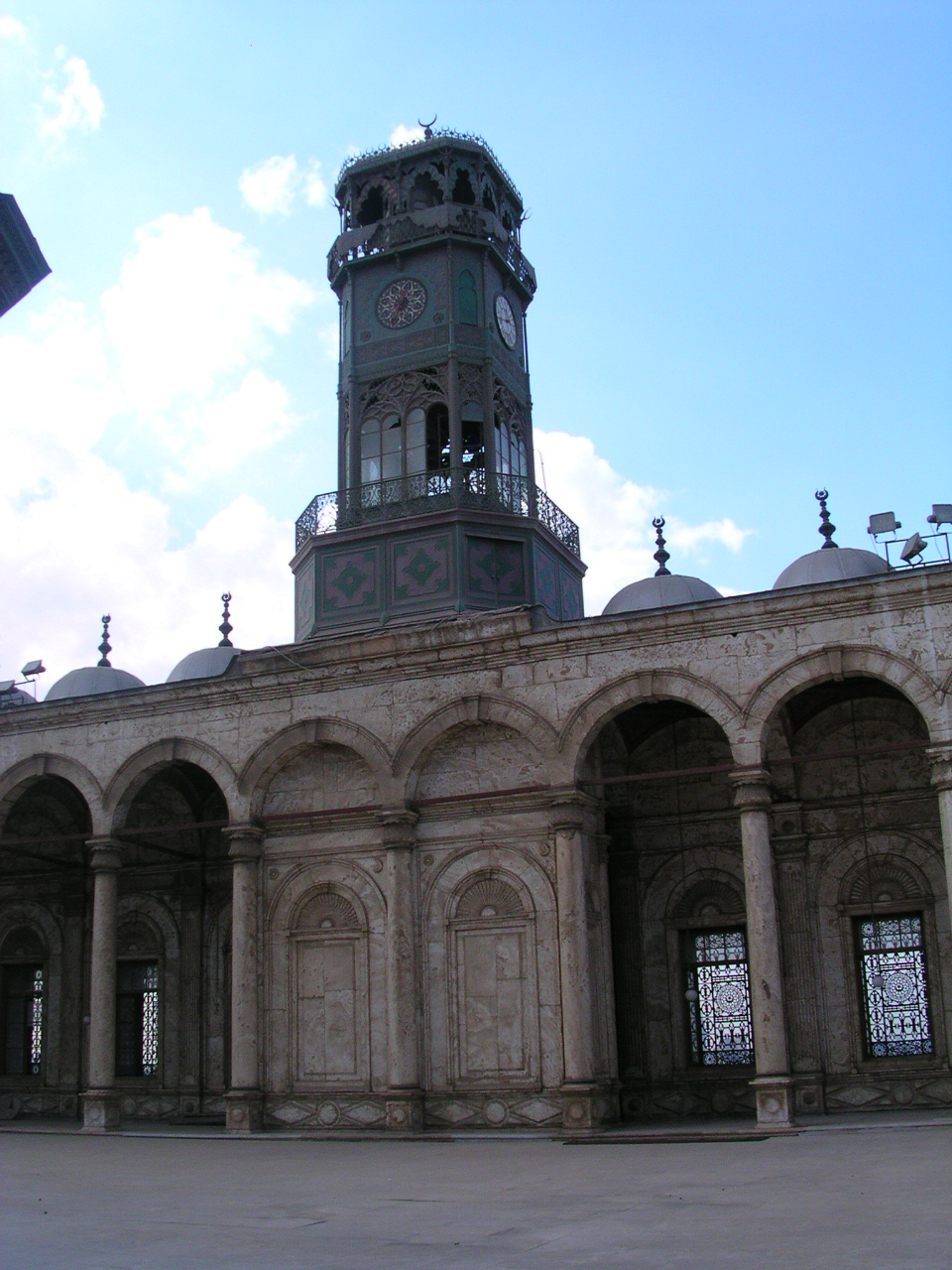
برج الساعة
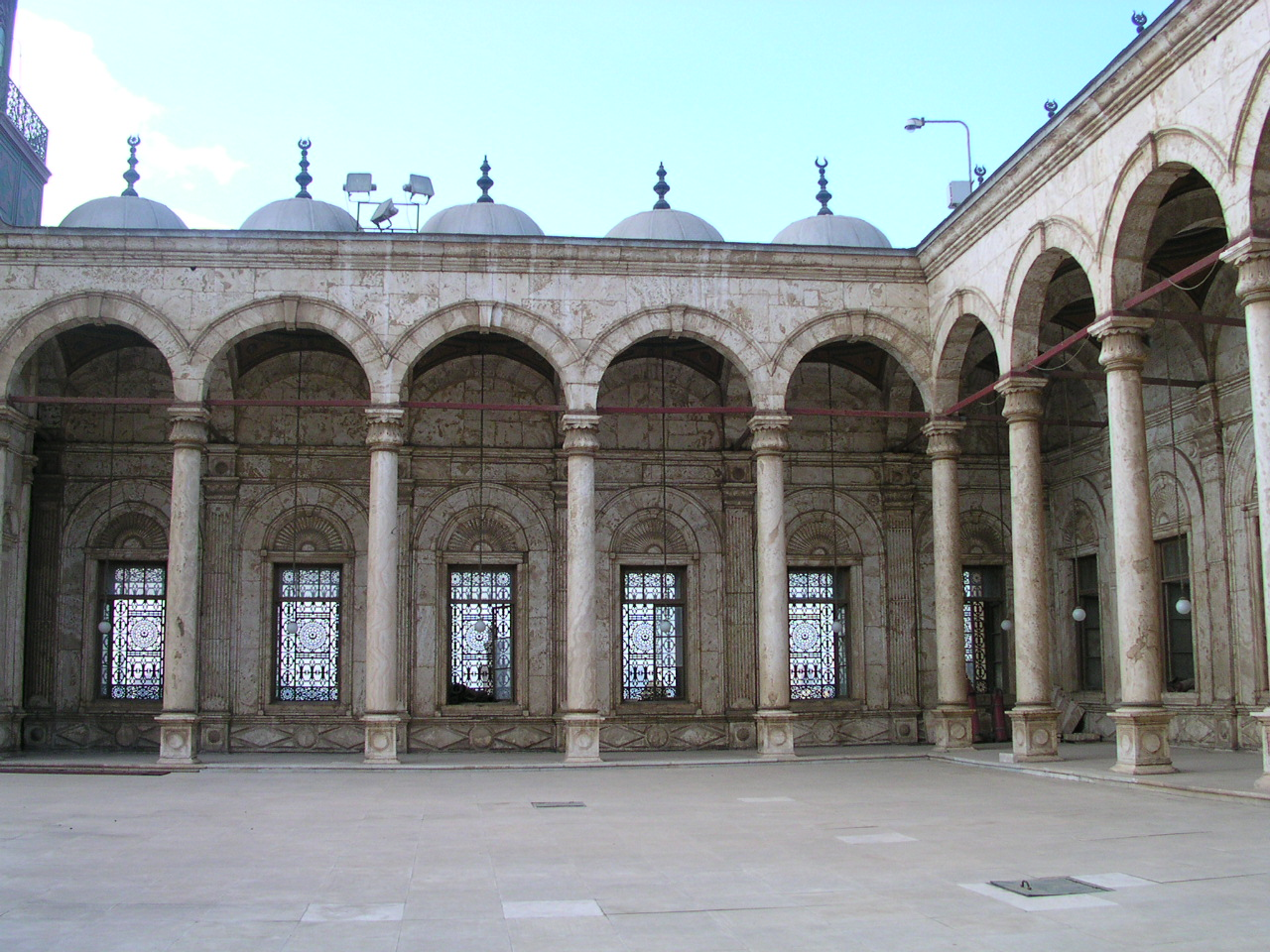
أروقة الصحن المكشوف
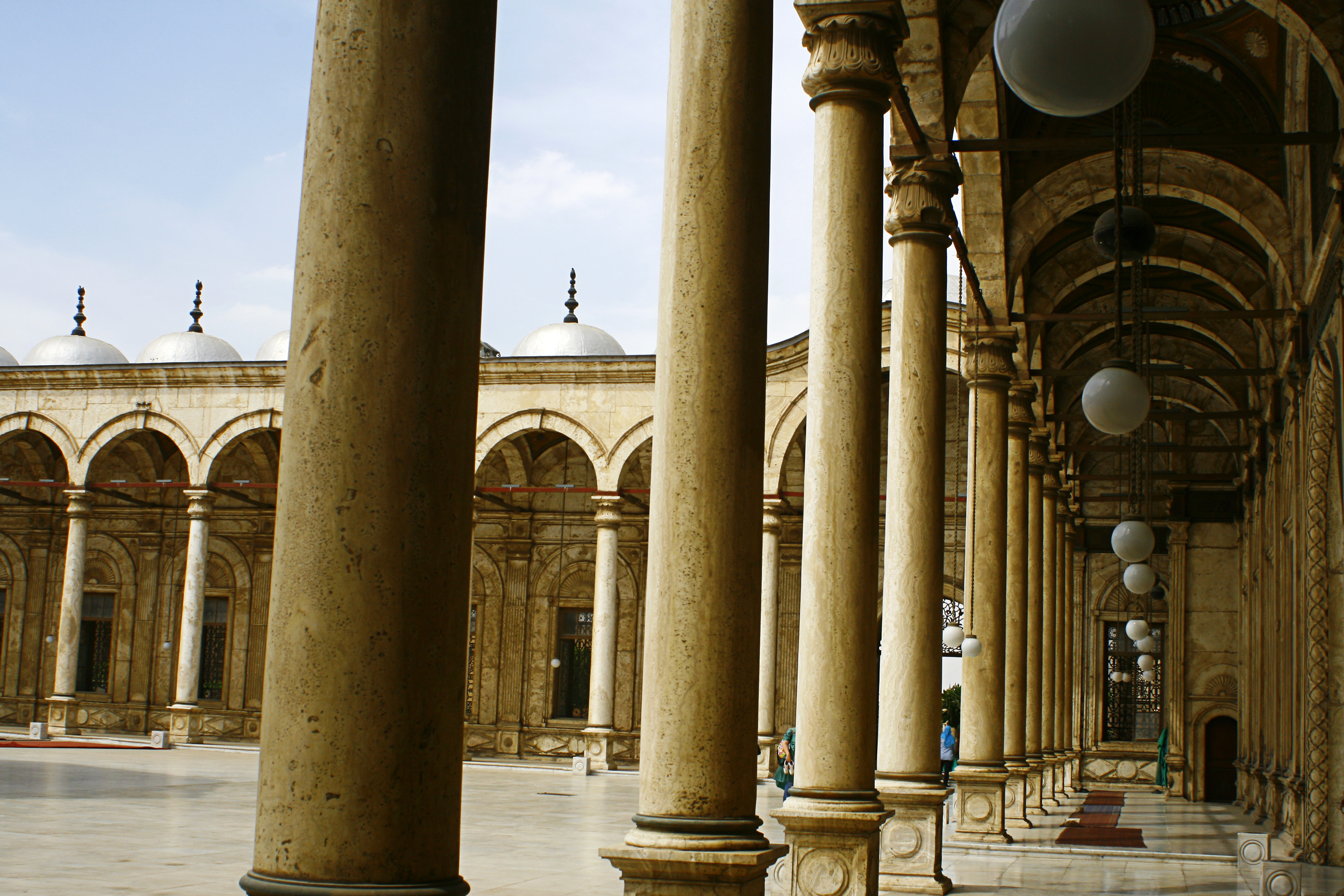
أروقة الصحن المكشوف
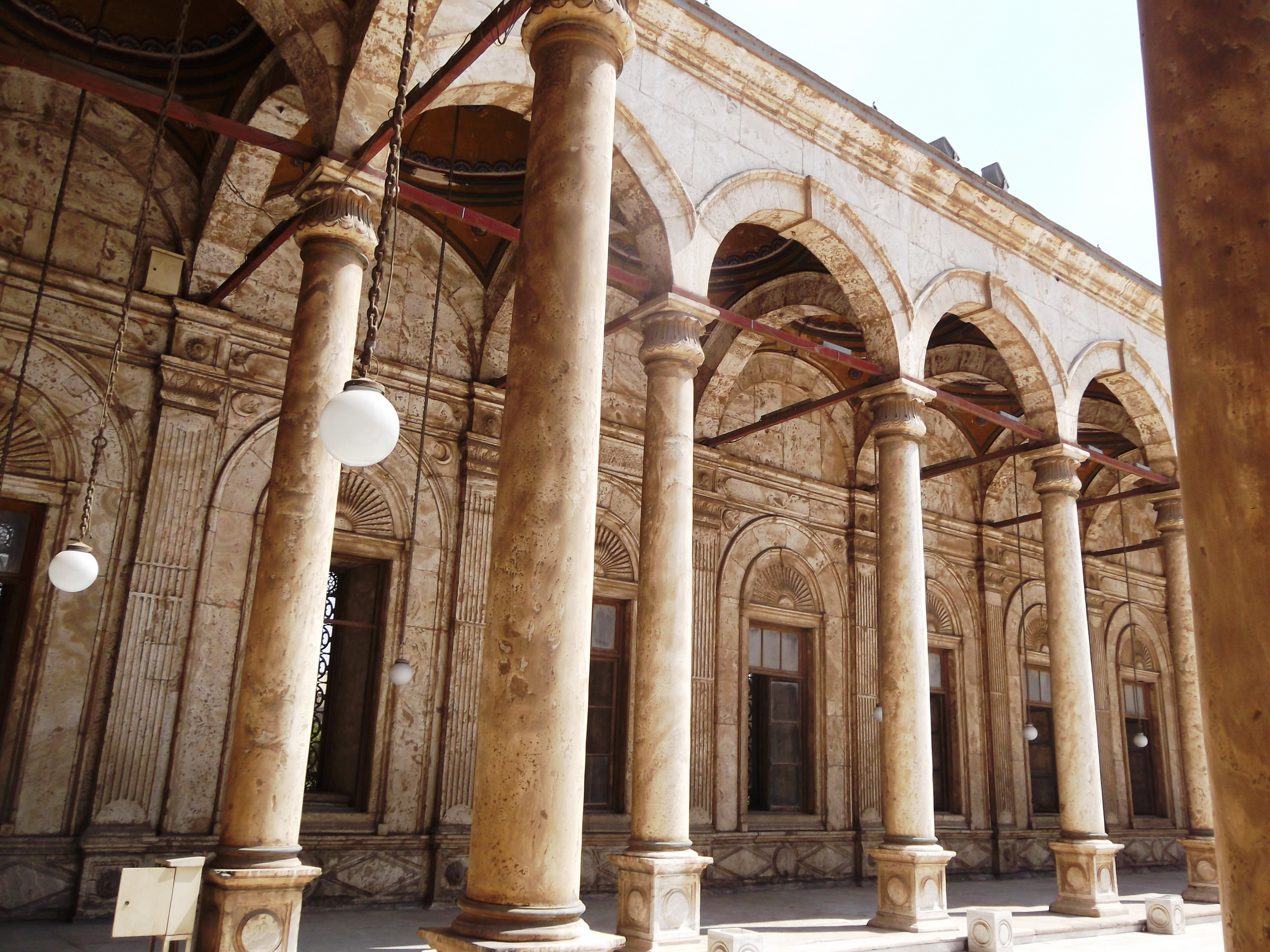
أروقة الصحن المكشوف
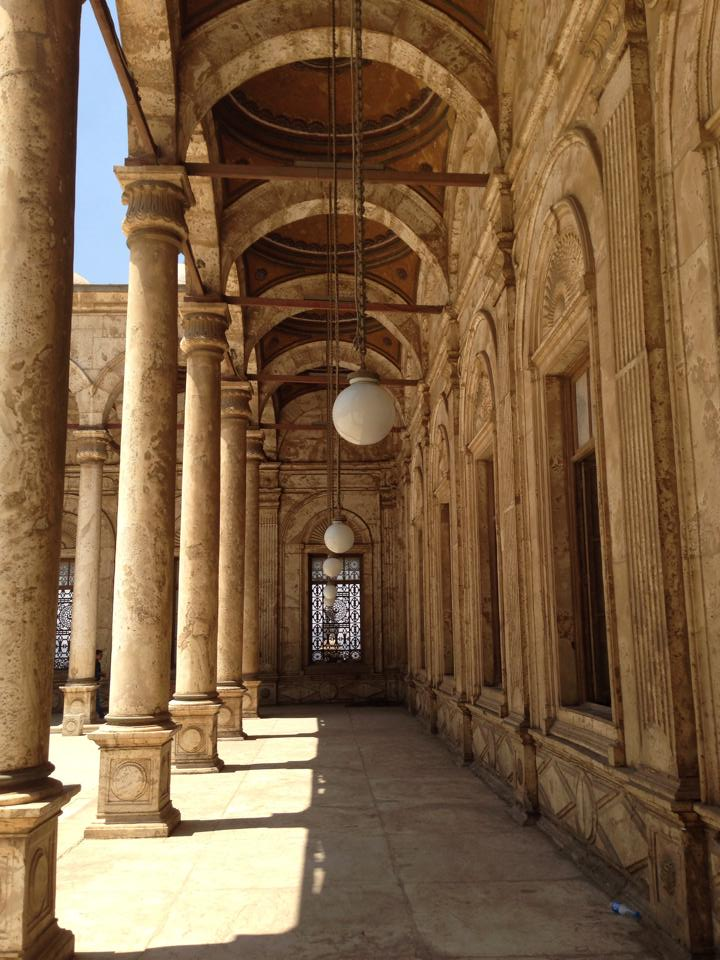
أروقة الصحن المكشوف
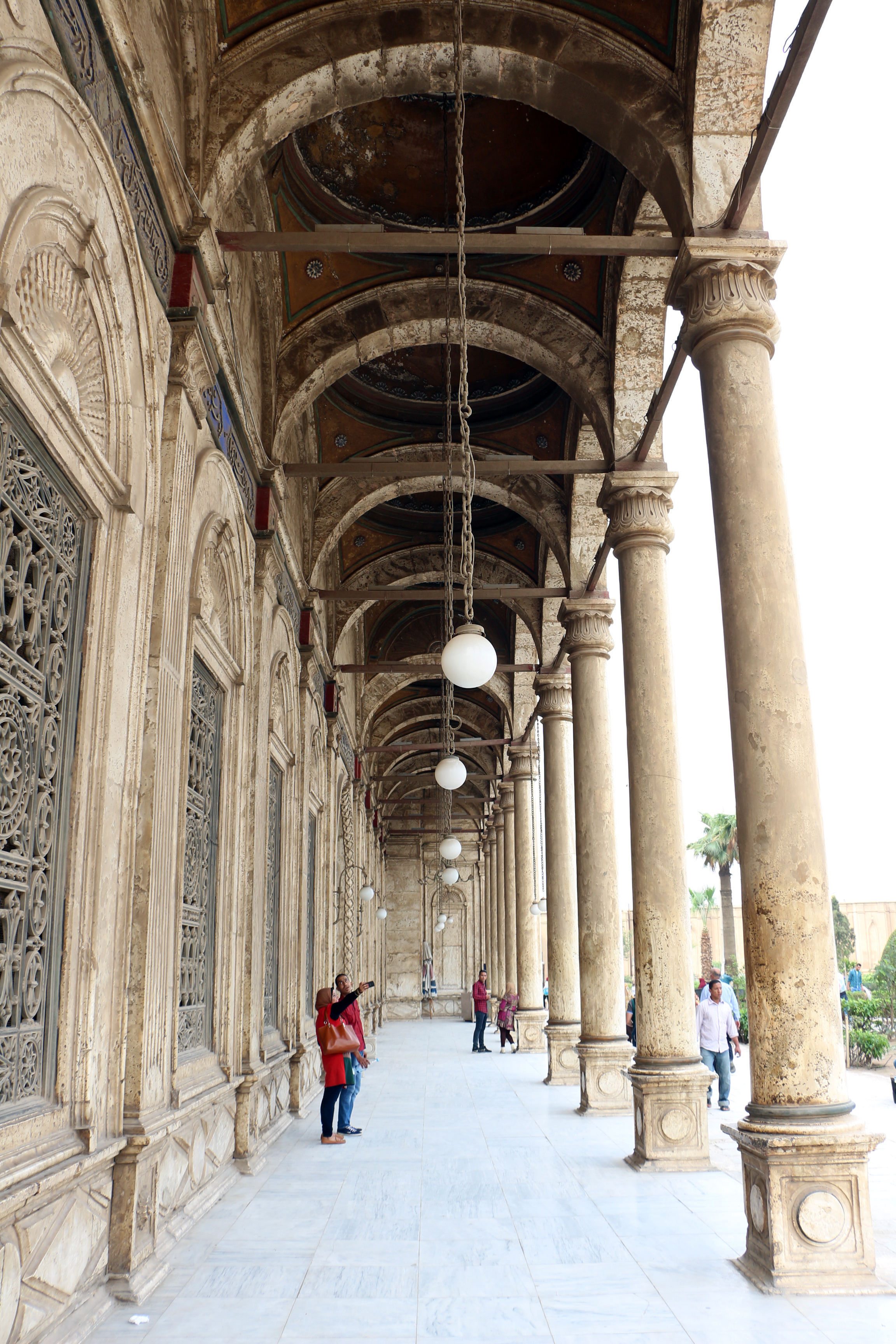
أروقة الصحن المكشوف
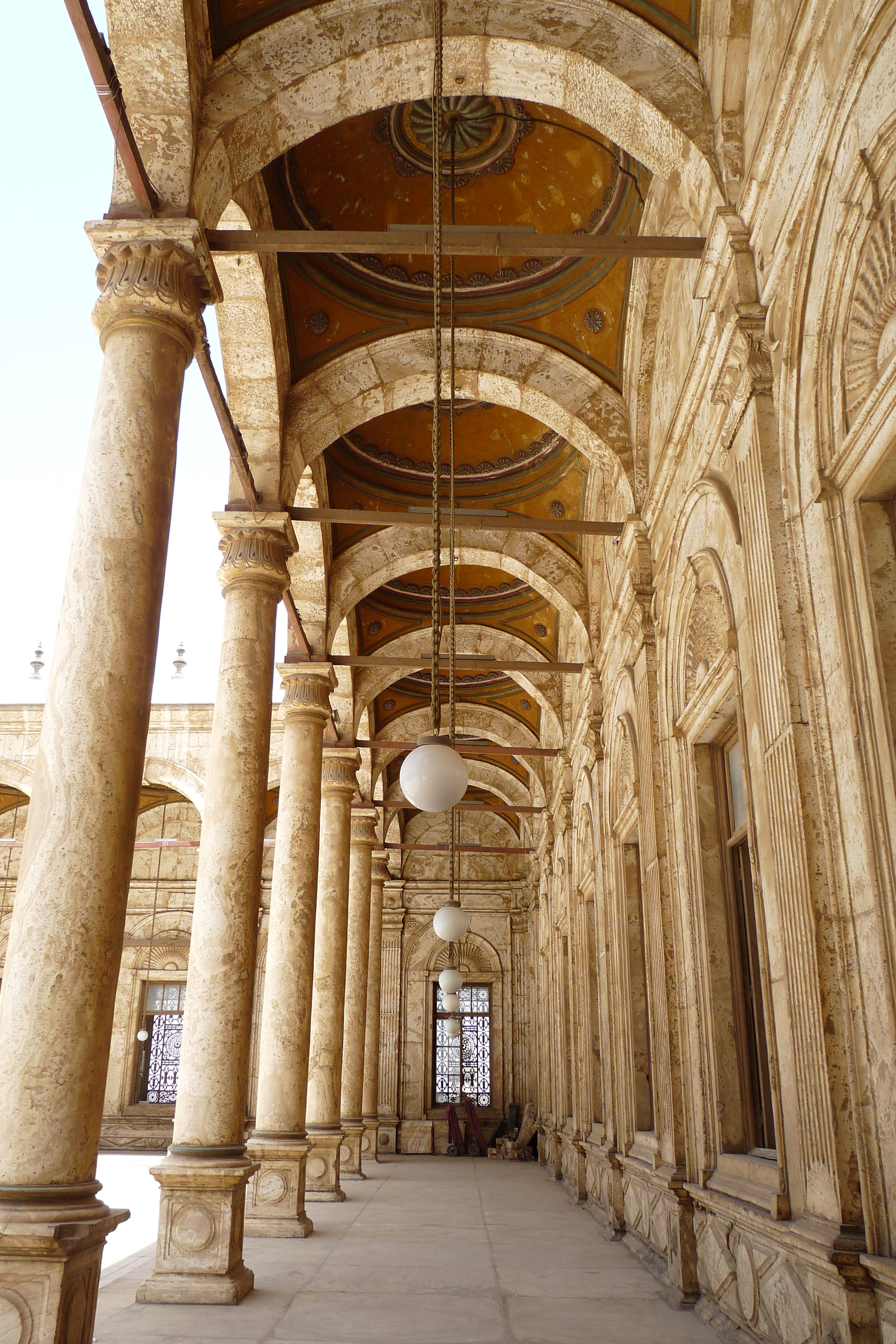
أروقة الصحن المكشوف
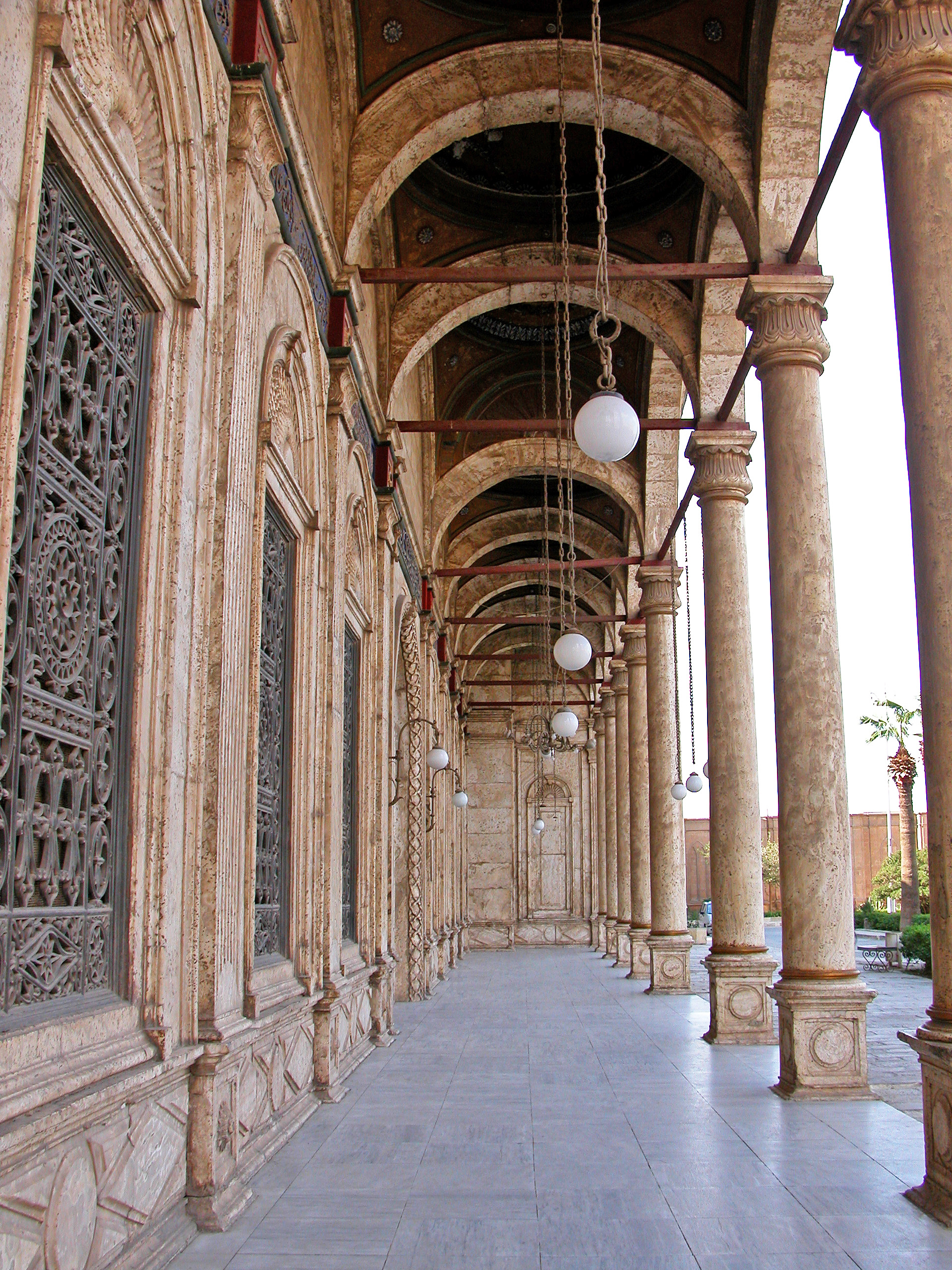
أروقة الصحن المكشوف
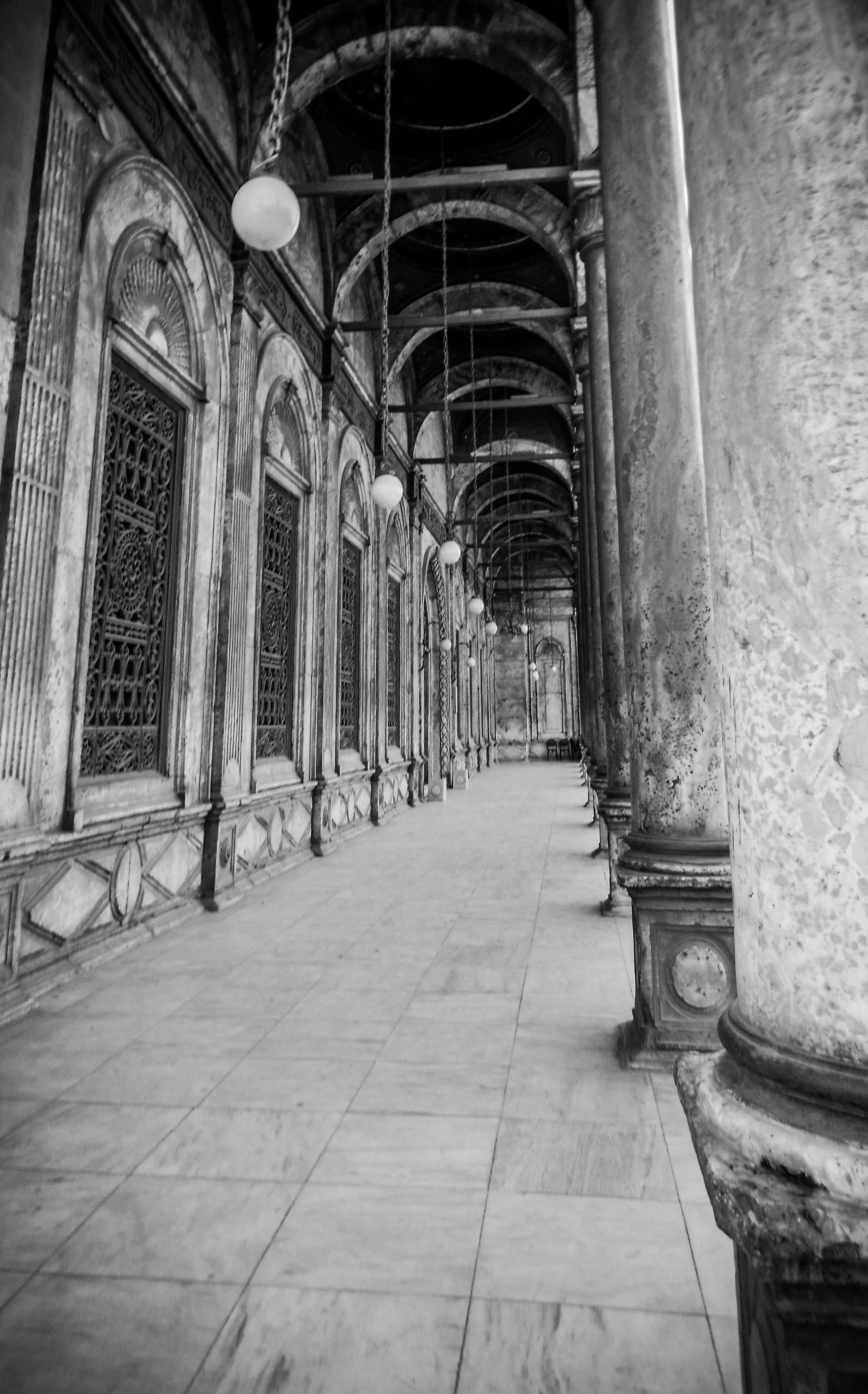
أروقة الصحن المكشوف
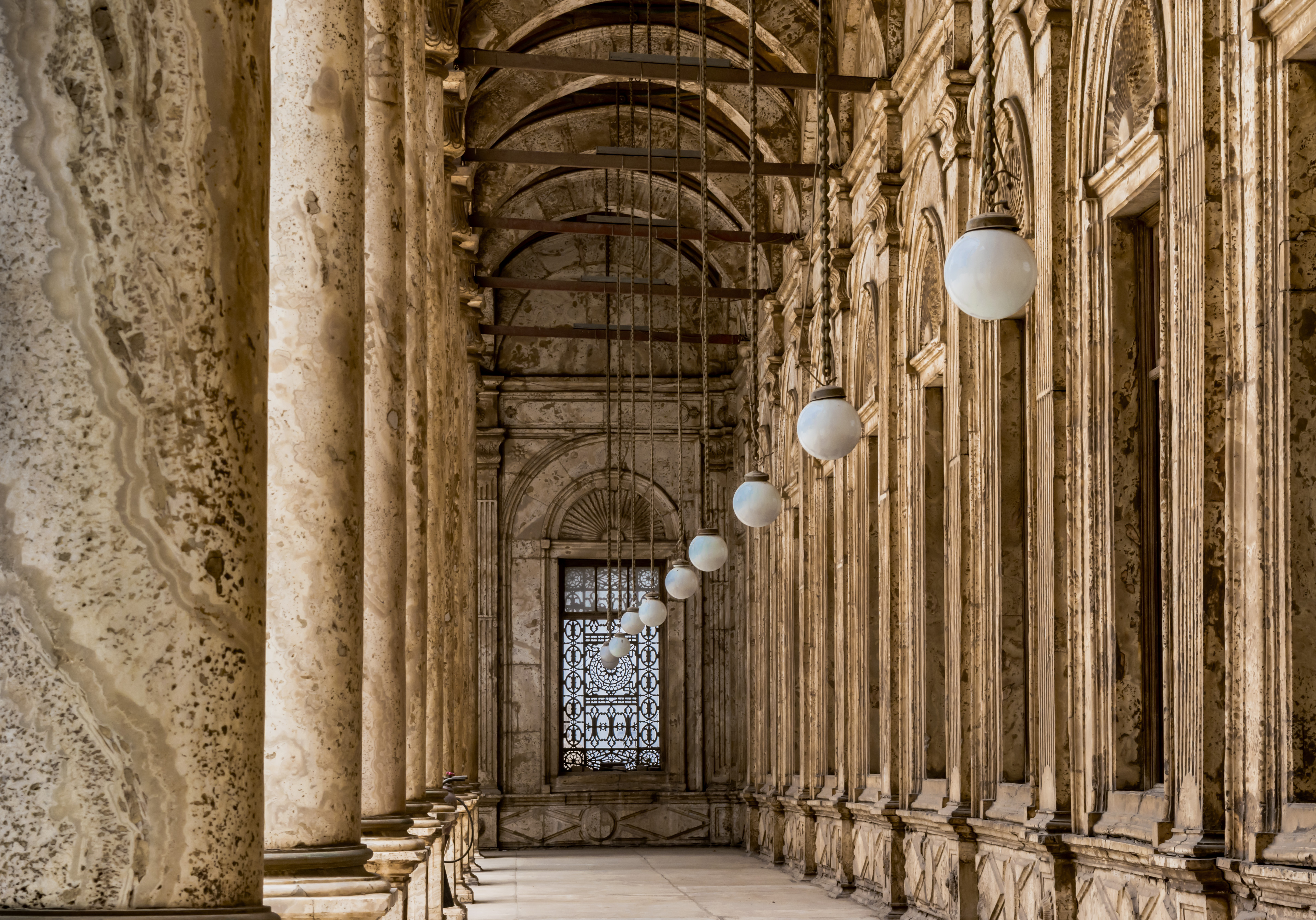
أروقة الصحن المكشوف
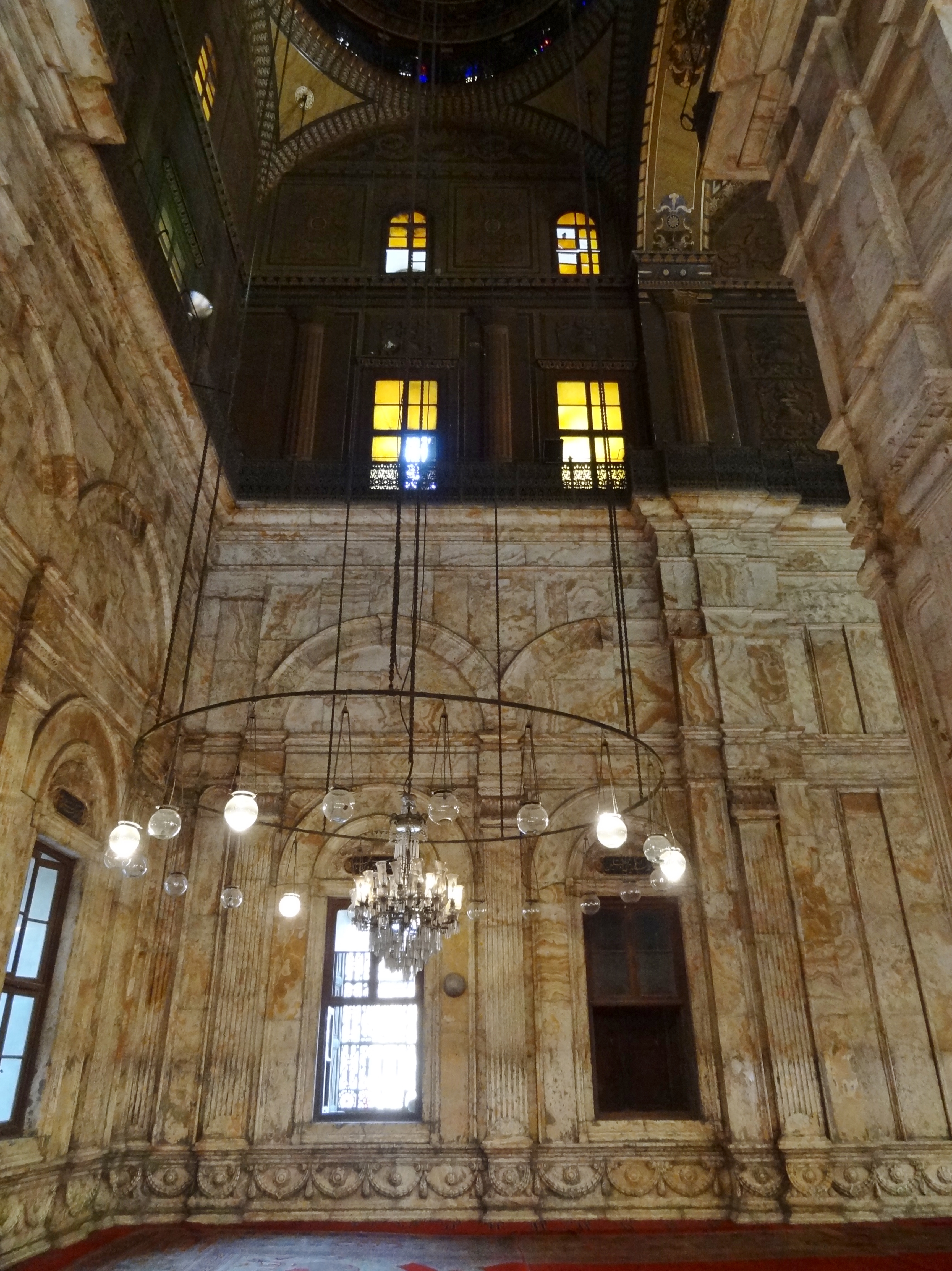
المسجد من الداخل ومكان الصلاة
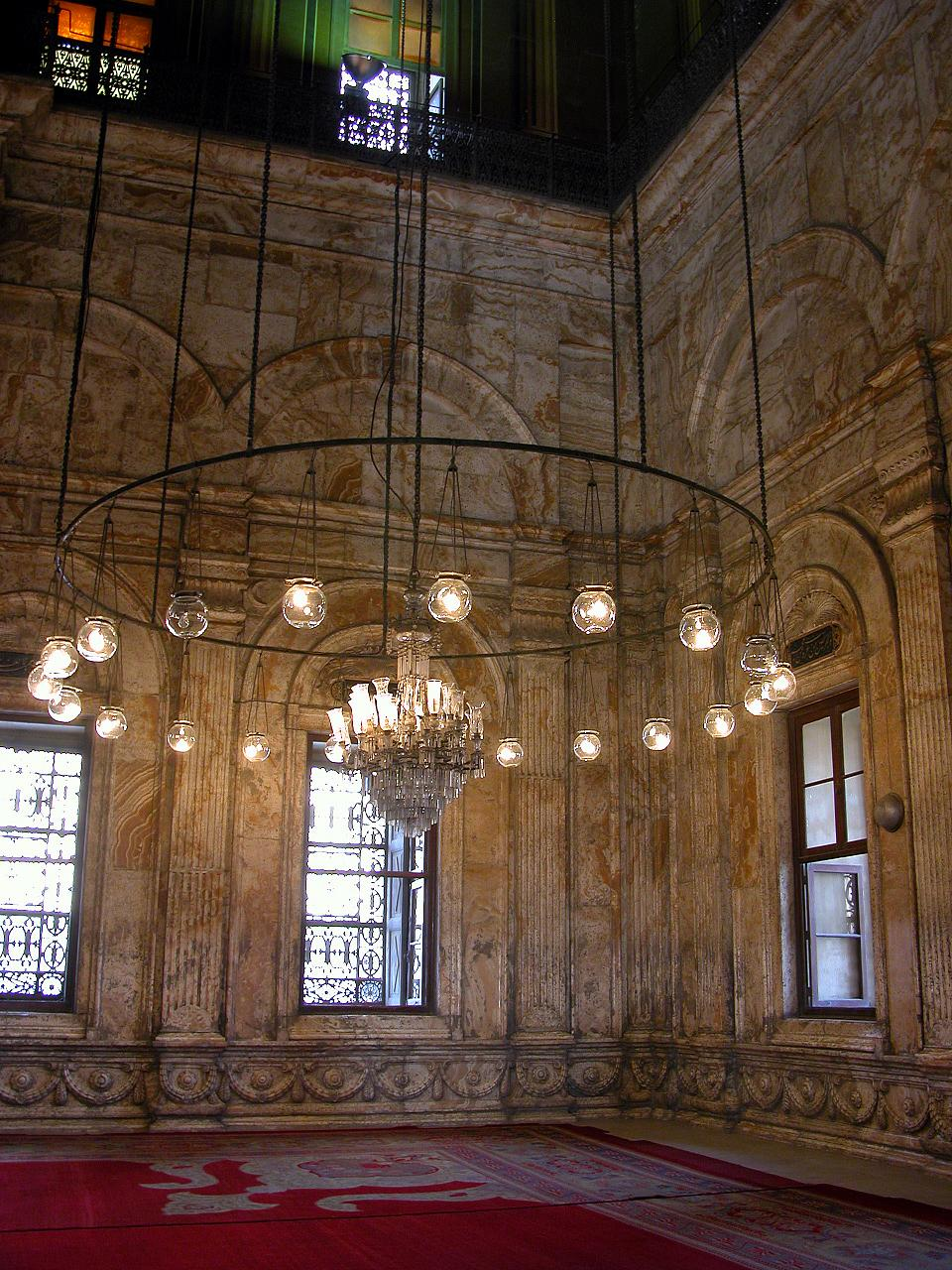
المسجد من الداخل ومكان الصلاة
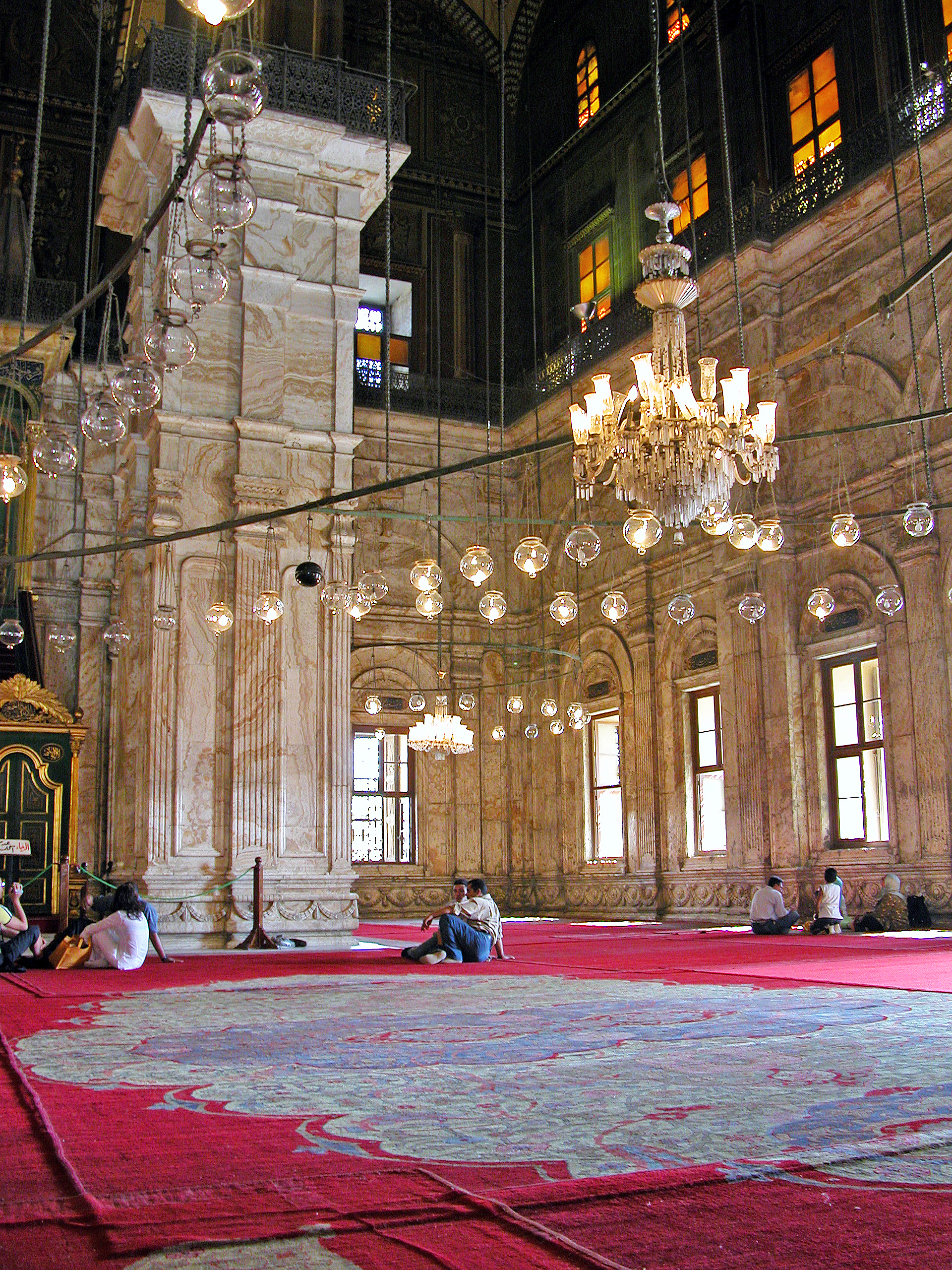
المسجد من الداخل ومكان الصلاة
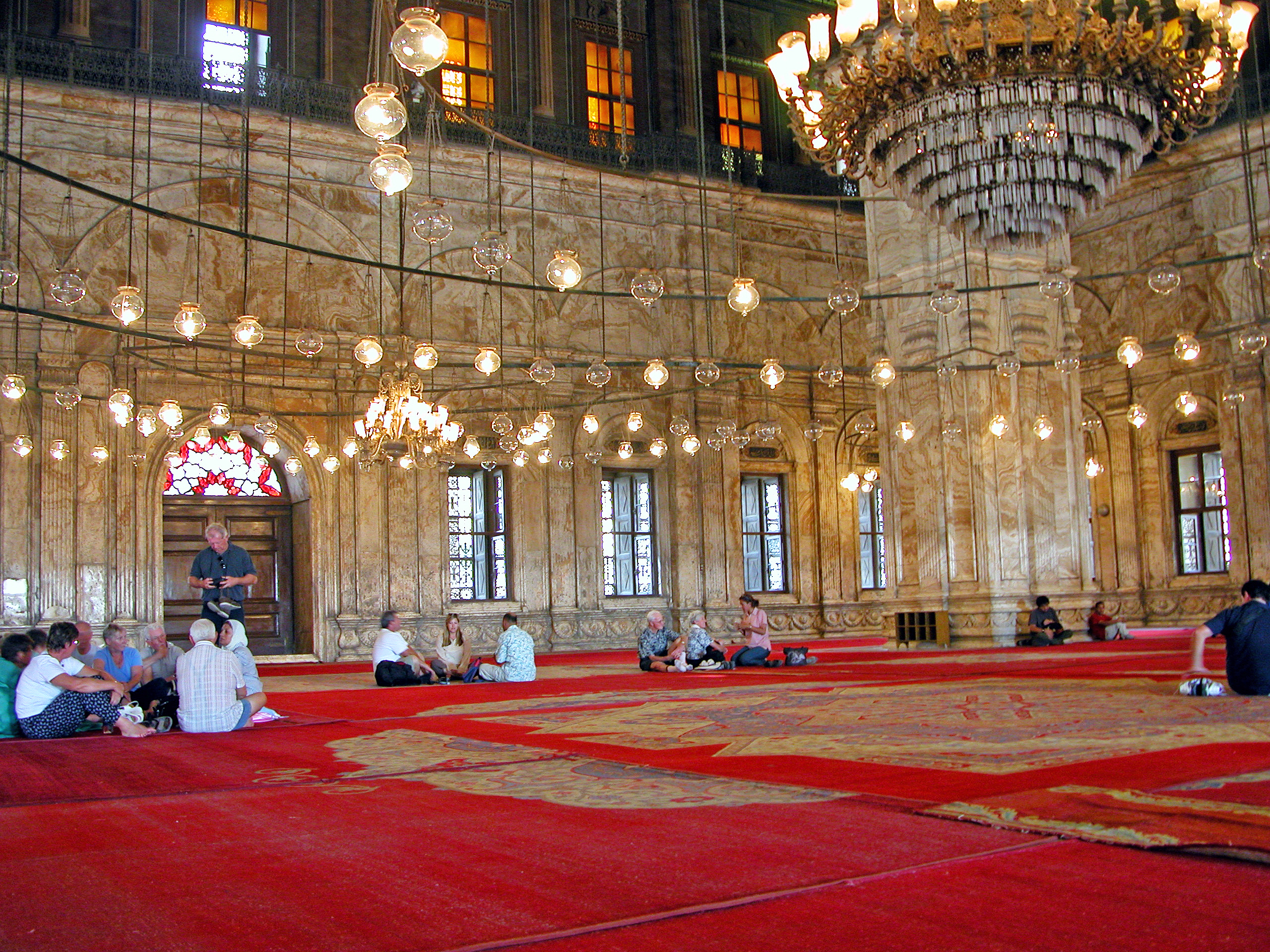
المسجد من الداخل ومكان الصلاة
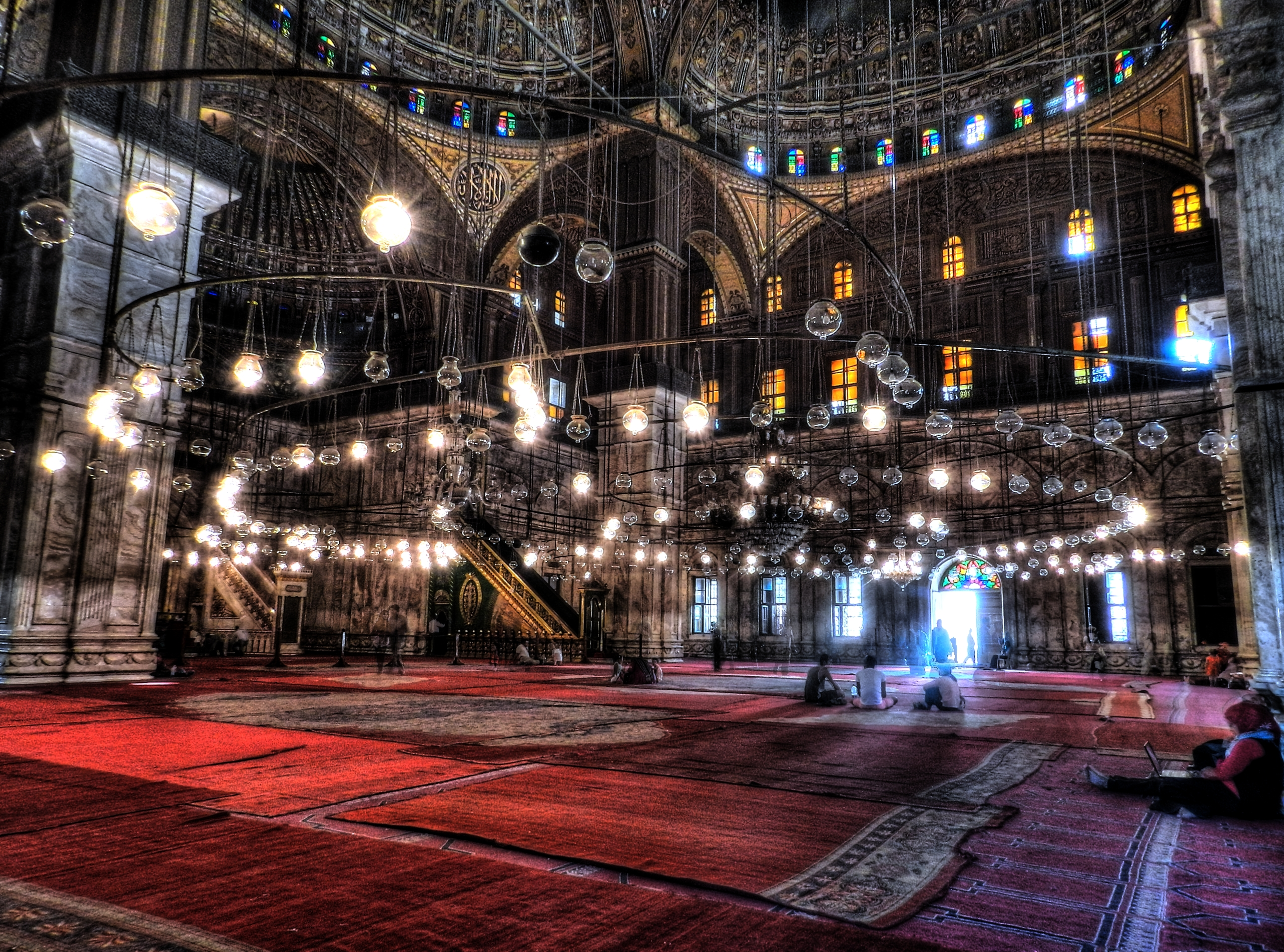
المسجد من الداخل ومكان الصلاة
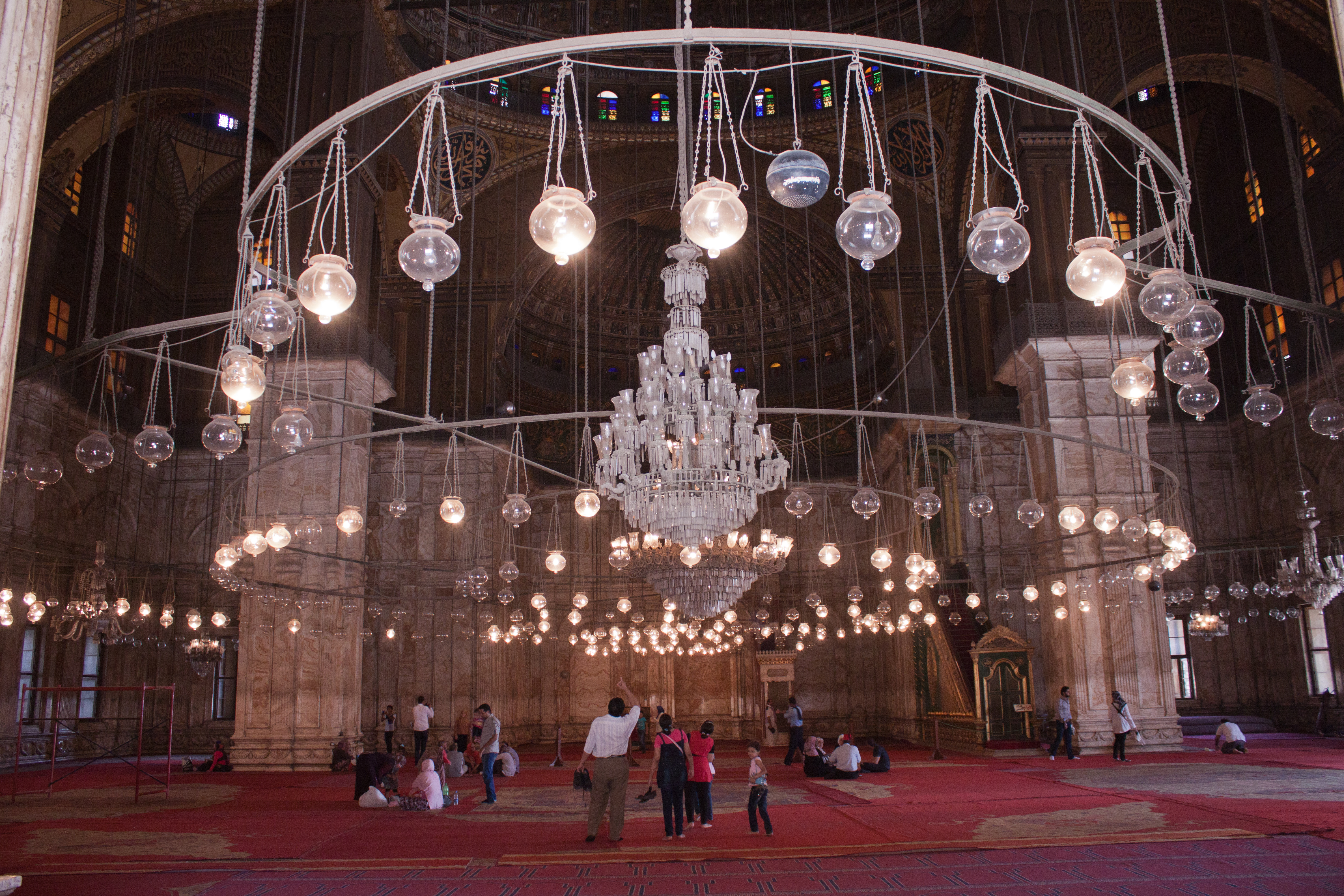
المسجد من الداخل ومكان الصلاة
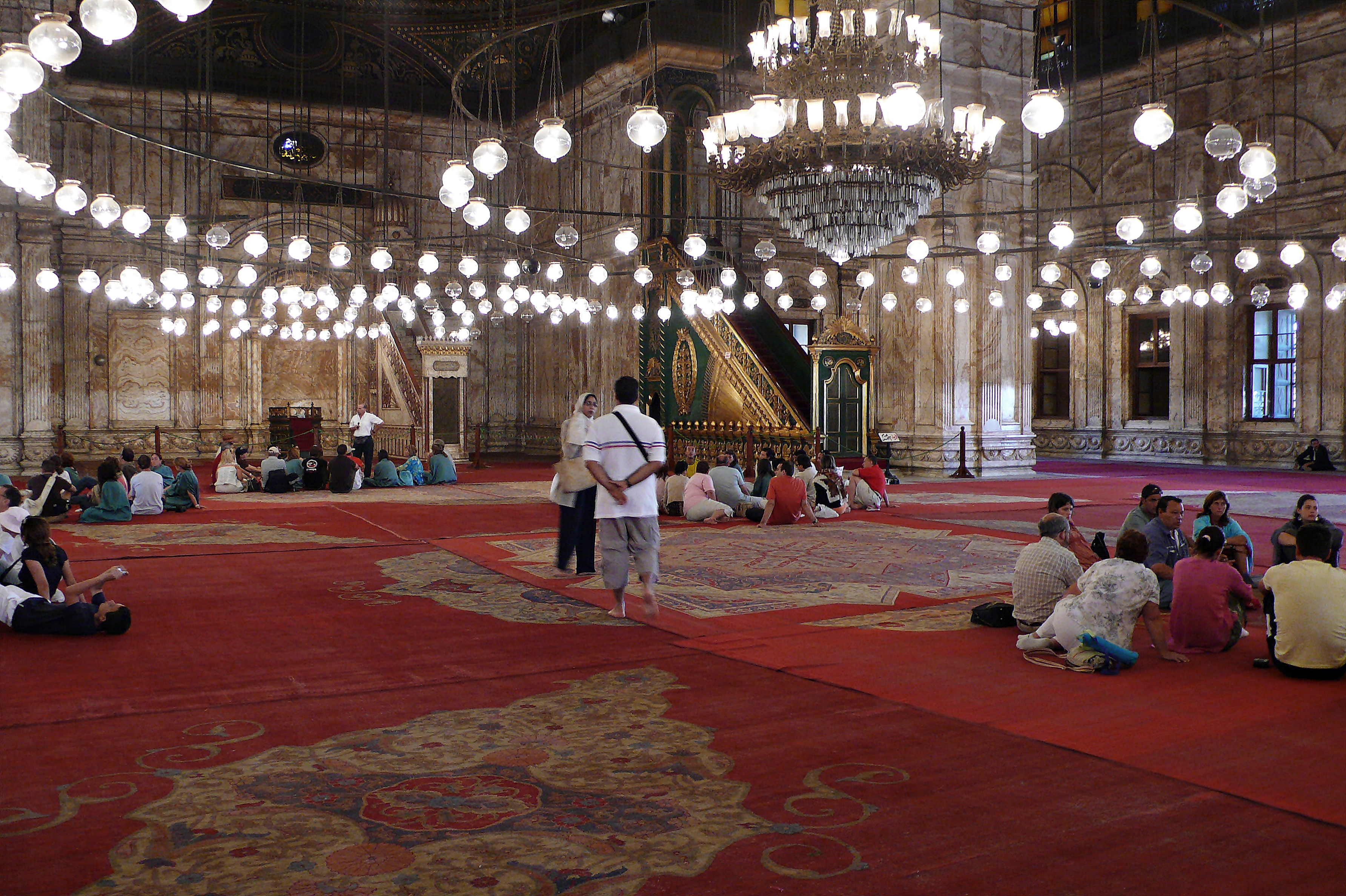
المسجد من الداخل ومكان الصلاة
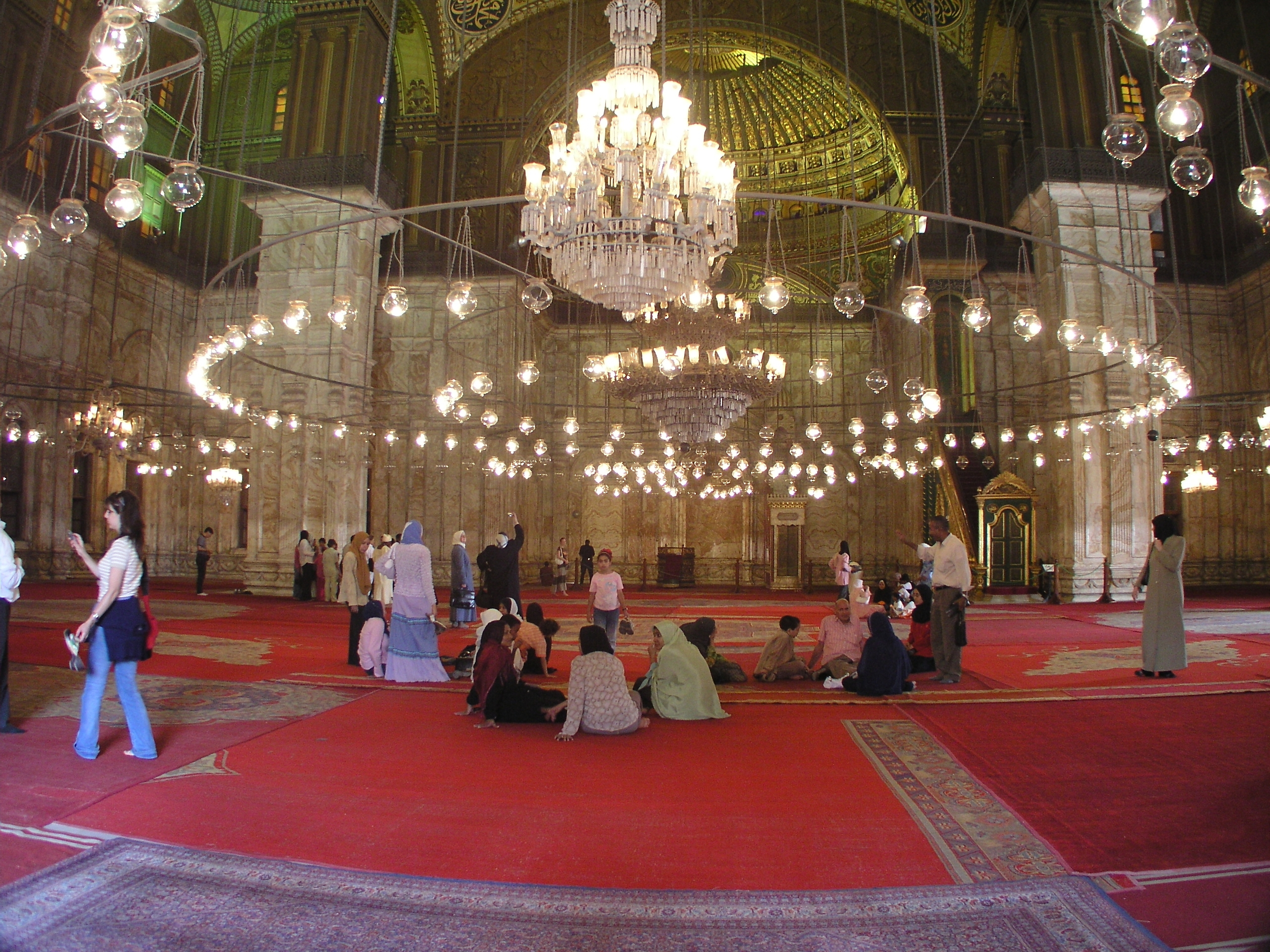
المسجد من الداخل ومكان الصلاة
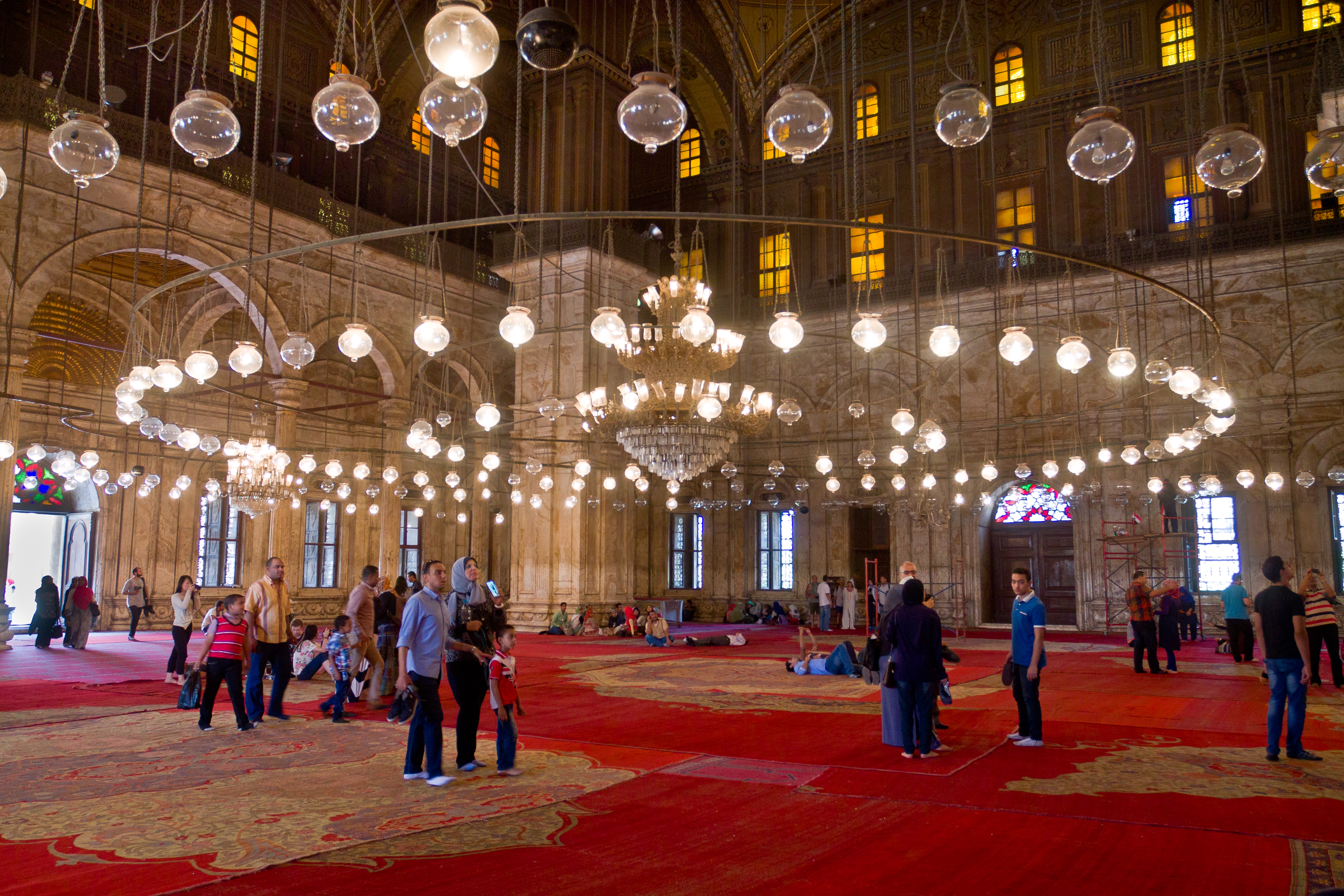
المسجد من الداخل ومكان الصلاة
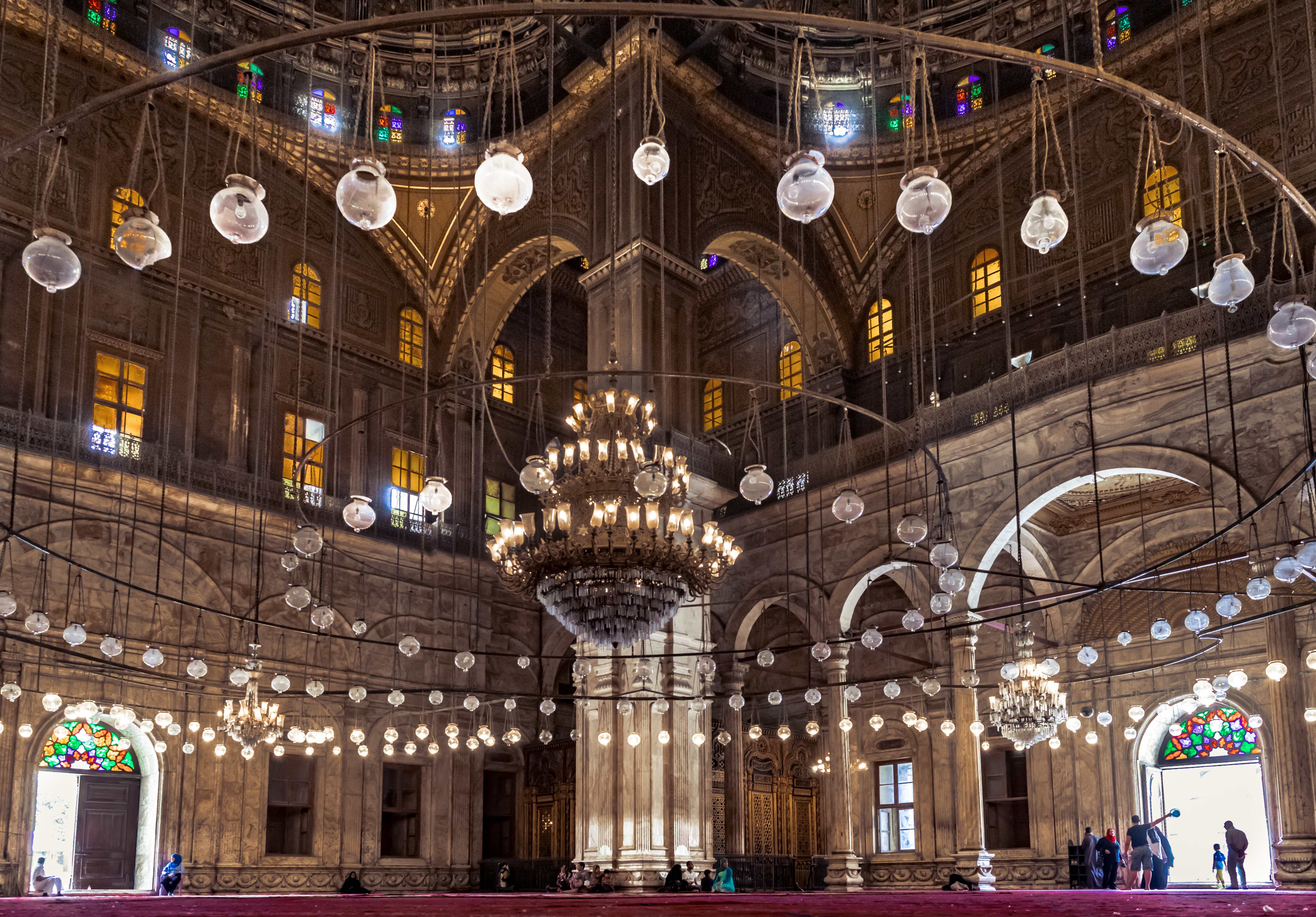
المسجد من الداخل ومكان الصلاة
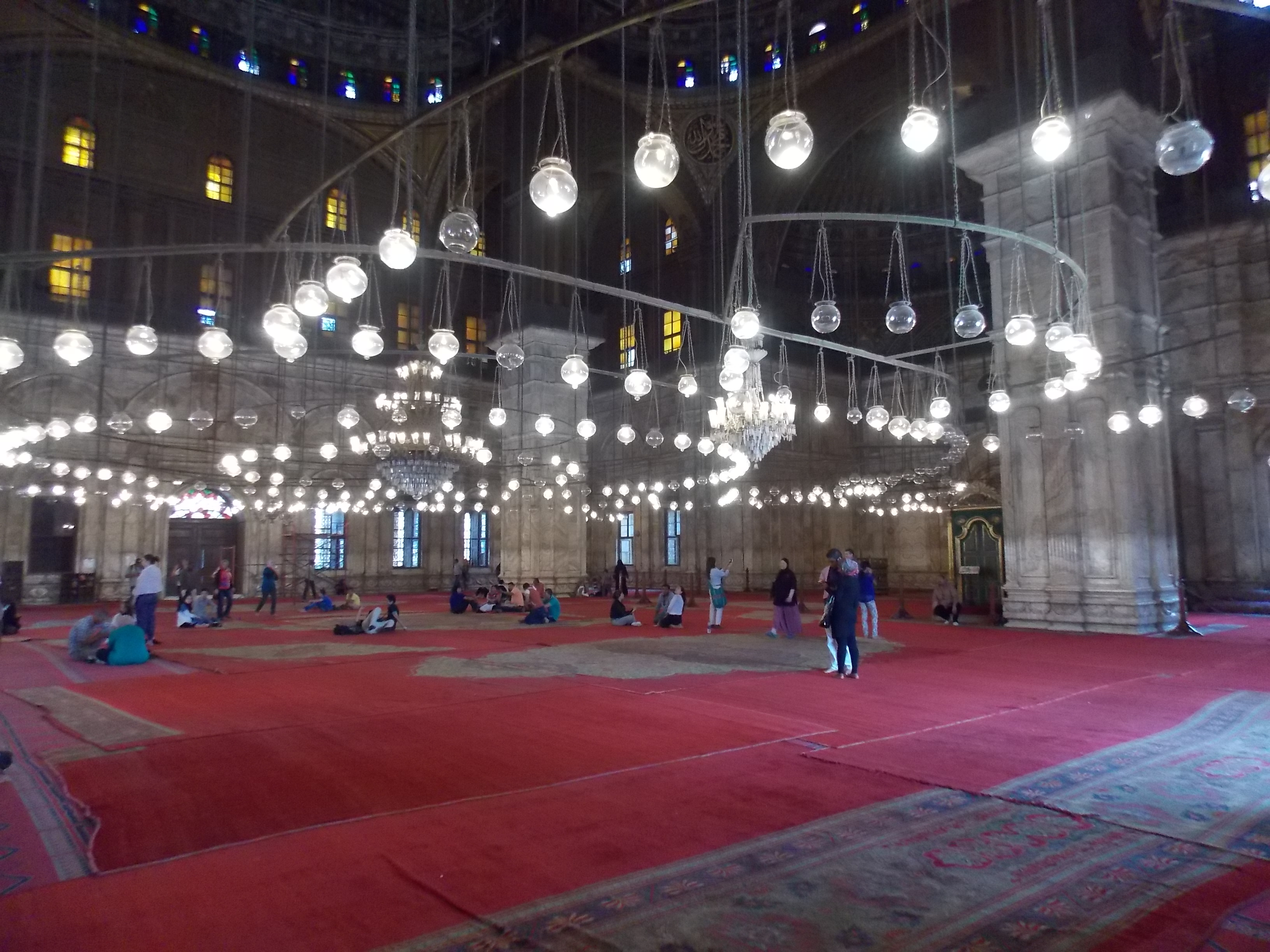
المسجد من الداخل ومكان الصلاة
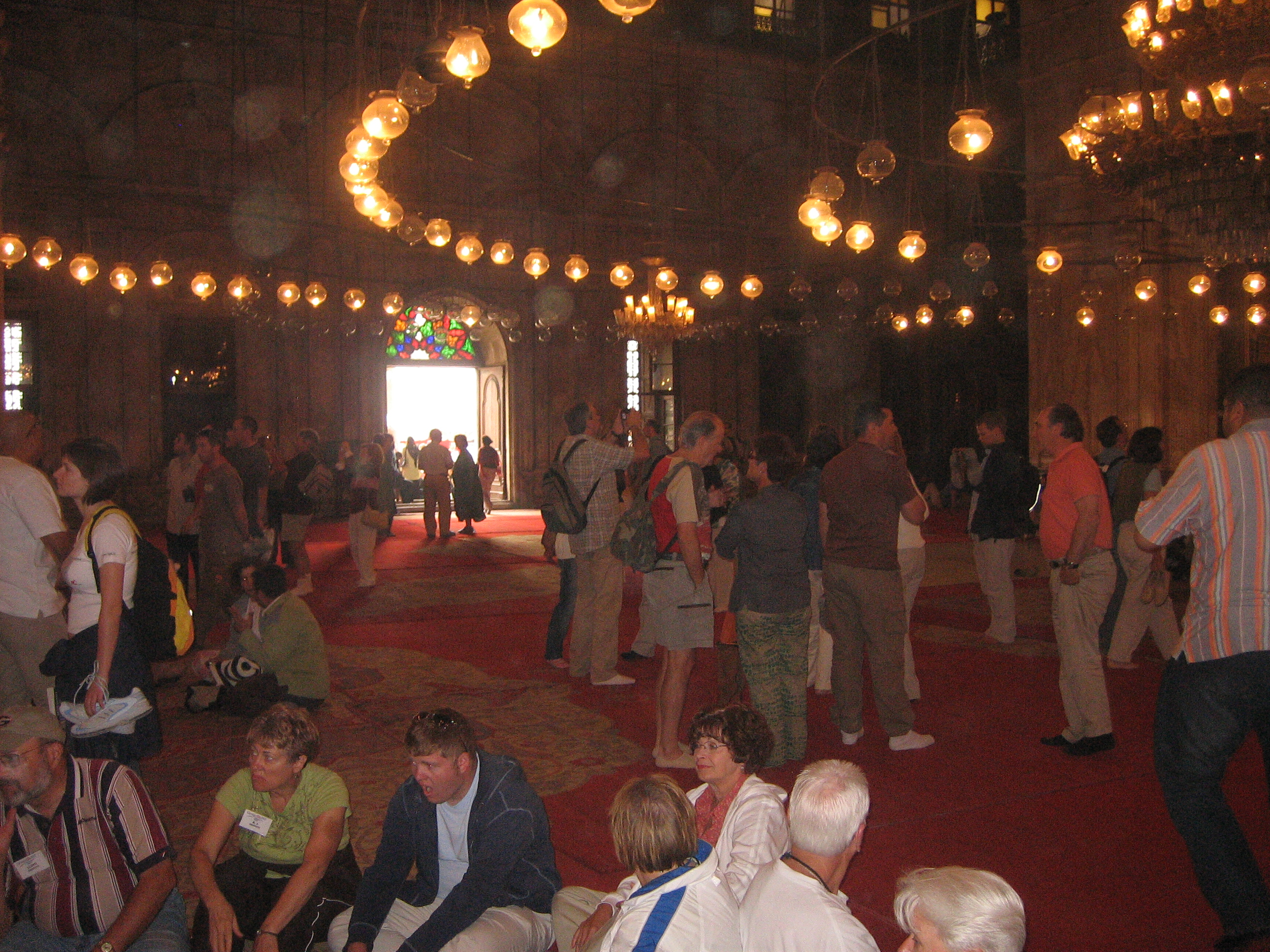
المسجد من الداخل ومكان الصلاة
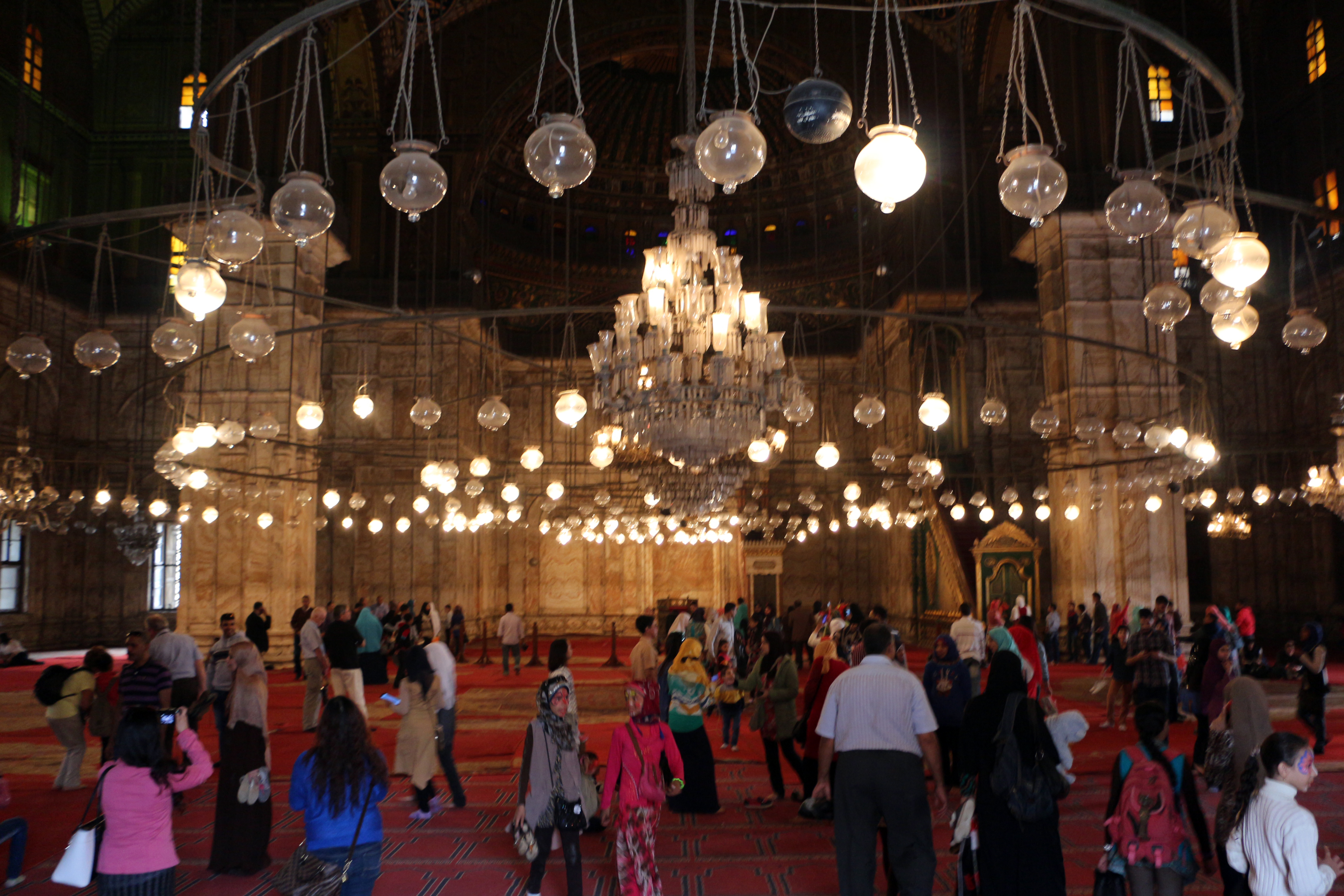
المسجد من الداخل ومكان الصلاة
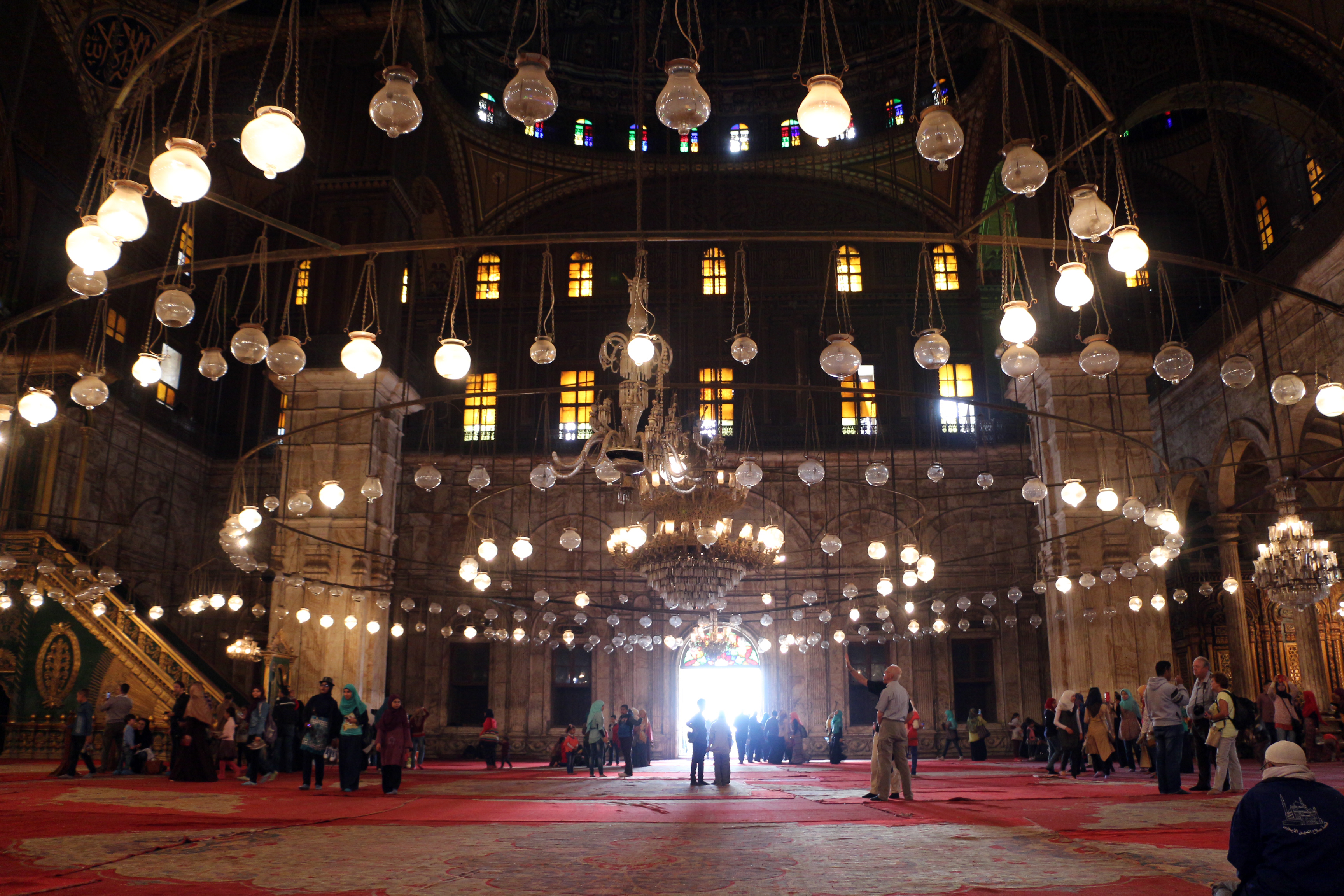
المسجد من الداخل ومكان الصلاة
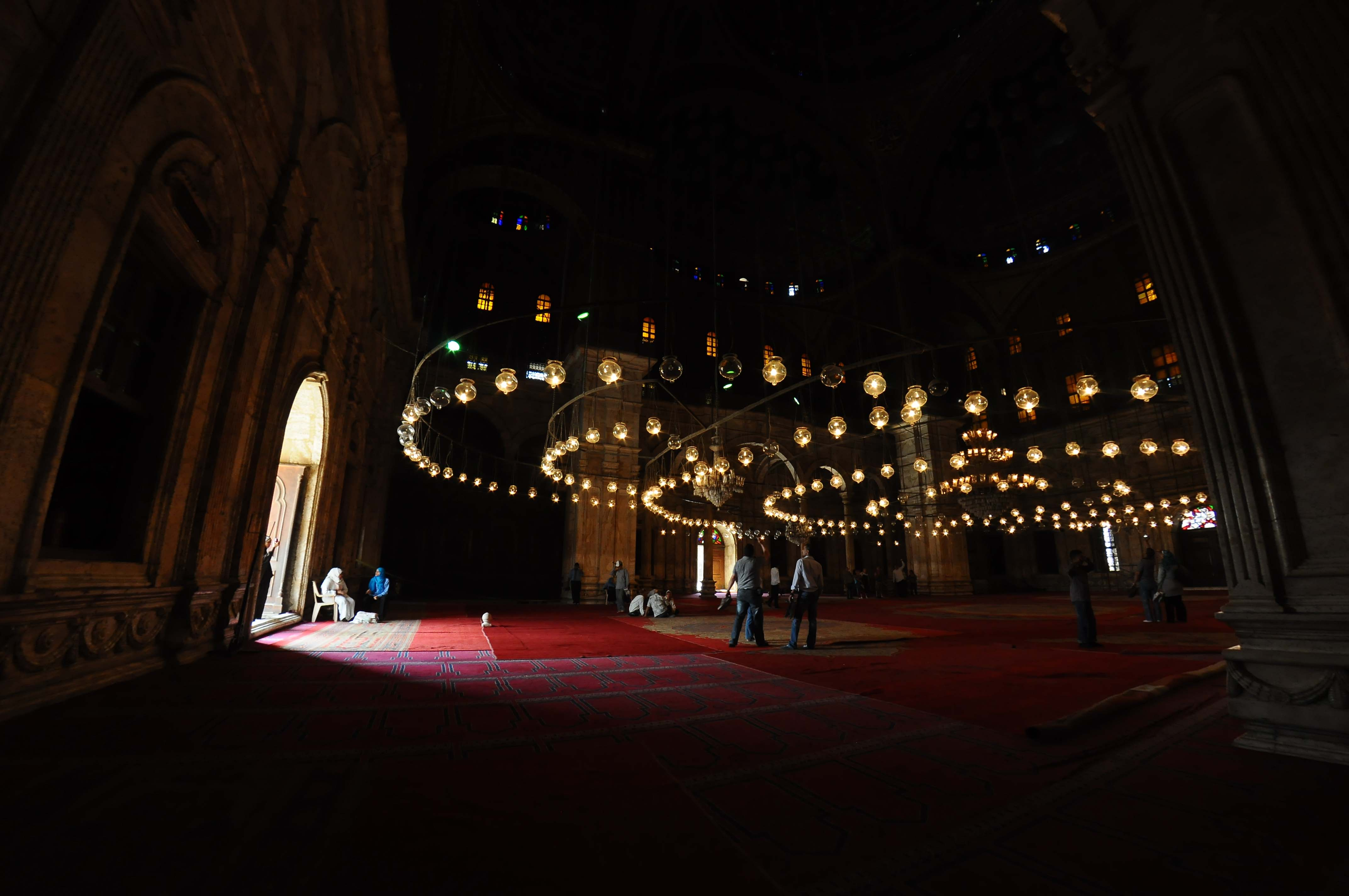
المسجد من الداخل ومكان الصلاة
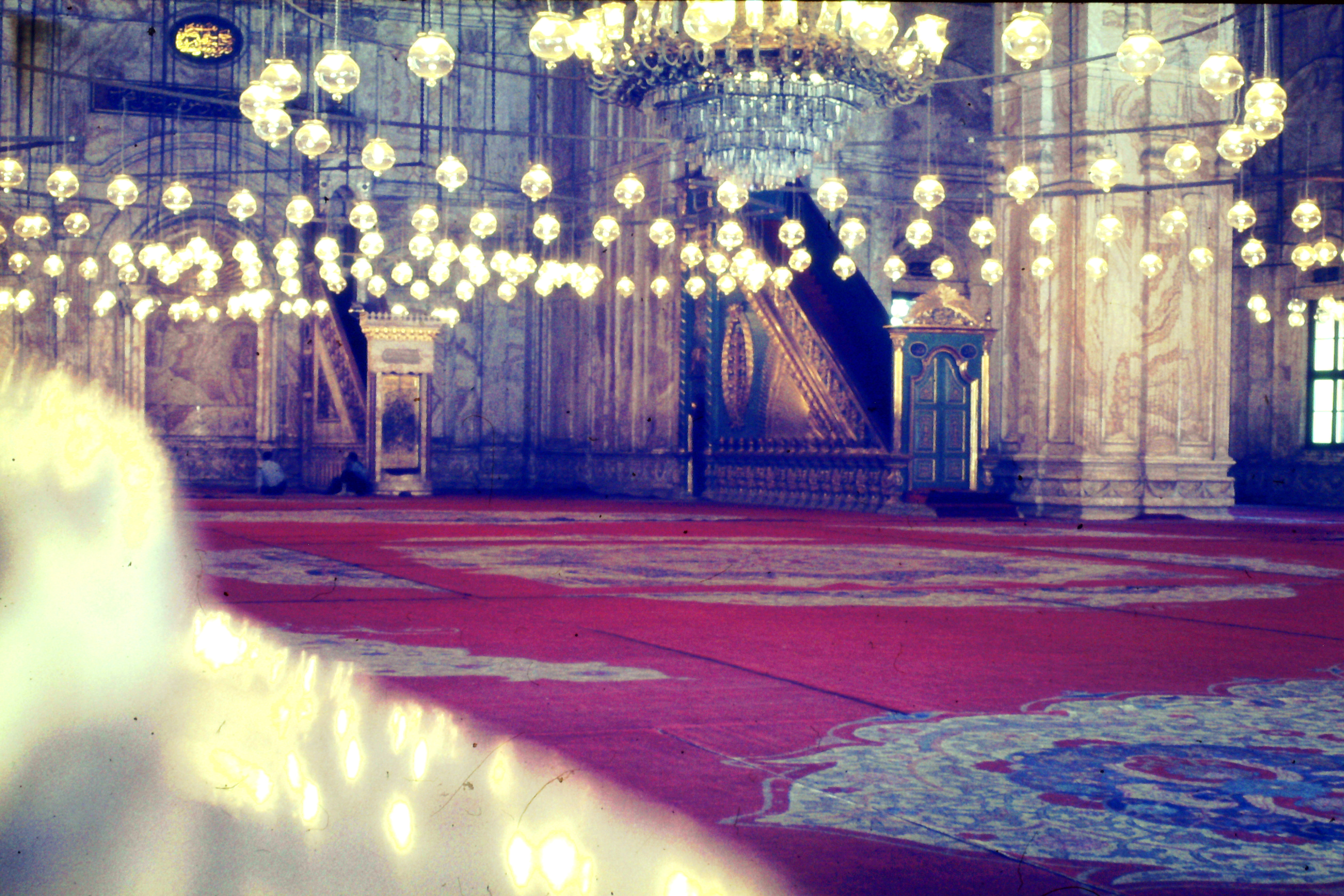
المسجد من الداخل ومكان الصلاة
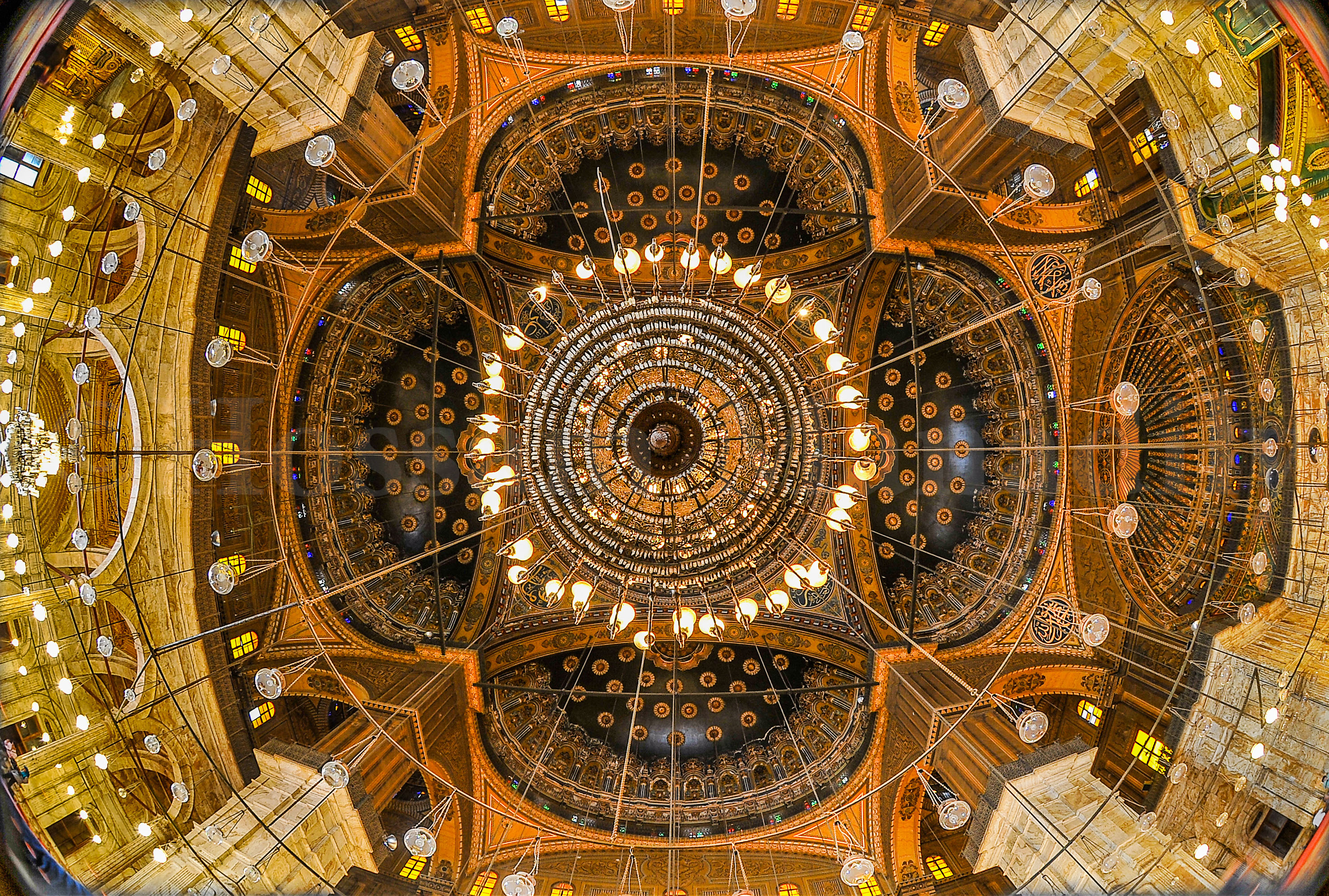
الزخارف الداخلية لسقف المسجد
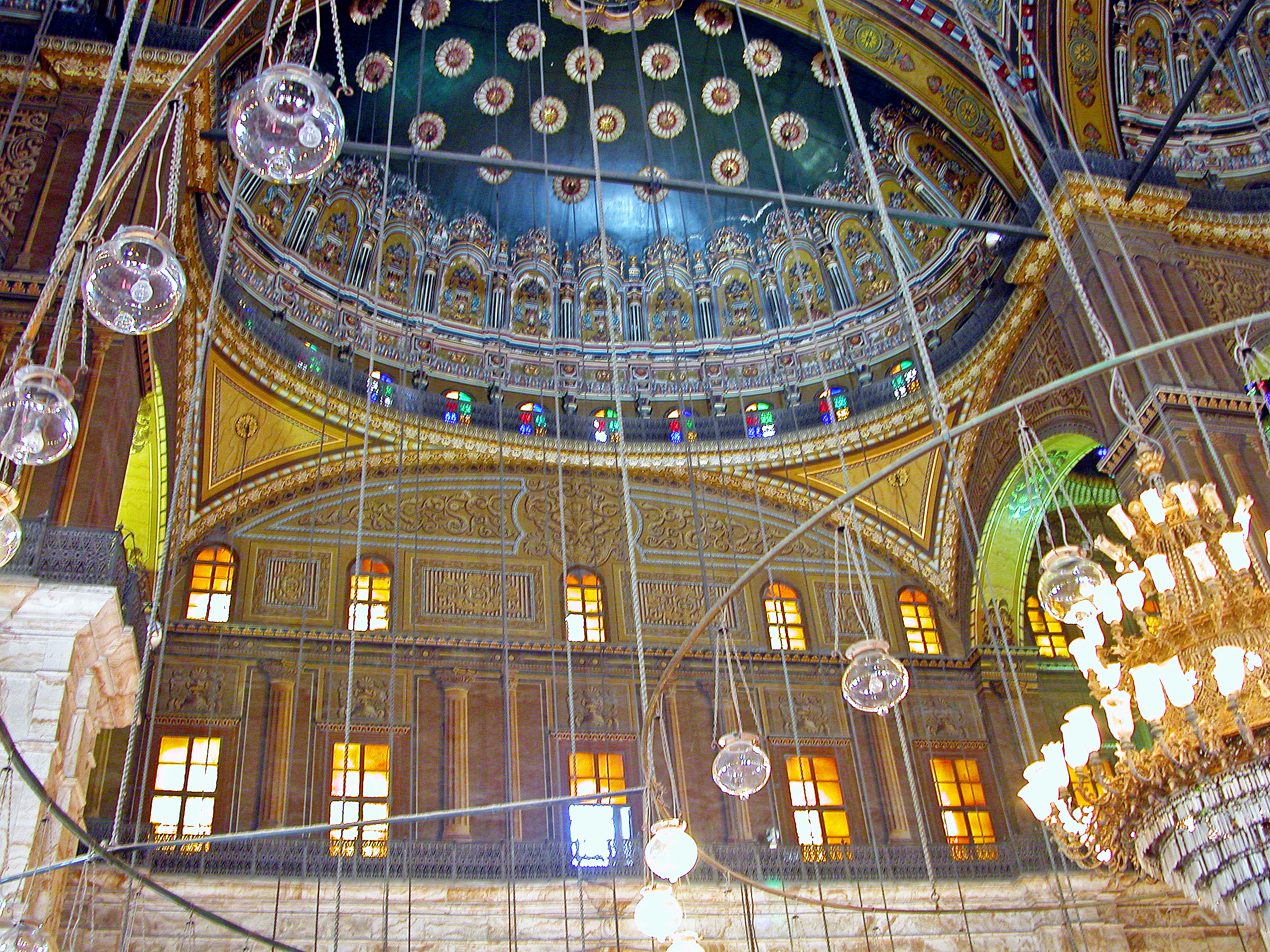
الزخارف الداخلية لسقف المسجد
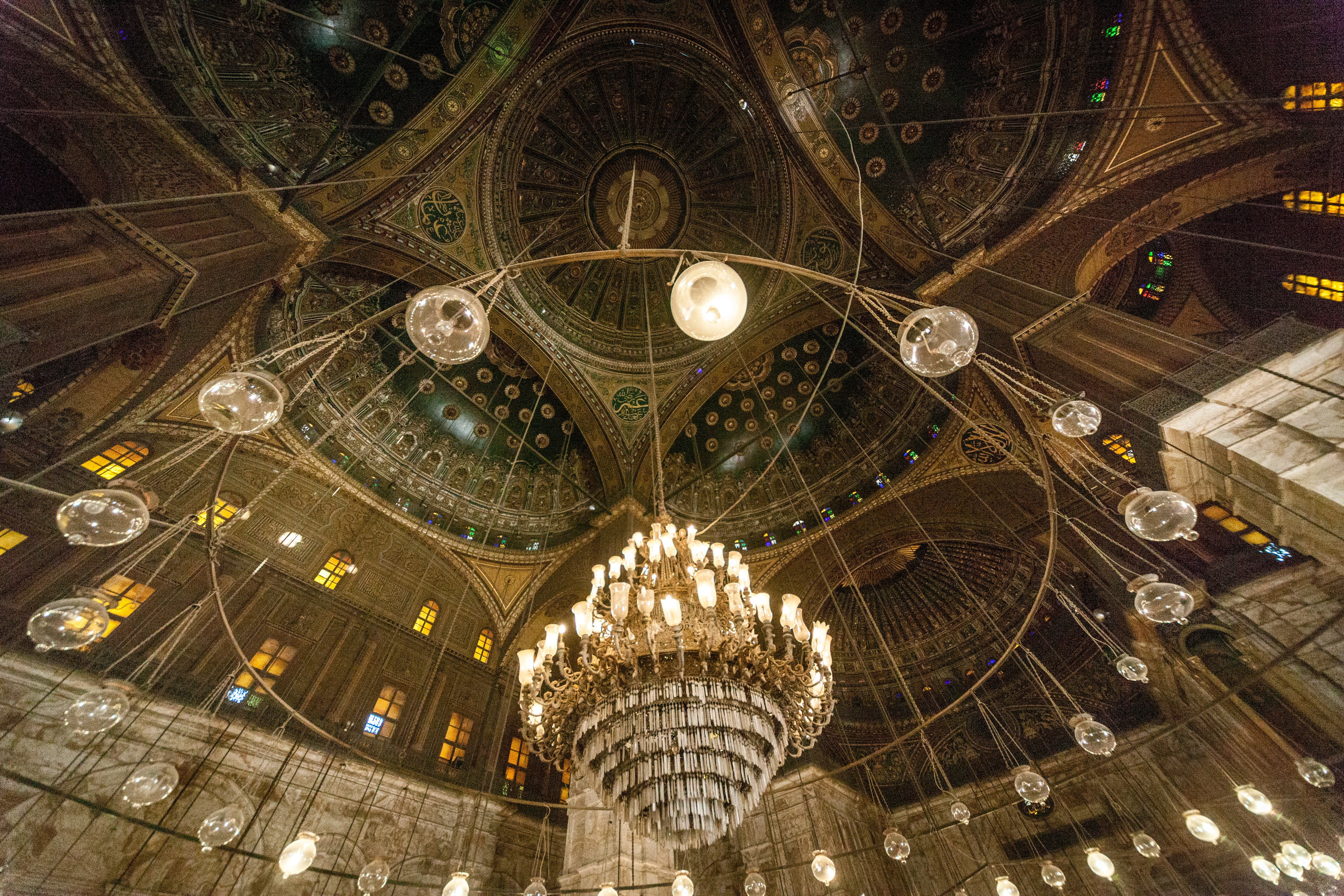
الزخارف الداخلية لسقف المسجد
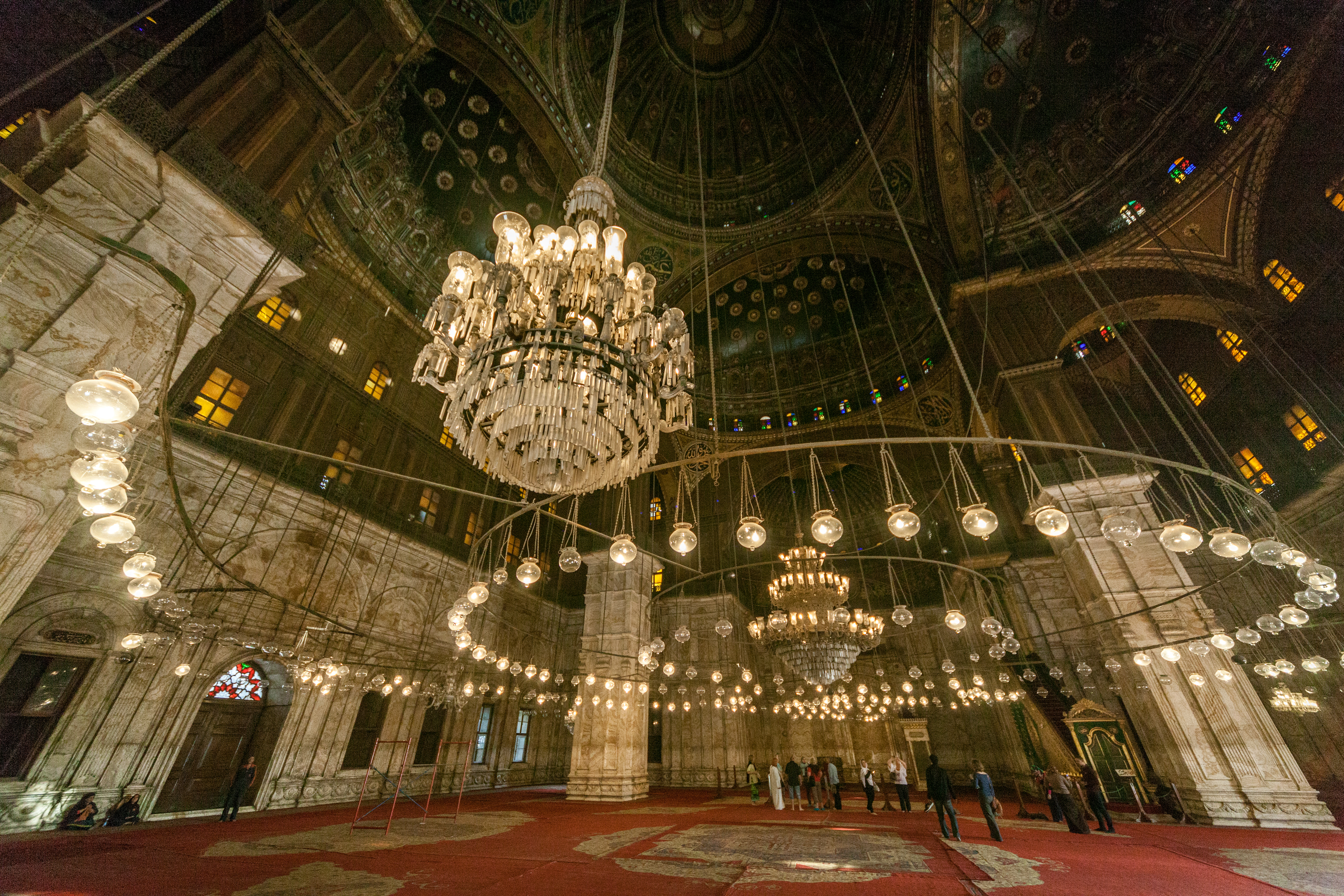
الزخارف الداخلية لسقف المسجد
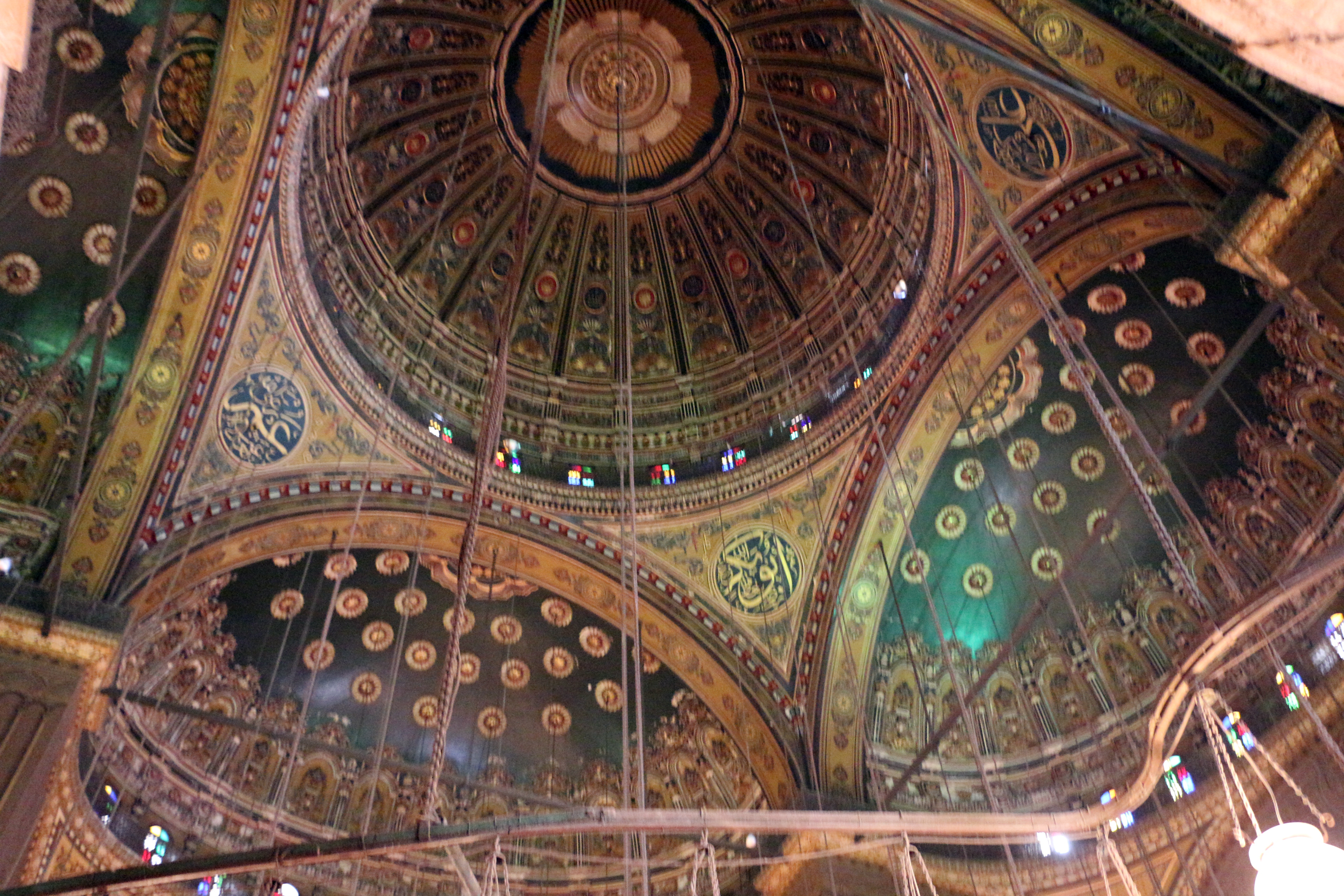
الزخارف الداخلية لسقف المسجد
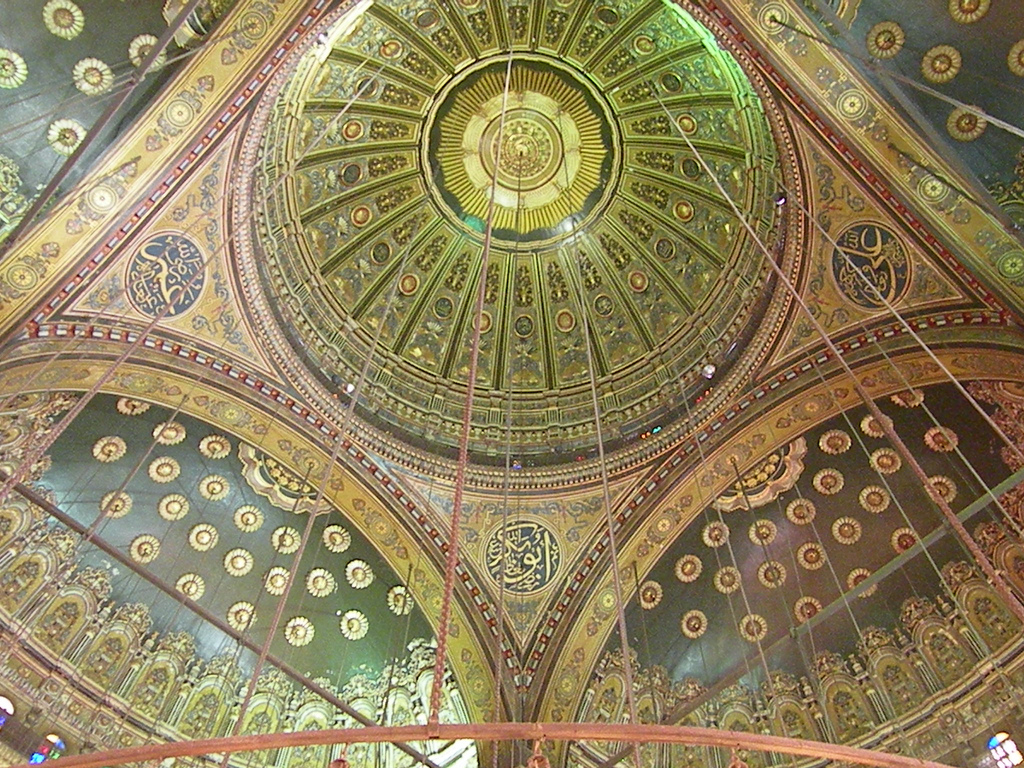
الزخارف الداخلية لسقف المسجد
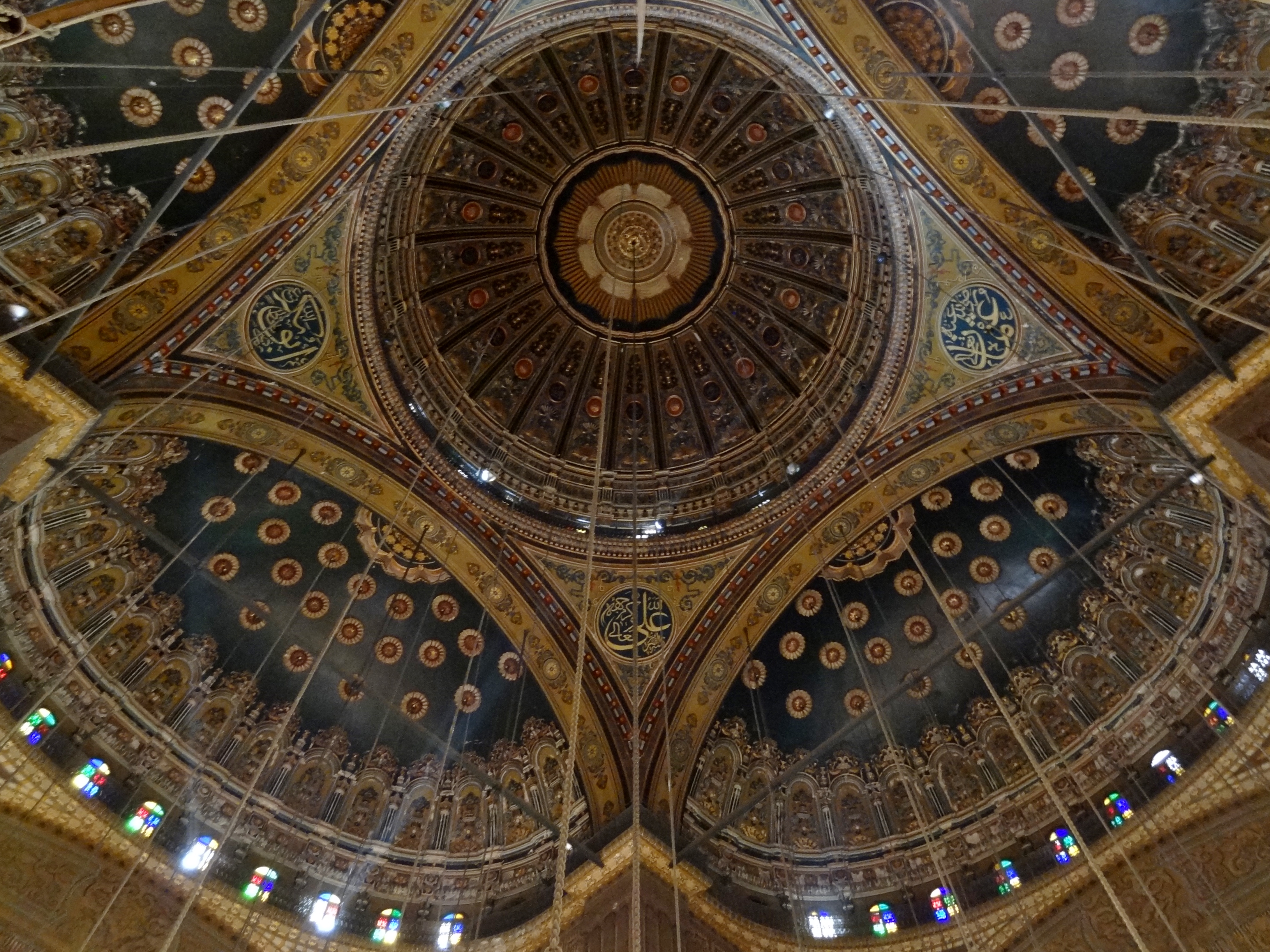
الزخارف الداخلية لسقف المسجد
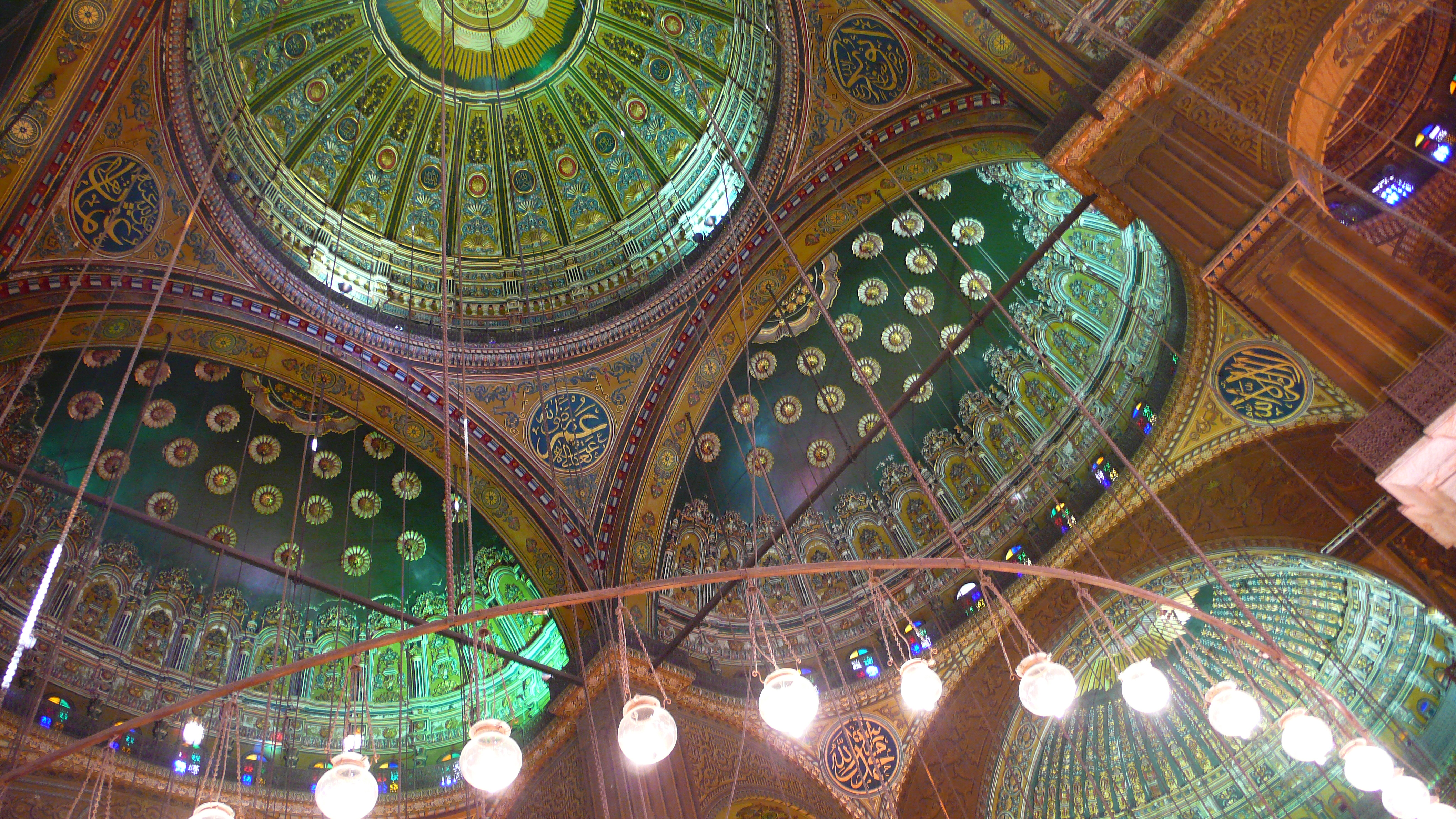
الزخارف الداخلية لسقف المسجد
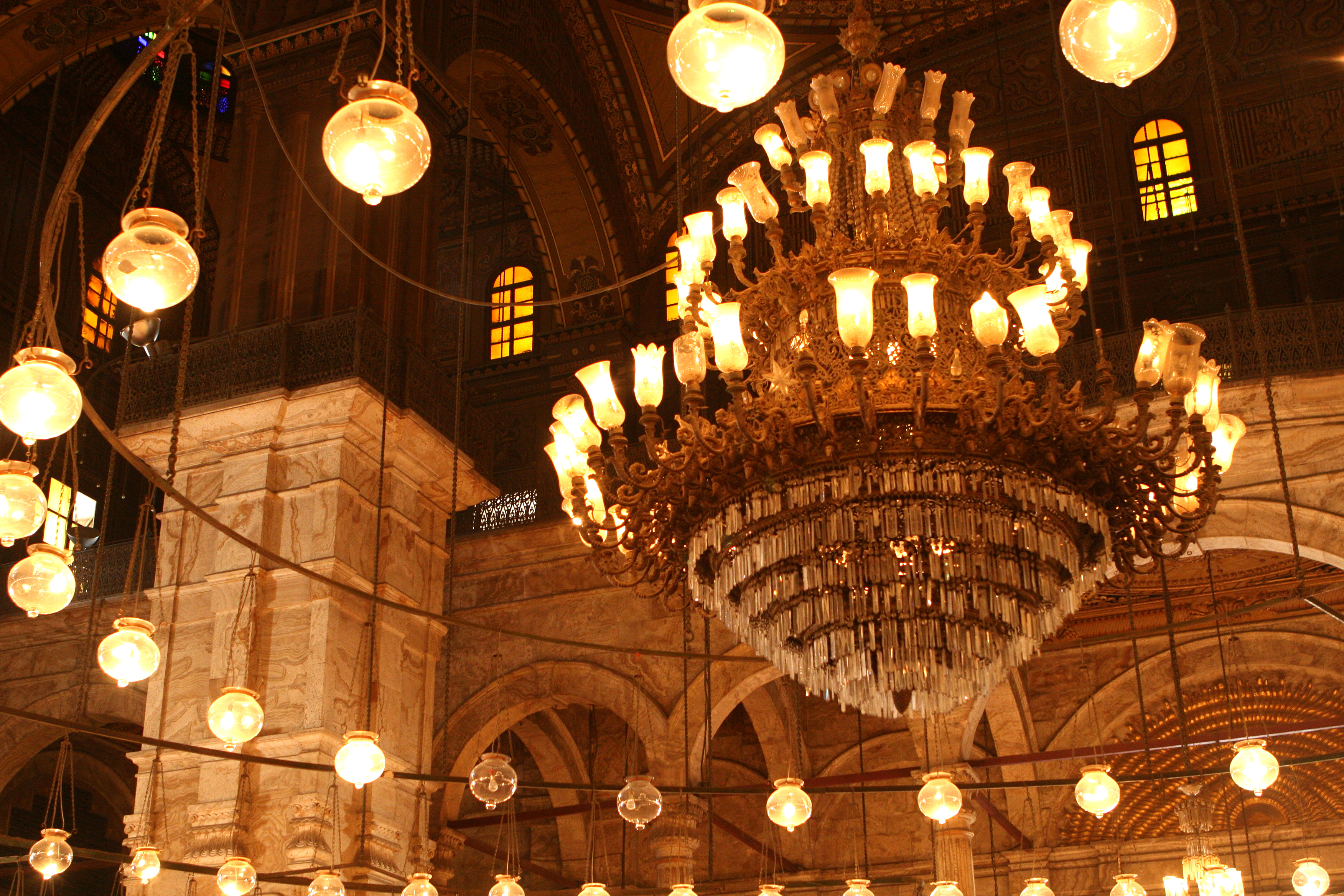
الإضاءة الداخلية للمسجد
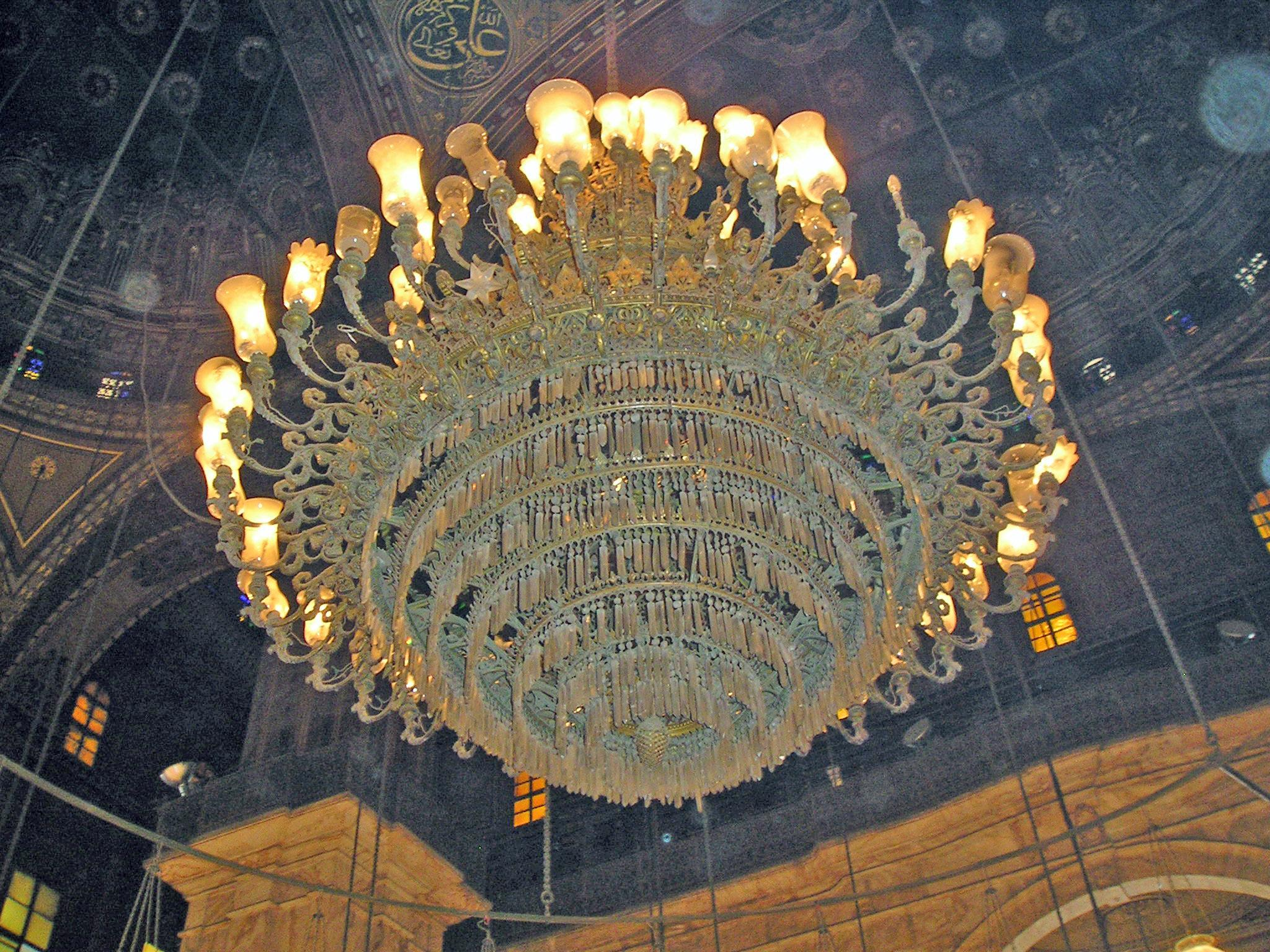
الإضاءة الداخلية للمسجد
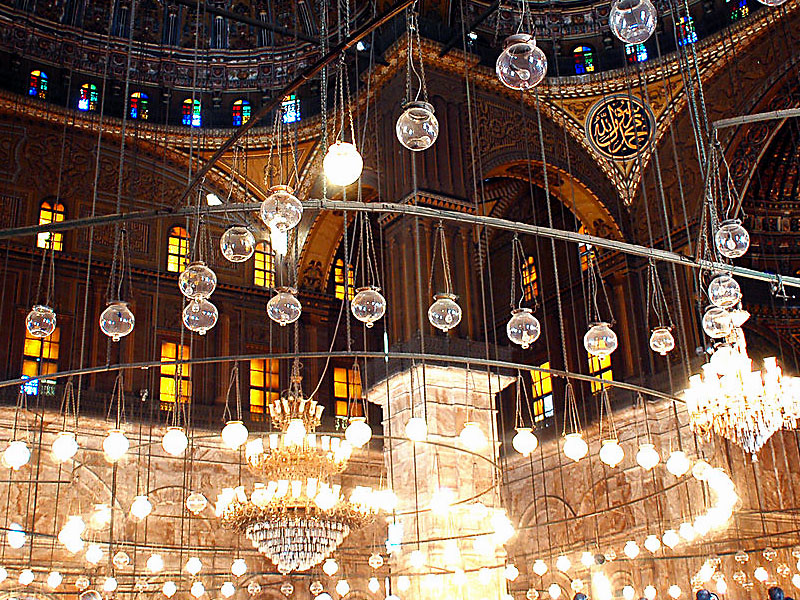
الإضاءة الداخلية للمسجد
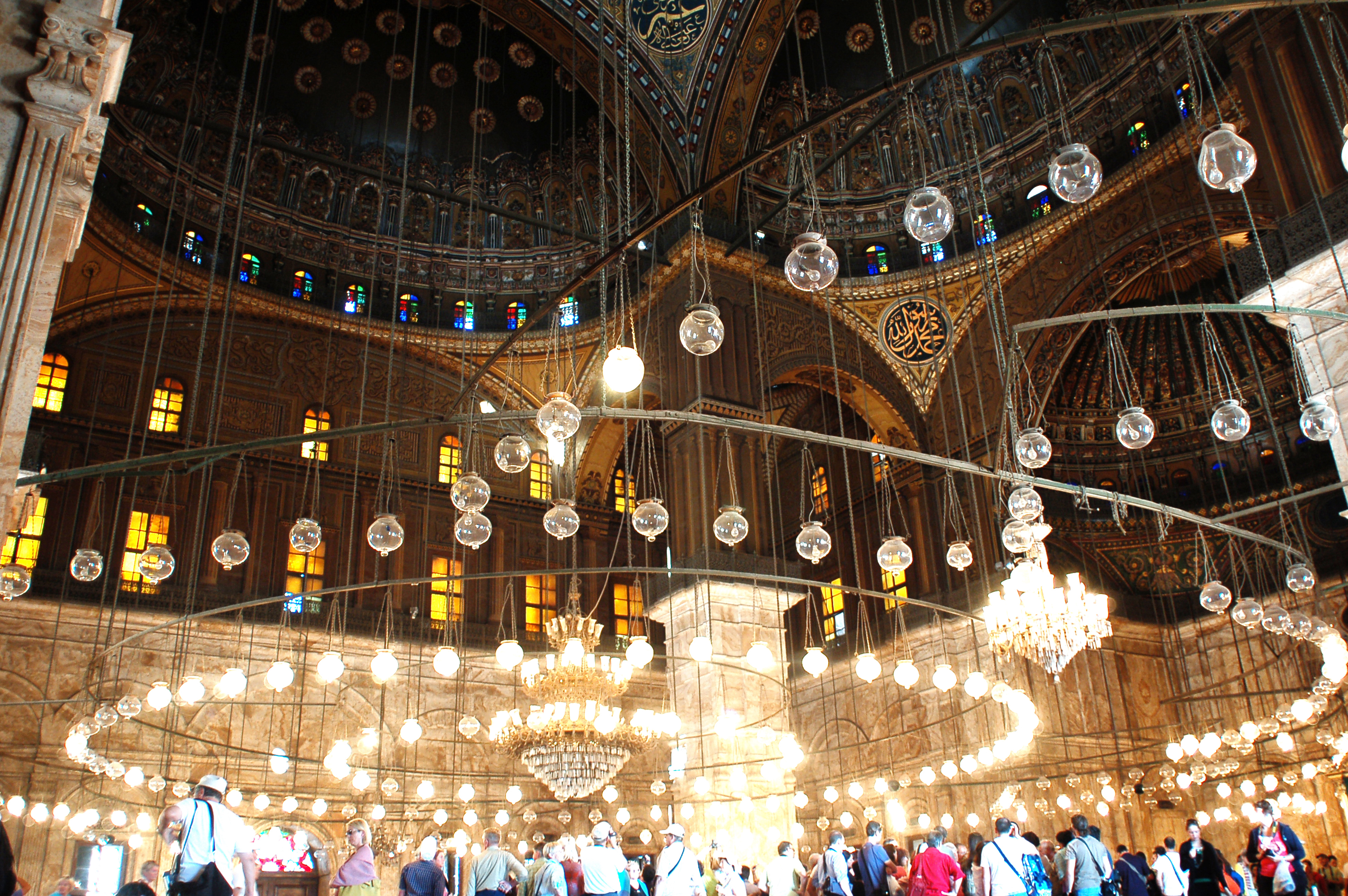
الإضاءة الداخلية للمسجد
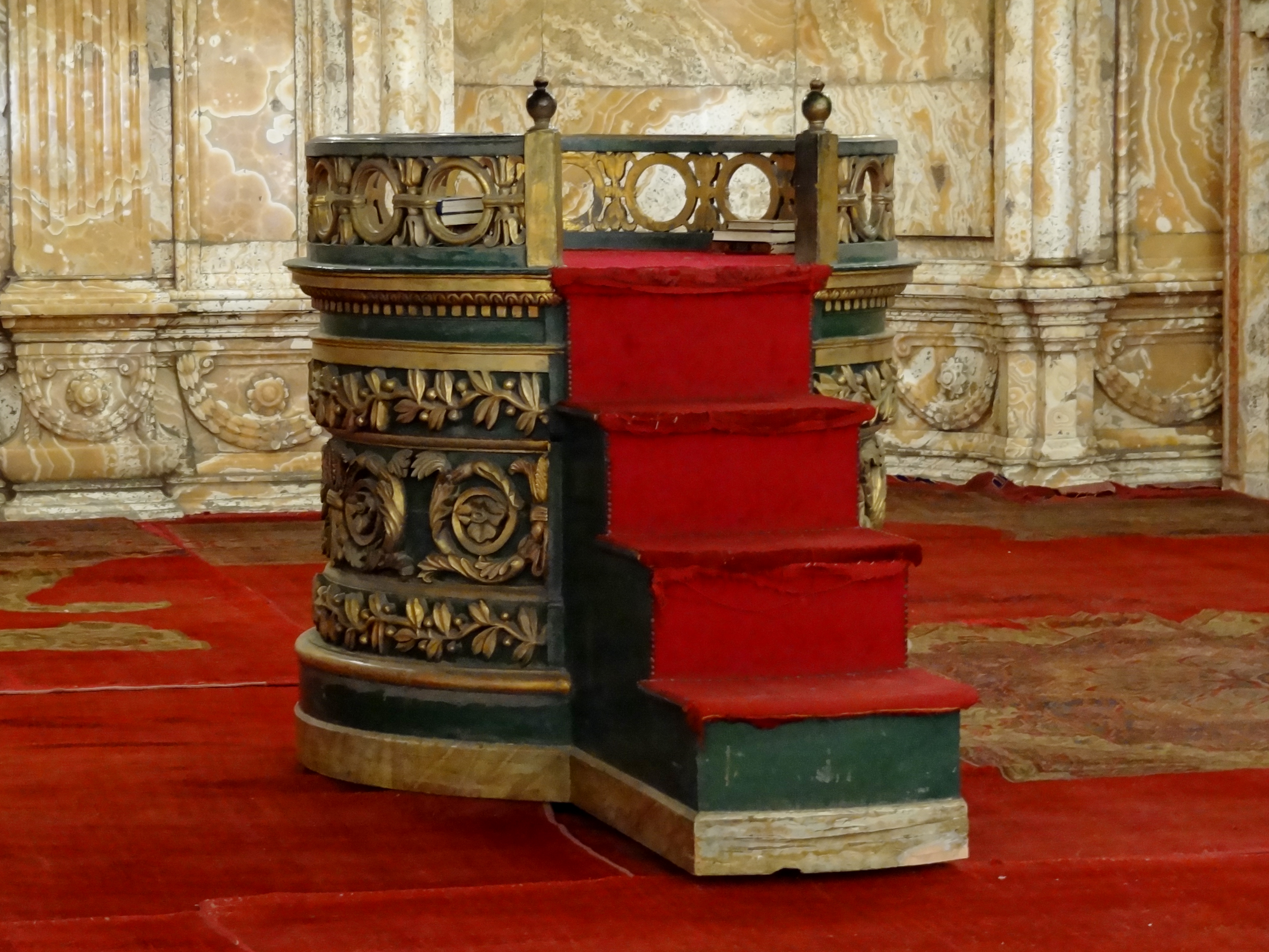
كرسي المقرئ
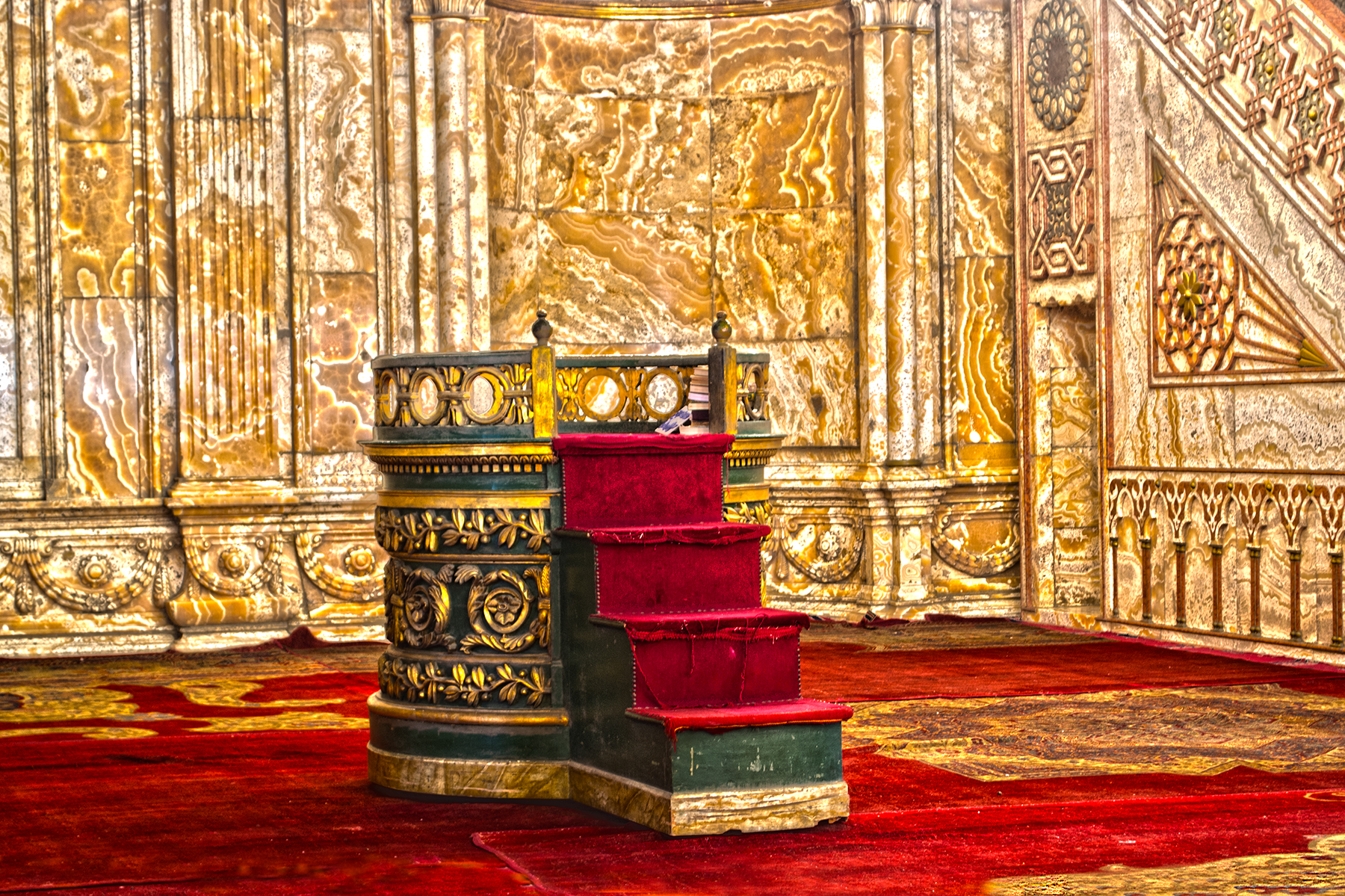
كرسي المقرئ أمام المحراب
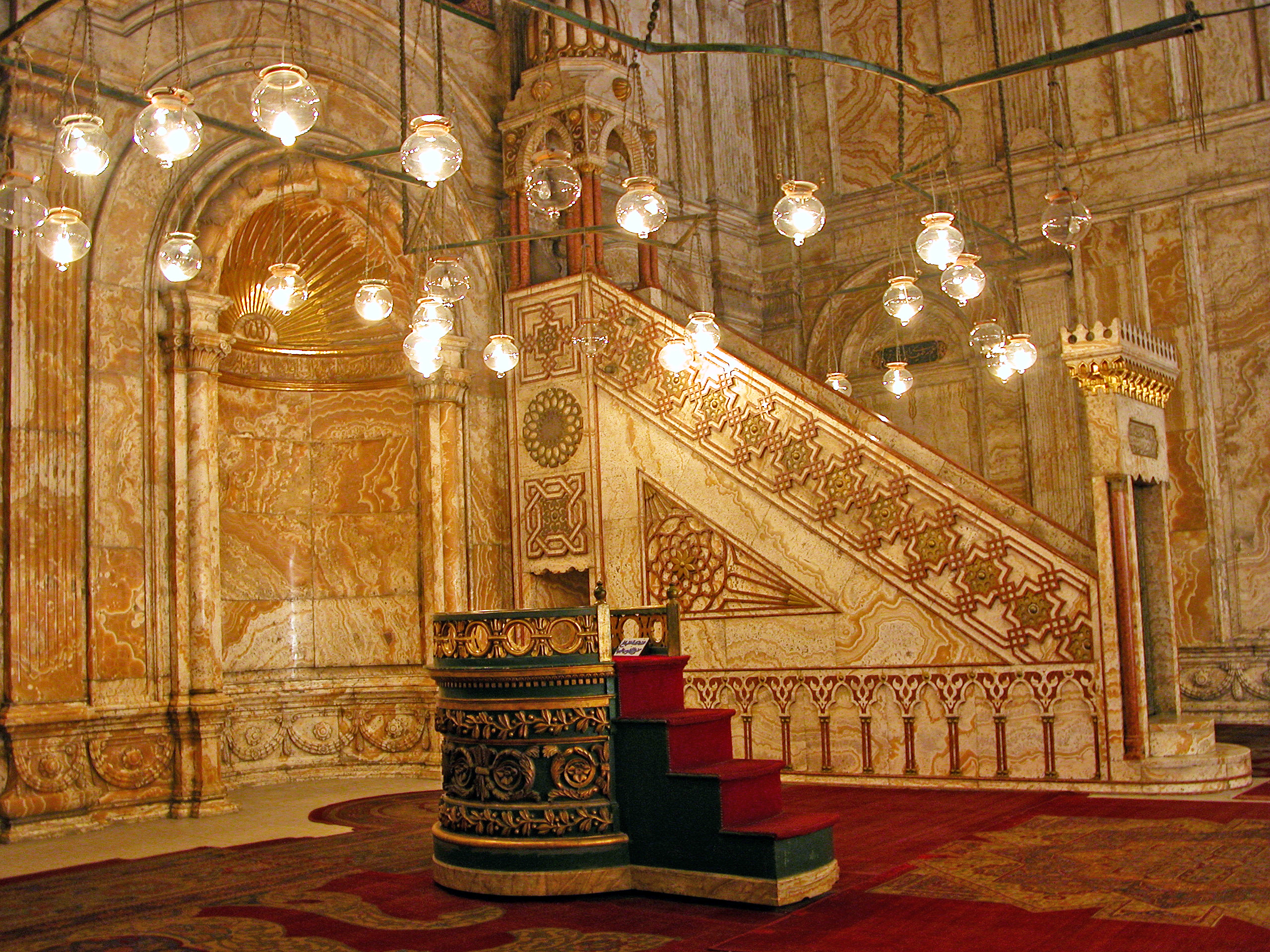
المحراب والمنبر الرخامي الجديد
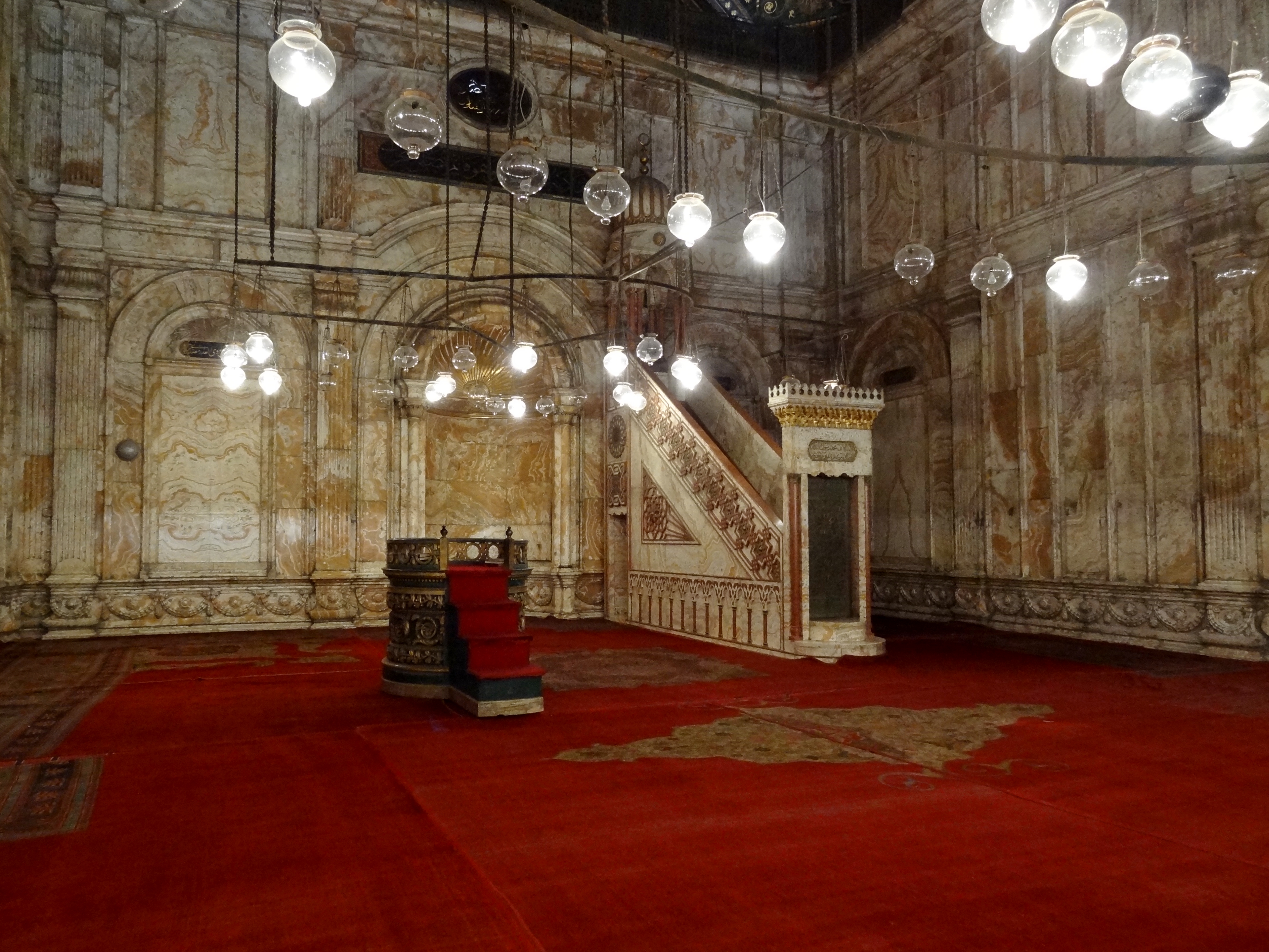
المحراب والمنبر الرخامي الجديد
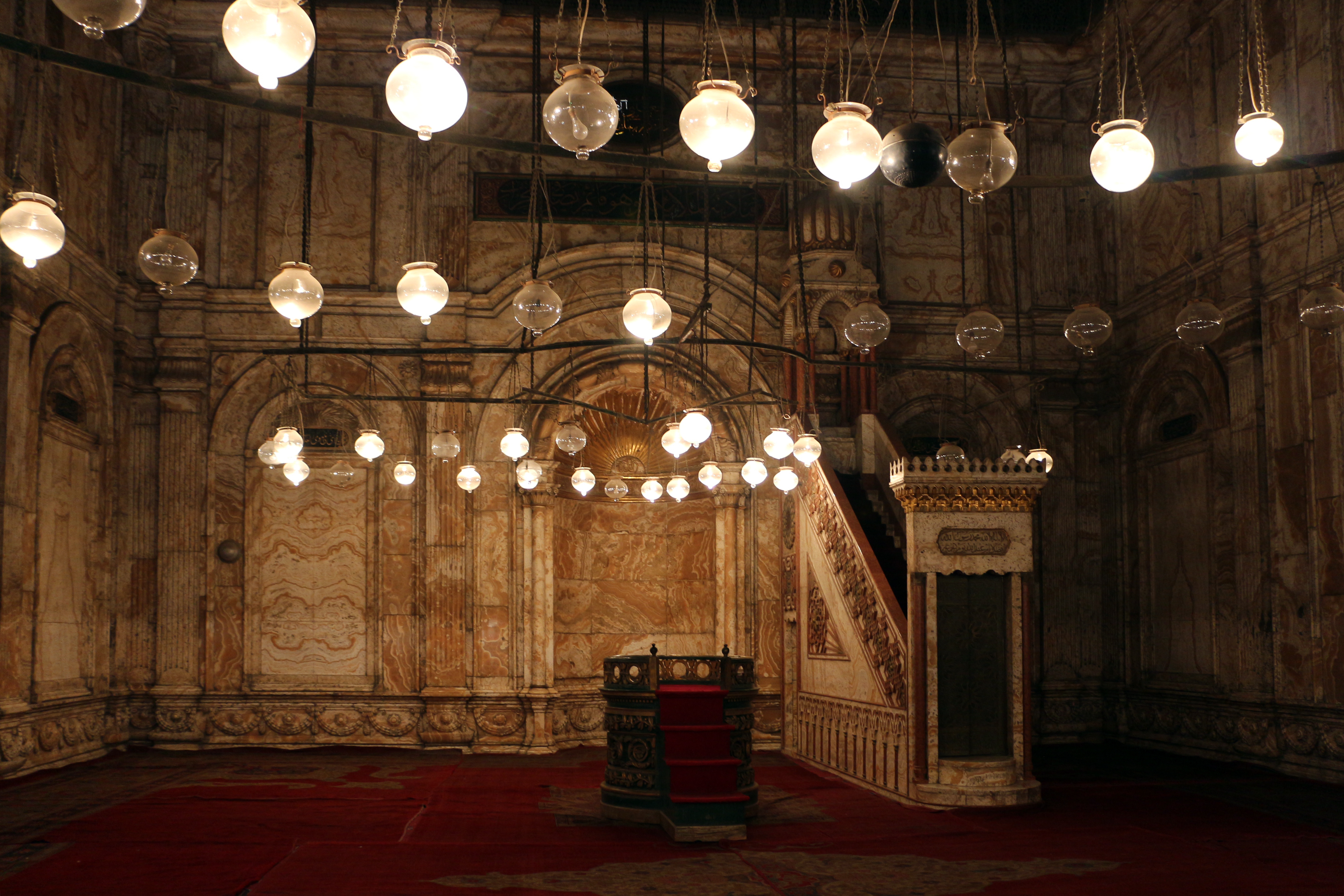
المحراب والمنبر الرخامي الجديد
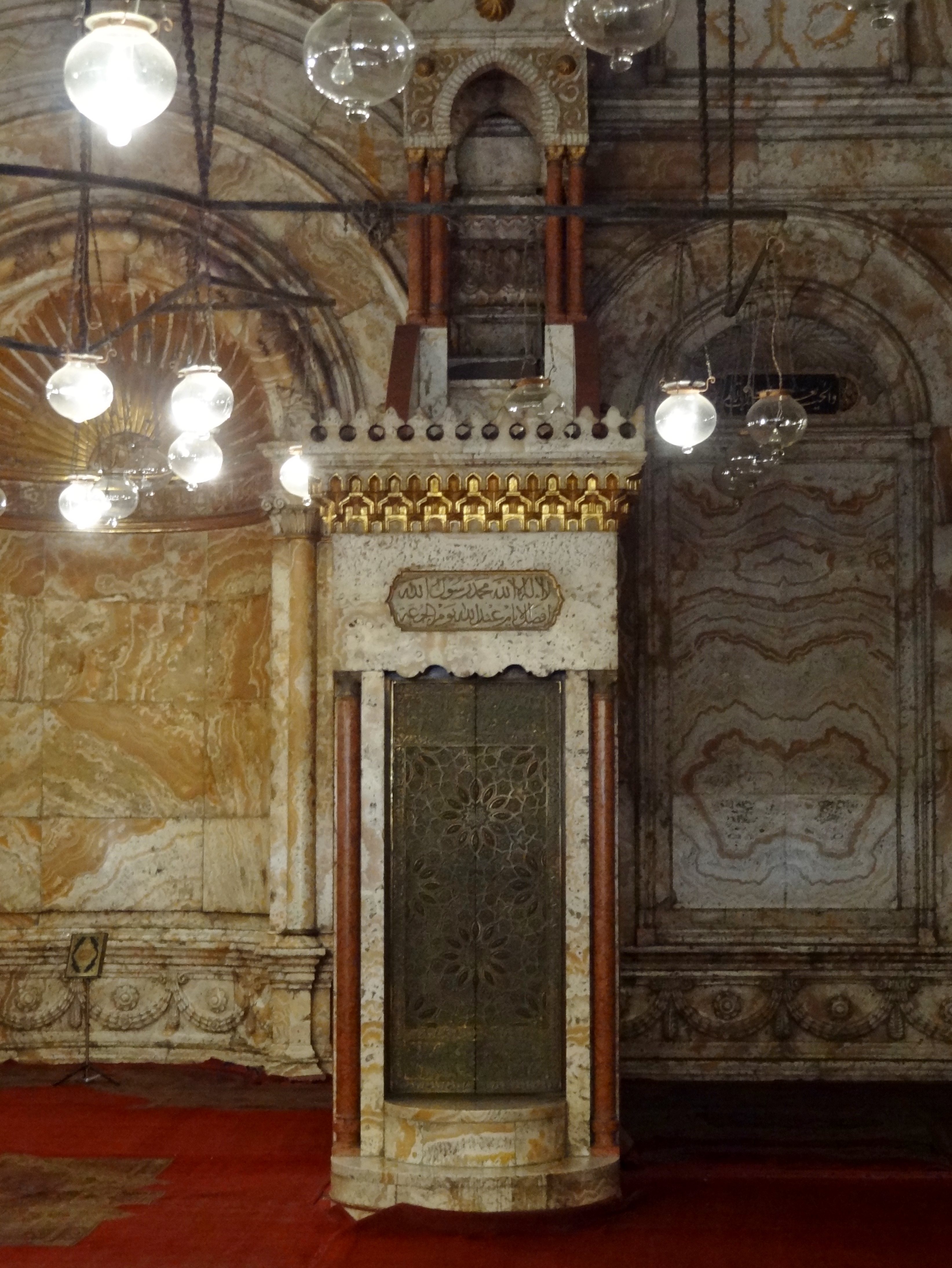
المنبر الرخامي الجديد
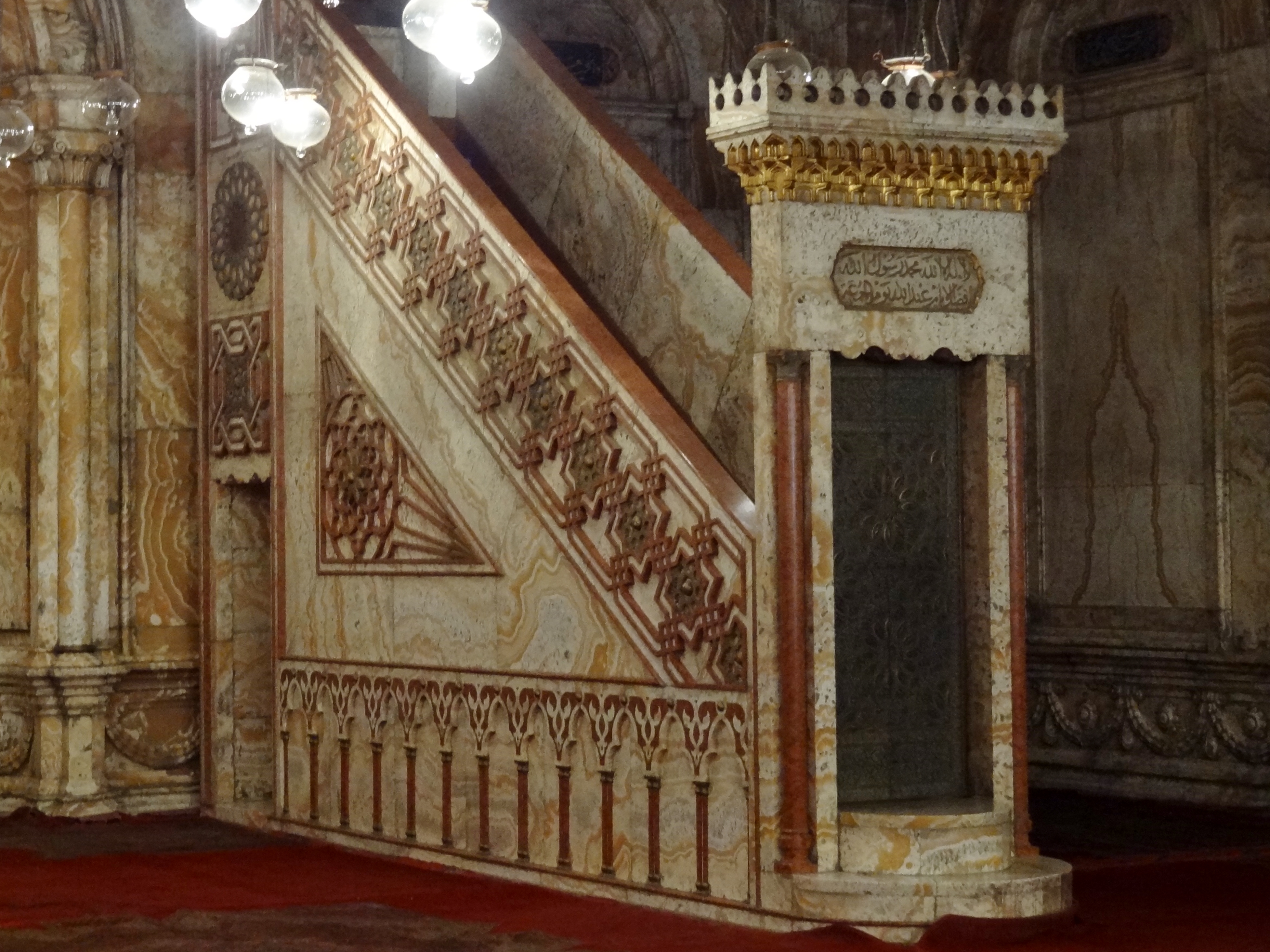
المنبر الرخامي الجديد
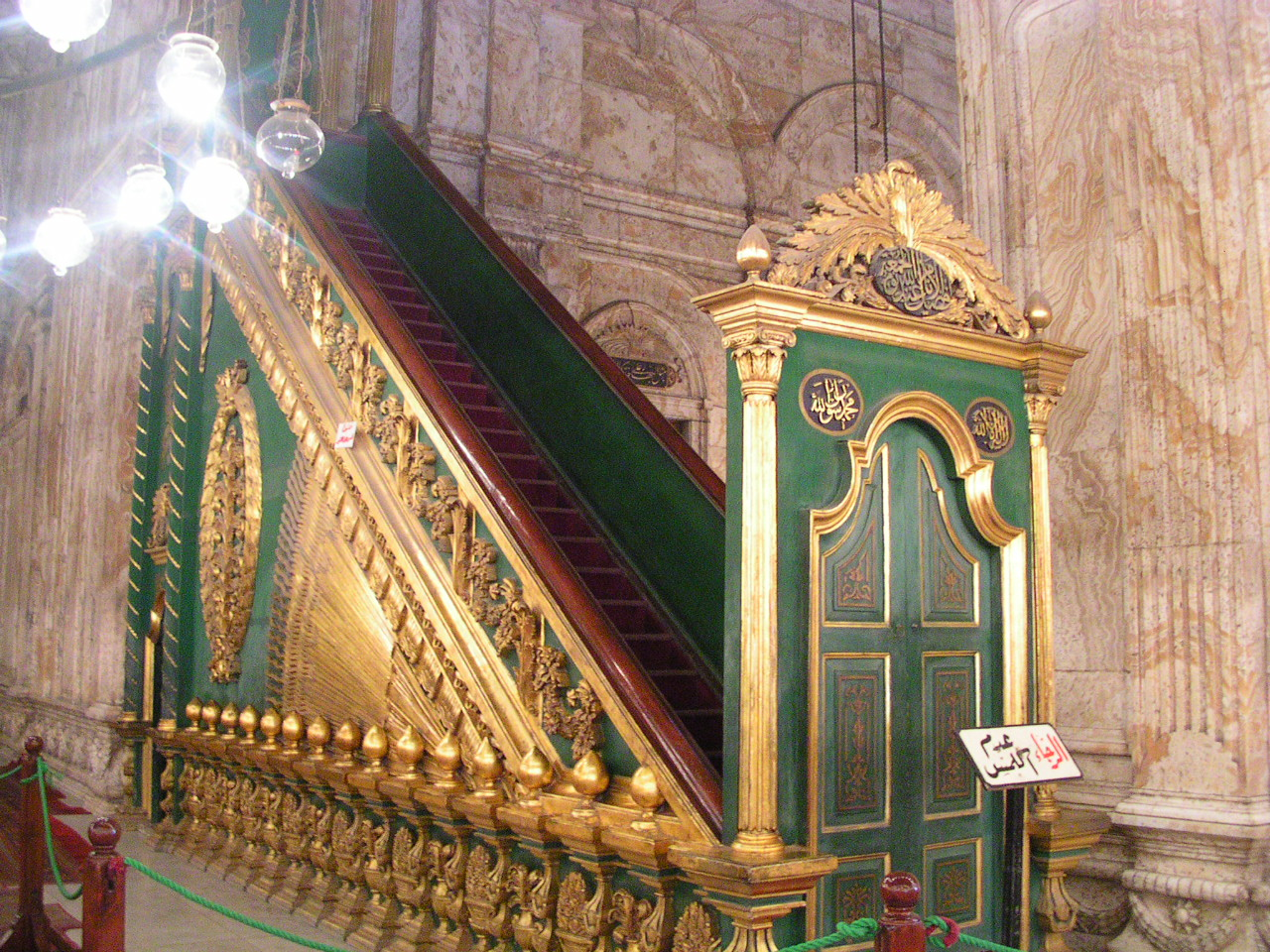
المنبر الخشبي القديم
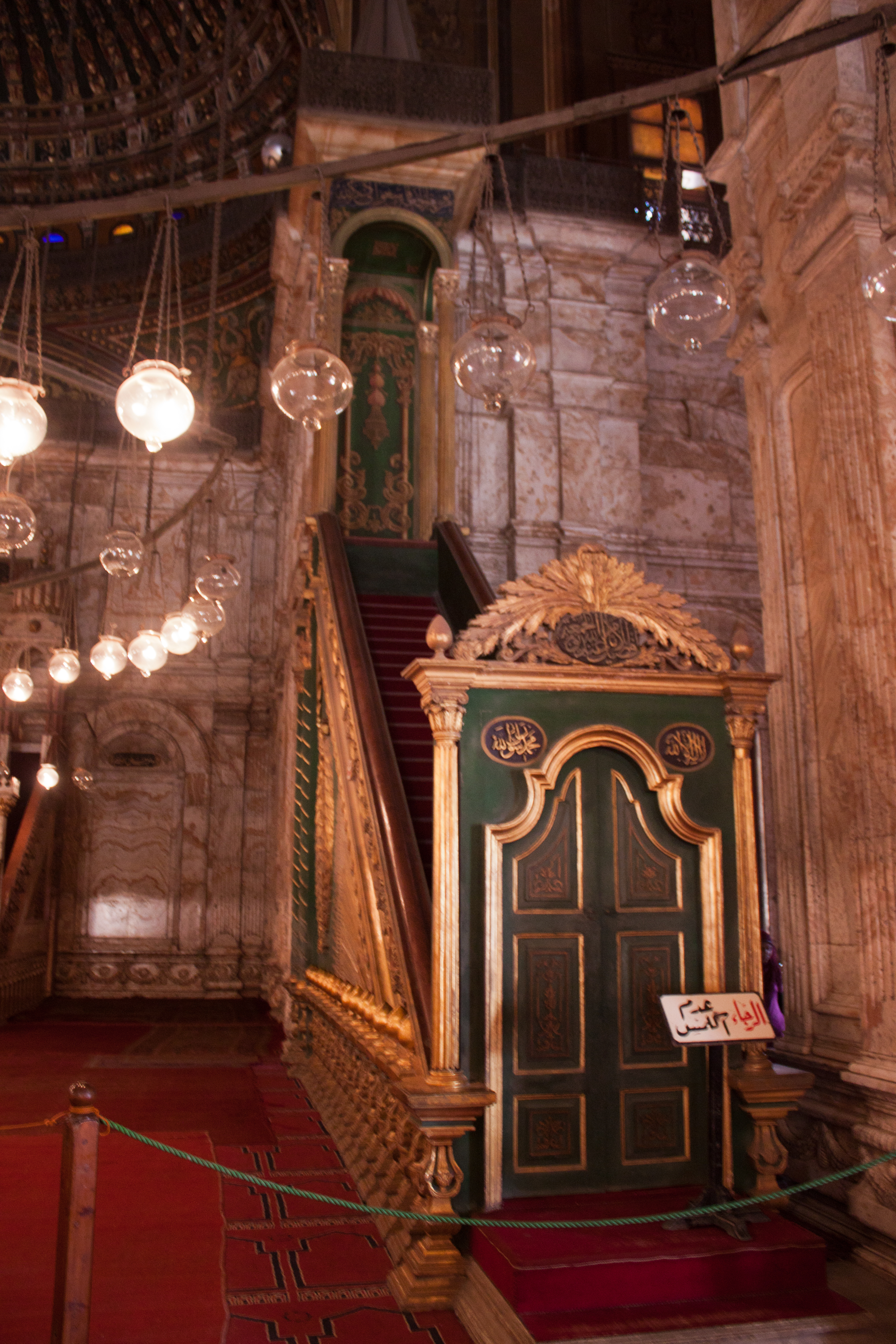
المنبر الخشبي القديم
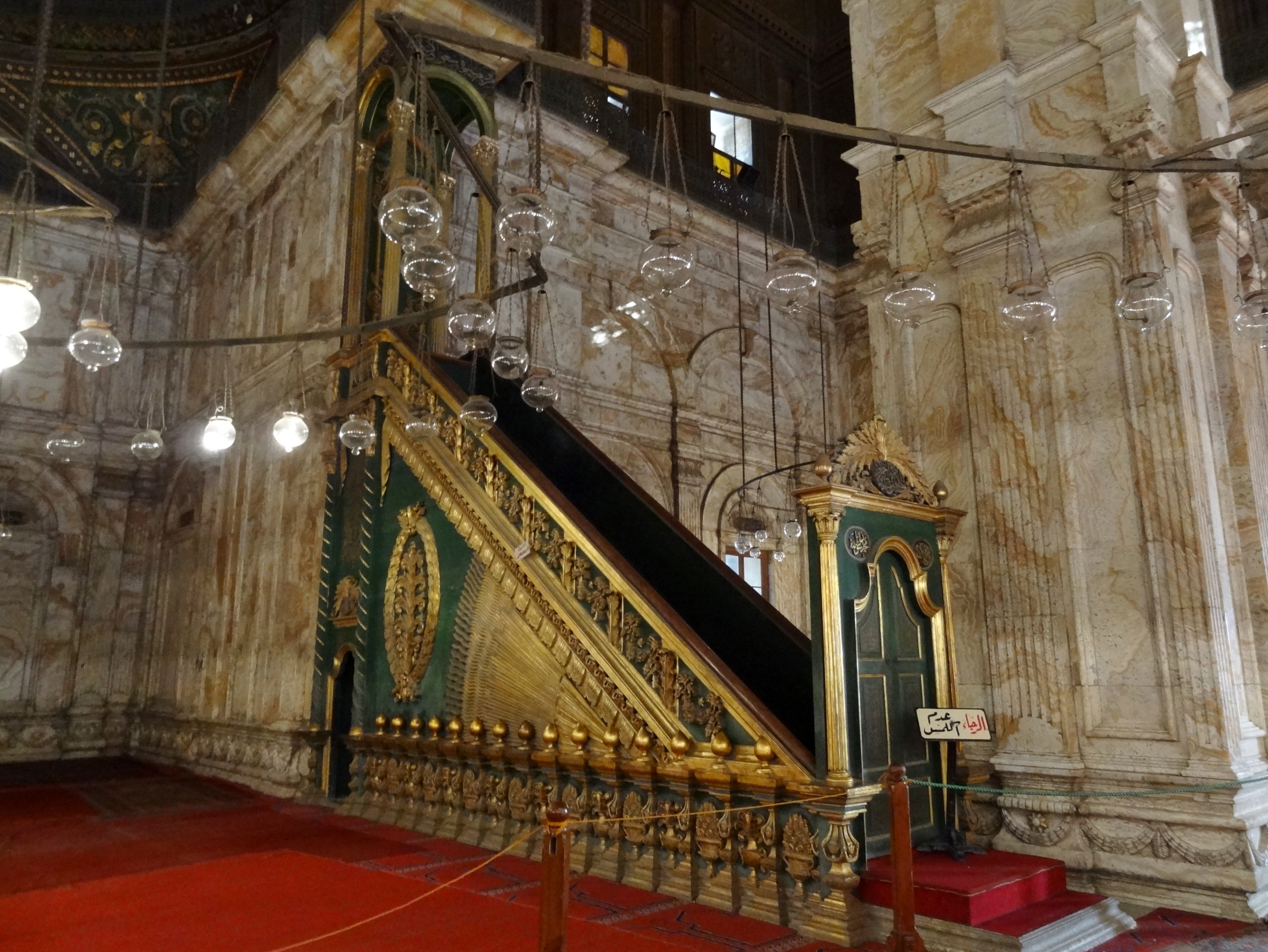
المنبر الخشبي القديم
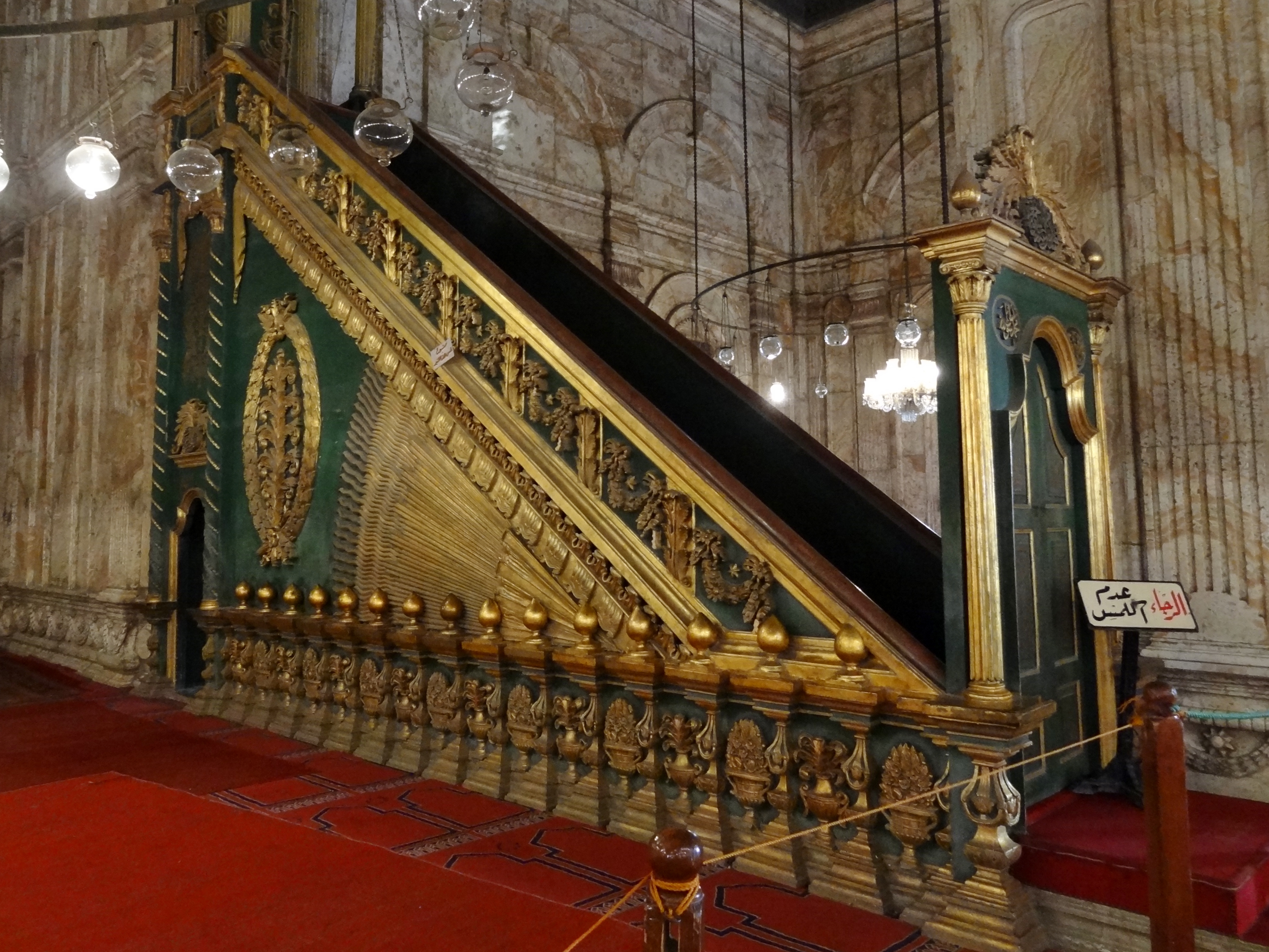
المنبر الخشبي القديم
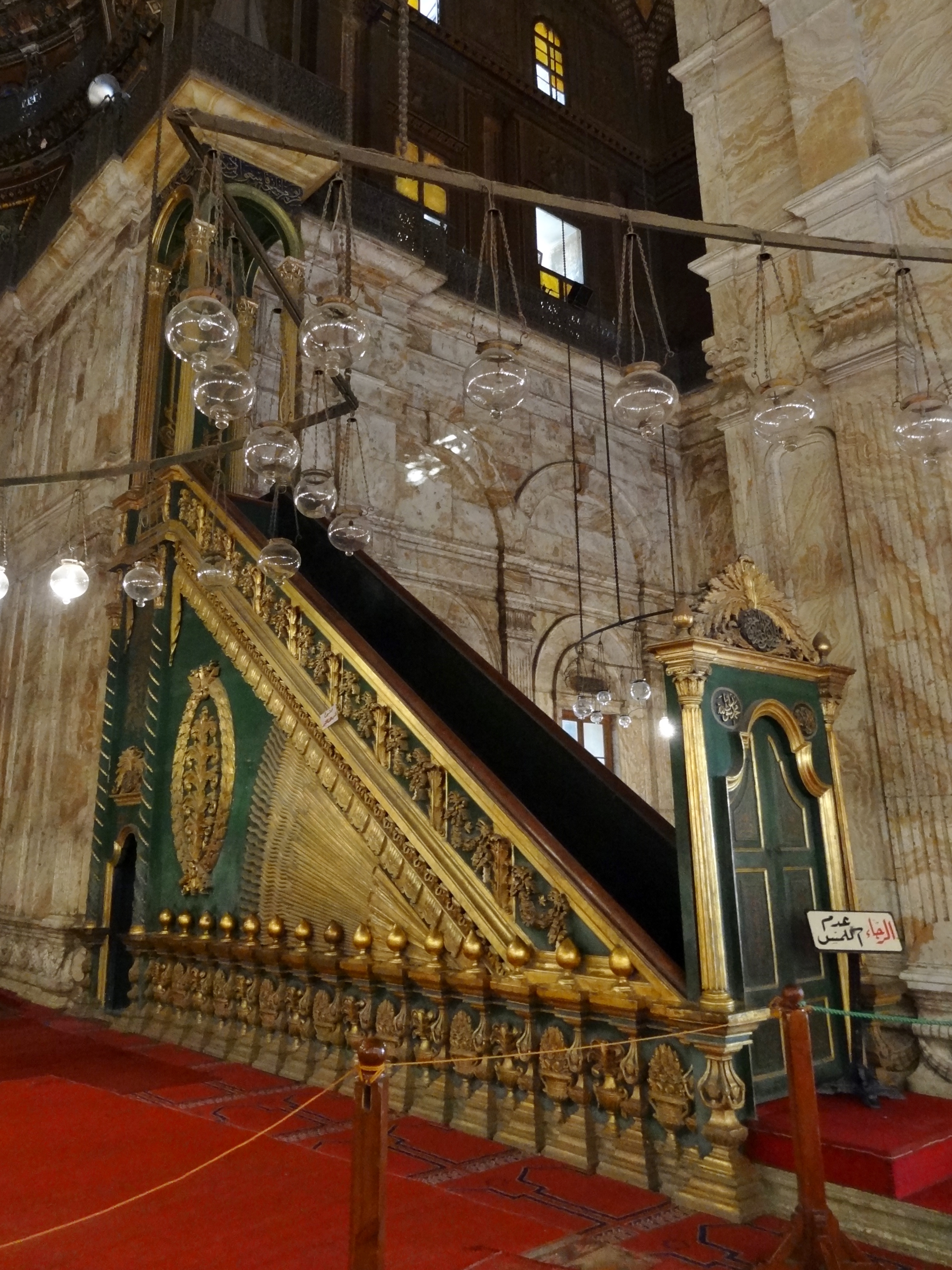
المنبر الخشبي القديم
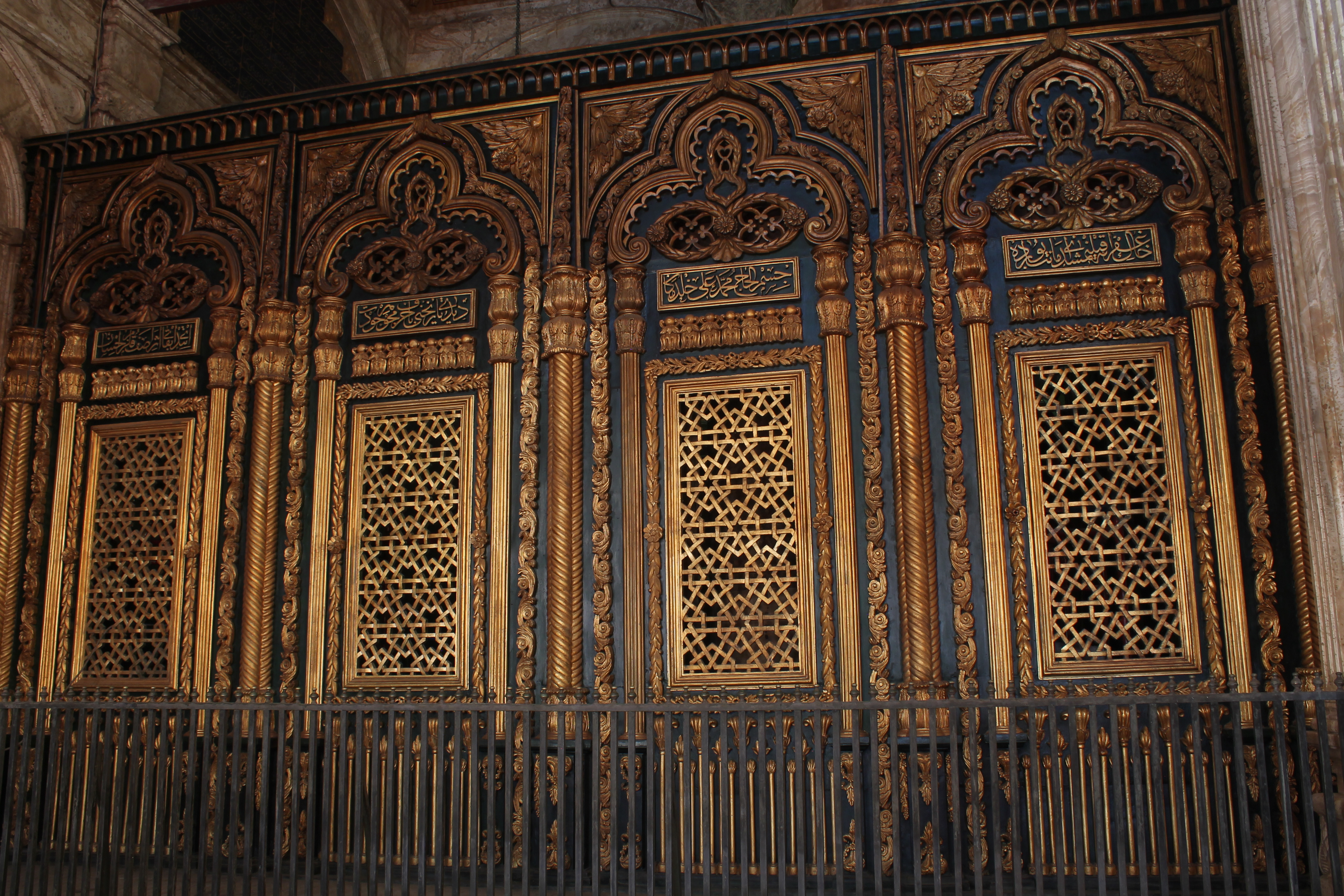
المقصورة النحاسية لقبر محمد علي باشا
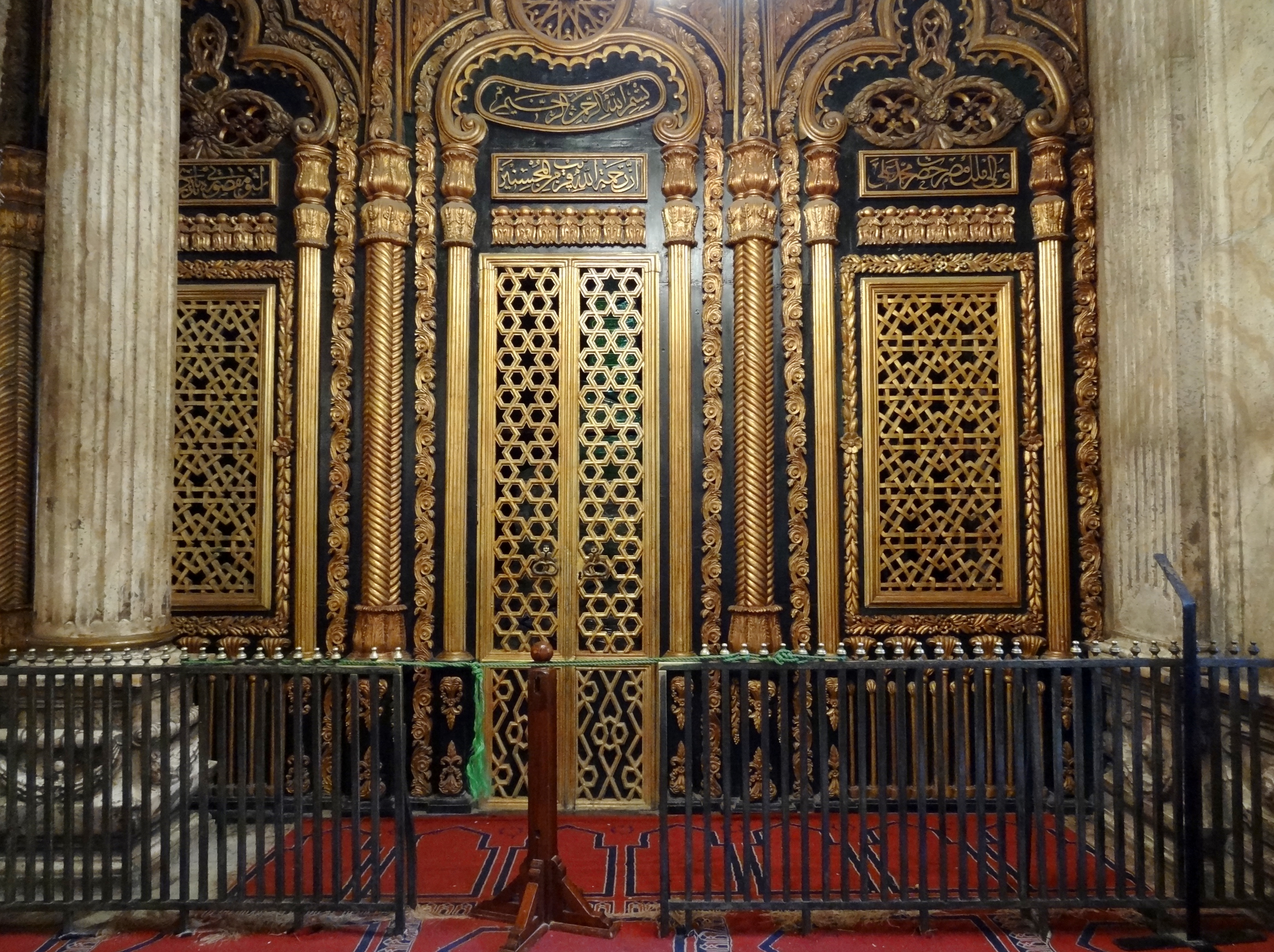
المقصورة النحاسية لقبر محمد علي باشا
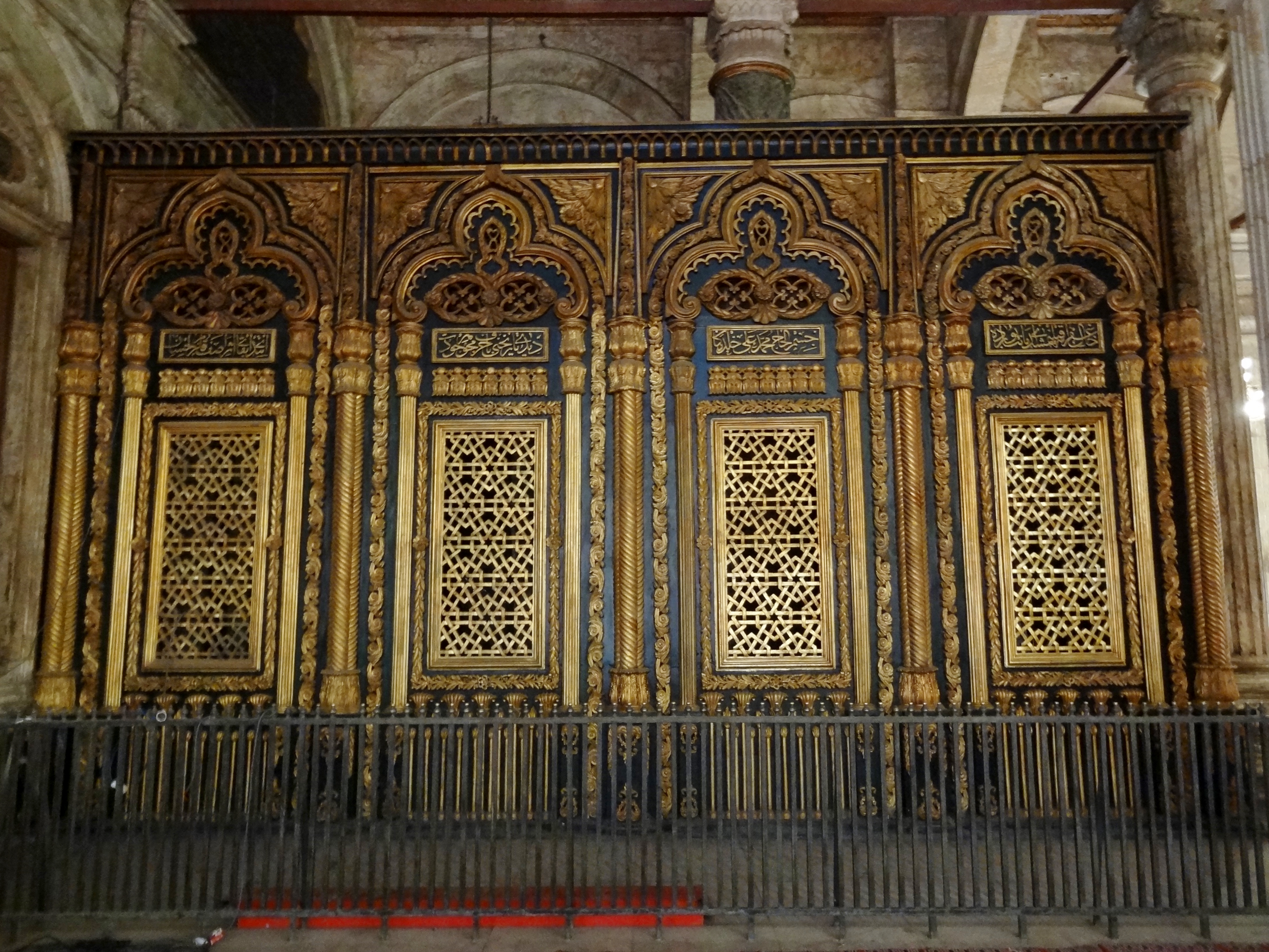
المقصورة النحاسية لقبر محمد علي باشا
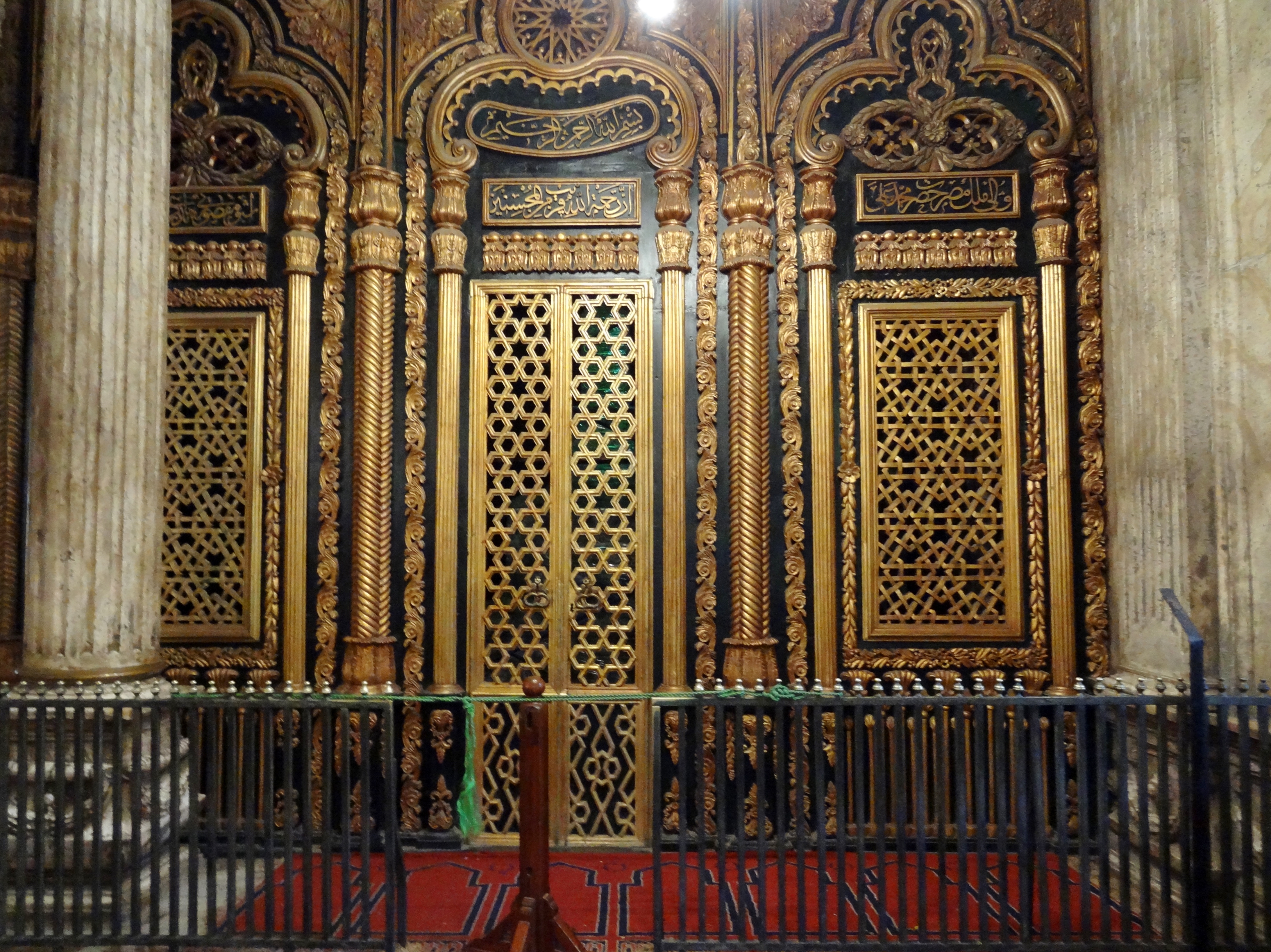
المقصورة النحاسية لقبر محمد علي باشا
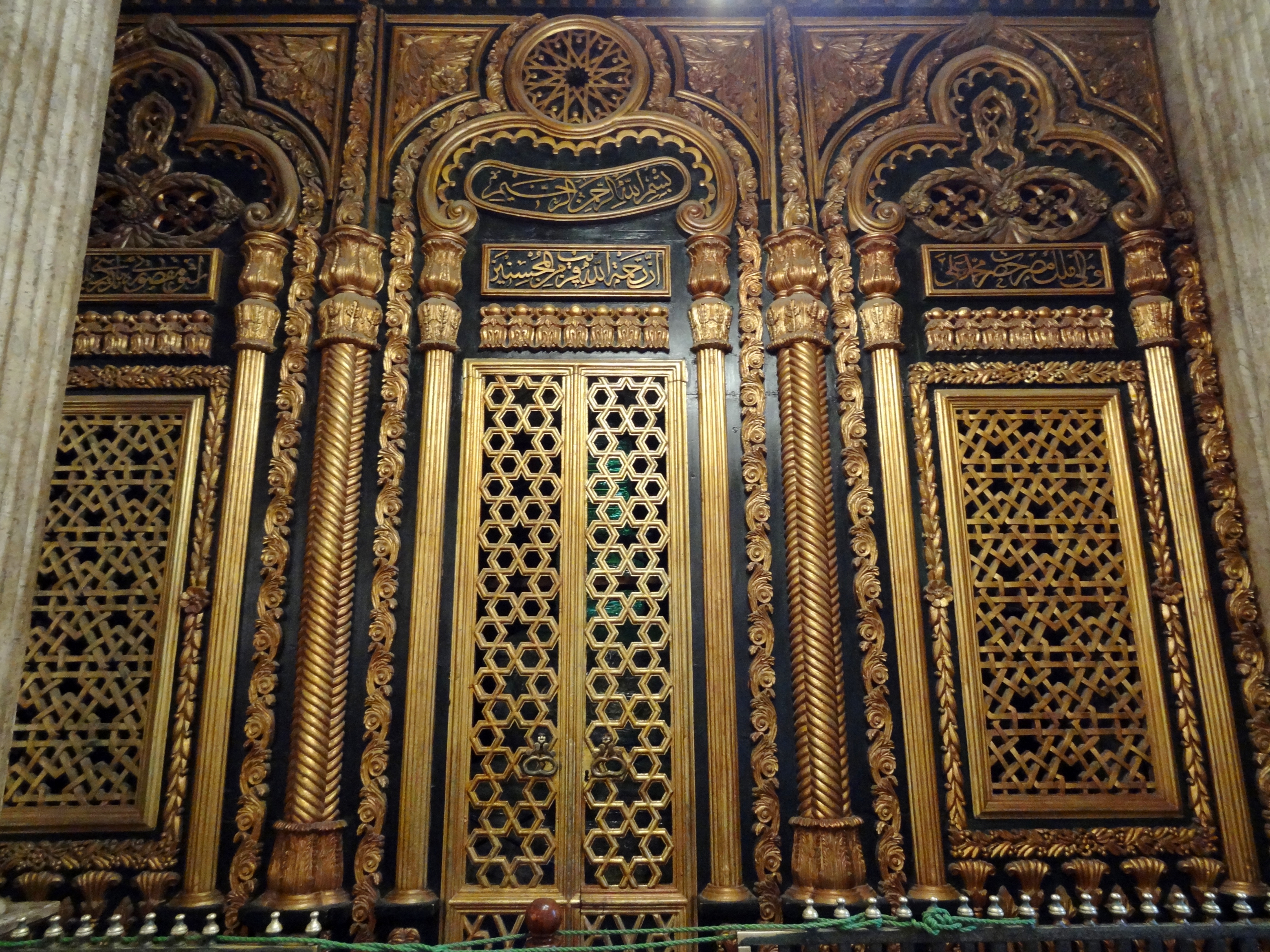
المقصورة النحاسية لقبر محمد علي باشا
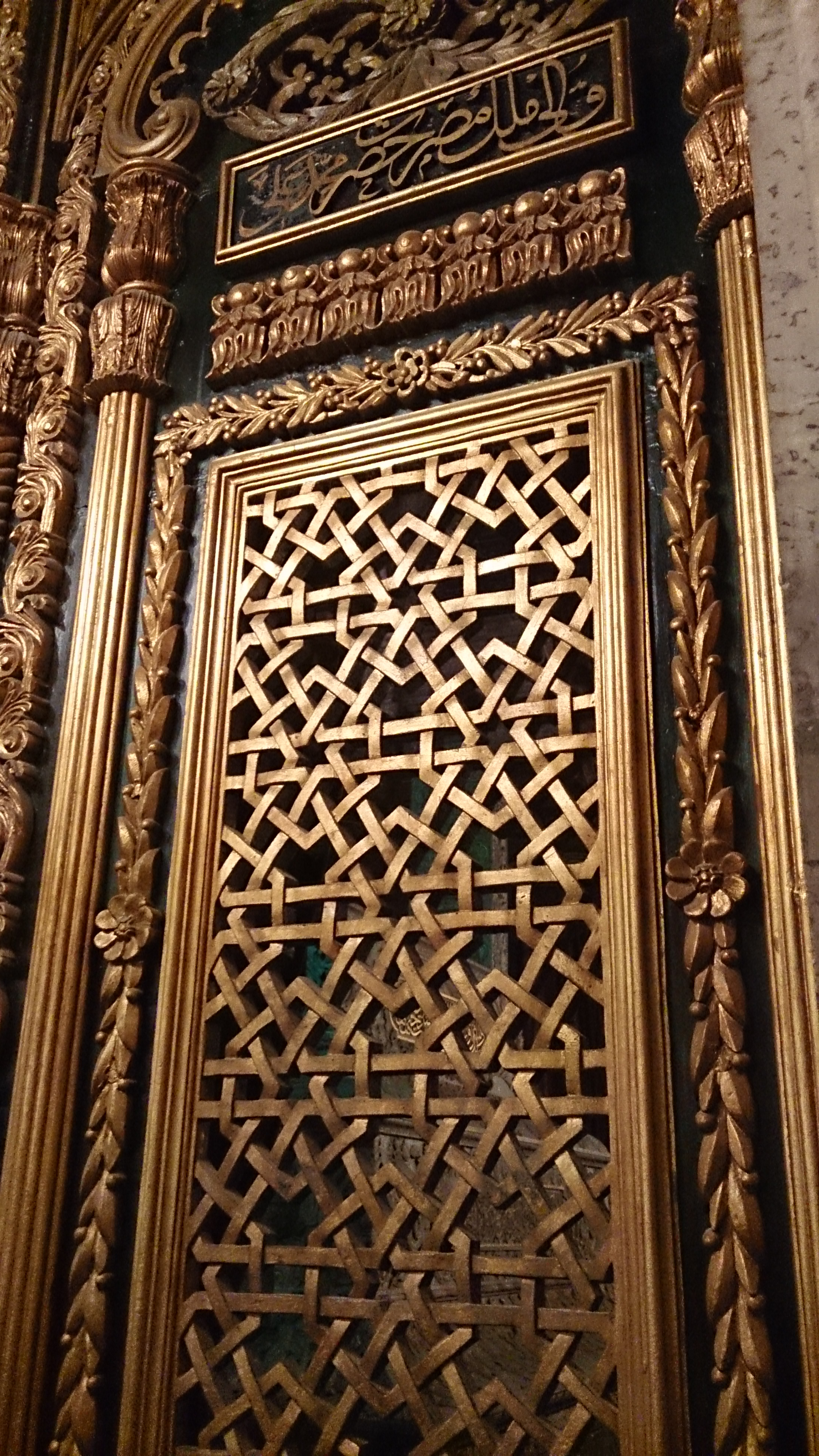
المقصورة النحاسية لقبر محمد علي باشا
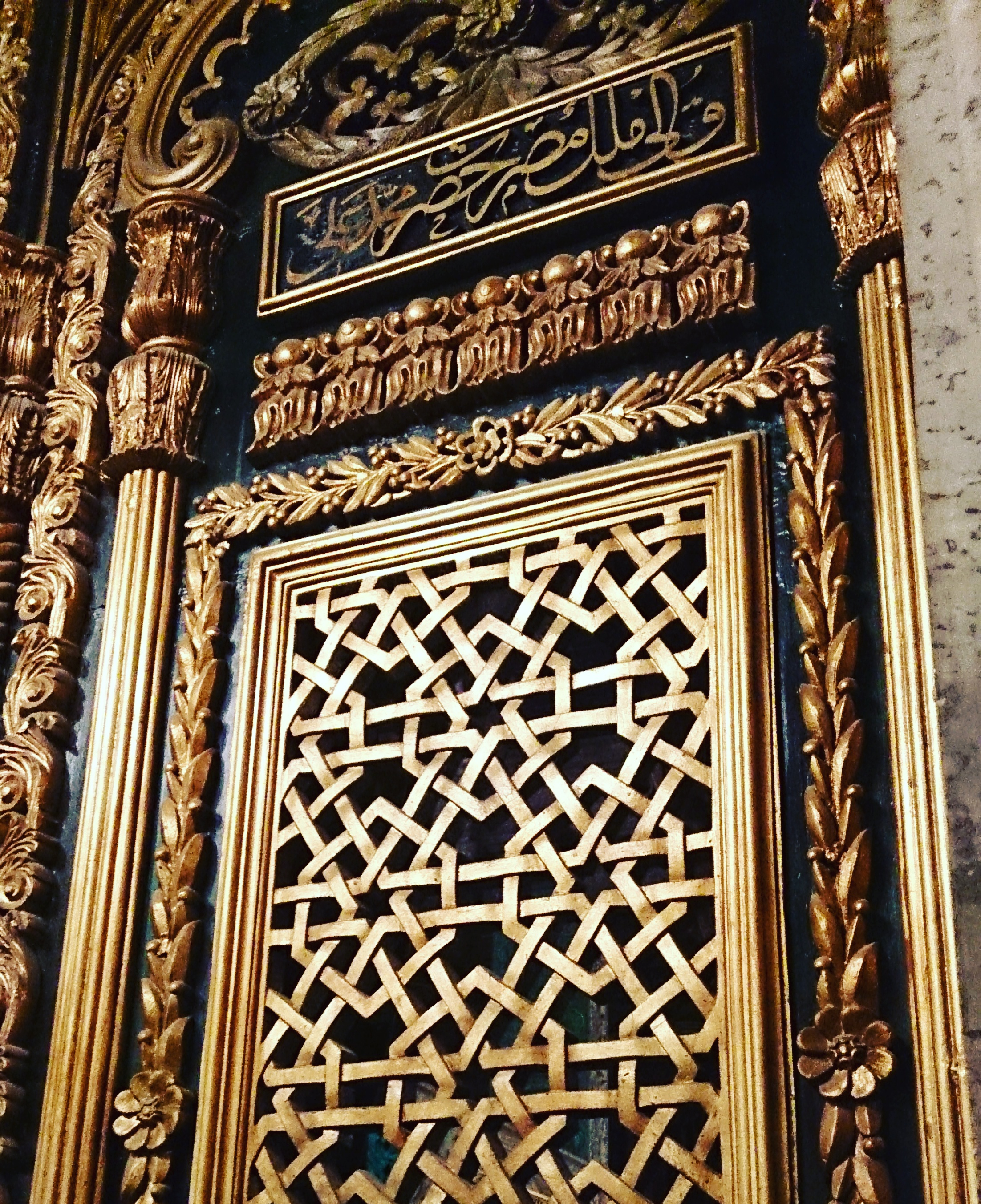
المقصورة النحاسية لقبر محمد علي باشا
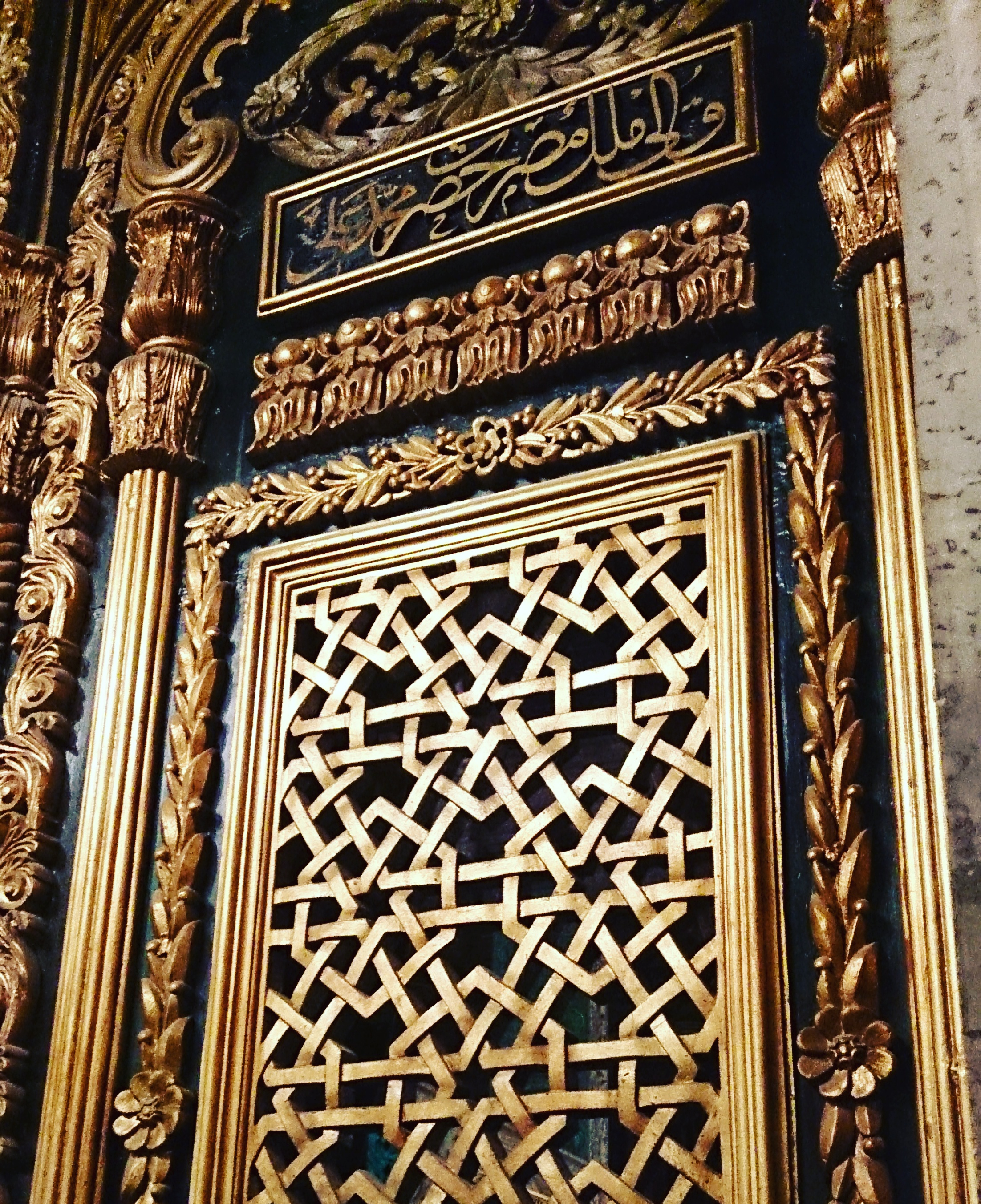
المقصورة النحاسية لقبر محمد علي باشا
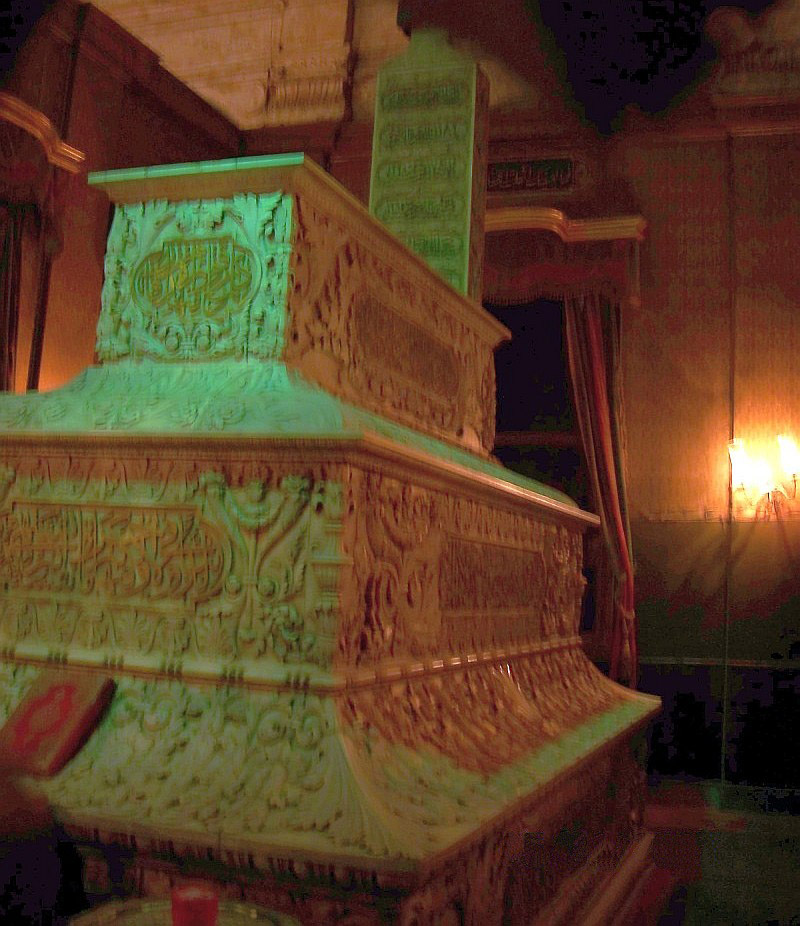
التركيبة الرخامية فوق قبر محمد علي باشا
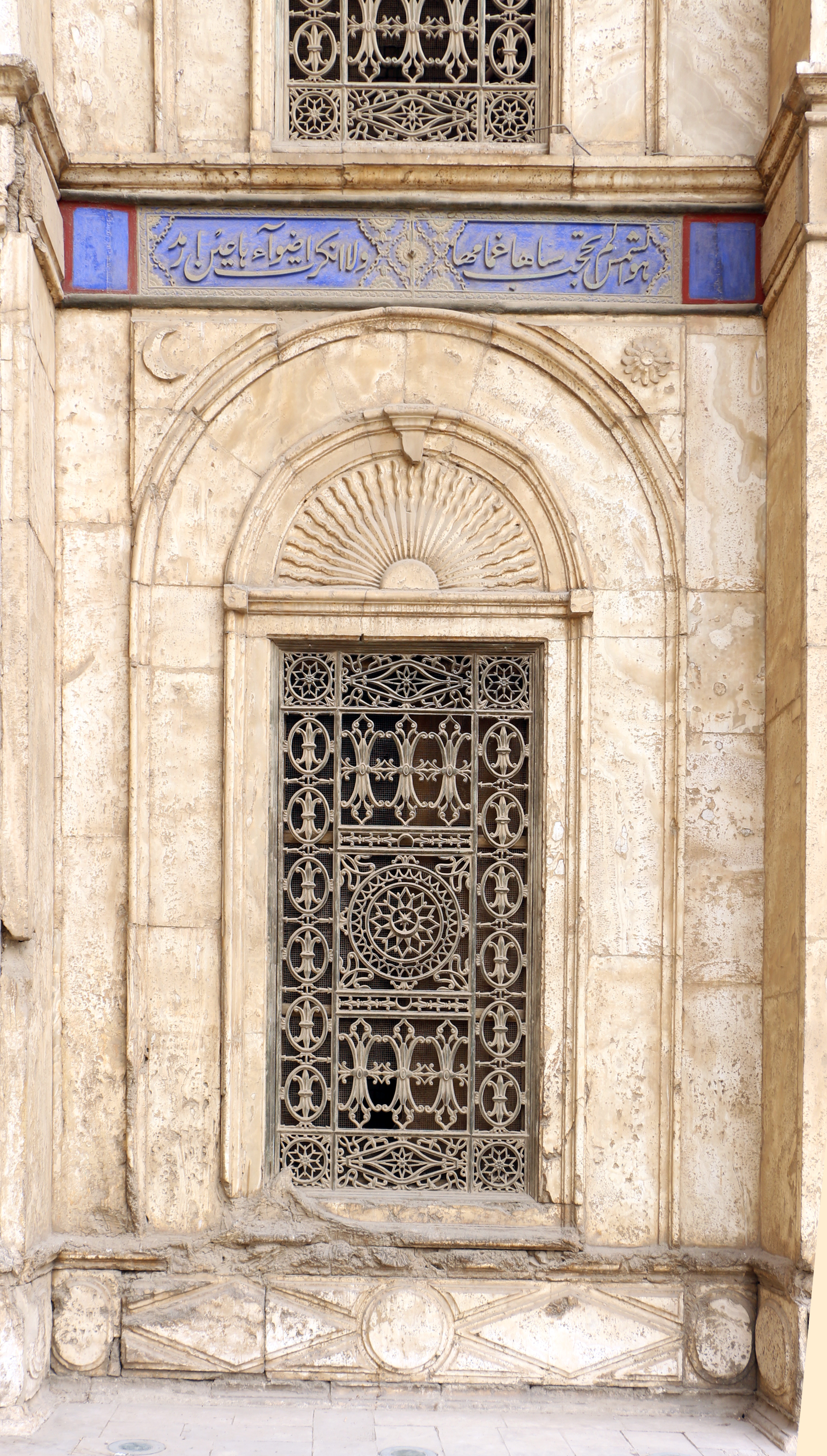
شبابيك المسجد
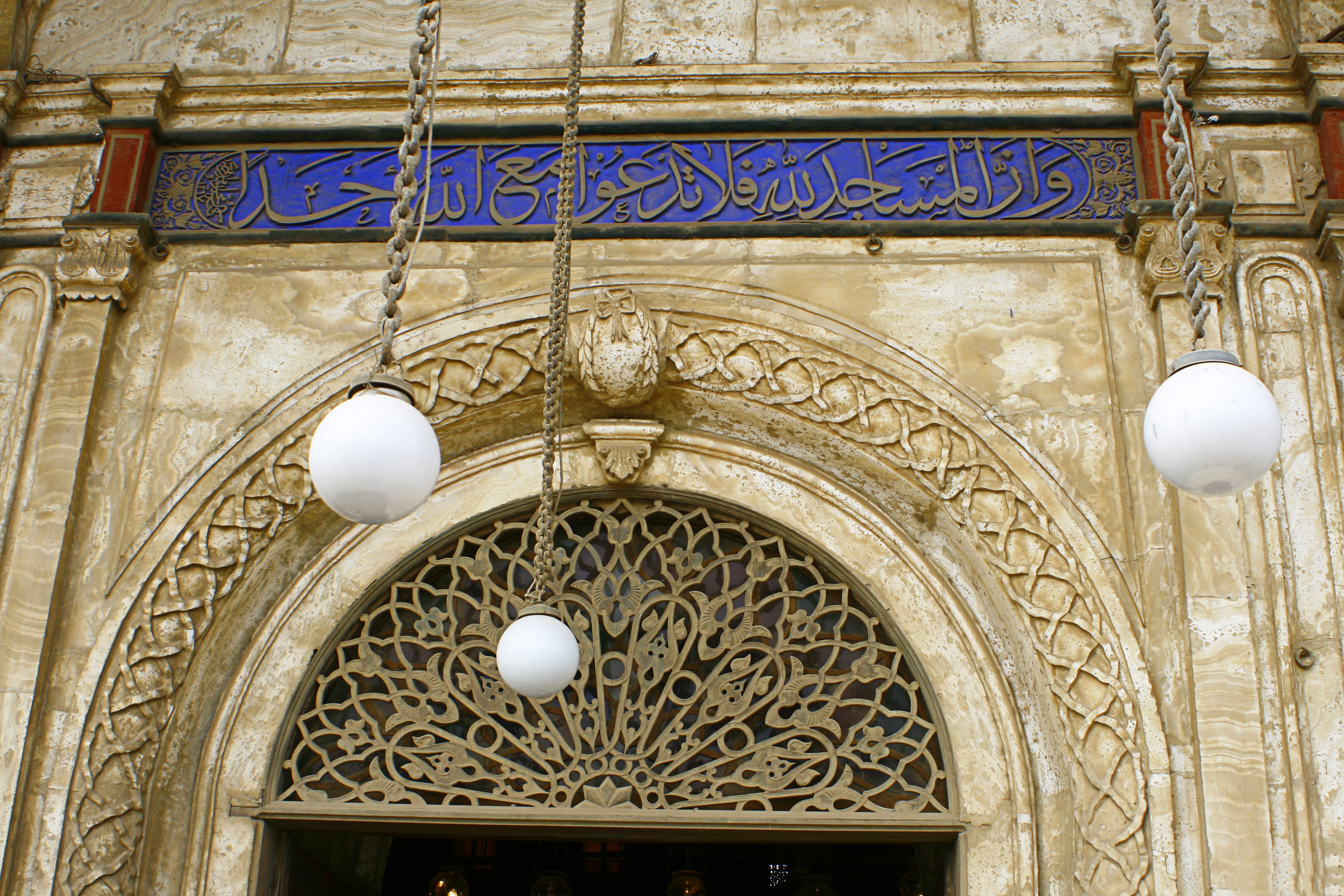
شبابيك المسجد
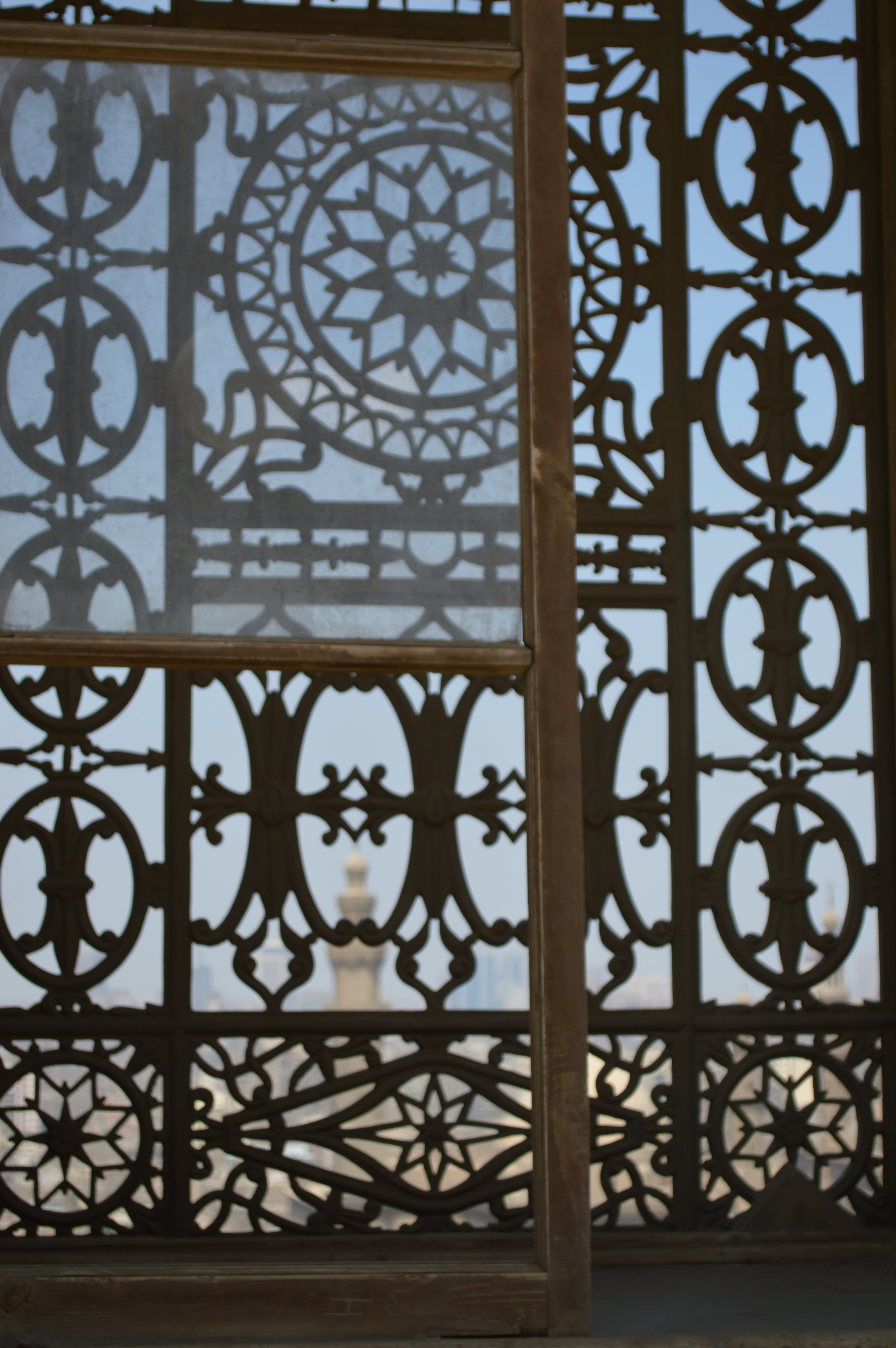
شبابيك المسجد
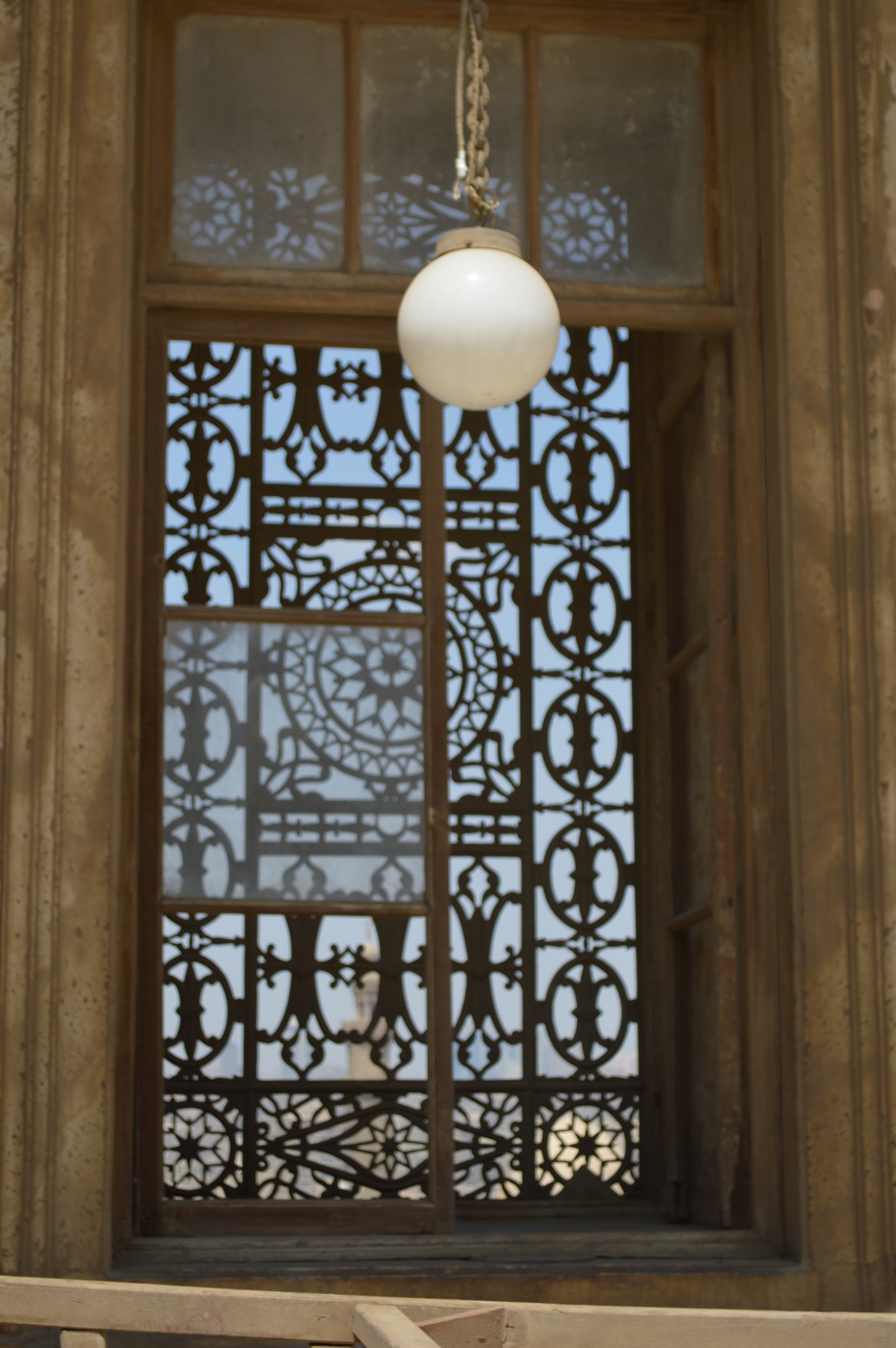
شبابيك المسجد